# Pavia
Pavia (IPA: /paˈviːa/, ; [ˈpɐviːɐ] in dialetto pavese) è un comune italiano di 71 612 abitanti, capoluogo della provincia omonima in Lombardia.
Posta lungo la Via Francigena, la Via Francisca e sulle rive del fiume Ticino, poco a nord dalla confluenza di quest'ultimo nel Po, la città affonda le sue origini all'epoca delle tribù galliche; successivamente divenne municipium romano con il nome di Ticinum. Nel Medioevo ebbe grande rilevanza: fu (insieme a Ravenna e Verona) una delle sedi regie del Regno ostrogoto, poi capitale per due secoli del Regno longobardo e, dal 774 al 1024, capitale del Regno Italico, mentre dal 1365 al 1413 ospitò la corte viscontea. Dal 1361 è sede di una rinomata Università, riconosciuta dal Times Higher Education nel 2024 tra le prime 10 in Italia e tra le 300 migliori al mondo, su un campione di 2 112 istituti universitari presi in esame.
Le origini antiche e un passato storico di rilievo hanno lasciato in eredità a Pavia un ragguardevole patrimonio artistico: fra le principali attrazioni turistiche della città, annoverata tra le città d'arte della Pianura Padana, si possono ricordare il Castello Visconteo, la basilica di San Michele Maggiore, la basilica di San Pietro in Ciel d'Oro, la chiesa di Santa Maria del Carmine, il Duomo, le torri romaniche, i Musei Civici e il Ponte coperto. La città è inoltre il capoluogo di una provincia dedita soprattutto all'agricoltura, in particolare a viticoltura, risicoltura e cerealicoltura, mentre il peso del settore industriale, un tempo molto rilevante, è oggi molto più contenuto. Pavia è inserita nel parco del Ticino (nel 2022 incluso dall'UNESCO nella Rete mondiale di riserve della biosfera) e all'interno dei confini comunali si trovano alcuni boschi (Bosco Negri e Bosco Grande) testimoni della grande foresta planiziale che un tempo ricopriva la Pianura Padana.

## Geografia fisica

### Territorio
Pavia poggia su un terreno di origine fluvio-glaciale, formato da depositi alluvionali risalenti al Pleistocene con alternanze variamente frequenti, sia in senso orizzontale che verticale, di tipi litologici permeabili (ghiaie e sabbie) e impermeabili (limi e argille), e ciò rende possibile la formazione di numerose falde idriche e assicura alla zona un rifornimento idrico molto elevato.

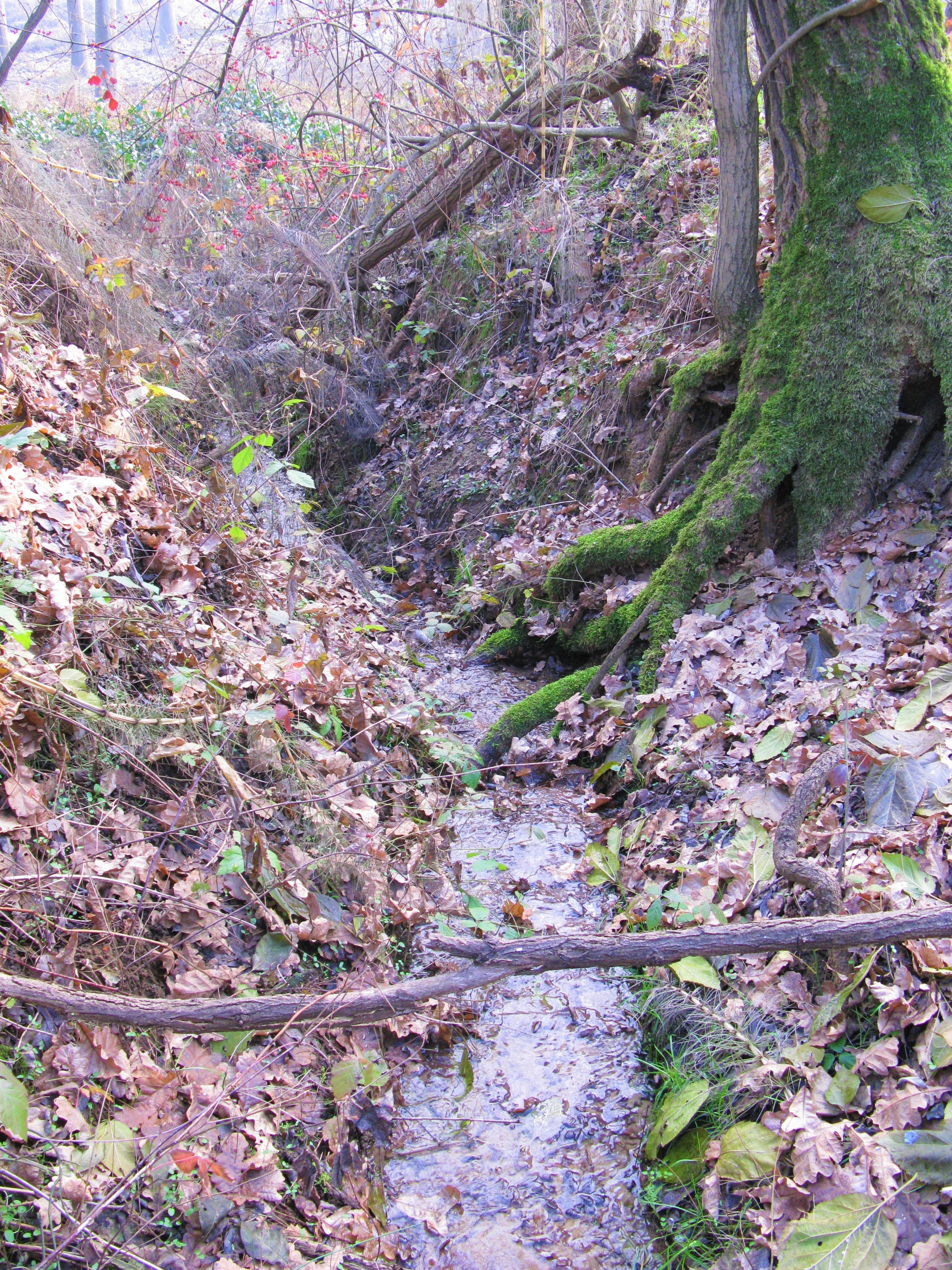
Una risorgiva nella valle della Vernavola presso Montebolone.

La città occupa un'area di 62,86 km² a occidente della Lombardia, situata lungo la cosiddetta "fascia delle risorgive", laddove vi è l'incontro, nel sottosuolo, tra strati geologici a differente permeabilità, aspetto che permette alle acque profonde di riaffiorare in superficie.
Pavia sorge sul ciglio del potente ripiano diluvionale che si stende fra il Ticino e l’Olona, a poca distanza dalla confluenza del Ticino nel Po. Tale ripiano risulta profondamente inciso da altri corsi d’acqua minori. Il ripiano diluvionale su cui posa Pavia appare inciso, in corrispondenza dell’aggregato urbano, da due profondi solchi dovuti all’azione erosiva di due fiumane postglaciali, rappresentate oggi dal Navigliaccio (che scorre nel letto anticamente occupato dalla Calvenza) e dalla Vernavola. I due valloni tendono a convergere proprio alle spalle del sito cittadino, così che la Pavia primitiva veniva a trovarsi su un tronco o moncone di terrazzo pressoché isolato e difficilmente raggiungibile, di forma quasi triangolare, che aveva il Ticino a sud, la Calvenza e poi il Navigliaccio a nord-ovest e la Vernavola a nord-est. Da un punto di vista altimetrico, la città presenta varie altezze. Il punto più alto si trova nella zona del castello Visconteo, circa 80 metri sul livello del mare, per poi lentamente declinare. Da quota 80 metri, si passa a 77 metri in circa 500 metri. A valle di piazza Vittoria, presso la quale si incrociavano il cardo e il decumano della città romana, la pendenza si accentua, fino ad arrivare a poco meno di 60 metri sul livello del mare nei pressi del Ponte Coperto.

### Clima
Pavia ha un clima temperato caldo, stabilmente umido, con estate molto calda (classificazione Köppen-Geiger Cfa) tipico della pianura Padana. D'inverno il clima è rigido e umido con formazione di nebbie al suolo dovute sia alla presenza di numerose rogge e canali - e il fiume Ticino - sia alla scarsa ventilazione. Non sono rari gli episodi nevosi che avvengono in occasione di ondate di freddo o a causa della formazione di un cuscinetto d'aria fredda e stagnante al suolo (inversione termica). L'autunno e la primavera sono le stagioni più piovose mentre l'estate è calda e afosa con frequenti e improvvisi temporali che rinfrescano rapidamente - seppure per breve durata - l'aria.
La temperatura massima media si registra in luglio con 29,8 °C, quella più bassa in gennaio con -2,0 °C. Il mese più piovoso risulta essere ottobre con 88 mm di pioggia; quello meno luglio con 48 mm. Le precipitazioni medie annue si aggirano tra i 750 e gli 800 mm, mediamente distribuite in 81 giorni.
| Pavia               | Mesi | Mesi | Mesi | Mesi | Mesi | Mesi | Mesi | Mesi | Mesi | Mesi | Mesi | Mesi | Stagioni | Stagioni | Stagioni | Stagioni | Anno |
| Pavia               | Gen  | Feb  | Mar  | Apr  | Mag  | Giu  | Lug  | Ago  | Set  | Ott  | Nov  | Dic  | Inv      | Pri      | Est      | Aut      | Anno |
| ------------------- | ---- | ---- | ---- | ---- | ---- | ---- | ---- | ---- | ---- | ---- | ---- | ---- | -------- | -------- | -------- | -------- | ---- |
| T. max. media (°C)  | 3,9  | 7,7  | 13,4 | 18,4 | 23,3 | 27,2 | 29,8 | 28,6 | 24,6 | 17,6 | 10,0 | 4,9  | 5,5      | 18,4     | 28,5     | 17,4     | 17,5 |
| T. min. media (°C)  | −2,0 | −0,4 | 3,4  | 7,1  | 11,4 | 15,0 | 17,1 | 16,5 | 13,5 | 8,7  | 3,6  | −0,3 | −0,9     | 7,3      | 16,2     | 8,6      | 7,8  |
| Precipitazioni (mm) | 57   | 56   | 69   | 74   | 74   | 60   | 48   | 52   | 59   | 88   | 81   | 64   | 177      | 217      | 160      | 228      | 782  |
| Giorni di pioggia   | 7    | 7    | 8    | 8    | 8    | 6    | 5    | 5    | 5    | 7    | 8    | 7    | 21       | 24       | 16       | 20       | 81   |

## Etimologia
In età romana Pavia era chiamata Ticinum; solo in età longobarda cominciò a essere chiamata Papia, toponimo da cui deriva il nome moderno della città, che potrebbe provenire da un nome di gens romana, forse Papiria, e vorrebbe dunque dire "terra della gens Papiria". Secondo alcune ipotesi, il nome Papia sarebbe derivato dal greco Papìas ("custode del palazzo"), nome che le sarebbe stato dato da soldati bizantini venuti a combattere i Goti con riferimento a un palazzo Reale di Teodorico, ma l'ipotesi è poco probabile. Secondo Gian Piero Bognetti il toponimo sarebbe derivato dal termine goto papan, "vescovo", perché nella parte finale della guerra greco-gotica Pavia fu una delle ultime città a cadere sotto il controllo dei bizantini e fu forse, quindi, sede dell'ultimo vescovo della chiesa ariana gotica in Italia settentrionale, ma anche proposta è stata scartata da gran parte degli studiosi. In realtà l'origine del toponimo Papia resta ancora un mistero, si può solo osservare che, a differenza della stragrande maggioranza dei municipia romani della penisola italiana, Pavia è forse l'unico caso di centro abitato che, pur non conoscendo fasi di abbandono, cambiò radicalmente il proprio nome durante l'alto medioevo. Ticinum deriva invece chiaramente dal fiume Ticino, chiamato Ticinus dai Romani, nome di origine prelatina e di etimologia incerta.

## Storia

### Epoca romana

Il centro storico visto dal cielo. Si può osservare lo schema urbanistico regolare con struttura ortogonale risalente al I secolo a.C.

Il primo insediamento nell'area di Pavia si deve ad antiche popolazioni della Gallia transpadana, forse i Levi, i Marici o gli Insubri, che crearono il primitivo abitato nell'area, precedentemente abitata da popolazioni appartenenti alla cultura di Golasecca, dove Belloveso sconfisse gli Etruschi intorno al 600 a.C. Nel 218 a.C. i romani, guidati da Publio Cornelio Scipione, gettarono un ponte sul Ticino dove ora sorge Pavia, che distrussero dopo la sconfitta, subita a opera di Annibale, nella battaglia del Ticino. La città fu fondata dai Romani, a cui si deve la pianta della città, rimasta intatta (insieme alla rete fognaria) fino a oggi, a castrum (accampamento militare) romano; la città aveva il nome di Ticinum e fu elevata a municipium nell'89 a.C. Nell’inverno del 9 a.C. l’imperatore Augusto e la sua consorte Livia si spinsero fino a Ticinum (Pavia) per incontrare il figlio di Livia, Tiberio, reduce dalle campagne di Dalmazia e Pannonia. Qui li raggiunse la drammatica notizia del gravissimo incidente accaduto a Druso, secondo figlio di Livia, mentre conduceva le operazioni militari sul fronte renano. Inviato in tutta fretta dall’imperatore, Tiberio, con un viaggio memorabile per celerità (200 miglia in un giorno e una notte, attraverso le Alpi, fino all’accampamento estivo d’oltre Reno, che fu poi chiamato Castra Scelerata), riuscì a raccogliere l’ultimo sospiro del fratello; ne curò poi il trasporto a Pavia precedendolo sempre a piedi, e di qui con l’imperatore seguì il funebre viaggio fino a Roma.
Nel 271 si combatté la prima delle battaglie che coinvolsero la città o le sue immediate vicinanze (Battaglia di Pavia). L’imperatore romano Aureliano sconfisse definitivamente gli Alemanni che dopo una serie di vittorie stavano fuggendo lungo la via Emilia dopo la sconfitta subita nella battaglia di Fano. La vittoria di Aureliano fu completa, con l'intero esercito alemanno distrutto e il bottino delle loro incursioni recuperato.
A partire da Aureliano, fino a Costantino I, fu anche sede di un'importante zecca, battendo moneta sia durante il periodo degli Imperatori illirici, sia durante la tetrarchia e la successiva guerra civile. Ticinum era il punto di arrivo di un'importante strada romana proveniente dalle Gallie e, grazie al porto sul Ticino, era uno snodo fondamentale nelle comunicazioni fluviali tra l'Adriatico e il Lago Maggiore. La città, già sede di importanti alloggiamenti militari, nel IV secolo d.C. crebbe d'importanza e divenne anche sede di una fabbrica statale di archi.

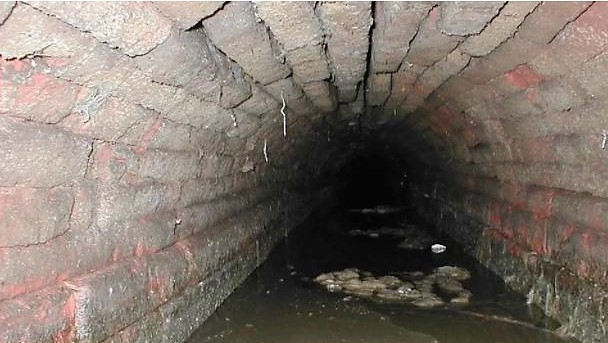
Uno dei tratti della fognatura di età romana presente nel sottosuolo del centro storico della città.

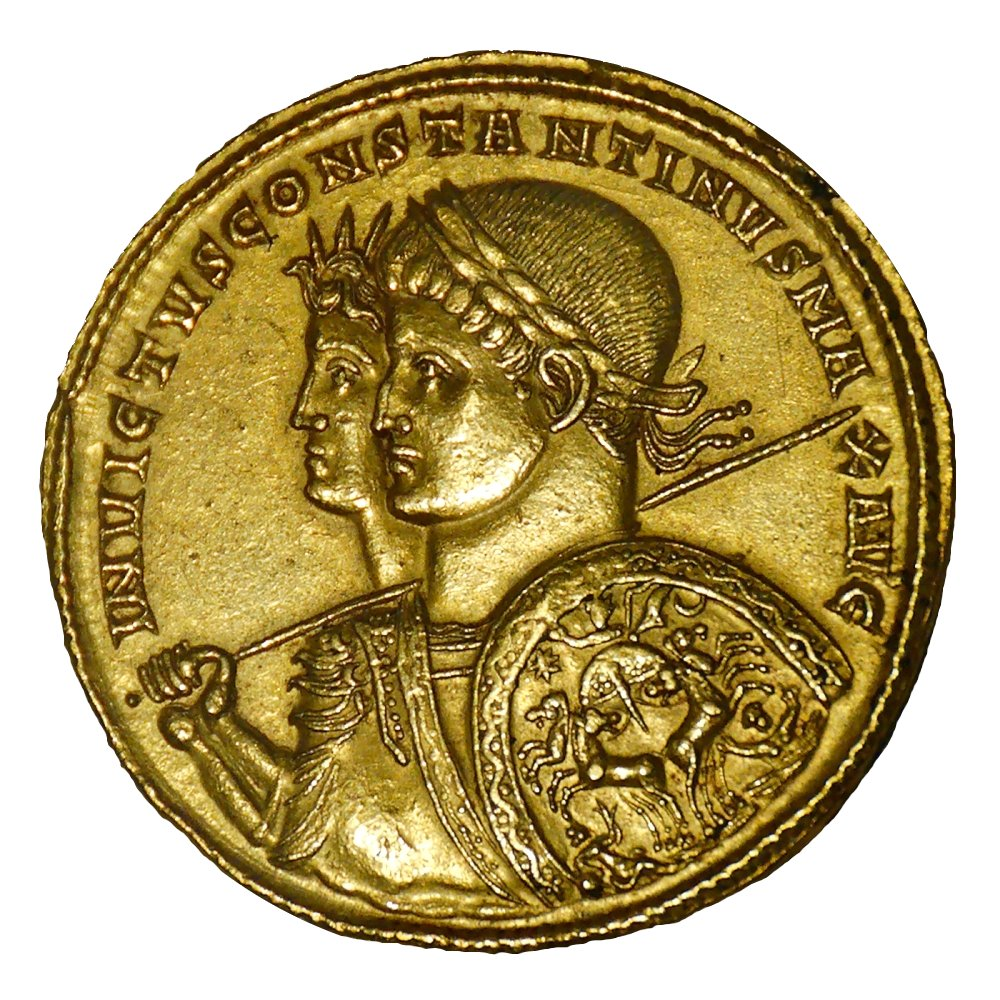
Multiplo di un aureo della zecca di Ticinum del 313 del peso di 39.79 g. Rappresenta sul dritto il busto di Costantino I a fianco del Sol Invictus (oggi presso il Cabinet des médailles).

Sempre nel IV secolo d.C. cominciò ad affermarsi (secondo la tradizione grazie alla predicazione di San Siro) il cristianesimo, e sorsero le prime chiese, come quella dei Santi Gervasio e Protasio o quella di Santi Nazario e Celso, fondata dal terzo vescovo di Pavia, Evenzio, tra il 381 e il 397. Sempre in città crebbe San Martino, che, seguendo il padre, un ufficiale romano trasferito intorno al 325 d.C. con il suo reparto dalla Pannonia a Pavia, e qui fu educato. Nel 350 l’usurpatore gallico Magnezio, disceso in Italia, si scontrò a sua volta con le forze di Costanzo II a Pavia, riportando una parziale vittoria prima che gli insuccessi in Pannonia segnassero in maniera irreversibile il declino delle sue fortune. Nonostante gli insuccessi militari, Magnezio riuscì infine a sconfiggere nuovamente Costanzo II a Pavia nel 352.
Stilicone (tra 406 e 407), nelle operazioni militari contro Alarico, trasferì a Pavia parte dell'esercito, evidenziando il cambiamento di ruolo assunto da Ticinum, da centro subalterno a Milano a palcoscenico principale dell'Italia settentrionale. Il 476 d.C. segna una data epocale per la città e non solo: Oreste, incalzato dalla ribellione di Odoacre, vi si rifugiò, poiché confidava nelle possenti fortificazioni della città, ma Pavia fu assediata e conquistata, segnando, con la morte di Oreste e la deposizione del figlio Romolo Augustolo, la fine dell'Impero romano d'Occidente. Nell'anno 500 vi morì Sant'Onorata da Pavia.

### Epoca medievale

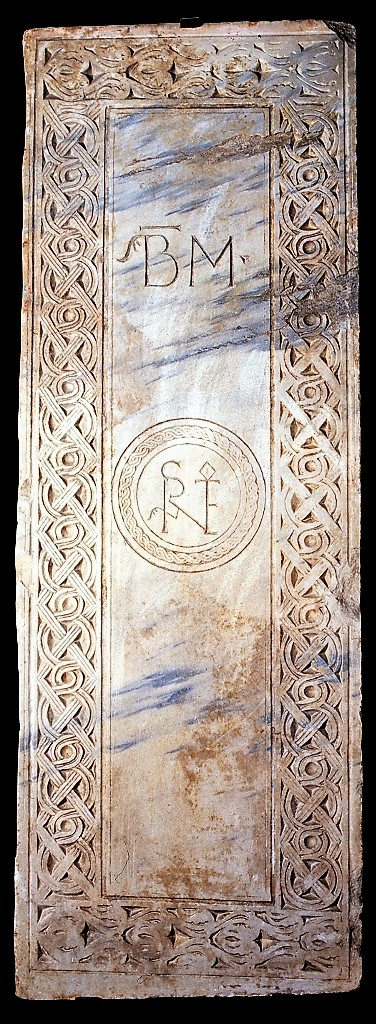
Epigrafe di Severino Boezio, rinvenuta a Villaregio, Pavia, Musei Civici.

Durante le lotte tra Teodorico e Odoacre per il controllo dell'Italia, il primo, nell'inverno tra il 489 e il 490, si rinchiuse in Pavia, dove fu assediato da Tufa. Nei primi mesi del 490, grazie all'arrivo di soccorsi inviati dai Visigoti, Teodorico poté rompere l'assedio. Verosimilmente, anche grazie ai rapporti che si instaurarono durante l’assedio tra la città, e in particolare il suo vescovo Epifanio, e Teodorico e data anche la posizione ben difendibile di Pavia, collegata inoltre a Ravenna e all'Adriatico tramite le vie d’acqua, spinsero il sovrano ostrogoto a creare in città un palazzo Reale, facendo divenire così la città, insieme con Ravenna e Verona, una delle tre sedi del regno. Nel primo trentennio del VI secolo in città sono infatti documentati parecchi interventi edilizi promossi dalla monarchia ostrogota relativi al palazzo Regio, alle mura, alle terme (che nel VII secolo sarebbero divenute le uniche ancora funzionanti in Europa al di fuori dell'Impero Romano d'Oriente) e all'anfiteatro. Nel 538 i bizantini assediarono Pavia, dove si era rinchiuso re Vitige, ma l'assedio fallì. Dal 540 la città divenne la sede della corte e del tesoro reale e qui furono eletti i re Ildibaldo, Erarico e Totila. Nel difficile biennio 552-553 Pavia si distinse come il più importante centro militare del regno ostrogoto: qui fu eletto l’ultimo re goto Teia e Pavia fu l’ultima città gota a cadere nelle mani dei bizantini.

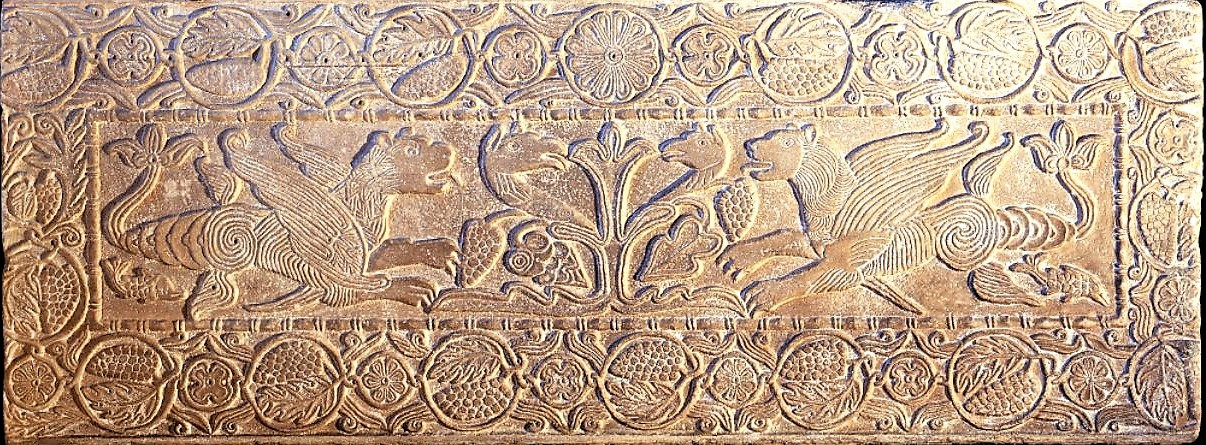
Uno dei Plutei di Teodote, una delle più alte testimonianze della scultura longobarda, Musei Civici.

Venne conquistata dai Longobardi nel 572 che ne fecero la capitale del loro regno, con il nome di Papia, da cui il nome moderno. Le principali conseguenze che il ruolo di capitale portò a Pavia, ovvero le “specificità” della capitale rispetto alle altre città del regno, furono in particolare la residenza del re in città e il funzionamento del palazzo Regio. Il ruolo di capitale comportava la convocazione annuale delle assemblee degli exercitales longobardi, durante le quali furono promulgate nel 643 l’editto di Rotari e, successivamente, le altre leggi longobarde. Diversamente dai re franchi, quelli longobardi avevano residenza fissa nel palazzo Reale: ciò rafforzava l’autorità regia dato che ogni anno, intorno al primo marzo, presso il palazzo, si teneva una grande assemblea dove venivano emanate le leggi e venivano dibattute le grandi questioni del regno. Tuttavia si trattava anche di un momento molto delicato, dato che, come più volte si verificò, se una fazione avversa al sovrano riusciva a occupare il palazzo e il tesoro regio, di fatto poteva impadronirsi del regno: per i longobardi l’autorità del sovrano poteva essere esercitata solo se egli aveva il pieno controllo del palazzo. La residenza in città delle élite aristocratiche del regno contribuiva a fare di Pavia, non solo il centro urbano principale, ma anche il punto di riferimento per l’intera popolazione del regno. 

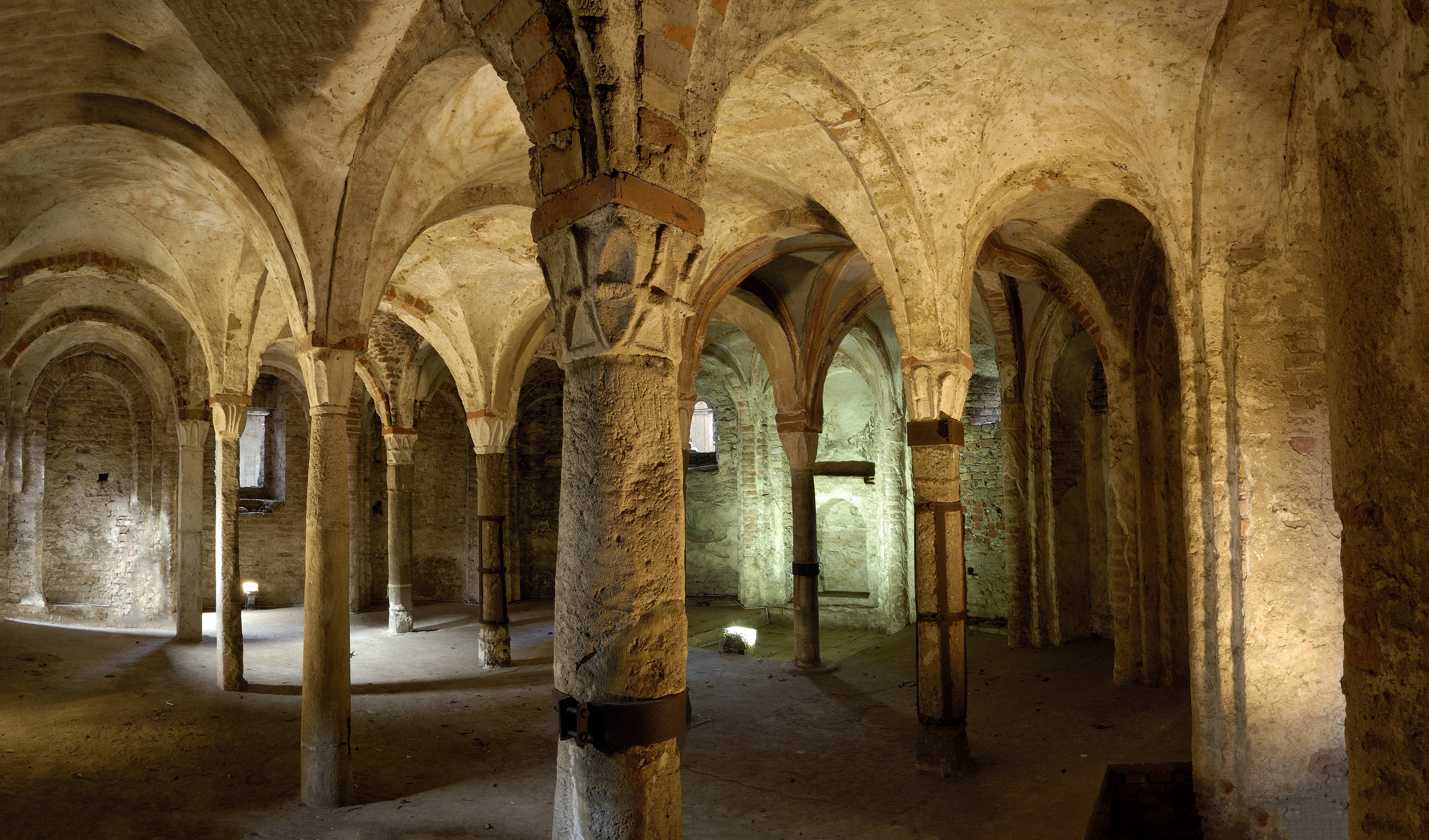
La cripta della chiesa di Sant'Eusebio, fino al 658 cattedrale ariana della città.

La residenza regia a Pavia influenzò molto anche le vicende della sede episcopale della capitale, che, fino dalla sua fondazione, nel IV secolo, era sottoposta all’autorità della metropoli milanese. La dipendenza del vescovo di Pavia da quello di Milano andò in crisi all’arrivo dei Longobardi. Infatti, tra la fine del VII e l'inizio dell'VIII secolo, il vescovo di Pavia, come presule di una città capitale di regno, fu sottoposto direttamente alla sede romana e reso autonomo dall’autorità del metropolita milanese (tale “indipendenza” durò fino all’età moderna). La città conobbe profondi cambiamenti nella topografia urbana, come l’abbandono del foro di età classica e la creazione di nuovi edifici di culto cristiani. Il principale fenomeno che investì la topografia urbana di Pavia in età longobarda consistette nella fondazione di edifici ecclesiastici. Fino alla metà del VI secolo sono attestate solo due chiese cristiane in città, mentre, tra il 569 e il 774, furono fondate almeno 21 tra chiese e monasteri. Otto sono fondazioni regie, 4 aristocratiche e 1 sola episcopale. Determinante fu la creazione di edifici ecclesiastici da parte dei sovrani: la fondazione di una chiesa, spesso destinata alla sepoltura del fondatore, divenne infatti dal VII secolo l’atto principale con cui la monarchia longobarda dimostrò la propria appartenenza e adesione al mondo cristiano. Il regno longobardo durò per due secoli, fino al 774, quando venne conquistata da Carlo Magno.

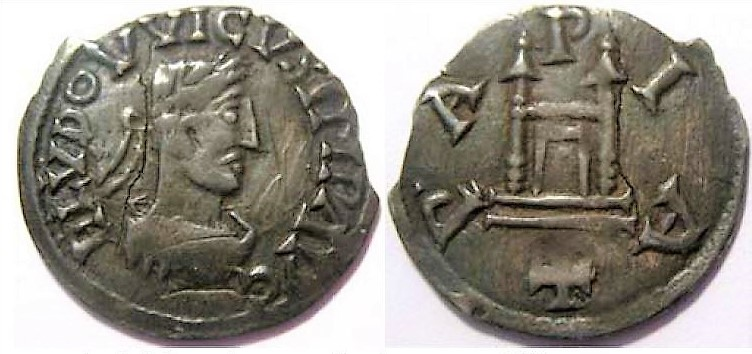
Zecca di Pavia, denaro di Ludovico il Pio.

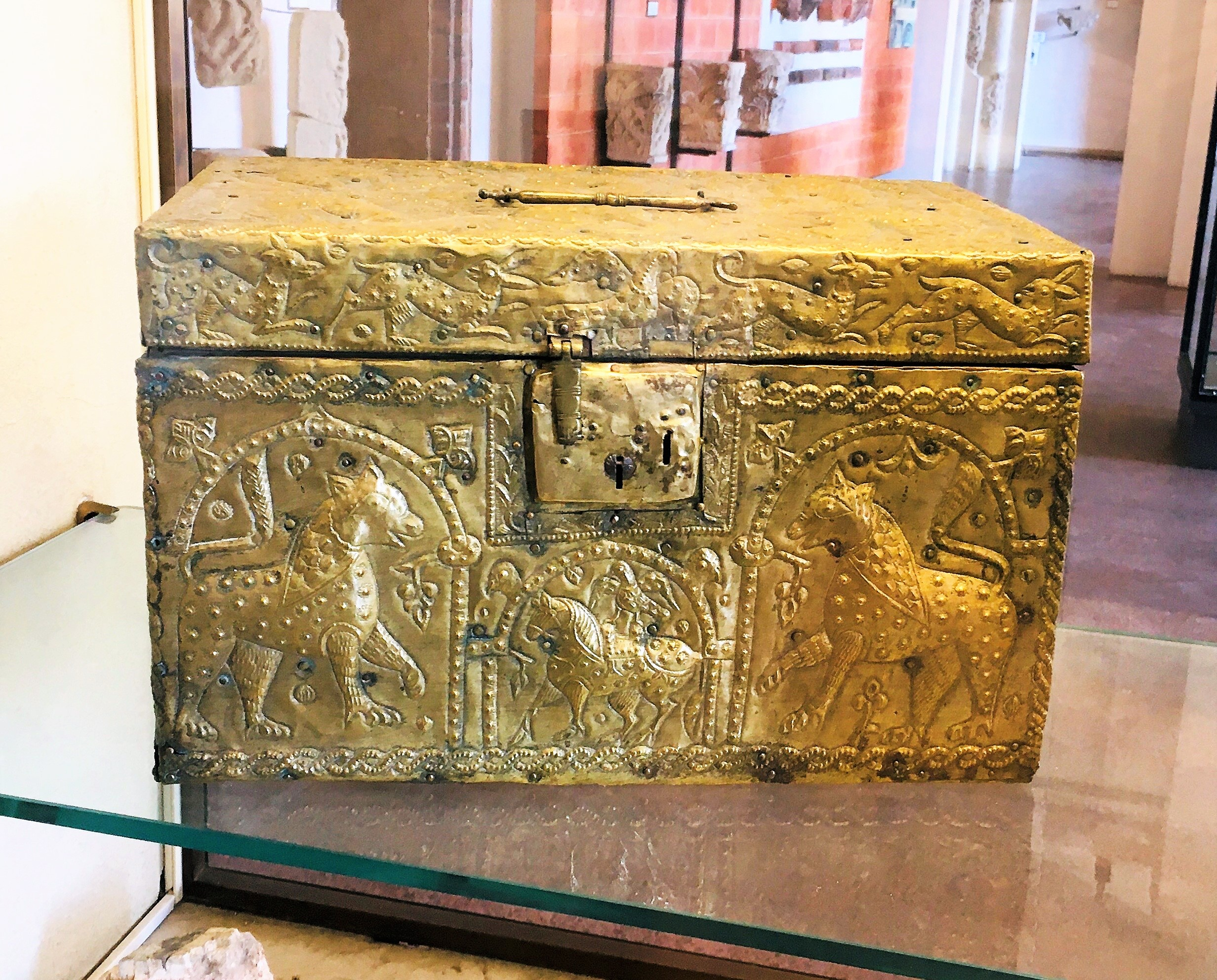
Cofano in lamina sbalzata proveniente dal Daghestan, arte islamica, XI secolo, dalla chiesa di San Teodoro, Musei Civici.

Pavia rimase capitale del Regno d'Italia anche durante il periodo carolingio e ottoniano: nella chiesa di San Michele Maggiore a Pavia, Berengario del Friuli e i suoi successori fino a Berengario II e Adalberto II, furono incoronati Re d'Italia.

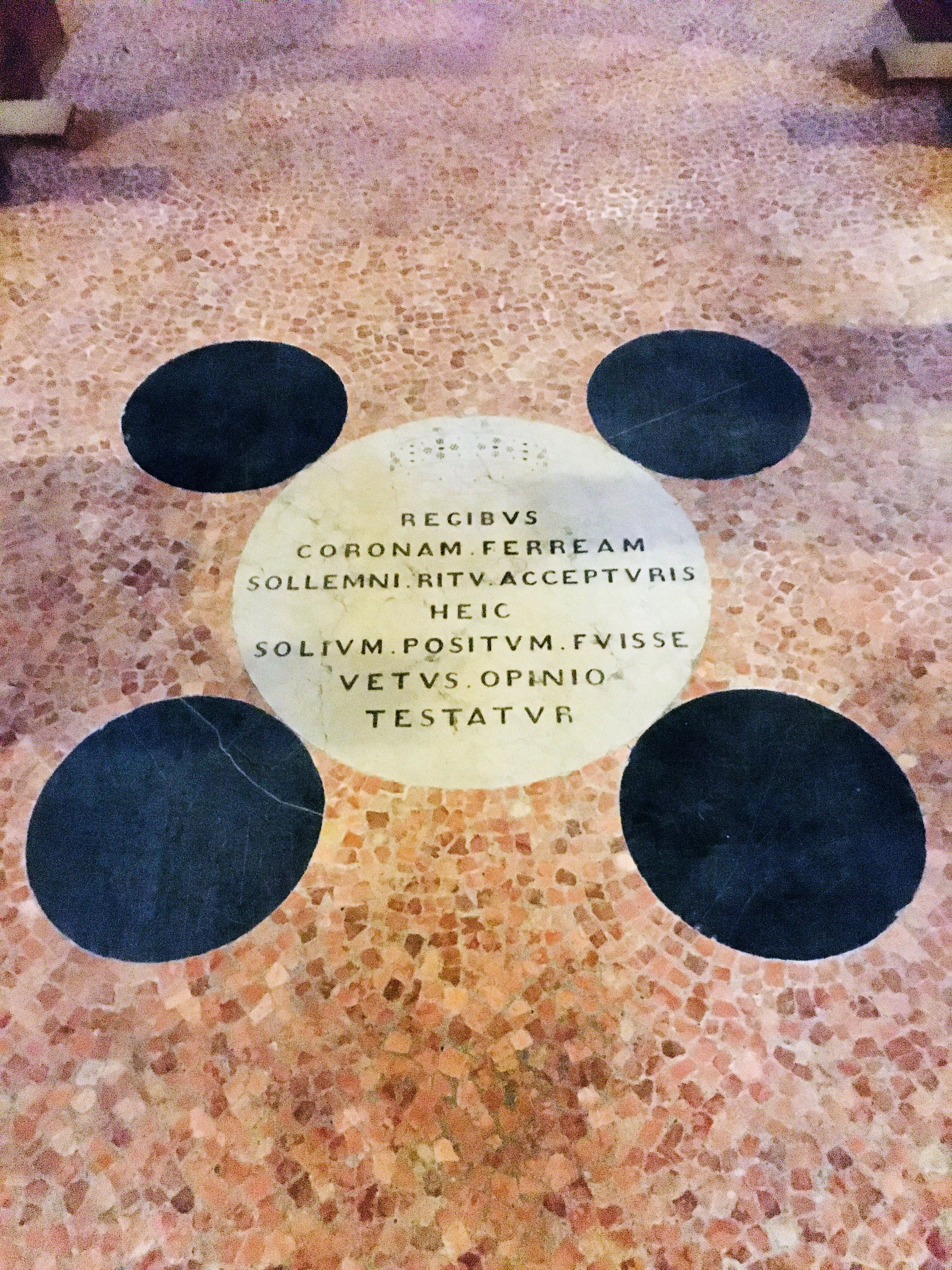
Basilica di San Michele, le cinque pietre, già menzionate nelle Honorantiae civitatis Papiae (1020 circa), sopra le quali veniva posto il trono durante le incoronazioni. La scritta e la rappresentazione della Corona Ferrea nella pietra centrale furono aggiunte nell'Ottocento.

La città era la sede del palazzo Reale, del massimo tribunale del regno e della principale zecca regia fino al 1024. Inoltre, il 25 maggio dell'anno 825 l'imperatore Lotario I con il capitolare di Corteolona fondò presso il palazzo Reale la Schola Papiense, scuola di diritto, di retorica e arti liberali, alla quale dovevano recarsi tutti gli studenti di Milano, Brescia, Lodi, Bergamo, Novara, Vercelli, Tortona, Acqui, Genova, Asti e Como.
Durante il periodo ottoniano Pavia godette di un periodo di benessere e sviluppo. L’antica capitale longobarda si distinse dalle altre città della pianura padana per la sua fondamentale funzione di crocevia di importanti commerci, sia di derrate alimentari sia di oggetti di lusso. I traffici commerciali vennero favoriti soprattutto dalle vie d’acqua utilizzate dall’imperatore per i suoi spostamenti: dal Ticino si raggiungeva facilmente il Po, asse diretto con il mare Adriatico e i traffici marittimi. Inoltre, con l’avvento degli Ottoni (Ottone I sposò a Pavia Adelaide di Borgogna nel 951 e la coppia risiedette a lungo, in diversi periodi, in città), Milano perse nuovamente importanza a favore di Pavia, la cui preminenza venne sancita, tra l’altro, dalle coniazioni della zecca pavese. L'importanza della città in quei secoli è evidenziata anche dal resoconto del geografo arabo Ibrāhīm al-Turtuši, che viaggiò nell’Europa centro-occidentale tra il 960 e il 965 e visitò Verona, Rocca di Garda e Pavia, da lui definita la principale città della Longobardia, popolosissima, ricca di mercanti e, come Verona, interamente edificata, a differenza di altri centri della regione, in pietra, mattone e calce.
Sempre a cavallo tra X e XI secolo, la città diede i natali a Liutprando da Cremona, vescovo, cronista e diplomatico al servizio di Berengario II prima e poi di Ottone I e Ottone II e di Lanfranco di Canterbury, stretto collaboratore di Guglielmo il Conquistatore e, dopo la conquista normanna del regno Anglosassone, riorganizzatore della chiesa inglese.
Nel 1018 papa Benedetto VIII convocò a Pavia un concilio dove fu rinnovata la condanna contro la simonia ed il concubinato ecclesiastico, un nuovo concilio, convocato sempre da papa Benedetto VIII e dall'imperatore Enrico II, si svolse a Pavia nel 1022 e determinò pesanti misure volte a reprimere il Nicolaismo e la simonia. Nel 1037, con le milizie pavesi, l'imperatore Corrado II assediò Milano, sebbene l'assedio fu poi tolto, le operazioni di devastazione delle campagne milanesi proseguirono fino al 1039. La rivalità tra Pavia e Milano si trasformò in una guerra nel 1056, che proseguì a lungo con alterne vicende (Battaglia di Campomorto (1061)) e Pavia chiamò in aiuto gli imperatori. Nel 1076, durante le lotte tra l'imperatore Enrico IV ed il papa Gregorio VII, Guiberto da Parma, arcivescovo di Ravenna, convocò a Pavia un concilio insieme ai vescovi ed ai diaconi dissidenti verso il pontefice, durante il quale scomunicarono il papa Gregorio VII.

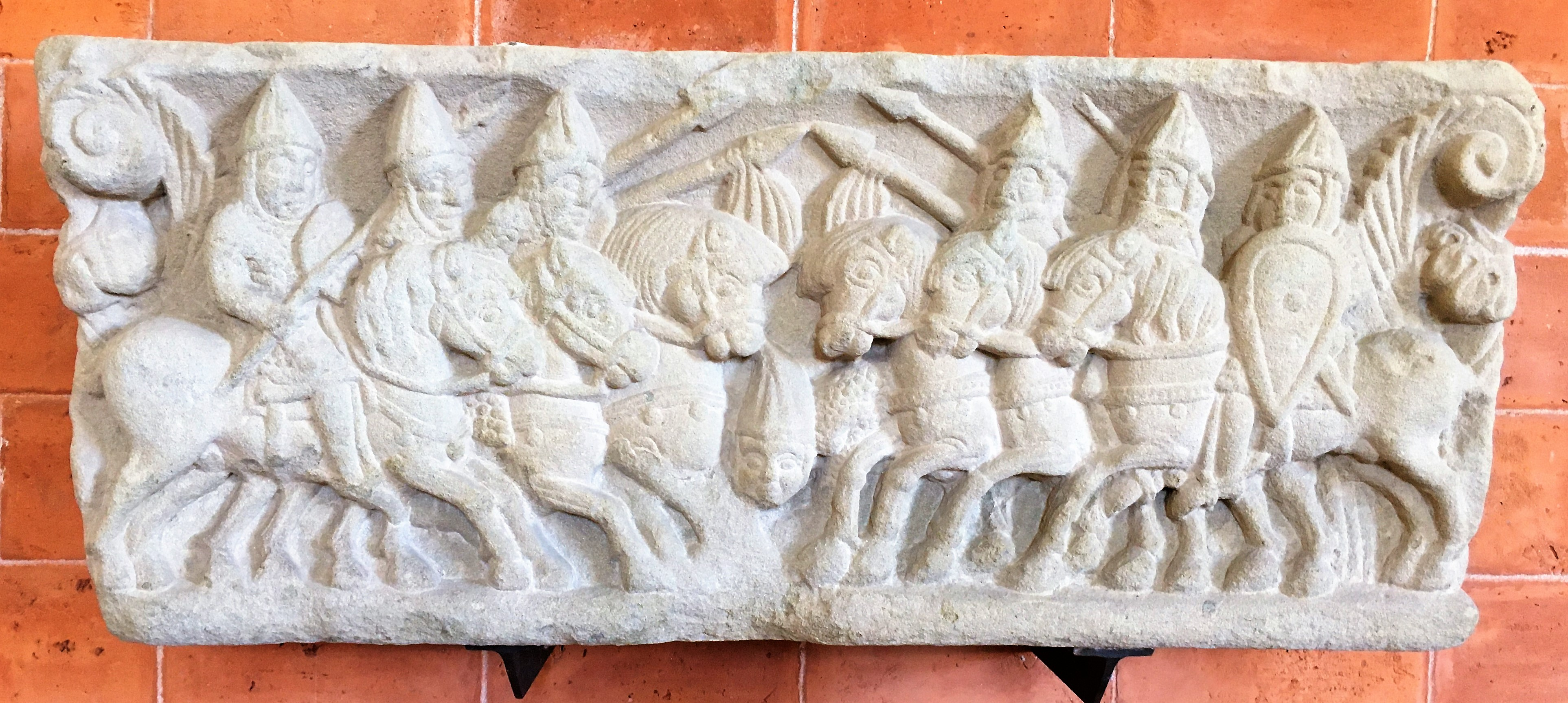
Scontro tra cavalieri, XII secolo, Pavia, Musei Civici.

Durante le guerre tra l'imperatore tedesco Federico Barbarossa (che venne incoronato re d’Italia nella basilica di San Michele Maggiore nel 1155) e i comuni della Lega Lombarda, Pavia (con Como) fu fedele all'esercito imperiale. Nel complesso, il Barbarossa risiedette a Pavia per 13 anni in diversi periodi. Numerose furono quindi anche le soste dell'intera corte imperiale nell'antica capitale altomedievale. La lunga residenza dell'imperatore e del suo entourage a Pavia fu caratterizzata da una serie di richiami espliciti al ruolo e alla memoria della città nel passato, connotando la seconda metà del XII secolo come un vero e proprio revival dei fasti della capitale del regno. Federico rilasciò anche molti diplomi ai ricchi monasteri regi pavesi, utili alleati nel controllo del territorio e nella politica ecclesiastica dell'imperatore. Inoltre, con il decreto imperiale dell’8 agosto 1164, il Barbarossa eliminò completamente ogni autorità palatina dal governo cittadino e riconobbe alla cittadinanza il diritto alla libera elezione dei consoli con la sola clausola che costoro giurassero e facessero giurare al popolo fedeltà all’Impero e ricevessero dall’Imperatore l’investitura e la conferma della carica. L’imperatore concedette inoltre a Pavia il dominio su un vasto distretto che, nel diploma del 1164, abbracciava non soltanto la Lomellina e l’Oltrepò attuale, con le terre tra Pavia e Milano, ma anche una grande parte del territorio Tortonese.

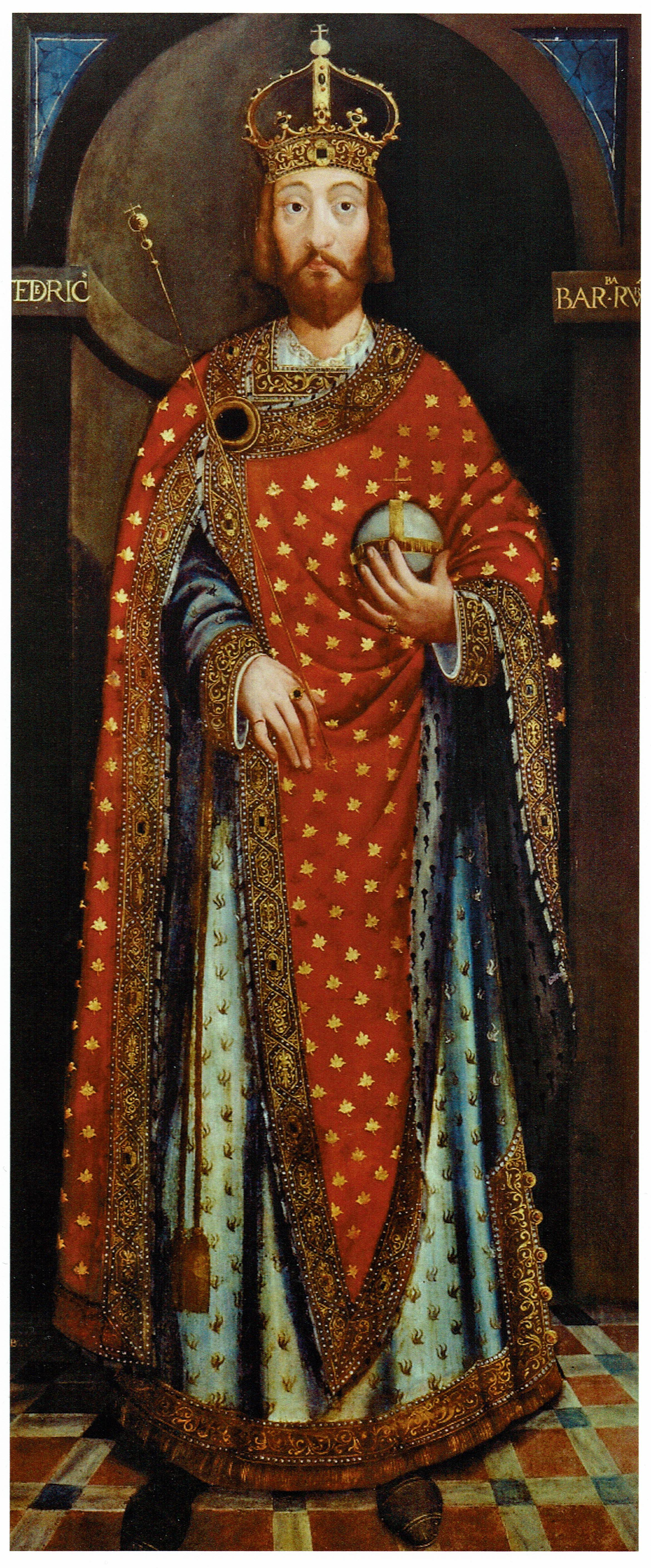
Bernardo Cane, l'imperatore Federico I (1583), Musei Civici. Il dipinto, copia di una precedente tavola più antica, originariamente era esposto nel Broletto, nella sala del Consiglio.

Federico II entrò per la prima volta in Pavia nel 1212 e il suo ingresso in città fu celebrato trionfalmente. Come era già accaduto con Federico I, la permanenza dello Svevo in città significò la ripresa di antiche tradizioni regie proprie della capitale altomedievale. Il sovrano, come di consuetudine, rilasciò diplomi a enti ecclesiastici locali e soggiornò nel palazzo presso il monastero di S. Salvatore.
Pavia appoggiò Federico II contro la seconda Lega Lombarda, e le sue forze parteciparono alla battaglia di Cortenuova, all'assedio di Parma e a numerose altre operazioni militari, ottenendo nel 1212 a Casei Gerola una grande vittoria sui milanesi e i loro alleati. Nel 1219 Federico II confermò ancora una volta quanto l’avo aveva concesso a Pavia per la fedeltà dimostrata nel sostenere le ragioni dell’Impero sul campo di battaglia. Inoltre Federico II concesse al comune maggiori autonomia nell'autogoverno cittadino, nella potestà giurisdizionale e nella capacità impositiva.
A partire dalla seconda metà del Duecento la città fu sconvolta dalle lotte tra la fazione guelfa, capeggiata dai conti di Langosco e quella ghibellina, guidata dai Beccaria che infine, dopo alterne vicende, riuscirono a prendere intorno al 1327 il controllo di Pavia.
Nel 1329, con il Trattato di Pavia, l'imperatore Ludovico IV concesse durante il suo soggiorno a Pavia l'Elettorato del Palatinato ai discendenti del fratello duca Rodolfo, dividendo così la dinastia Wittelsbach in due rami.
Intorno alla metà del Trecento, benché il regime dei Beccaria (ufficialmente Pavia era ancora un libero comune, ma di fatto i Beccaria, e i gruppi familiari che li appoggiavano, dominavano ogni aspetto della vita politica della città) fosse alleato dei Visconti, le mire della dinastia milanese nei confronti di Pavia divennero sempre più esplicite. Nel 1356, Galeazzo II assediò la città sia da terra sia dal Ticino, ma i pavesi, aiutati dal marchese di Monferrato e spronati da Iacopo Bussolari, un predicatore agostiniano del monastero di San Pietro in Ciel d'Oro, sconfissero pesantemente sia l'esercito sia la flotta viscontea.

Il Parco Visconteo.

Grazie alla vittoria ottenuta, Iacopo Bussolari capeggiò una rivolta che portò alla cacciata dei Beccaria (i quali subito si allearono con i Visconti) e instaurò a Pavia un governo popolare, con istituzioni e magistrature simili a quelle sperimentate, pochi anni prima, a Roma da Cola di Rienzo. Tuttavia, la pace non durò a lungo: nel 1358 riesplose la guerra contro i Visconti e nell'aprile del 1359, Galeazzo II, aiutato dai Beccaria, che nel frattempo avevano preso il controllo di gran parte del distretto pavese, riuscì ad assediare Pavia con un grosso esercito. Anche questa volta, guidati dal Bussolari, i pavesi resistettero tenacemente al Visconti, ma infine, non avendo ricevuto soccorsi da parte di Giovanni II di Monferrato, dovettero arrendersi il 13 novembre 1359.

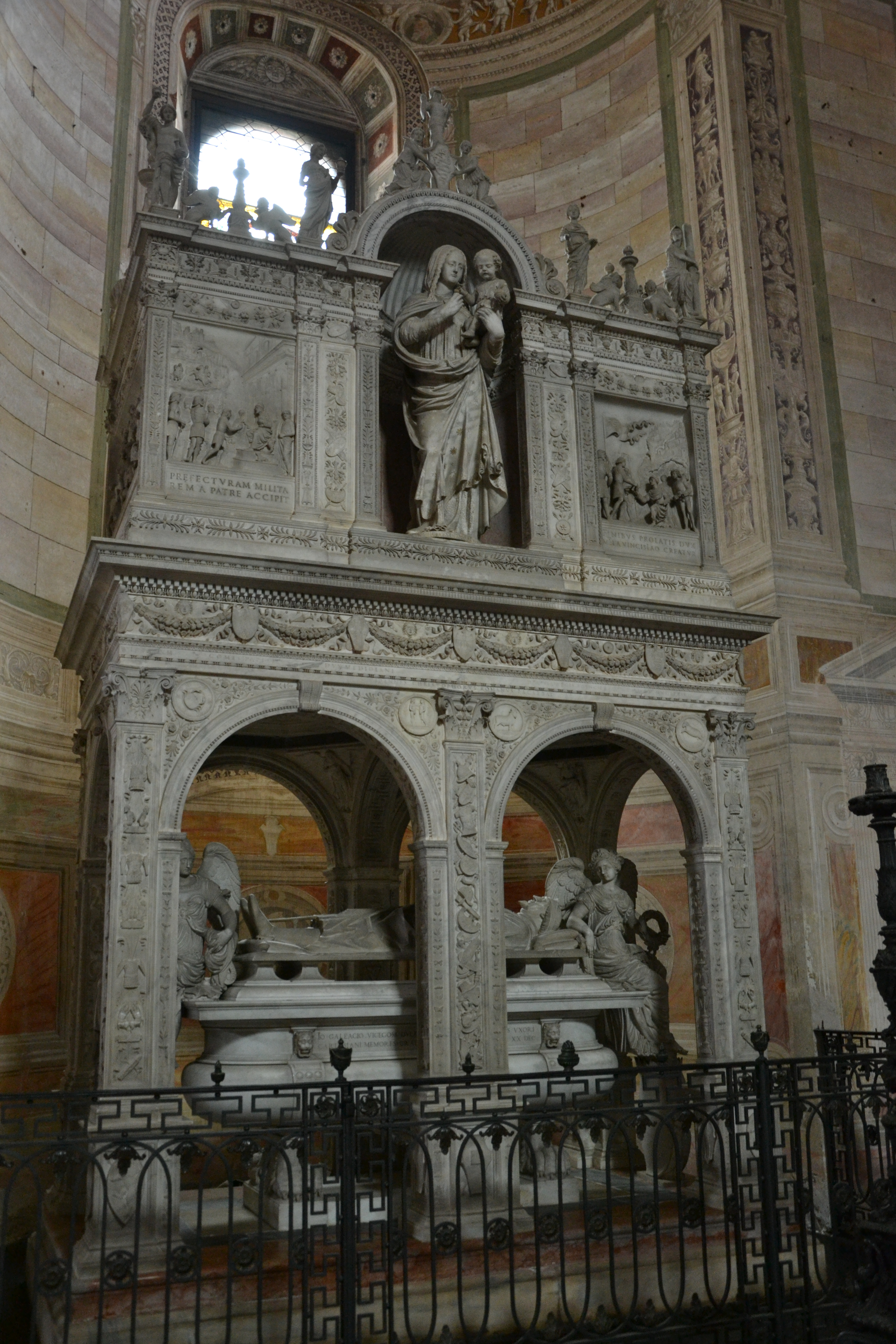
Giovanni Cristoforo Romano, tomba di Gian Galeazzo Visconti, Certosa di Pavia.

Dopo la conquista, Galeazzo II, desideroso di raggiungere una maggiore autonomia dal fratello Bernabò, e, soprattutto, portando avanti un preciso disegno politico teso a basare e legittimare il suo potere appropriandosi delle memorie della regalità altomedievale che Pavia conservava, ponendosi in diretta continuità con i re longobardi (dai quali i Visconti cominciarono a sostenere di discendere) e altomedievali che avevano avuto sede nel palazzo Reale della città, decise di abbandonare Milano e portare la corte a Pavia. Si trattava, verosimilmente, di un progetto già a lungo meditato da Galeazzo II, tanto che già pochi mesi dopo la presa di Pavia diede avvio al cantiere del castello Visconteo, futura sede della sua nuova corte. Lo stesso "sogno regio" (e il continuo richiamo della monarchia longobarda e del regno d'Italia) fu portato avanti, con maggior vigore, dal figlio Gian Galeazzo, che continuò a risiedere, prevalentemente, nel castello di Pavia e lo stesso fece Filippo Maria Visconti fino al 1413.
Sotto la dinastia milanese, l’importanza di Pavia è evidenziata dalla creazione della contea di Pavia (1396) destinata al primogenito (che fu celebrata da Gian Galeazzo con una cerimonia di intronizzazione nella basilica di San Michele che ricalcava le incoronazioni regie altomedievali
), la fondazione dell'università, dell'immenso parco Visconteo, la duplicazione della capitale e delle sedi della corte (Milano e Pavia), la fondazione della Certosa come pantheon dinastico e l’istituzione di una struttura burocratica e camerale che raddoppiava le istituzioni milanesi (solo nel Quattrocento sforzesco questa dualità fu superata, ma a Pavia restarono archivi, biblioteca, reliquie e strutture residenziali cortigiane). La duplice sede della corte tra Milano e Pavia, attribuiva a quest’ultima un ruolo distinto, una identità forte e prestigiosa all’interno del dominio e rispetto alle altre città, a scapito della centralità milanese. Sotto i Visconti prima e gli Sforza poi, la trasformazione della città, del territorio e della società urbana ebbe qualcosa di grandioso: dal 1359 al 1402, Pavia (una città già piuttosto ricca e prosperosa nonostante la crisi del secolo) fece notevoli passi avanti sotto l’ombra dei principi, accelerando la trasformazione delle sue istituzioni, delle gerarchie sociali, dell’ambiente culturale, dell’aspetto monumentale e della forma urbis. Oltre agli edifici propriamente ducali, in città, furono fondati i monasteri dell'Annunciata e di Santa Chiara la Reale, fu costruita la piazza grande (l'attuale Piazza Vittoria), e furono ridisegnate le strade centrali (Strada Nuova). Furono completate alcune fabbriche gotiche, come la chiesa di San Francesco, il Carmine e San Tommaso, con il contributo di architetti viscontei, e furono aperti cantieri che contribuirono al rinnovamento del linguaggio architettonico urbano. Al tempo di Gian Galeazzo fiorivano nuove residenze nobiliari per i membri della dinastia e per i cortigiani, come la grande casa di Azzone Visconti (poi inglobata nel Palazzo centrale dell'università), la Corte nuova di Bianca di Savoia, il palazzo di Caterina Visconti, i palazzi di segretari e magistrati come Pasquino Capelli, di Nicolò Diversi (palazzo dei Diversi), Francesco Barbavara, Pasino Eustachi (Casa degli Eustachi) e Nicolò Spinelli. I Visconti e Sforza chiamarono ad insegnare a Pavia famosi professori, come il giurista Baldo degli Ubaldi, Lorenzo Valla o Giasone del Maino.

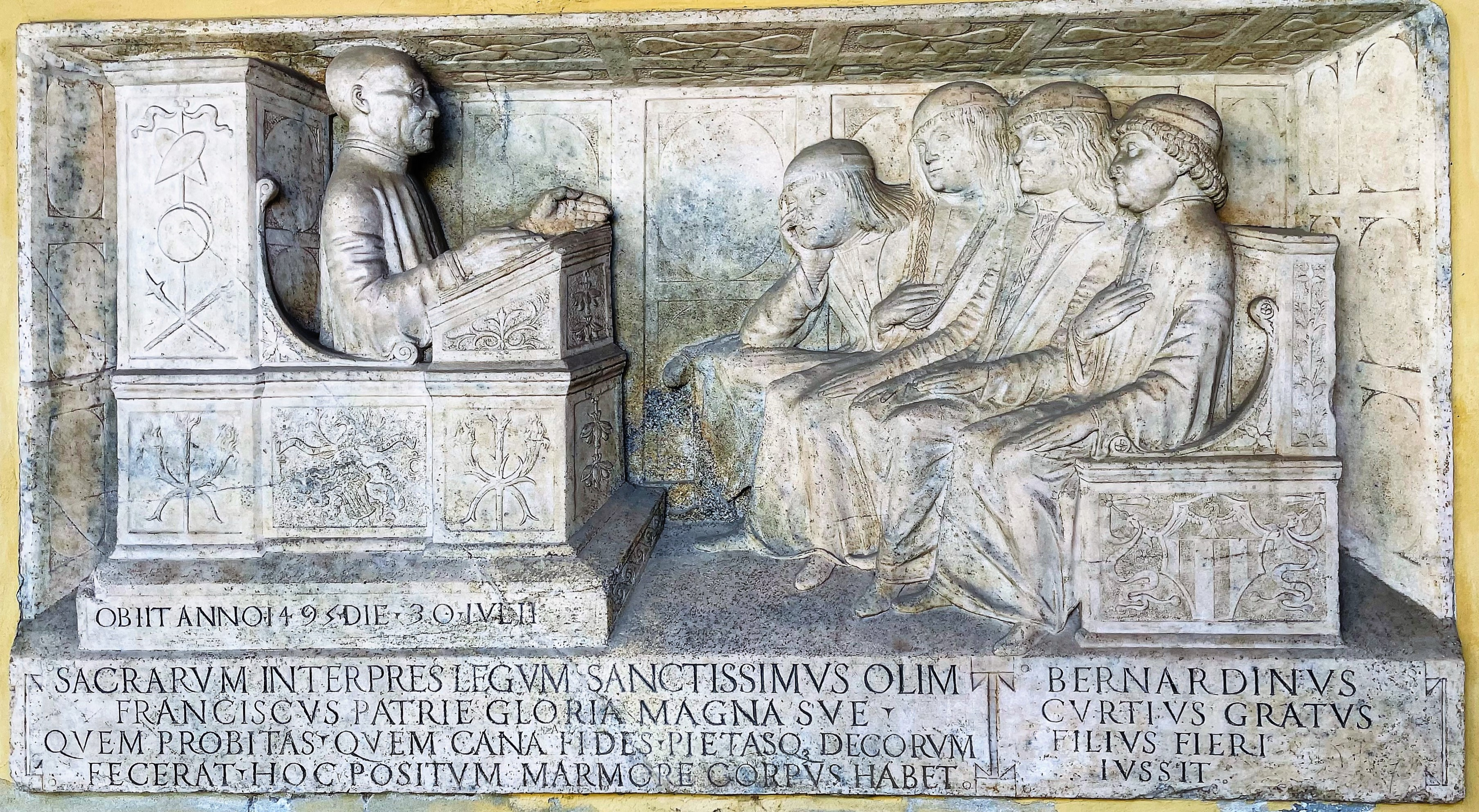
Lastra tombale del professore Francesco Corti (1495), Palazzo centrale dell'università di Pavia.

Gian Galeazzo Visconti creò inoltre la carica di capitano della flotta, la sede era Pavia e doveva occuparsi non solo degli aspetti militari legati alla squadra navale ducale, ma anche dell'ordine pubblico, della riscossione dei dazi, della manutenzione degli argini e dei ponti e del vettovagliamento delle città su tutti i fiumi, corsi d'acqua e laghi del ducato di Milano, Tale carica scomparì solo dopo la caduta di Ludovico il Moro. Inoltre, già precedentemente, nel 1378 Galeazzo II fece realizzare la darsena (poi ingrandita nel 1392, nel 1435 e nel 1451) dove venivano realizzate, riparate e custodite le imbarcazioni della flotta ducale che, ancora nel 1494 era formata da 33 galeoni. La darsena, che era una meta usuale di visita per gli ospiti della corte ducale, come l'ambasciatore fiorentino Giovanni Ridolfi nel 1480, fu distrutta dalle artiglierie francesi durante l'assedio del 1524-25 e si trovava dove ora si estendono gli Horti Borromaici.
Sempre sotto il governo di Gian Galeazzo, nel 1387 si instaurò in città la prima comunità ebraica che, durante il periodo sforzesco, crebbe e prosperò, e che espresse anche medici e intellettuali, quali Elia ben Shabbetai, medico personale di Filippo Maria Visconti e professore all'Università, e soprattutto il grande studioso e talmudista Joseph Colon, tanto che nel 1490 fu attivato anche un corso di ebraico presso l'università.

### Epoca moderna

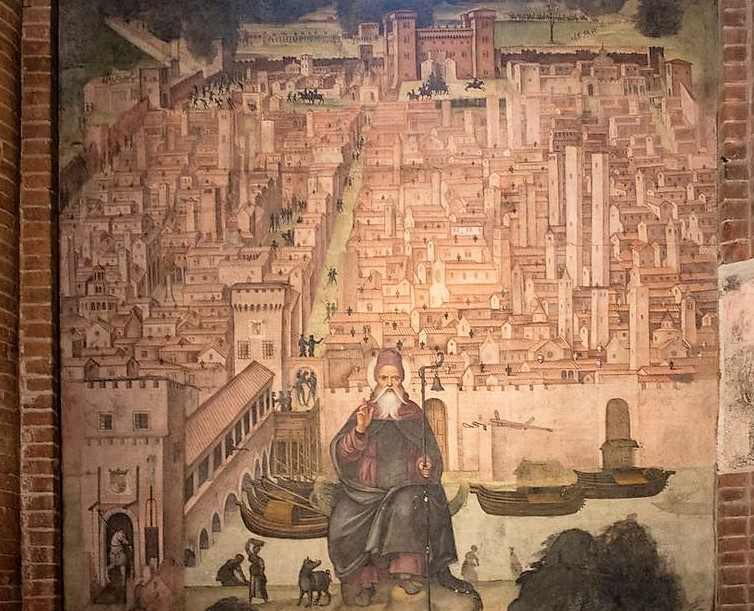
Bernardino Lanzani, Sant'Antonio Abate protegge Pavia durante l'assedio del 1522 (ex voto civico), Chiesa di San Teodoro.

Occupata dai francesi nel 1499, nel 1512 nella battaglia di Pavia, sotto il comando di Matteo Schiner, i fanti svizzeri e veneziani scacciarono dalla città la guarnigione francese e saccheggiarono la città. Tornata sotto il controllo sforzesco, nel 1522 fu assediata da Odet de Foix, conte di Lautrec. Nonostante la situazione di Pavia fosse disperata, perché gran parte della guarnigione imperiale aveva dovuto lasciare la città per soccorrere Milano, anch'essa assediata dai francesi, e, inoltre, Federico II Gonzaga, che guidava la difesa di Pavia, disponeva solo di circa 1.500 fanti e 300 cavalieri, mentre l'esercito del re di Francia era composta da quasi 20.000 uomini, l'assedio fallì. La forte resistenza opposta dai cittadini armi, che avevano riformato la milizia urbana, e della guarnigione imperiale, legata all'arrivo di rinforzi asburgici, costrinse i francesi a fuggire.
Nell'Ottobre del 1524, il re di Francia Francesco I, alla guida di un esercito composto da oltre 23.000 fanti, 3.200 cavalieri e 53 cannoni, pose d'assedio Pavia, tuttavia, nonostante la sproporzione della forze (la città era difesa da Antonio de Leyva con circa 6.000 fanti, tra lanzichenecchi e spagnoli, e dalla milizia urbana) le operazioni ossidionali andarono per le lunghe, permettendo così agli imperiali di inviare, nel febbraio del 1525, un esercito, guidato da Carlo di Lannoy, Carlo di Borbone e Fernando Francesco d'Avalos e composto da quasi 20.000 fanti, 2.300 cavalieri e 17 cannoni, in soccorso a Pavia. L'arrivo di queste forze diede origine a uno degli episodi più importanti delle guerre d'Italia: la battaglia di Pavia, nella quale il re di Francia fu sonoramente sconfitto e fatto prigioniero. Dal punto di vista della storia militare la battaglia è importante perché dimostrò la schiacciante superiorità della fanteria Imperiale e soprattutto delle sue formazioni di picchieri e archibugieri spagnoli (tercios) e tedeschi (Doppelsöldner) che distrussero con il fuoco delle loro armi la famosa cavalleria pesante francese, decimando un'intera generazione di grandi signori aristocratici francesi.

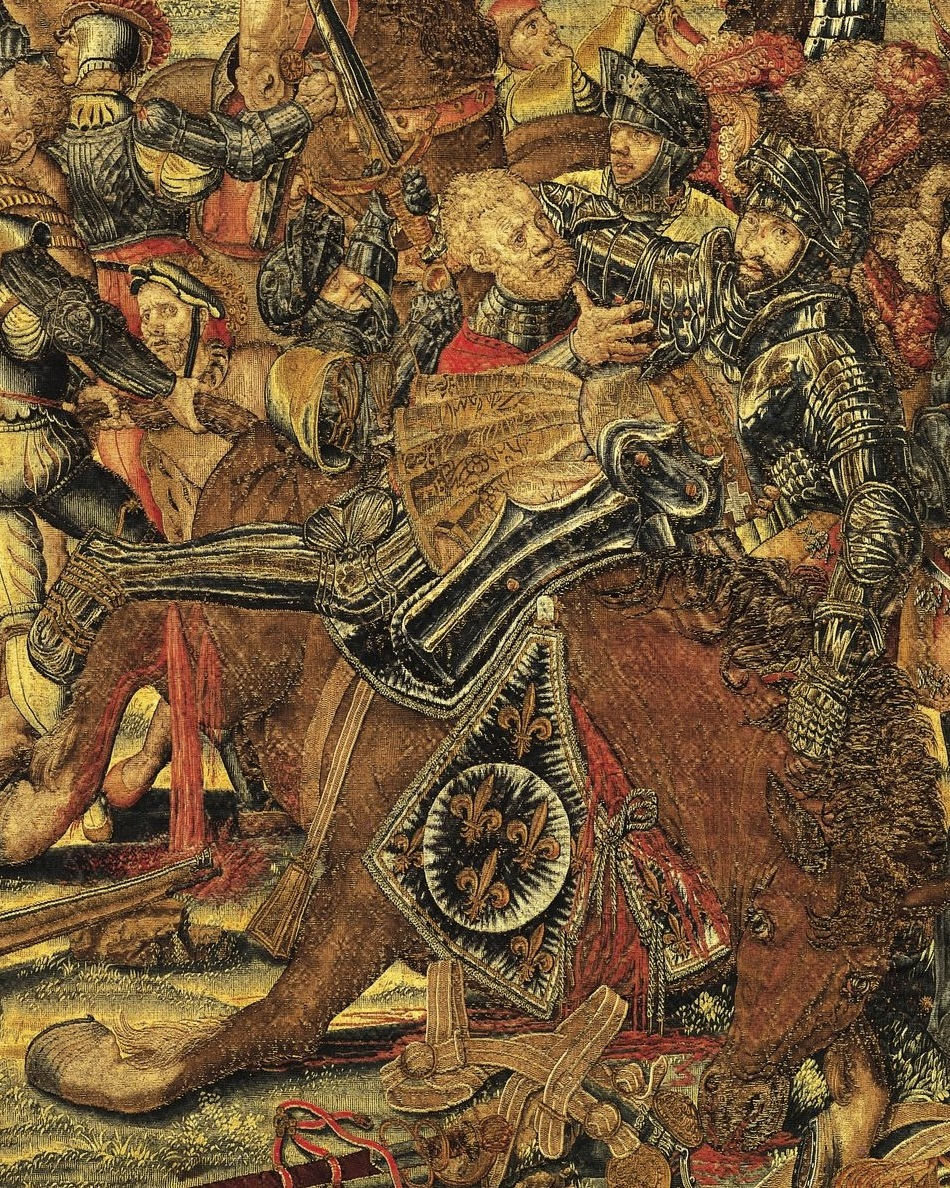
La cattura di Francesco I di Francia durante la battaglia di Pavia, dettaglio di uno degli Arazzi della Battaglia di Pavia, Napoli, Museo Nazionale di Capodimonte.

Legata alla battaglia è la storia della zuppa alla pavese, semplice zuppa con pane secco, uova, formaggio e burro, cucinata da una contadina al re appena fatto prigioniero, riguardo alla quale si racconta che al re piacque così tanto da farla inserire nel menù di corte con il nome di soupe à la pavoise.
Tuttavia due anni più tardi, nel 1527, i francesi, guidati da Odet de Foix, assediarono nuovamente Pavia e, dopo averla conquistata, desiderosi di vendicarsi delle sconfitte del 1522 e del 1525, la sottoposero a un pesantissimo saccheggio che durò sette giorni. Durante l'assedio, inoltre, il Castello Visconteo perse (per colpa delle artiglierie francesi) l'ala nord - la più bella, perché conteneva gli appartamenti ducali, con stanze affrescate dal Pisanello - e le due torri di nordovest e nordest, mentre le campagne attorno alla città furono devastate e alcune chiese suburbane, o vicine alle mura, furono distrutte o danneggiate. Dopo il saccheggio, i francesi lasciarono in città una debole guarnigione, così esigua che, nel maggio del 1528, dopo un breve assedio, gli imperiali ripresero la città, che fu nuovamente saccheggiata. Tuttavia, nel settembre dello stesso anno, per l'ennesima volta, l'esercito francese assediò e occupò Pavia, tuttavia la permanenza dei soldati del re di Francia in città durò poco, nell'ottobre del 1529 gli uomini di Carlo V strinsero Pavia e riuscirono a scacciare definitivamente i francesi.
Negli stessi, tormentati, anni si formò presso l'università Girolamo Cardano, mentre, probabilmente nel 1511, Leonardo da Vinci studiò anatomia insieme a Marco Antonio della Torre, professore di anatomia presso l'università.
A partire dalla seconda metà del XVI secolo divenne fiorente in città la produzione di maiolica, che portò Pavia a essere, fino al Settecento, uno dei principali centri di produzione di tali manufatti nell'Italia settentrionale. Ma la città aveva, come nel passato, un'importanza soprattutto commerciale: le merci che da Milano e dal resto della Lombardia transitavano alla volta di Genova passavano da Pavia e, soprattutto, nel fondaco posto lungo il Ticino affluiva dall'Adriatico il sale, necessario non solo per la conservazione degli alimenti, ma anche per molte attività, come quella casearia. Il sale, da Pavia, era poi distribuito a Milano e in gran parte della Lombardia occidentale e nel Piemonte.

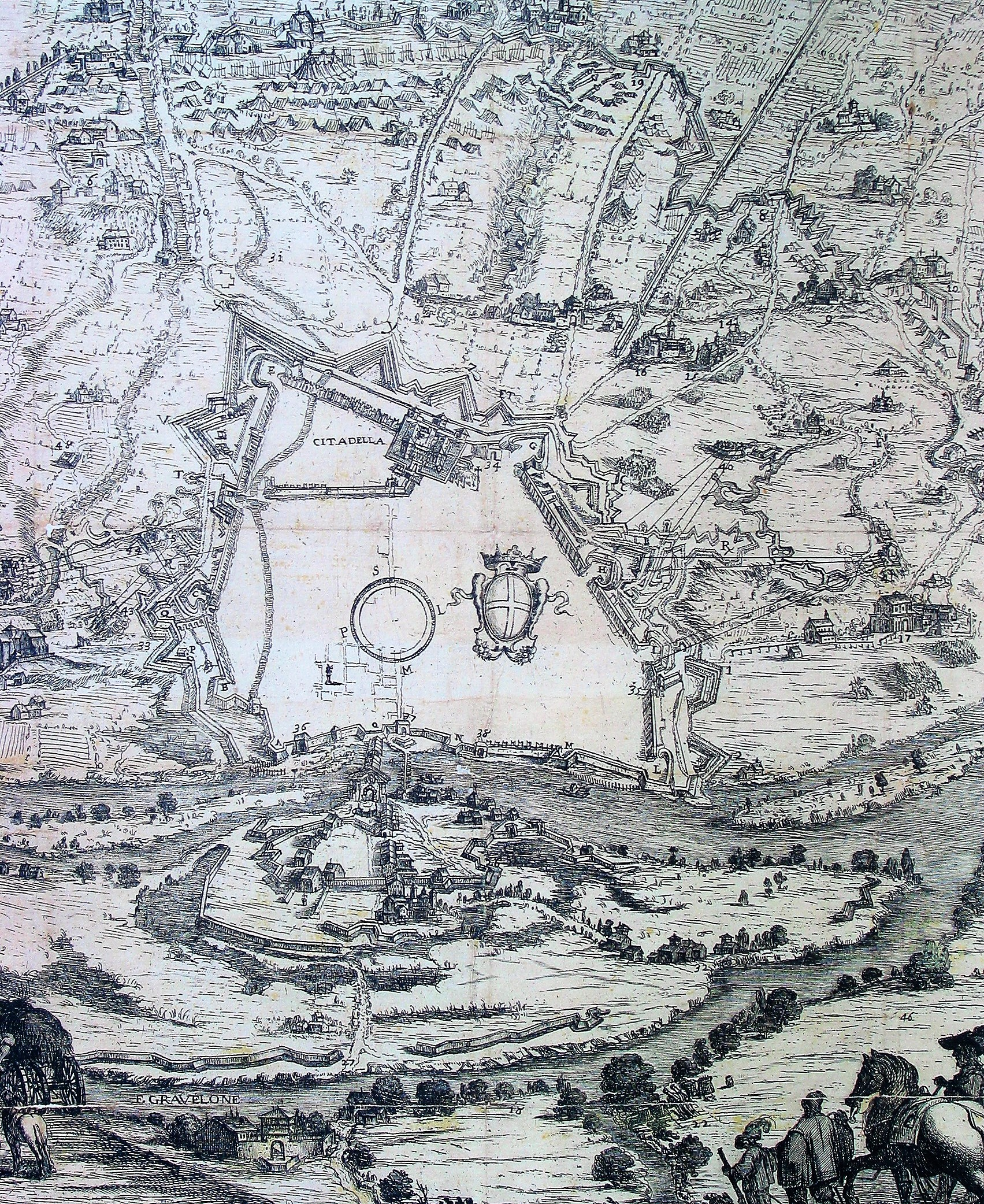
Ranunzio Prata, Assedio di Pavia del 1655, Pavia, 1656 (dettaglio).

Tuttavia, in questi decenni, soprattutto per volontà dei re di Spagna, fu rafforzata l'inquisizione (che aveva sede nella chiesa di San Tommaso dei domenicani e che fu allontanata solo nel 1774 dall'imperatrice Maria Teresa) che cominciò a tenere sotto controllo l'ambiente universitario e anche la comunità ebraica, che nel 1597, per ordine del re Filippo II dovette abbandonare Pavia.
Nel 1655 il principe Tommaso Francesco di Savoia attaccò Pavia con un'armata di 20.000/25.000 soldati francesi, piemontesi e del duca di Modena, mentre la città era difesa da Galeazzo Trotti che disponeva solo di 3.000 fanti spagnoli, circa 900 cavalieri spagnoli e di alcune migliaia di uomini della milizia urbana. Tuttavia, Tommaso Francesco di Savoia non riuscì a conquistare Pavia e dovette ritirarsi dopo un assedio durato 52 giorni.

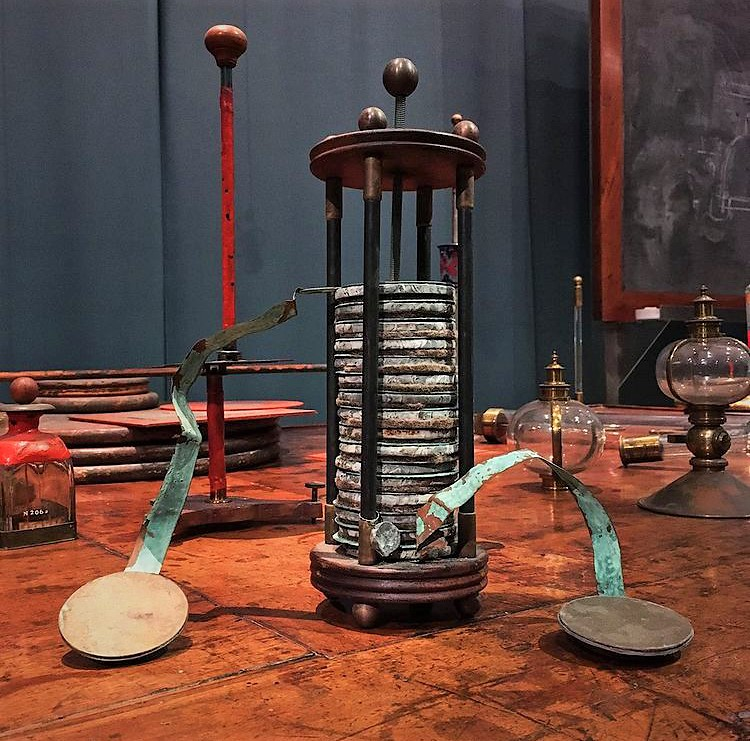
La pila di Volta. Gabinetto di Fisica di Alessandro Volta.

Nel 1706, dopo un breve assedio, fu occupata dagli austriaci, che mantennero il controllo della città fino al 1796, nonostante, durante le guerre di Successione polacca prima e austriaca poi, Pavia fu occupata nel 1733 dai francesi, nel 1743 da francesi e spagnoli, per essere poi ripresa definitivamente nel 1746 dagli austriaci. Nella seconda metà del Settecento, per impulsò sia di Maria Teresa, sia di Giuseppe II l’università conobbe un grande sviluppo, furono chiamati docenti di grande fama, come Alessandro Volta, Lazzaro Spallanzani, Antonio Scarpa, Giuseppe Frank, Giovanni Antonio Scopoli, Samuel-Auguste Tissot e Lorenzo Mascheroni e l’ateneo divenne uno dei principali d’Europa. Inoltre a Pavia, nel 1777, si laureò Maria Pellegrina Amoretti, la prima donna laureata in Giurisprudenza d'Italia. 

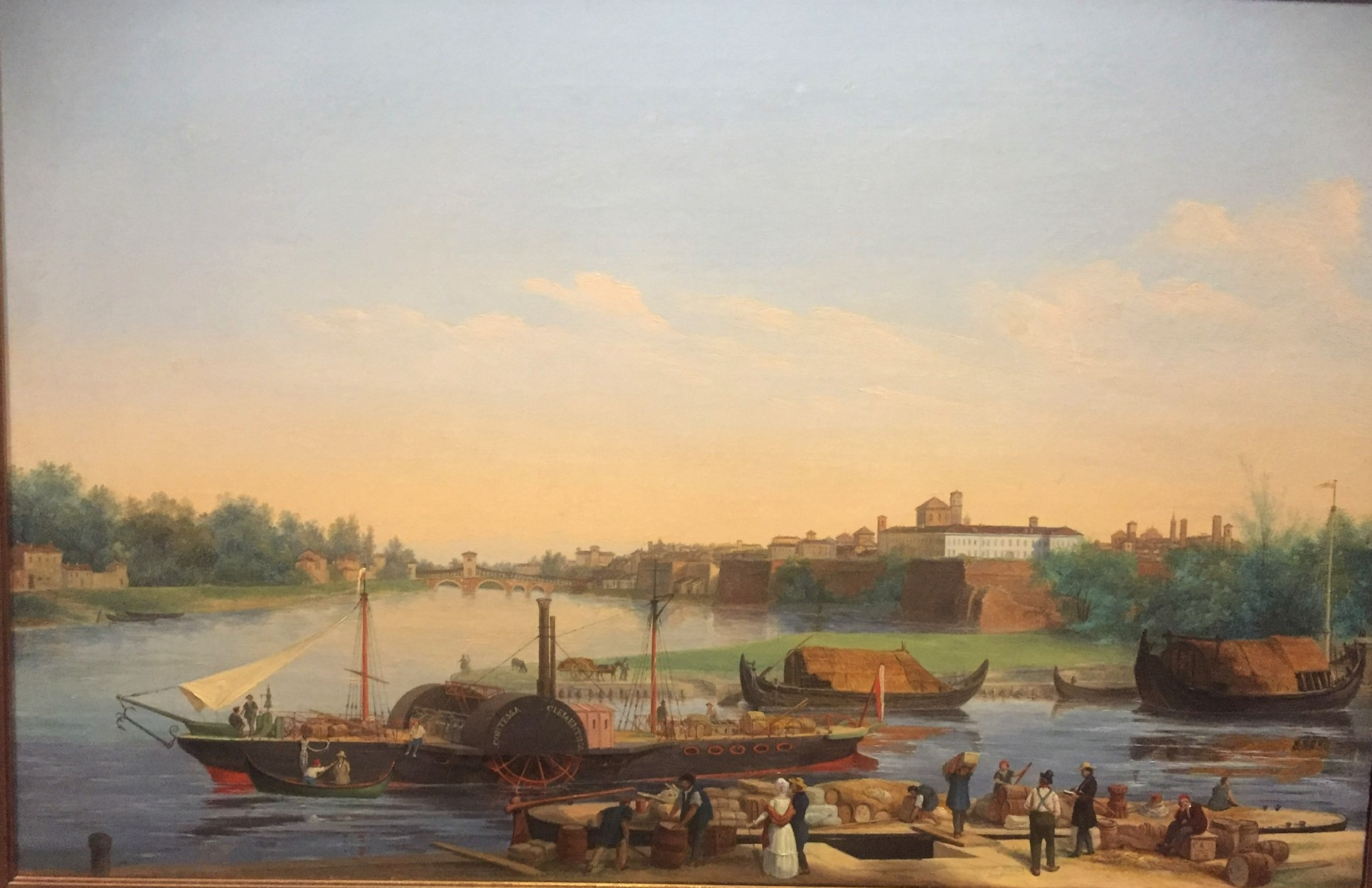
Francesco Trecourt, La darsena di Pavia alla confluenza del Naviglio Pavese nel Ticino con il piroscafo Contessa Clementina, 1859 circa, Musei Civici.

Nel maggio 1796 Napoleone punì la città per un'insurrezione contro le forze francesi condannandola ad un saccheggio di tre giorni. Tuttavia, ben presto, Napoleone decise di sfruttare l'Università, le biblioteche e le competenze presenti in città, creando la Scuola Militare per Ufficiali di Fanteria e, nel 1803, la Scuola d'Artiglieria, con annessa fonderia di cannoni in bronzo. Anche l'università attraversò un periodo felice, l'età napoleonica vide infatti gli insegnamenti di Vincenzo Monti e di Ugo Foscolo sulla cattedra di eloquenza, di Gian Domenico Romagnosi di diritto civile e di Vincenzo Brunacci di matematica.

### Epoca contemporanea

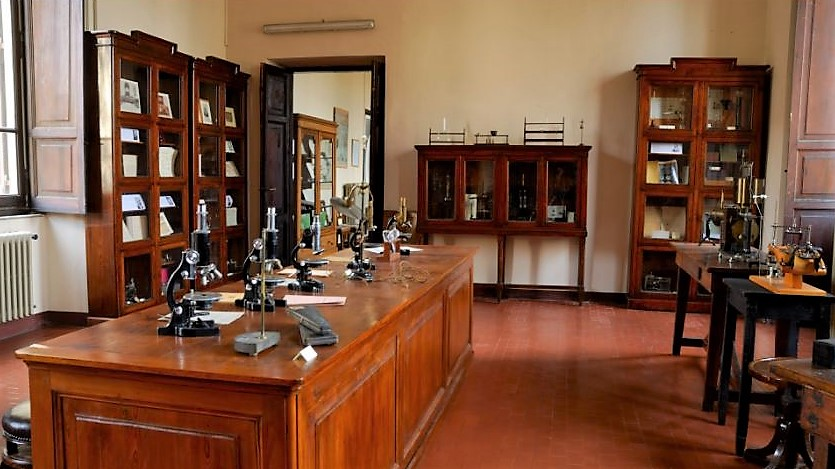
Il laboratorio di Camillo Golgi, Museo Golgi.

Nel 1814 tornò sotto gli austriaci. Nel 1818 furono portati a termine i lavori del Naviglio Pavese: il canale, concepito come via d'acqua tra Milano, Pavia ed il Ticino e come canale irriguo, contribuì allo sviluppo della città, tanto che già pochi anni dopo la sua realizzazione, nel 1821, alle spalle del castello sorse Borgo Calvenzano, una lunga serie di edifici porticati dove si trovavano magazzini, osterie, uffici spedizionieri e doganali, alberghi, stalle, tutto in supporto della navigazione interna. Nel 1820 cominciarono a operare nella darsena di Pavia i primi piroscafi a vapore e, tra il 1854 ed il 1859, il Lloyd Austriaco organizzò una regolare linea di navigazione, sempre tramite piroscafi a vapore, tra Pavia, Venezia e Trieste. Pavia divenne nel 1859 parte del Regno di Sardegna (futuro Regno d'Italia) insieme con il resto della Lombardia. Nell’Ottocento, l’università conobbe una forte crescita nel numero degli iscritti e si dotò di nuovi dipartimenti, laboratori, aule e, tra il 1819 e il 1850, allargò la propria sede e creando una nuova, e più ampia, aula magna. Nel corso del secolo insegnarono a Pavia docenti di grande notorietà, quali, solo per citarne alcuni, l’anatomista Bartolomeo Panizza, Luigi Porta, il fisiologo Eusebio Oehl, Paolo Mantegazza, Giulio Bizzozero, il botanico Santo Garovaglio, il matematico Francesco Brioschi, il fisico Giovanni Cantoni, il geologo Torquato Taramelli, il filosofo Carlo Cantoni, lo storico Giacinto Romano e fu il primo ateneo italiano a ricevere il Premio Nobel nella persona del medico e istologo Camillo Golgi. Nel 1883 con l'annessione del comune dei Corpi Santi, la superficie del comune s'ingrandì, negli stessi anni cominciarono a sorgere importanti industrie, come la Necchi, mentre nel 1905 sorse la Snia Viscosa, prima grande fabbrica italiana di seta artificiale e tessuti sintetici, seguite da molte altre, tanto che nei primi decenni del Novecento gli addetti all'industria in città erano 16.000. Nel 1895 le famiglie di Jakob e Hermann Einstein, lo zio e il padre del sedicenne Albert Einstein, si trasferirono a Pavia, dove dal 1894 avevano fondato officine elettrotecniche Nazionali Einstein-Garrone lungo il Naviglio Pavese.

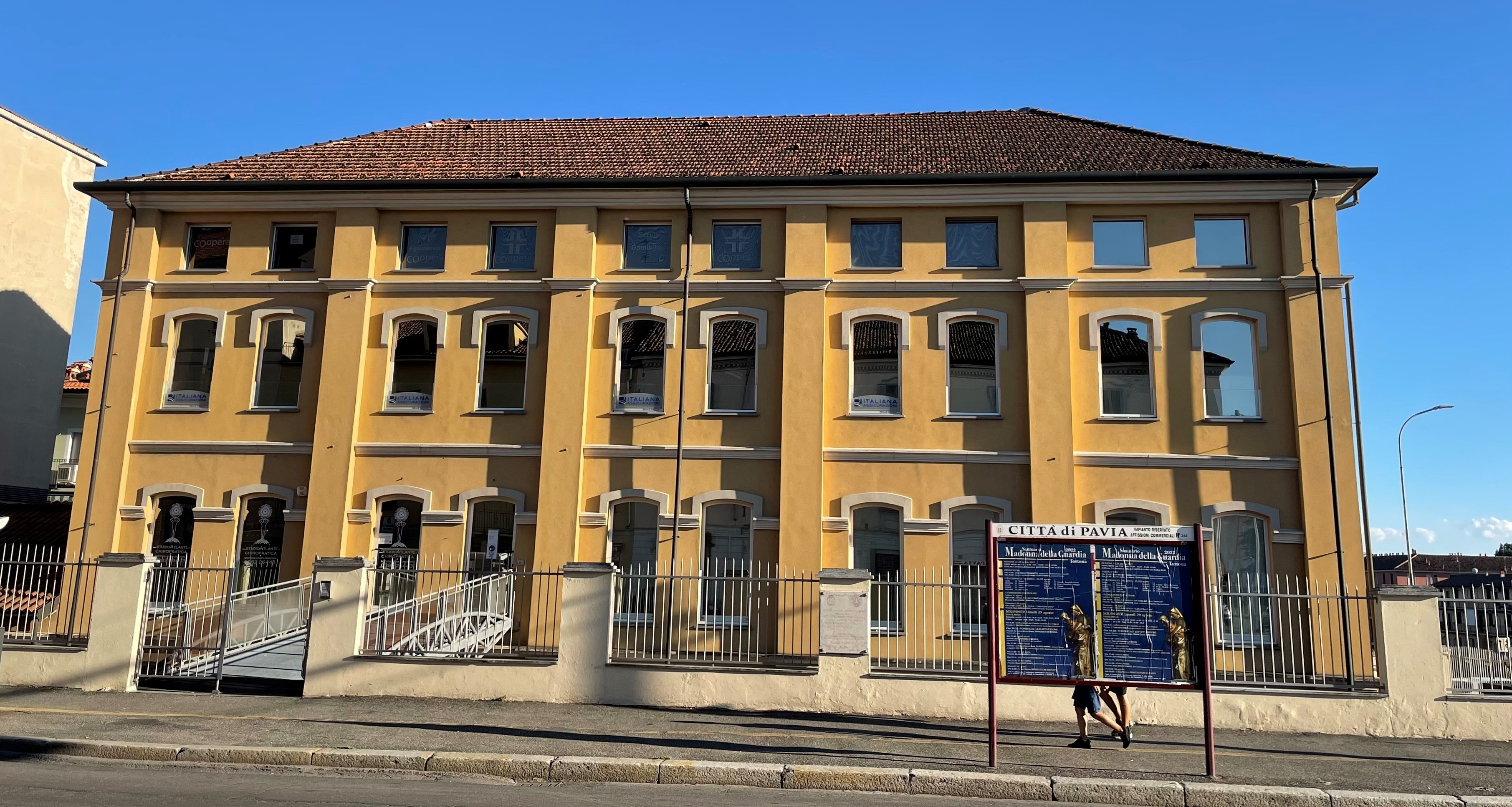
Le ex Officine Elettrotecniche Einstein- Garrone, fondate nel 1894 a da Hermann Einstein, padre di Albert Einstein.

Nelle elezioni dell’autunno del 1920 il Partito Socialista raggiunse uno straordinario risultato elettorale ottenendo in provincia ben 156 sindaci su 220 e 56 seggi su 60 del consiglio provinciale, da subito si scatenò quindi la reazione fascista e i sindaci socialisti vennero cacciati uno dopo l’altro con la violenza.
La presa di Pavia da parte dei fascisti maturò proprio nei giorni cruciali della marcia su Roma e venne coordinata da Angelo Nicolato. Egli stabilì il proprio quartier generale nella locanda Tre Re di Cava Manara, dove furono fatte convergere le forze fasciste. L’operazione ebbe inizio la mattina del 28 ottobre 1922, quando le squadre fasciste entrarono a Pavia e si diressero verso la prefettura, senza incontrare nessuna resistenza da parte del presidio militare della città e in poche ore presero il controllo dei punti nevralgici di Pavia. Le camicie nere fecero poi irruzione nella sede comunale, palazzo Mezzabarba. Il sindaco socialista, Alcide Malagugini, convocò il consiglio comunale che il 29 ottobre venne sciolto. La carica di sindaco venne assunta dal dirigente fascista Cesare Forni, espressione dell'ala più dura del partito, legata ai grandi proprietari agrari.
In città rimasero comunque attivi alcuni antifascisti, come Giorgio Errera, docente di Chimica presso l’università. Egli, nel 1923, rifiutò la carica di rettore, che gli era stata proposta dal ministro Giovanni Gentile, di cui era amico, e nel 1931 fu uno dei dodici professori universitari italiani (su 1.255) che rifiutò di giurare fedeltà al fascismo e fu per questo messo in pensione.
Dopo l’8 settembre del 1943, Pavia venne occupata dall’esercito tedesco. Nel settembre del 1944 le forze aeree statunitensi effettuarono diversi bombardamenti sulla città con l’obiettivo di distruggere i tre ponti sul Ticino, strategici per rifornire di uomini, armi e vettovaglie le unità tedesche impegnate lungo la linea Gotica. Tali operazioni portarono alla distruzione del ponte Coperto e provocarono la morte di 119 civili.
La battaglia per la liberazione di Pavia si svolse nella notte tra il 25 e il 26 aprile del 1945, giorno in cui, dopo che la guarnigione tedesca aveva abbandonato la città, le rimanenti forze fasciste si arresero ai partigiani. Il 27 aprile il Comitato di Liberazione Nazionale prese possesso della prefettura e il 30 aprile entrarono le prime truppe alleate in città.

Il 7 aprile del 1946 si sono tenute le prime elezioni comunali dopo la dittatura. Il partito più votato fu la Democrazia Cristiana che ottenne il 32,8% dei voti. Il primo sindaco eletto fu il socialista Cornelio Fietta. Al referendum istituzionale del 2 giugno del 1946 Pavia assegnò il 67,1% dei voti alla Repubblica, mentre la monarchia ottenne solo il 38,2%.

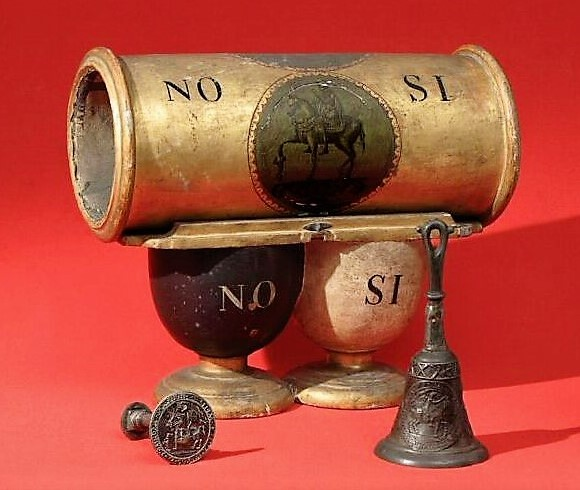
Urna usata per le votazioni comunali (XVIII secolo) e campanella e sigillo del comune (XVI secolo), tutti riportano la raffigurazione del Regisole, Pavia, Musei Civici.

### Simboli

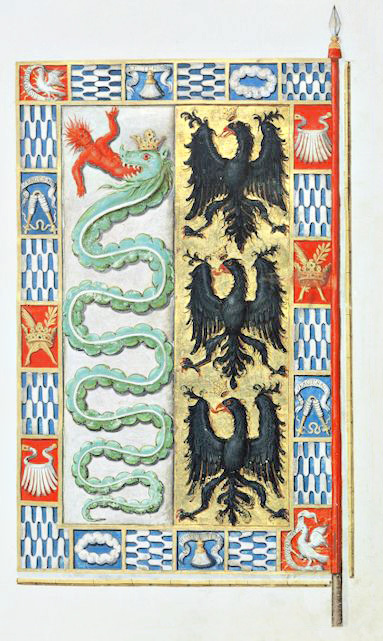
Stendardo della contea di Pavia ai tempi Massimiliano Sforza (1512- 1515)

Il gonfalone

I simboli di Pavia sono lo stemma, il gonfalone e il sigillo, così come riportato nello Statuto comunale all'art. 7:
Il Comune fa uso nelle cerimonie ufficiali del gonfalone.
Il sigillo del Comune ha il Regisole.»
(Art. 7 dello Statuto comunale)
Lo stemma e il sigillo sono stati riconosciuti con D.C.G. del 12 marzo 1943.
Il gonfalone utilizzato dalla moderna città di Pavia riprende fedelmente quello usato dal comune di Pavia almeno dal XIII secolo: un vessillo rosso con una croce di San Giovanni Battista di colore bianco. Tale simbolo, probabilmente derivato dalla blutfahne, l'originaria bandiera del sovrano del Sacro Romano Impero, aveva un chiaro significato politico: rimarcare l’appartenenza di Pavia alla fazione ghibellina. Anche lo stemma del comune raffigura la croce di San Giovanni Battista che, a partire dalla fine del XVI secolo, ha cominciato a essere rappresentata in forma ovale e all’interno di una ricca cornice, in cima alla quale si trova un mascherone dotato di corona comitale e spesso affiancato da due angeli che reggono lo scudo e dalle lettere CO-PP (Comunitas Papie).
Nel 1396 l'imperatore Venceslao concesse a Gian Galeazzo un diploma con il quale venne regolato il sistema successorio al trono del ducato di Milano basandolo sulla primogenitura maschile e Pavia fu elevata a contea. Da quella data all'erede al trono ducale fu conferito il titolo di Conte di Pavia (innalzato poi dall'imperatore Massimiliano nel 1499 a quello di principe). Da allora, l'originario stemma comunale cominciò a essere affiancato da quello della contea, che era bipartito con al lato sinistro il biscione visconteo in un campo bianco, mentre in quello sinistro campeggiavano tre aquile nere in campo giallo.
Il sigillo del comune raffigura il Regisole, un'antica statua equestre tardoantica in bronzo originariamente collocata all'interno del Palazzo Reale e, verosimilmente nell'XI secolo, posta nella piazza del duomo. La statua fu abbattuta dai giacobini nel 1796.

### Onorificenze
La città di Pavia è la ventitreesima tra le 27 Città decorate con medaglia d'oro come "benemerite del Risorgimento nazionale" per le azioni altamente patriottiche compiute dalla città nel periodo del Risorgimento, periodo, definito dalla Casa Savoia, compreso tra i moti insurrezionali del 1848 e la fine della prima guerra mondiale nel 1918.

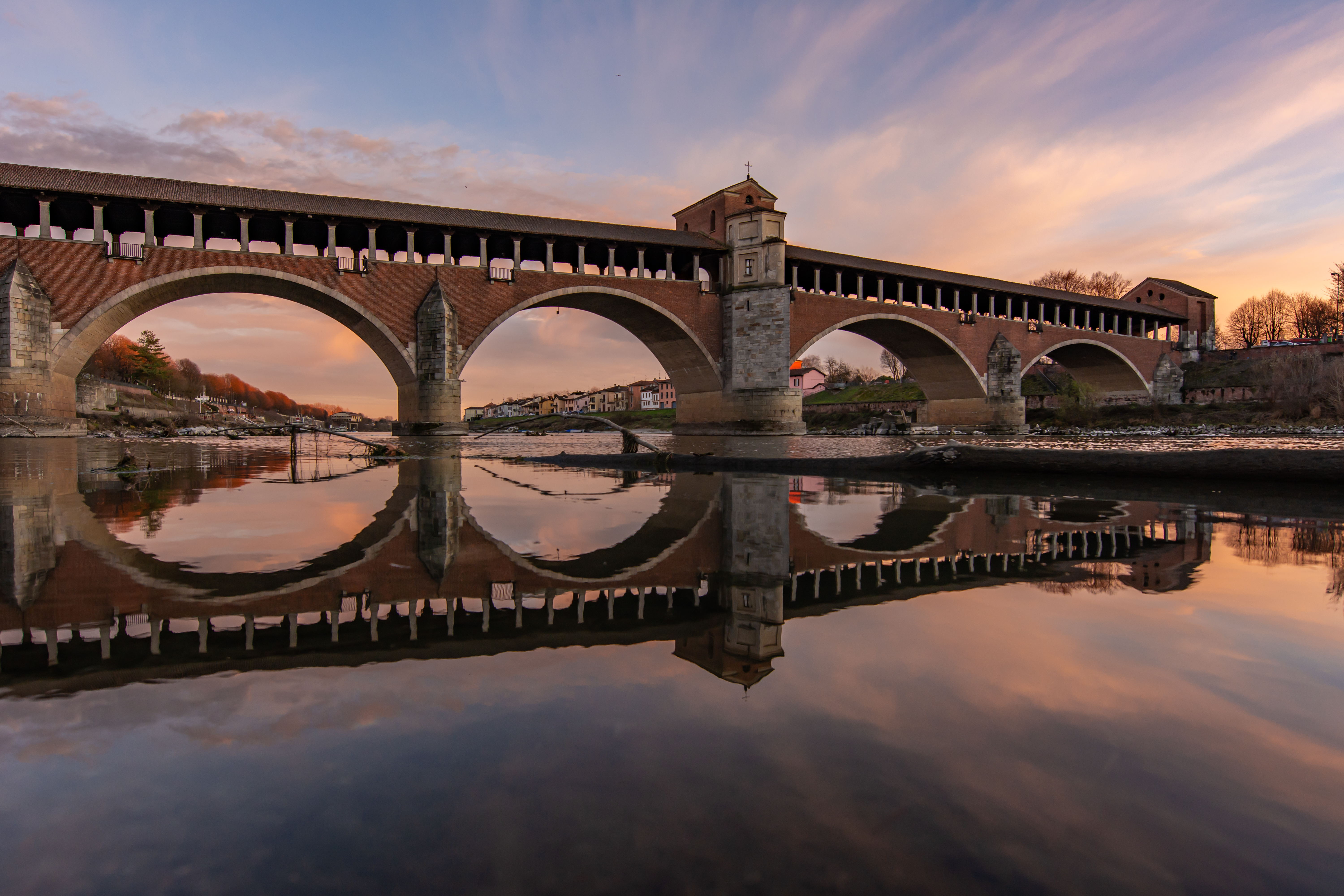
Il Ponte Coperto di Pavia sul Ticino

## Monumenti e luoghi d'interesse

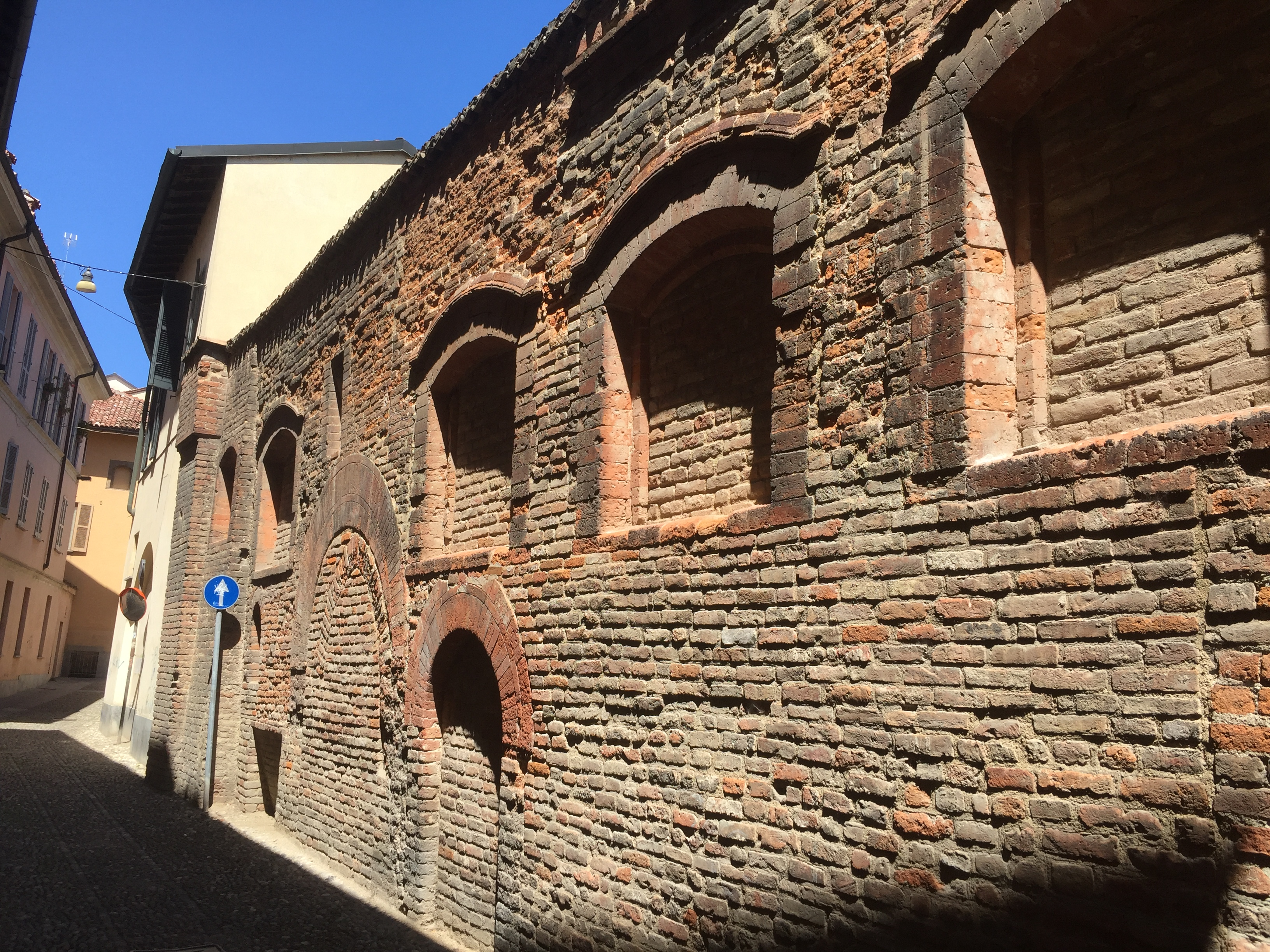
Uno dei caratteristici vicoli del centro di Pavia

Le strade e piazze di Pavia presentano diverse evidenze storiche e architettoniche sia di carattere religioso sia civili. Gran parte del patrimonio artistico-architettonico di Pavia si trova nel centro storico, che mantiene, dal punto di vista urbanistico, l’impianto ortogonale impostato nel I a.C. quando la città fu fondata, in parte ripreso anche nelle aree del centro sviluppatesi nel medioevo al di fuori della cerchia muraria di età classica.

### Architetture religiose

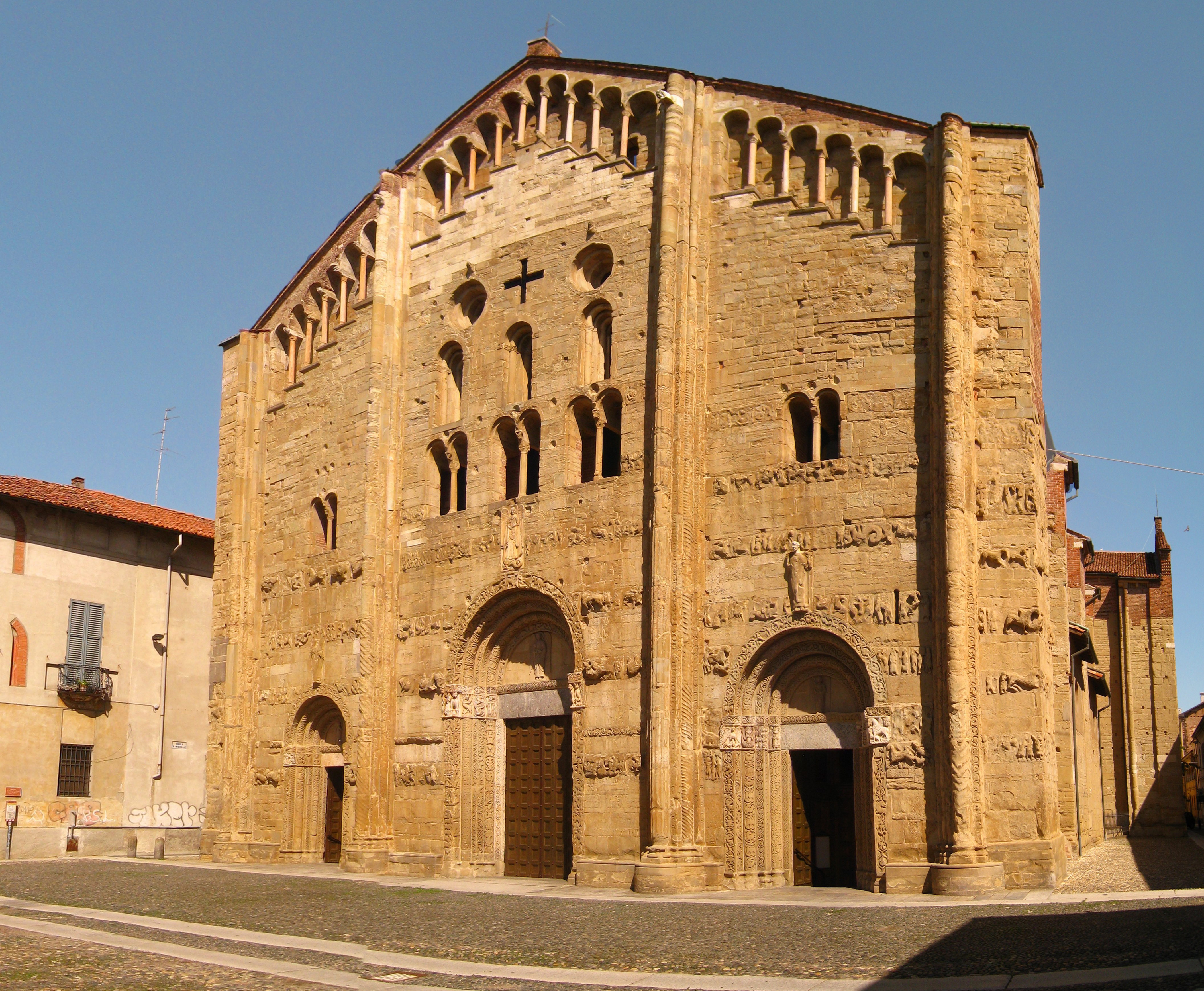
La basilica di San Michele Maggiore

#### Basilica di San Michele Maggiore
Basilica di San Michele Maggiore, è il più famoso e importante monumento religioso medievale della città. Capolavoro dello stile romanico lombardo, la chiesa raccoglie numerose testimonianze del periodo in cui Pavia era la capitale del regno italico. Una prima chiesa di San Michele fu costruita originariamente nel periodo longobardo (a questo periodo risale la parte inferiore del campanile), ma fu distrutta da un incendio nel 1004; la costruzione attuale ebbe inizio alla fine dell'XI secolo (a cui risalgono la cripta, il coro e i transetti), probabilmente a seguito del terremoto del 1117, e venne probabilmente completata intorno al 1130. La basilica di San Michele è considerata il prototipo delle numerose chiese medievali pavesi: tuttavia si discosta dalle altre chiese cittadine per l'utilizzo estensivo, sia per la struttura sia per le decorazioni, della fragile pietra arenaria in luogo del cotto, e anche per la particolare e complessa conformazione architettonica, che prevede una pianta a croce latina a tre navate con matronei e un transetto particolarmente sviluppato, dotato di una propria autonoma facciata sul lato settentrionale. La basilica fu sede di numerosi eventi importanti, tra cui le incoronazioni di Berengario I (888), Guido II (889), Ludovico III (900), Rodolfo II (922), Ugo (926), Berengario II e suo figlio Adalberto II (950), Arduino (1002), Enrico II (1004) e Federico Barbarossa (1155).

#### Duomo di Pavia

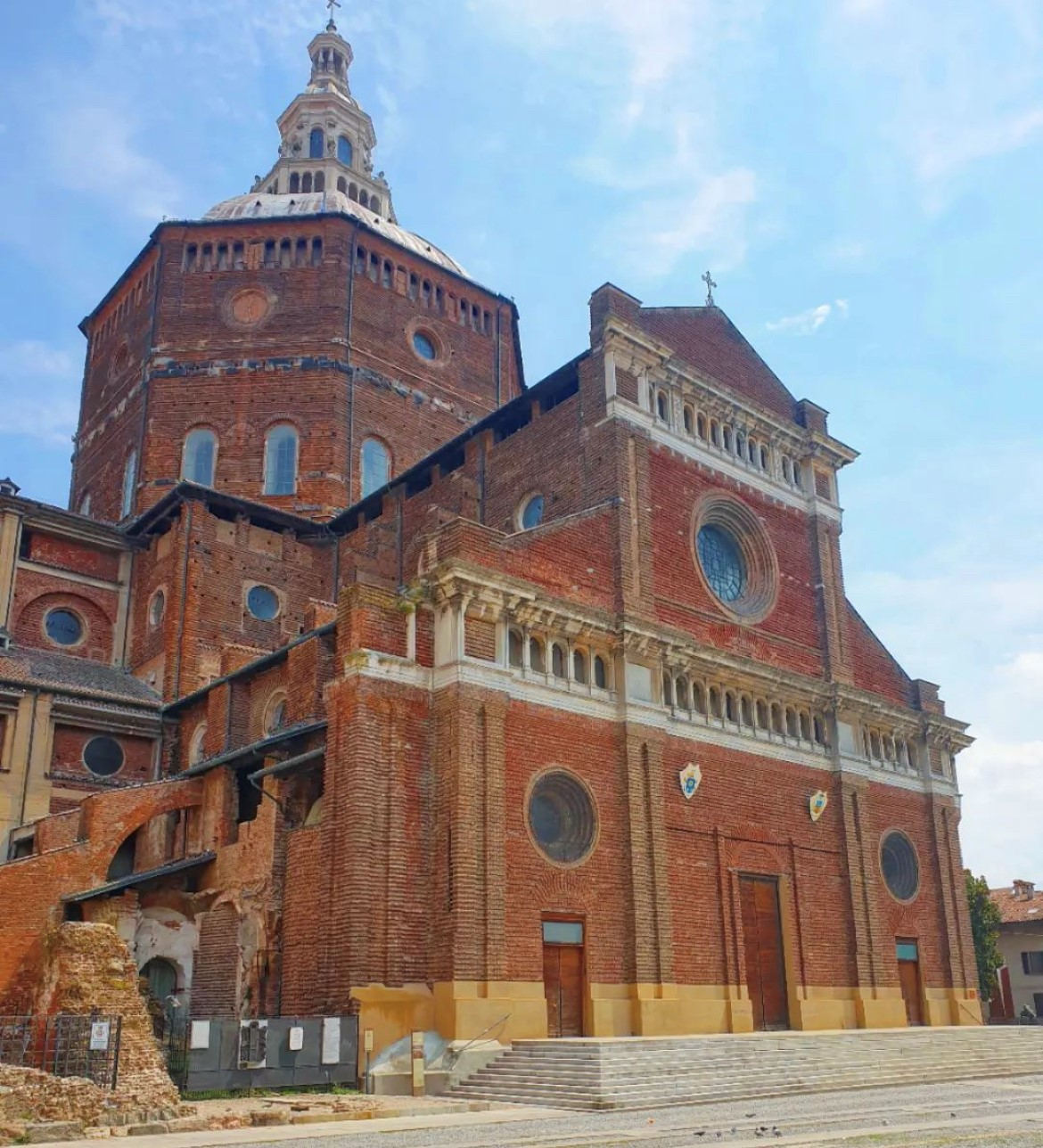
Il Duomo di Pavia

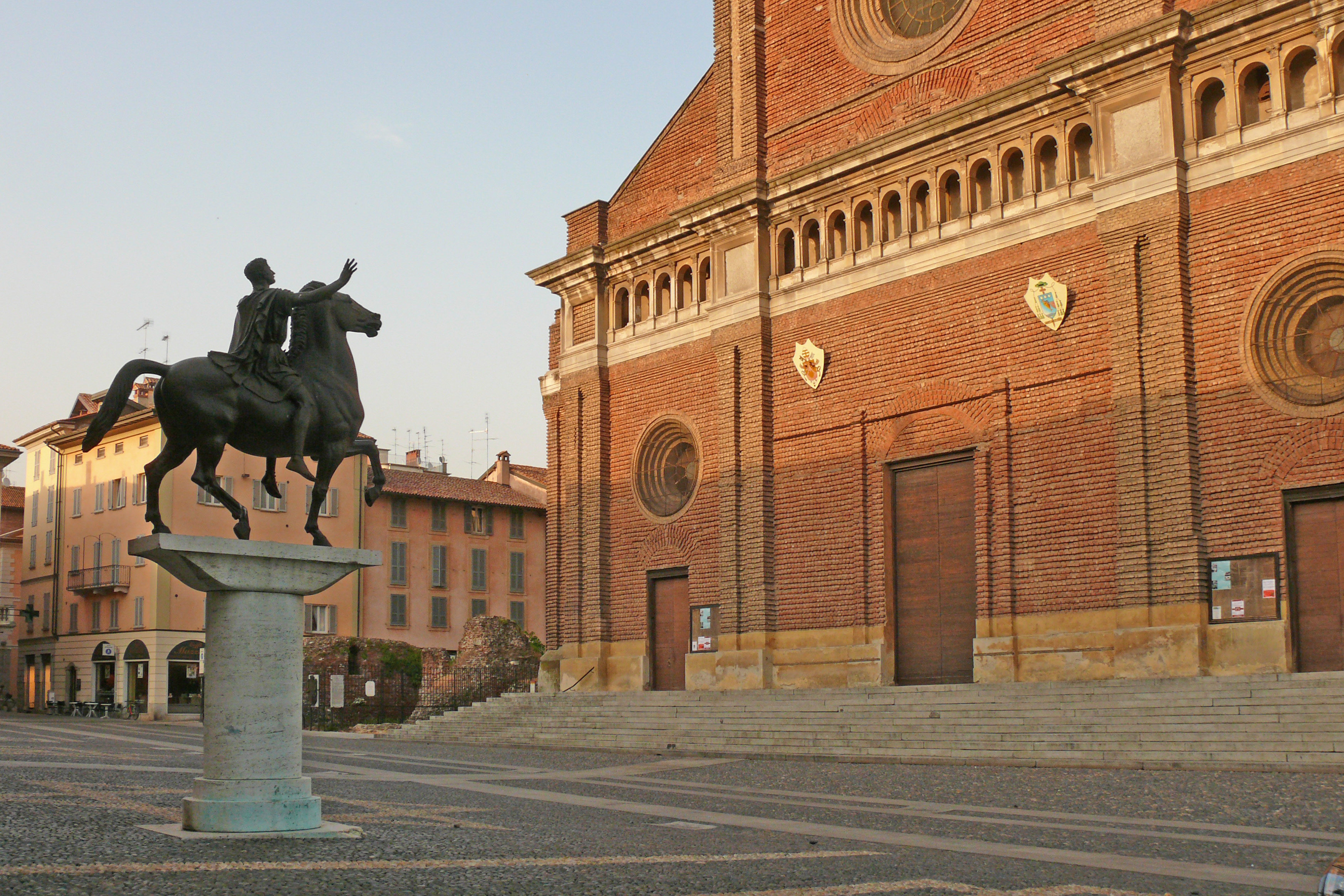
L'attuale statua del Regisole davanti al Duomo di Pavia. In fondo a sinistra, le rovine della Torre civica crollata nel 1989

Duomo di Pavia, dedicato a Santa Maria Assunta e a Santo Stefano (protomartire), è un'imponente costruzione con pianta a croce greca. Il cantiere per la cattedrale fu aperto (con la demolizione delle due originarie basiliche dell'XI e XII secolo) nel 1488 su ordine del vescovo Ascanio Maria Sforza Visconti: la struttura rimase per secoli incompleta, fino alla fine del XIX secolo, quando furono completate la cupola e la facciata, rispettivamente nel 1885 e nel 1898, secondo il progetto originale di Giovanni Antonio Amadeo. La cupola centrale, il cui disegno è attribuito al Bramante, a pianta ottagonale, con un'altezza di 97 metri, una luce di 34 e un peso nell'ordine delle 20.000 tonnellate, è la quarta in Italia per dimensioni. Dopo quasi 17 anni di lavori di restauro e messa in sicurezza della cupola, nel 2013 la chiesa è stata riaperta ai fedeli. A fianco del Duomo era situata la Torre civica, di cui si ha menzione fin dal 1330 e che era stata ulteriormente innalzata nel 1583 da Pellegrino Tibaldi. La torre crollò improvvisamente la mattina del 17 marzo 1989 per cause sconosciute, provocando quattro vittime e 15 feriti, e da allora non è stata più ricostruita.

#### Basilica di San Pietro in Ciel d'Oro
Basilica di San Pietro in Ciel d'Oro, le cui origini sono da ricercarsi all'inizio dell'VIII secolo, fu, secondo la tradizione, fondata da re Liutprando. Ricostruita a partire dall'XI secolo, la costruzione moderna è stata consacrata nel 1132. La facciata, la cupola e il pavimento a mosaico sono simili a San Michele Maggiore, senza però le caratteristiche sculture. San Pietro in Ciel d'Oro, che insieme con San Michele è la più spaziosa tra le basiliche romaniche pavesi, si distingue comunque dall'altra costruzione per l'uso intensivo del cotto in luogo dell'arenaria, per la facciata visibilmente asimmetrica dotata di un solo portale, e internamente per l'assenza dei matronei e per il transetto più corto, non sporgente dalla pianta rettangolare del tempio. L'esterno è decorato con bacini ceramici islamici.

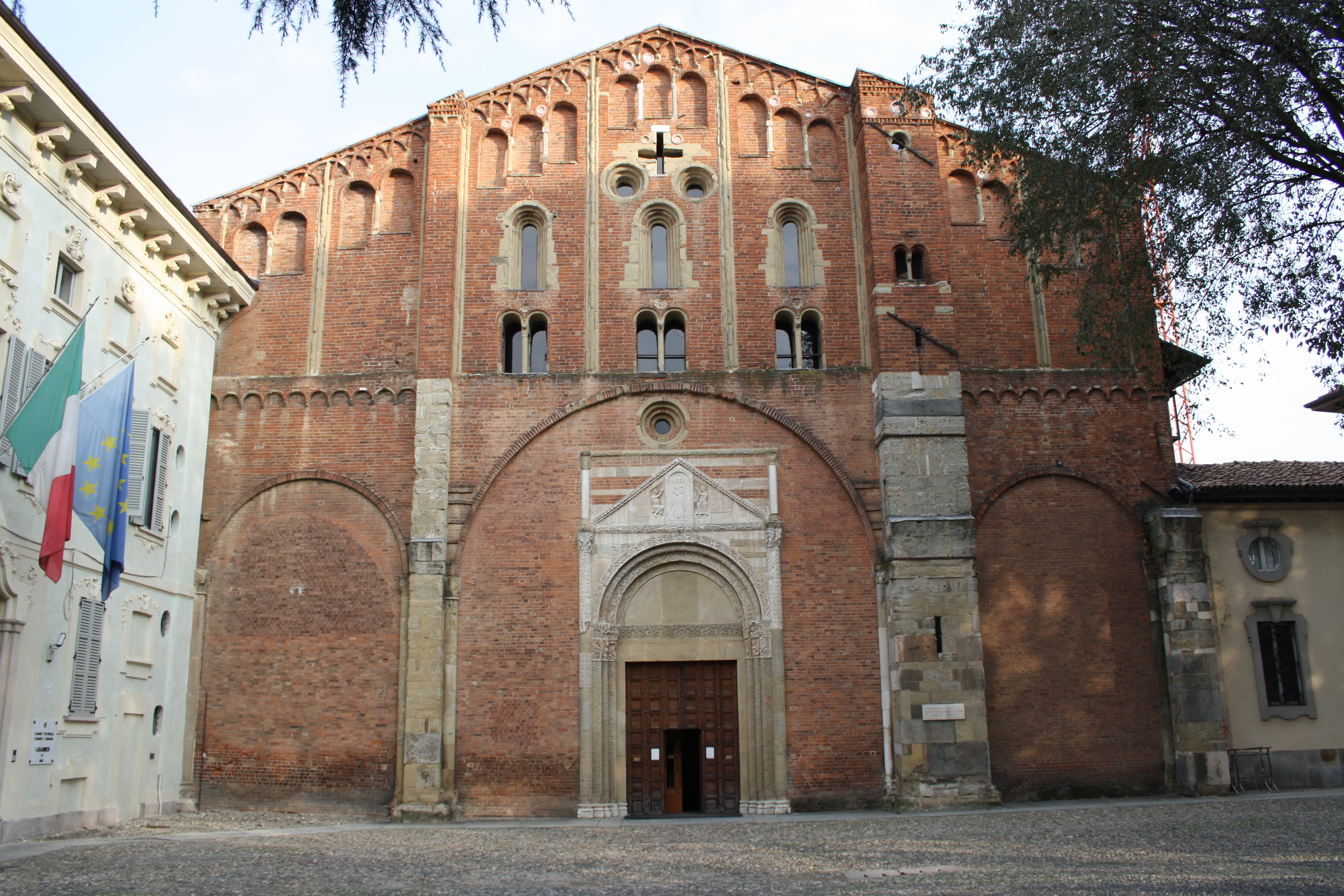
La facciata di San Pietro in Ciel d'Oro

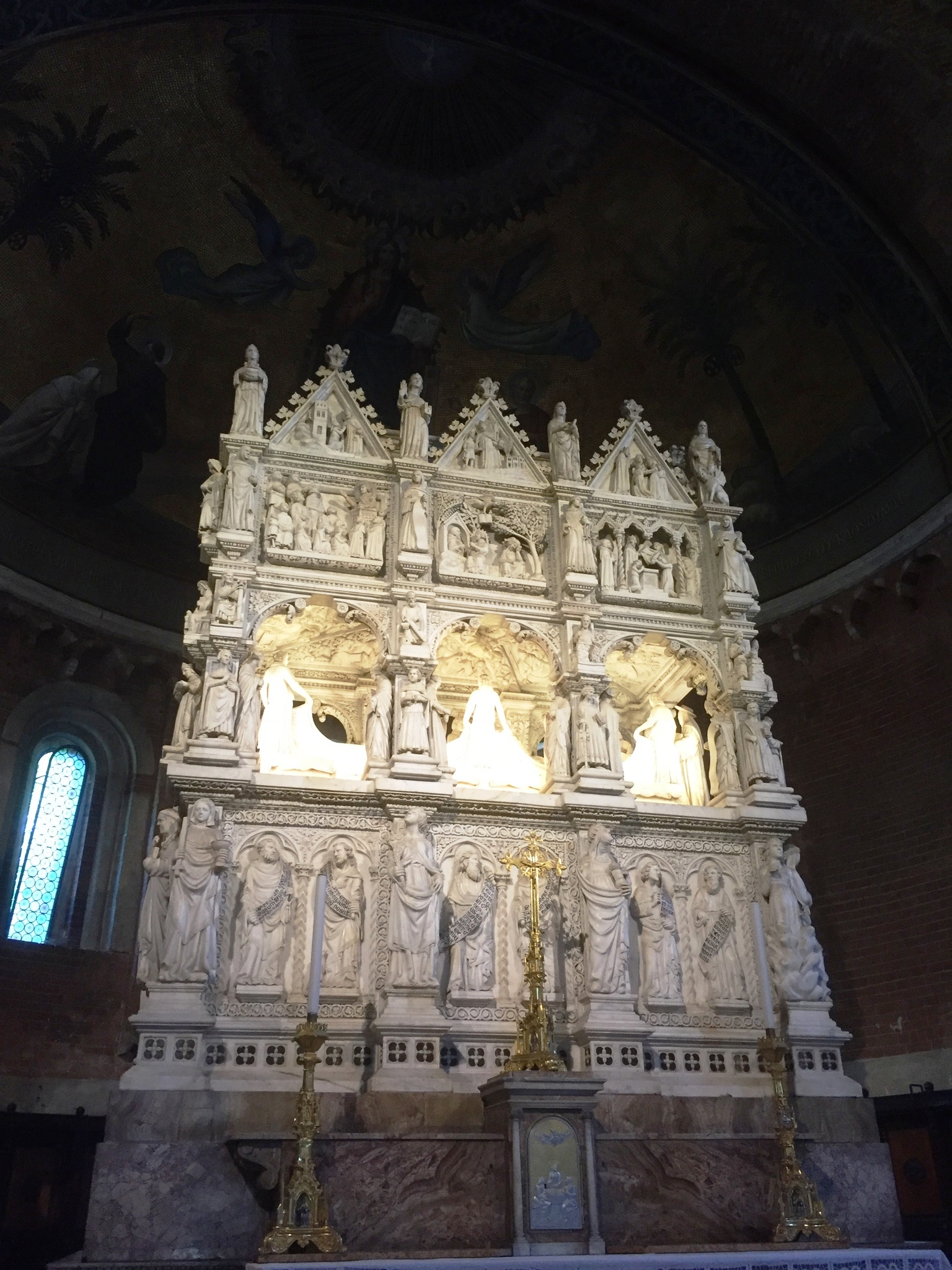
Giovanni di Balduccio, arca di Sant'Agostino

All'interno, murata nell'ultimo pilastro della navata destra, si trova la tomba del re longobardo Liutprando (m. 744), le cui ossa furono ritrovate nel 1896. Nella chiesa sono anche conservate le reliquie di Sant'Agostino, portate qui da Liutprando dalla Sardegna. Le reliquie del Santo sono conservate nella famosa Arca di sant'Agostino, la cui mole marmorea è visibile sull'altar maggiore. L'Arca fu realizzata da Giovanni di Balduccio tra 1362 e il 1365 ed è ornata da almeno 150 tra statue e bassorilievi. La chiesa è nominata anche da Dante Alighieri, che, nel X canto del Paradiso, vv.127-129 (nella Divina Commedia), riporta questi versi: Lo corpo ond'ella fu cacciata giace / giuso in Ciel d'Auro, ed essa da martiro / e da essilio venne in questa pace; ci si riferisce all'anima di Severino Boezio, un Romano consigliere del re ostrogoto Teodorico, fatto da questi giustiziare sotto l'accusa di tradimento. Il corpo di Boezio è anch'esso conservato infatti nella Basilica, precisamente nella cripta.

#### Chiesa di Santa Maria del Carmine

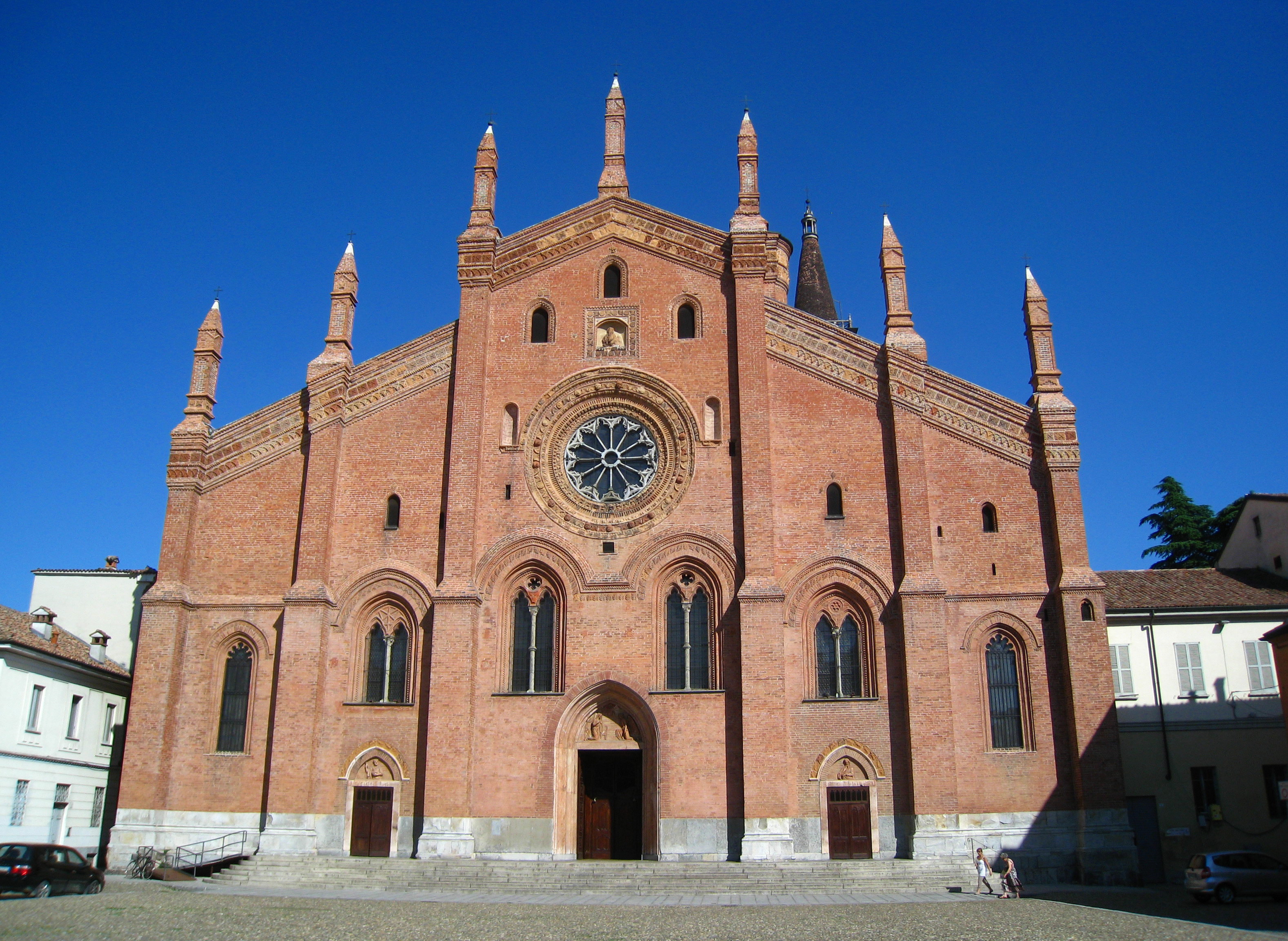
La chiesa di Santa Maria del Carmine

Chiesa di Santa Maria del Carmine, è uno dei più noti esempi di architettura gotica a mattoni nel nord Italia. La costruzione del grandioso edificio incominciò nel 1374 su progetto attribuito a Bernardo da Venezia, per giungere a compimento, con la facciata, nel 1461. È, dopo la Cattedrale, la più vasta chiesa della città, con un perimetro rettangolare di metri 80 x 40, entro il quale trova posto una ardita struttura a croce latina a tre navate affiancate da cappelle. La facciata è caratteristica per il grande rosone e le sette guglie. L'elegante campanile, alto oltre settanta metri, è considerato il maggiore e il più bello della città. Venne restaurata fra il 2006 e il 2010.
Chiesa di San Gervasio e Protasio

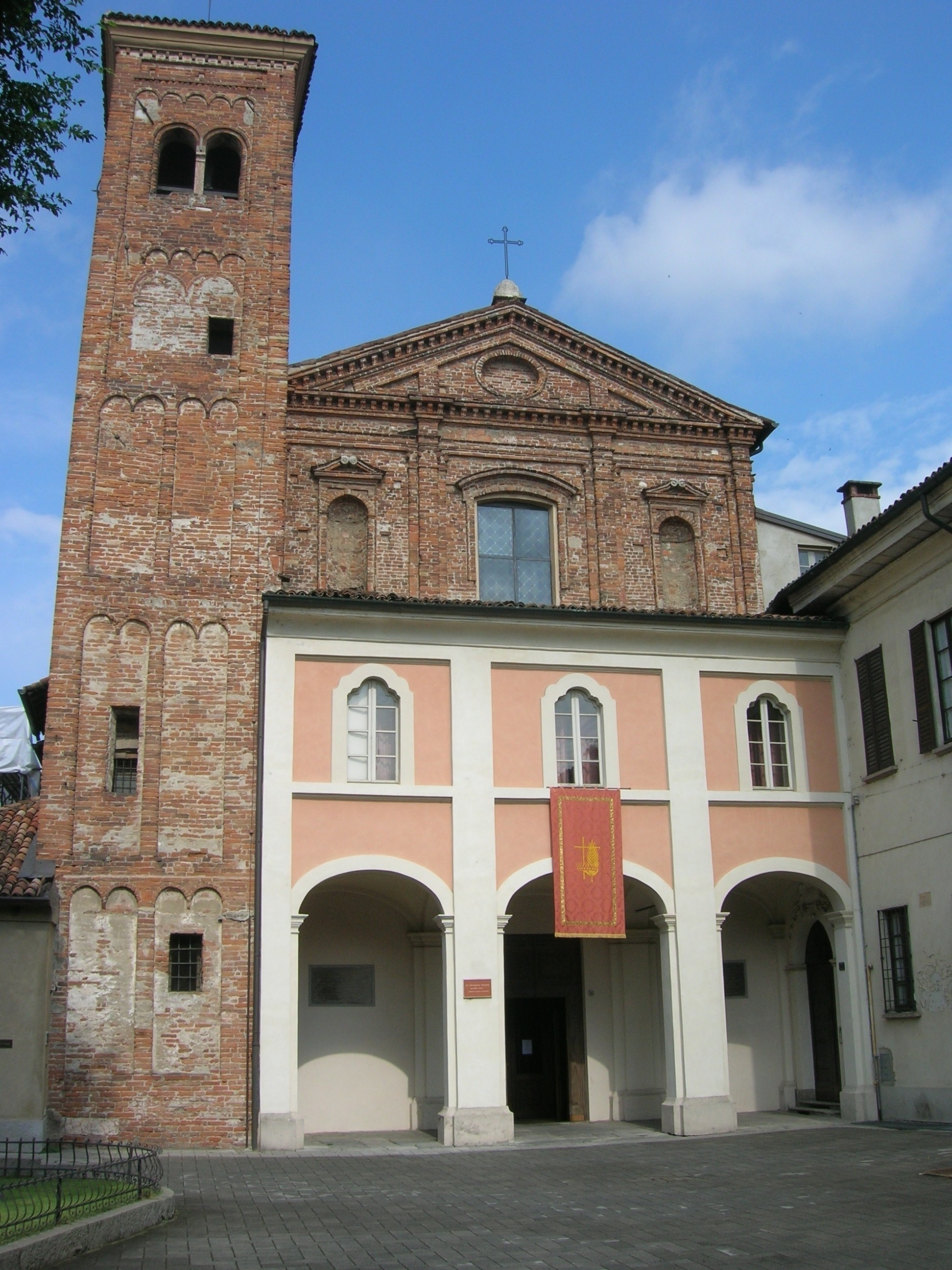
La chiesa dei Santi Gervasio e Protasio

Chiesa dei Santi Gervasio e Protasio, secondo il cronista Opicino De Canistris, questa è la più antica chiesa della città, fondata in epoca romana attorno al IV secolo, e ospitò per più di seicento anni il corpo di San Siro, fondatore della prima comunità cristiana pavese e della chiesa, vissuto nella prima metà del IV secolo d.C. Fu intitolata ai santi Gervasio e Protasio, martiri del III secolo, per la custodia delle loro reliquie, scoperte a Milano da Sant'Ambrogio nel 386 e portate a Pavia da sant’Invenzio, che fu il terzo vescovo di Pavia dopo San Siro e San Pompeo. In questa chiesa oltre ai santi vescovi Siro e Pompeo fu sepolto il re longobardo Clefi nel 574 e, successivamente, il figlio, re Autari; fu gestita dai chierici dei monaci di San Colombano di Bobbio. Nel corso degli anni è testimoniata la presenza di monaci benedettini a partire dal XII secolo, e di un ospizio per pellegrini, istituito nel 1366 e rifabbricato verso la fine del XVI secolo, quando viene affidato al Terz'Ordine Francescano. Furono sempre i Francescani, tra il 1712 e il 1718, a riedificare la chiesa come la vediamo adesso, invertendone l'orientamento. In seguito a questa trasformazione sono state demolite la facciata romanica, sostituita dall'attuale abside, e l'abside originaria, sostituita dalla nuova facciata in stile classico. Nel 2004 è stato rinvenuto, nella cappella di San Siro, un ciclo di affreschi del XVI secolo, di cui nel 2009 si è completato il restauro, che permette di qualificarlo come il ritrovamento storico-artistico più importante del secolo a Pavia.

#### Chiesa di San Teodoro

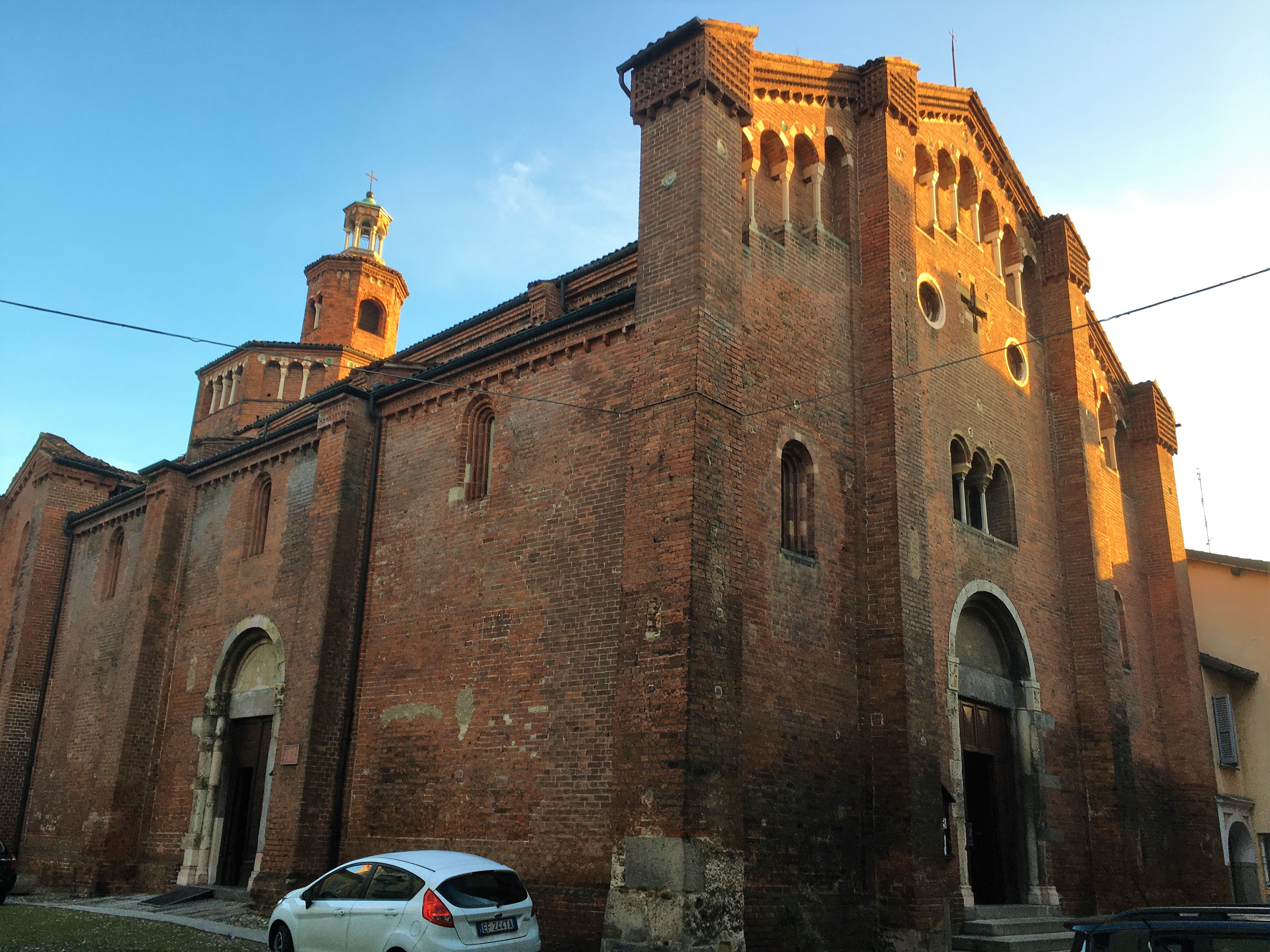
Facciata della chiesa di San Teodoro

Chiesa di San Teodoro, è una chiesa di impianto tardo romanico situata nel centro storico di Pavia. Risalente al XII secolo, l'aspetto originario è stato ripristinato con i restauri effettuati a cavallo del '900. Ospita cicli di affreschi rappresentanti le Storie di Sant'Agnese e San Teodoro e due importanti affreschi attribuiti a Bernardino Lanzani con vedute di Pavia del XVI secolo.

#### Chiesa di Santa Maria di Canepanova
Chiesa di Santa Maria di Canepanova, opera rinascimentale, che secondo un'antica tradizione fu progettata dal Bramante, e sicuramente edificata dall'Amadeo dal 1500 al 1507. La chiesa è stata costruita per celebrare un affresco quattrocentesco ritenuto miracoloso dalla tradizione, raffigurante la Madonna del Latte che si trovava sulla facciata di una casa di Viscardo della famiglia nobile dei Canepanova, i quali sovvenzionarono in parte i lavori, dando anche il nome alla chiesa stessa. A pianta quadrata, la decorazione interna fu realizzata all'inizio del Seicento da vari pittori di scuola barocca.

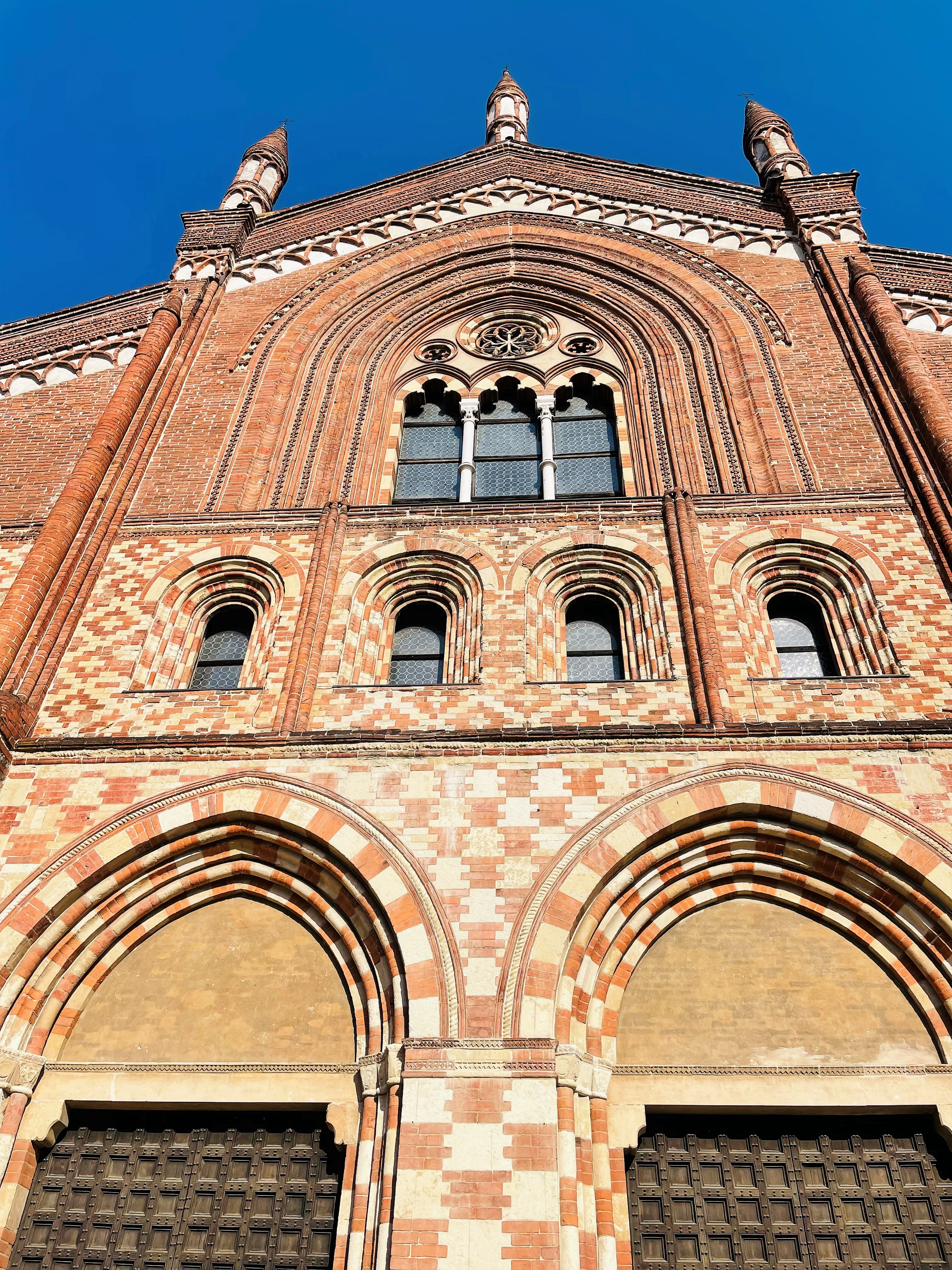
Facciata della chiesa di San Francesco

#### Altre chiese
- Chiesa di San Francesco, duecentesca[97], ha una facciata degna di nota, peculiare per la presenza del portale centrale sdoppiato. La chiesa, molto grande, presenta un impianto a croce latina, con copertura a capriate lignee nella navata centrale e a volta nel capocroce. Anche se relativamente meno nota rispetto agli edifici di culto sopra descritti, San Francesco è, in termini di dimensioni, la terza chiesa della città dopo il Duomo e Santa Maria del Carmine.
- Chiesa di San Giovanni Domnarum, fondata dalla regina Gundeperga nel 654[104], si trova in pieno centro storico, inglobata in un cortile di abitazioni civili, ospita una cripta altomedievale scoperta nel 1914.[105]
- Chiesa di San Giorgio in Montefalcone di periodo medioevale (forse fondata in età longobarda[106]) in pieno centro storico sorge su una specie di fortilizio da cui probabilmente all'epoca si dominava il corso del Ticino. Attaccato alla chiesa vi è un ossario a vista.
- Chiesa dei Santi Primo e Feliciano, la parte esterna ha forme romaniche come la facciata in mattone restaurata nel 1940.[107] Nel secolo XVI l'interno della chiesa fu ridotto a una sola navata e completamente riadattato in stile barocco.
- Chiesa di Santa Maria in Betlem, fu costruita nel 1130[97] nel sito in cui già sorgeva un oratorio di età carolingia di cui, sotto il pavimento della chiesa attuale, si conservano i resti. La chiesa, presso la quale si trovava un ospedale che forniva assistenza e cura ai pellegrini diretti in Terra Santa e ai malati, era dipendente dal vescovo di Betlemme e presenta forme romaniche.
- Chiesa di Santa Maria Teodote. La chiesa fu parte del monastero di Santa Maria Teodote, detto anche di Santa Maria della Pusterla, che fu uno dei più antichi e importanti monasteri femminili di Pavia. Fondato tra il 679 e il 700 da re Cuniperto, fu soppresso nel 1799 e dal 1868 ospita il seminario diocesano.[108]
- Cappella di San Salvatore, nel lato orientale del chiostro rinascimentale del monastero di Santa Maria Teodote (Attuale seminario della diocesi di Pavia) si trova la piccola cappella a pianta centrale edificata nell'ultimo ventennio del Quattrocento e riccamente affrescata da Bernardino Lanzani tra il 1506 e il 1507.Chiesa di San Lazzaro

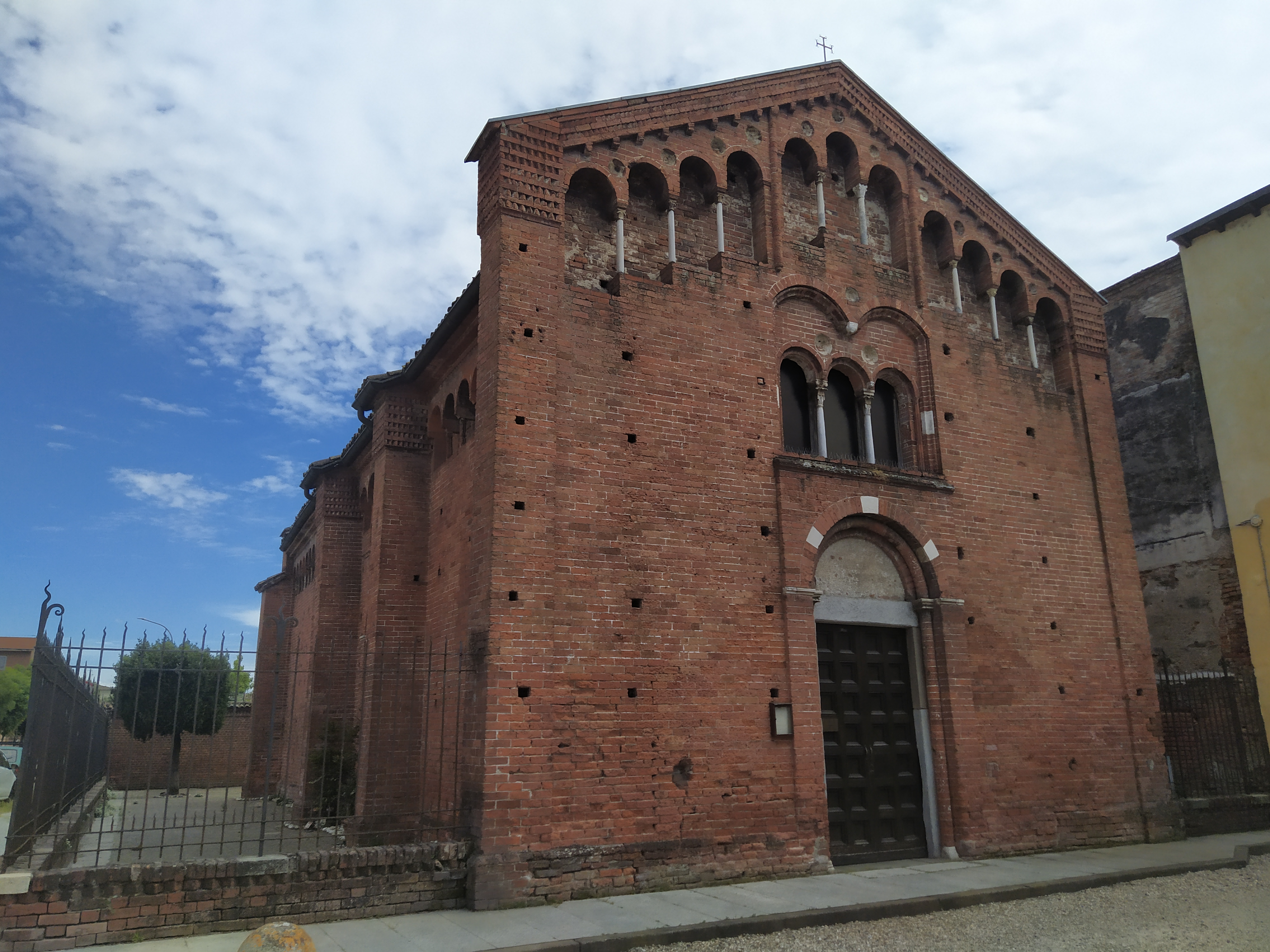
Chiesa di San Lazzaro

- Chiesa di San Luca, oratorio della Confraternita dei Disciplini, venne consacrata il 21 dicembre 1609. È situata nella parte orientale del centro della città, lungo l'importante direttrice viaria per Piacenza e Cremona. La facciata è posta a nord lungo l'attuale Corso Garibaldi ad attestare l’importanza della strada.[109]
- Chiesa di Sant'Eusebio, aveva come cripta una costruzione del VII secolo,[97] ancora conservata e visitabile in piazza Leonardo da Vinci, rarissimo esempio di architettura longobarda.
- Chiesa di San Lazzaro, fondata nel 1157 da Gislenzone Salimbene, e dai figli Siro e Malastreva, unitamente all'omonimo ospedale, l'attuale edificio fu realizzato in forme romaniche nella prima metà del Duecento.[97] La facciata è arricchita da bacini ceramici di origine bizantina, mentre alcuni capitelli risalgono all'età Carolingia. L'interno, restaurato negli anni'30, conserva vaste tracce di affreschi del XIII secolo. La chiesa e l'annesso ospedale, nel XVI secolo passarono sotto il controllo dell'Ordine dei Santi Maurizio e Lazzaro, sotto il quale rimase fino alla metà dell'Ottocento.[110]

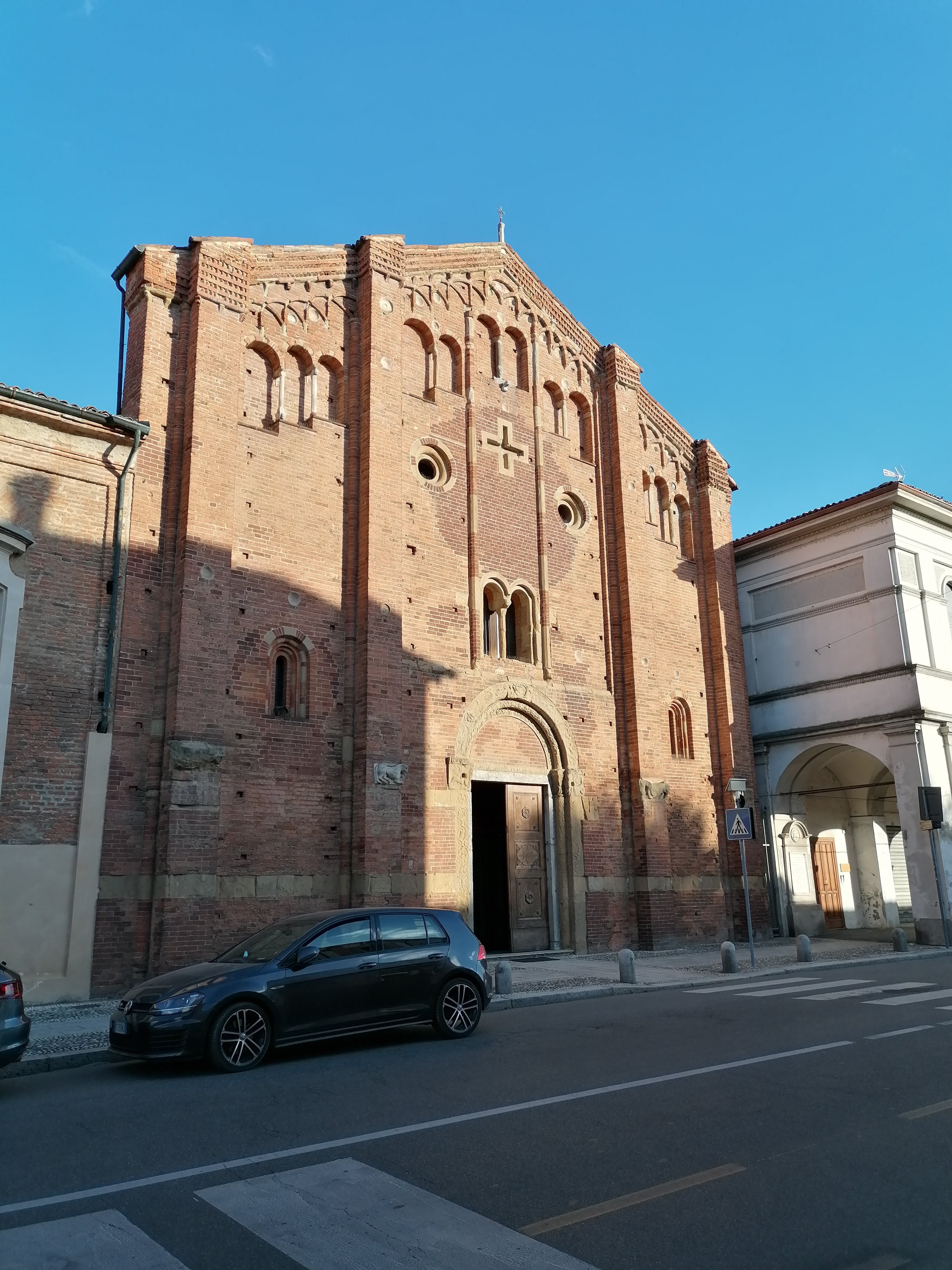
La chiesa di Santa Maria in Betlem

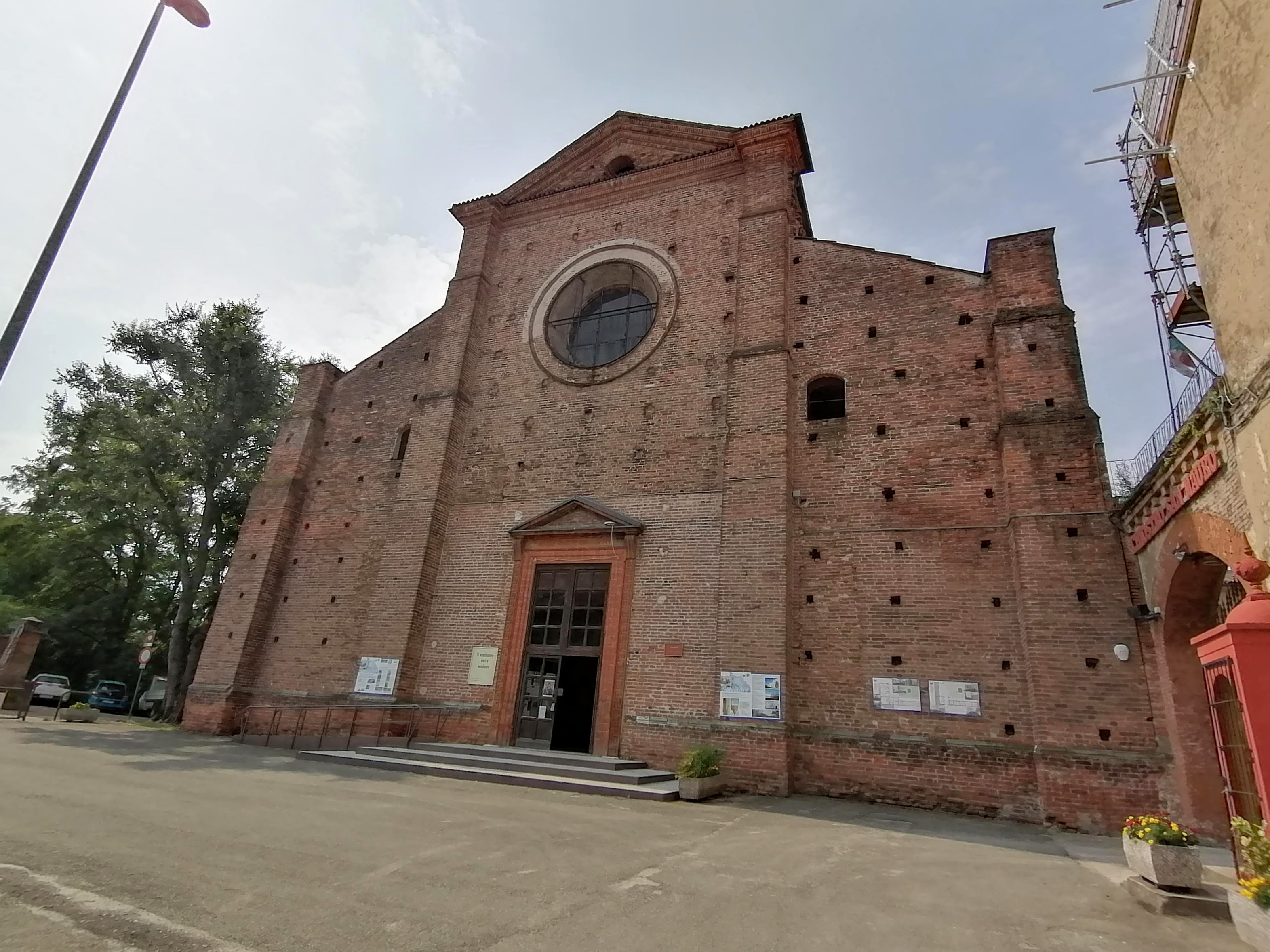
Basilica del Santissimo Salvatore

- Monastero e chiesa di San Pietro in Verzolo, sorto (forse su un precedente edificio di età longobarda) nel X secolo come monastero benedettino. Nel 1486 ai benedettini subentrarono i cistercensi di Chiaravalle, fino al 1798, quando il monastero venne soppresso, mentre la chiesa, come parrocchia, sopravvisse. Gran parte della struttura della chiesa e degli edifici annessi, come il piccolo chiostro, sono strutturati su murature dell'XI secolo, realizzate con molti laterizi romani di recupero e ciottoli fluviali, come pure di recupero pare essere uno dei capitelli, di età longobarda, inserito nella romaniche bifore del chiostro. La facciata fu rifatta nella seconda metà del Cinquecento, mentre l'interno della chiesa fu modificato nella prima metà del Settecento.[111]

- Monastero e chiesa di San Salvatore, le cui origini risalgono al VII secolo,[112] fu infatti fondata da re Ariperto I nel 657 e venne ricostruita dall'Amadeo nel XV-XVI secolo[113]
- Chiesa di San Lanfranco, risalente al XII secolo[97], contiene la tomba del vescovo Lanfranco Beccari (m. 1189), realizzata nel 1498 dallo scultore e architetto Giovanni Antonio Amadeo (1447-1552), nato a Pavia. All'interno della chiesa vi è un affresco, tra i più antichi della città (XIII secolo), scoperto nel 1930 sotto l'intonaco, raffigurante l'assassinio di Tommaso Becket. La scena ritrae il vescovo che indossa la casula mentre viene colpito da cinque sicari.
- Chiesa di Santa Maria delle Grazie, seicentesca,[114] ha la dignità di basilica minore
- Chiesa di Santa Maria in Corte Cremona: il nome della chiesa (documentata almeno dal 1232) deriva dal fatto che nelle sue vicinanze sorgeva il palazzo (corte) dove il vescovo di Cremona alloggiava quando, nell’alto medioevo, giungeva a Pavia (allora capitale del regno d'Italia) in occasione di placiti, incoronazioni e alti eventi che si svolgevano in città.[115]
- Chiesa di Santa Maria di Caravaggio. Situata nella periferia ovest della città, la chiesa sorse, su progetto di Giovanni Muzio, nel 1956.

#### Chiese inglobate in edifici residenziali o adattate ad altri usi
Nella seconda metà del XVIII nella città e nelle sue aree suburbane si trovavano oltre 140 chiese e cappelle, un numero spropositata per un centro delle dimensioni di Pavia. Tale fenomeno era principalmente dovuto al ruolo di capitale ricoperto dalla città dall’età longobarda fino al 1024, infatti, solo tra il 569 e il 774 furono fondati almeno 21 chiese e monasteri (ma il numero potrebbe essere più elevato, dato che anche altri edifici religiosi urbani tradizionalmente vengono, pur in assenza prove documentarie o archeologiche, ritenuti di età longobarda), gran parte di essi furono istituiti da sovrani e dalle maggiori aristocrazie del regno, soprattutto con lo scopo di trasformarle in mausolei. A partire dal regno di Giuseppe II (come nel resto della Lombardia Austriaca) e fino a tutta l’età napoleonica, gran parte di tali chiese ed enti religiosi vennero soppresse e i loro edifici furono destinato a uso pubblico (principalmente caserme, università, collegi e scuole) o ceduti a privati, che molto spesso li fecero demolire per sostituirli con abitazioni civili.

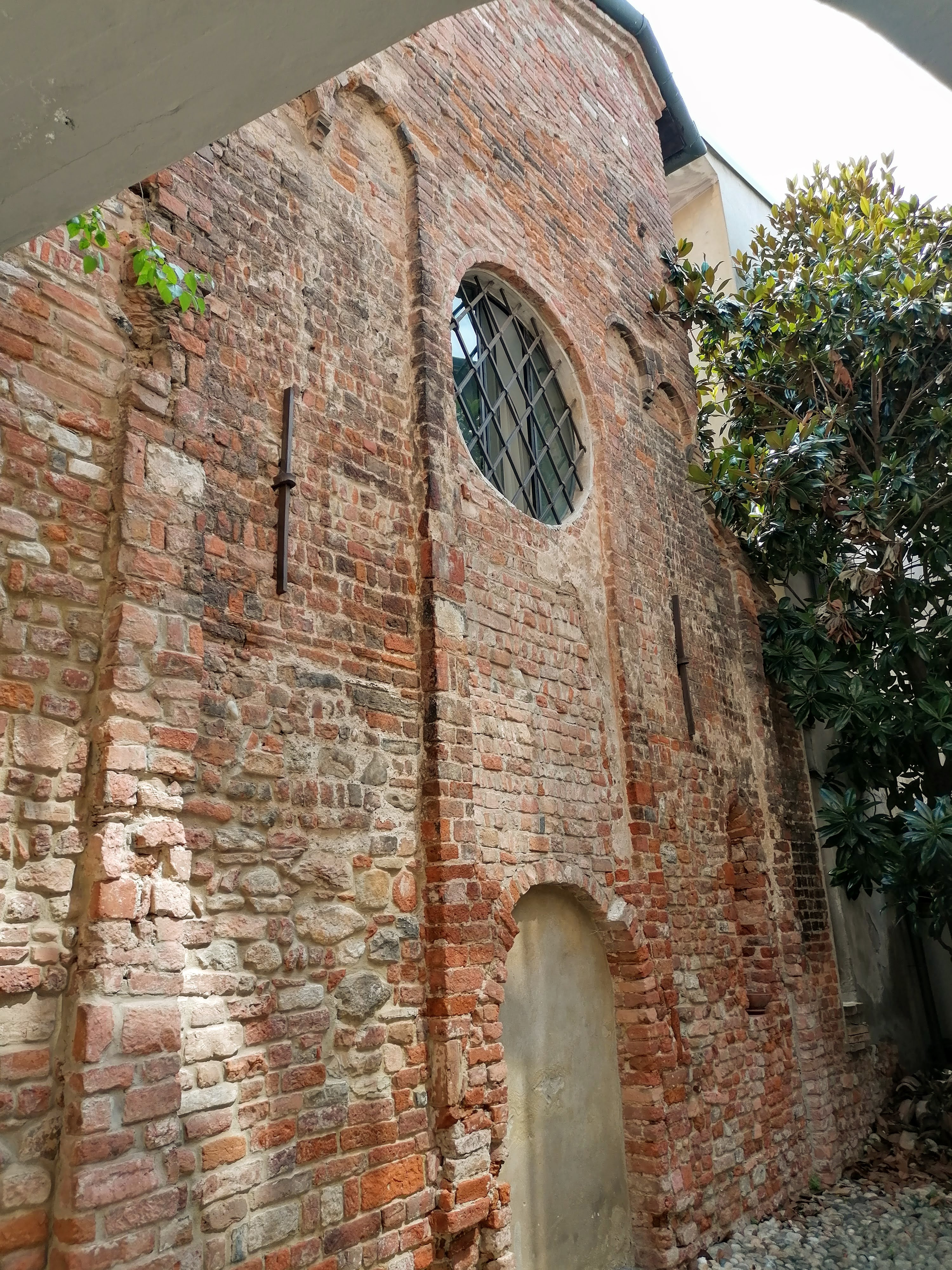
Chiesa di San Colombano Maggiore

- Chiesa di San Colombano MaggioreChiesa di San Colombano maggiore. La chiesa di origine longobarda, dotata di xenodochio per i pellegrini, gestita dai monaci di San Colombano di Bobbio, è attestata da documenti fin dal IX secolo[117][118]; tra le fonti edite di carattere generale, la parrocchia è citata nel 1250 nei documenti concernenti l'estimo pavese del secolo XIII; è elencata tra le parrocchie di Porta Palacensis nelle Rationes decimarum del 1322-1323; compare nei rogiti del cancelliere episcopale Albertolo Griffi degli anni 1370-1420; è ancora menzionata negli atti della visita pastorale compiuta nel 1460 da Amicus de Fossulanis. La parrocchia di San Colombano fu soppressa nel 1565 e unita alla parrocchia dei Santi Giacomo e Filippo concentrando i redditi e i diritti. Convertita a uso magazzino, conserva gran parte della sua ossatura, con la navata centrale e quella di sinistra divise da pilastri. La facciata è in gran parte integra, e rivela elementi nuovi rispetto alla precedente serie delle basiliche romaniche pavesi. Nel 1963 sono stati distrutti gli avanzi del presbiterio e dell'abside centrale, mentre la navata destra è mancante da tempo.
- Chiesa di San Felice. Il monastero benedettino femminile di San Felice fu fondato nel 760 da re Desiderio[119] e dotato, nei secoli seguenti, da re e imperatori di grandi possessioni terriere. Soppresso nel 1785, divenne un orfanotrofio. Attualmente è sede del Dipartimento di Scienze Economiche e Aziendali. Conserva l'antica chiesa, le cui strutture risalgono alla metà dell'VIII secolo, all'interno della quale vi è la cripta di età longobarda e alcune tombe datate tra l'VIII e il IX secolo[97]. Il chiostro fu rifatto tra la fine del XV secolo e i primi anni del Cinquecento.
- Chiesa di San Marino. La chiesa, con annesso monastero benedettino, di San Marino fu fondata nell'VIII secolo dal re longobardo Astolfo, che fu seppellito al suo interno. La struttura subì rimaneggiamenti nel XII secolo[120] e poi, più consistenti, tra Cinque e Seicento. Al suo interno si conserva una pala del Giampietrino.
- Chiesa di Santa Maria delle Cacce. Fondata nel VIII secolo, forse da re Rachis o Desiderio, fu un monastero Benedettino Femminile, poi soppresso nel 1799. L'edificio monastico fu ricostruito nel Cinquecento e attualmente è adibito a edificio scolastico, mentre la chiesa fu rifatta nel XVII secolo, pur conservando elementi, come la cripta, del primitivo edificio di età longobarda

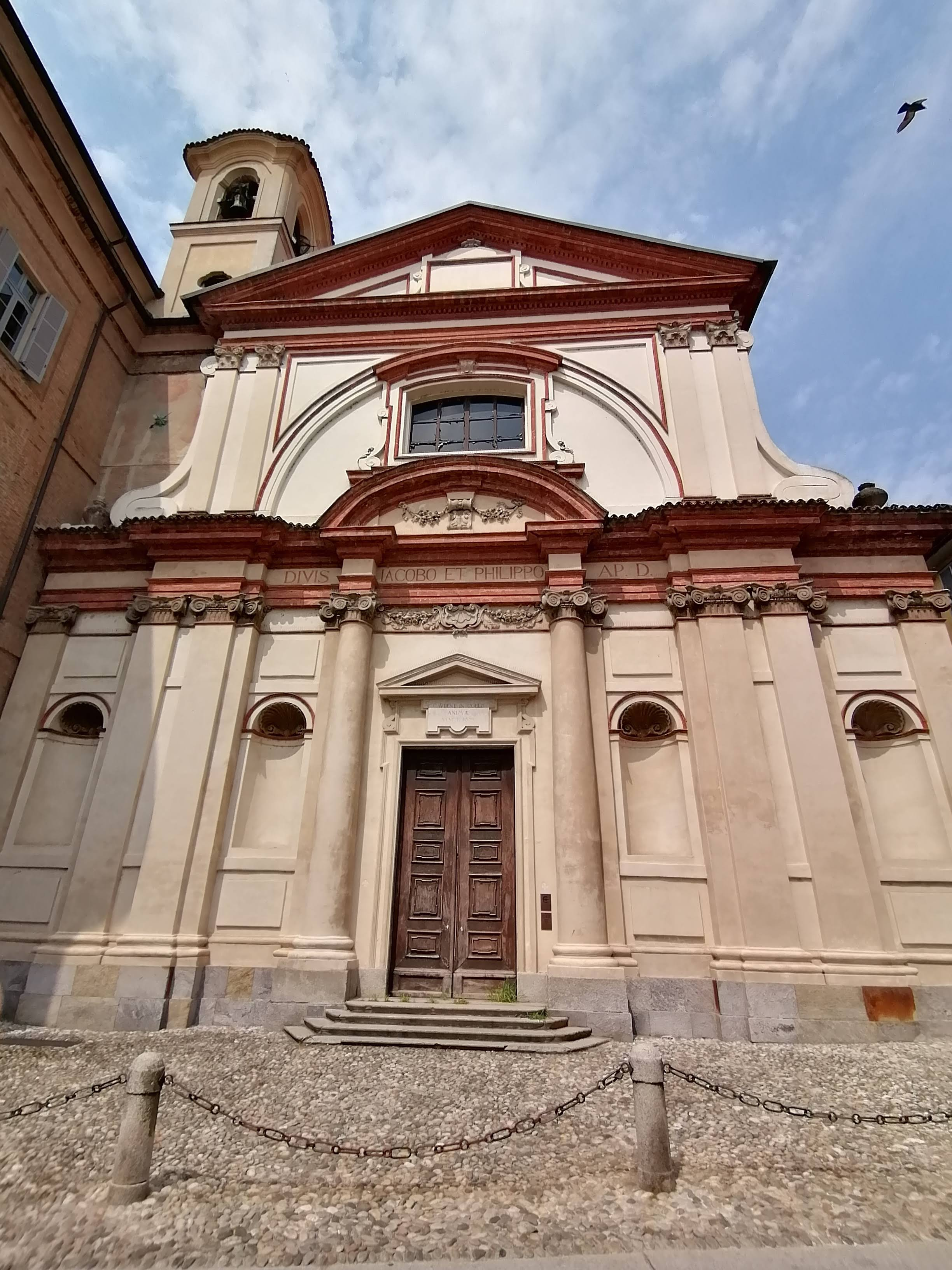
Chiesa dei Santi Giacomo e Filippo, Francesco Maria Richino, 1626.

- Chiesa di San Maiolo. ll monastero di San Maiolo fu fondato nell'anno 967 dal giudice Gaidolfo, che lo donò all’abate di Cluny San Maiolo. Ben presto il monastero divenne il principale centro di diffusione della riforma cluniacense nel Nord Italia. Nel XIII secolo iniziò la decadenza del monastero, che divenne commenda nel 1380 e fu infine soppresso nel 1564 e affidato alla Congregazione Somasca. Nel 1596 la chiesa medievale fu ricostruita in forme manieriste. Nel 1790 la casa venne soppressa e passò nelle mani di privati. Acquistato dalla Stato Italiano negli anni ’60, ospita ora l’Archivio di Stato di Pavia. Degno di nota è il chiostro quattrocentesco, che conserva tracce della chiesa romanica[121].

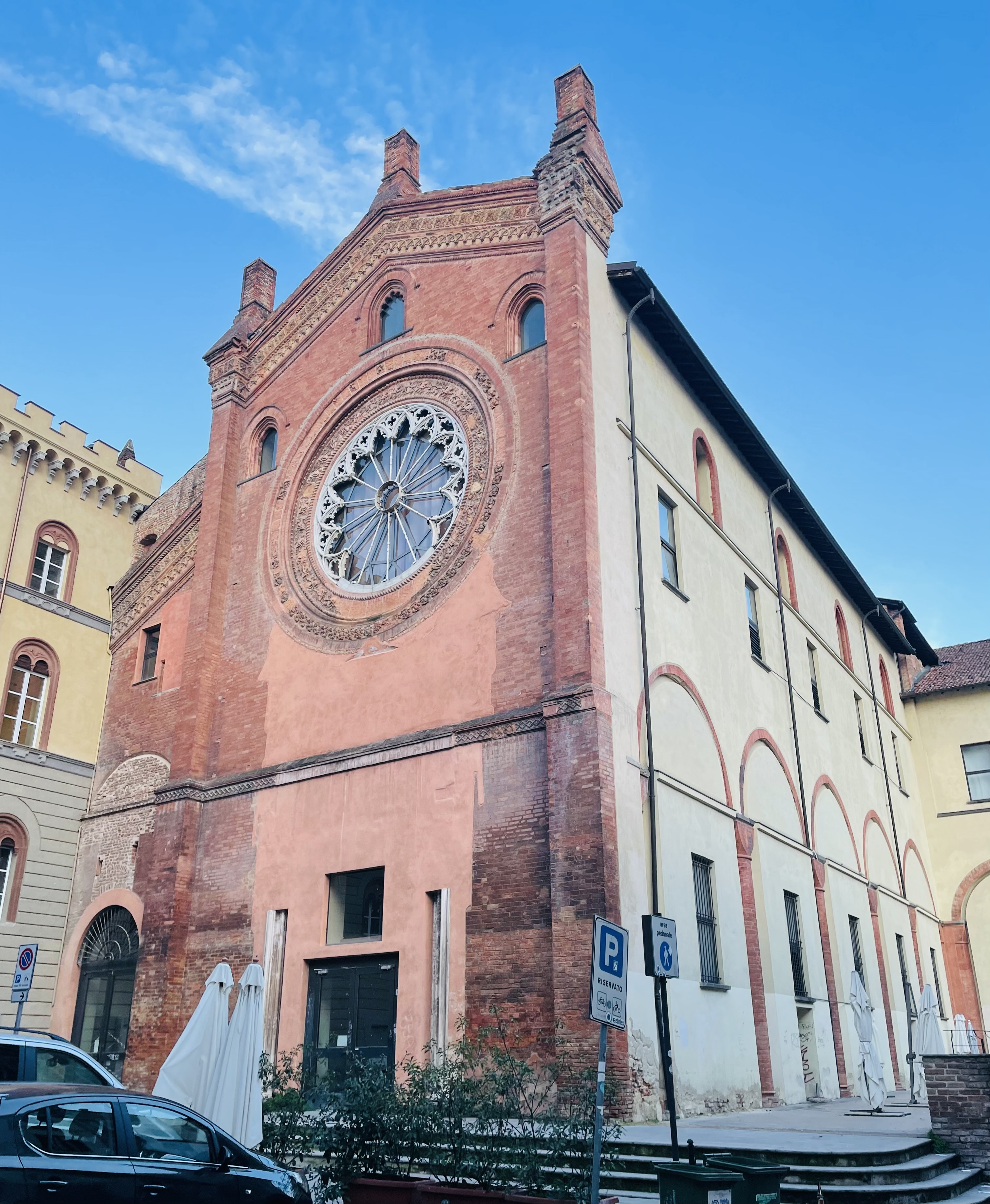
Facciata della Chiesa di San Tommaso

- Facciata della Chiesa di San TommasoChiesa di San Tommaso. Il monastero benedettino femminile di San Tommaso è menzionato per la prima volta in un diploma imperiale di Arnolfo del 889. La chiesa fu ricostruita nel 1213 e nel 1302 divenne sede dei frati Domenicani. A partire dal 1320 iniziarono i lavori per la costruzione della nuova, e più grande, chiesa, tuttavia, a causa delle numerose interruzioni, il cantiere fu ultimato solo nel 1478. Nel 1786 il monastero venne soppresso da Giuseppe II e trasformato nel Seminario Generale per la Lombardia Austriaca. Giuseppe Piermarini, incaricato di adattare il complesso alla nuova destinazione, modificò pesantemente la chiesa. Pochi anni dopo, nel 1791, il seminario venne chiuso e il complesso divenne una caserma, e tale rimase fino agli anni ’80 del Novecento, quando fu ceduto all’Università degli Studi di Pavia.
- Chiesa di San Pietro in Vincoli. Si trova in un vicolo del centro storico (Via Cravos) da cui si vedono le forme della facciata. Fu edificata sopra le rovine di un tempio pagano e la chiesa originaria risale all'epoca longobarda. La chiese prese successivamente il nome di San Sebastiano, dopo il trasferimento di una reliquia (un braccio) del santo che secondo la tradizione riuscì a fermare un'epidemia di peste scoppiata in città nel VII secolo. La funzione religiosa dell'edificio cessò nel 1788, quando fu trasformata in abitazioni e magazzini.
- Chiesa di Santa Mostiola, documentata fin dal 925, fu ricostruita intorno al XII secolo, fu concessa nel 1254 ai monaci Eremitani di Sant’Agostino, che, intorno a essa eressero un convento. Nel 1566 passò alle monache Benedettine di Monte Oliveto e venne soppressa nel 1799.
- Chiesa di Santa Maria Gualtieri, la cui facciata si trova nel lato orientale della centrale Piazza della Vittoria. Il nucleo originario è del X secolo; venne sconsacrata nel 1789 e inglobata in edifici residenziali. Nel 1991 si sono conclusi dei lunghissimi restauri che hanno portato in parte a isolare di nuovo l'edificio. L'abside meridionale contiene la più antica testimonianza di resti pittorici romanici di Pavia. È ora adibita a sala convegni del Comune.
- Chiesa di Sant'Epifanio. Sorse nel V secolo per opera del vescovo Epifanio, venne ricostruita nel 1239 e nel 1451 fu affidata ai Canonici Lateranensi. Venne sconsacrata nel 1773 e divenne sede dell'Orto Botanico dell'Università di Pavia.
- Chiesa di San Francesco di Paola. Progettata dall'architetto Giovanni Antonio Veneroni, sorse, a fianco del convento dei Padri Minimi di San Francesco di Paola nel 1715 e fu terminata nel 1738. Sconsacrata nel 1805, è ora Aula Magna del Collegio Ghislieri.
- Santi Giacomo e Filippo. Già esistente come chiesa di San Filippo nel 1250, fu ricostruita nel 1626, nel 1680 fu affidata ai Missionari Lazzaristi di San Vincenzo e, tra il 1887 e il 1928 ai padri stimmatini, è ora sede universitaria.

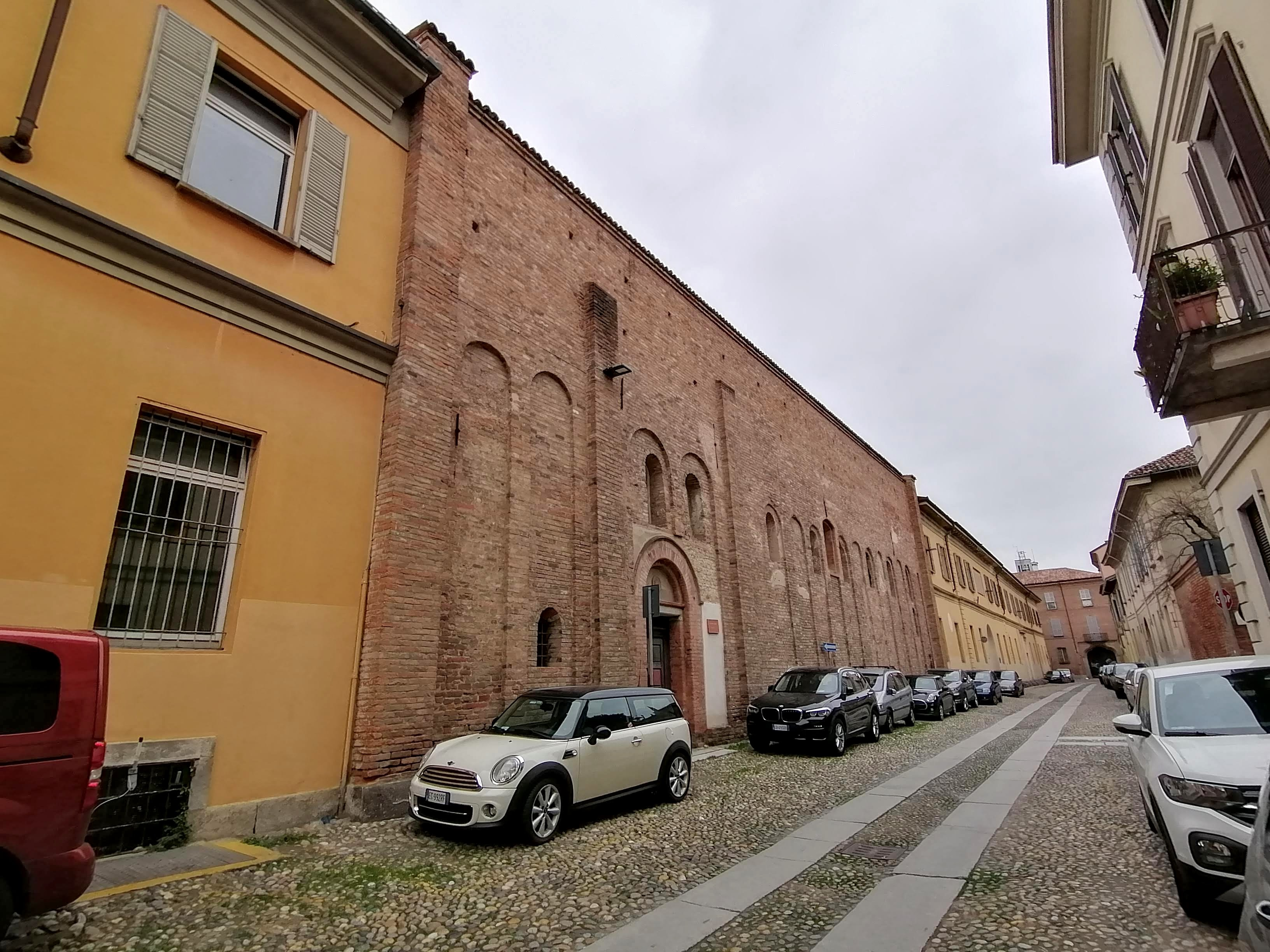
Monastero di San Felice, VIII secolo.

- Monastero di San Felice, VIII secolo.Chiesa di San Nicolò della Moneta. Già menzionata nel 1250, era posizionata vicino alla zecca. La chiesa fu ricostruita nel 1609 e fu sconsacrata nel 1789.
- Oratorio dei Santi Quirico e Giulitta, documentato nel 929, nel 1574 venne soppresso. Nel 1733 Carlo Ambrogio Mezzabarba incaricò l'architetto Giovanni Antonio Veneroni di edificare un nuovo edificio di culto a fianco della sontuosa dimora del casato pavese (palazzo Mezzabarba), a non molta distanza dal luogo in cui si trovava la precedente chiesa.
- Chiesa di Santa Clara. Le prime notizie sull'edificio risalgono al 1244, quando la chiesa era parte del monastero cistercense femminile di Santa Maria de Ortis[97], nel 1474 nel monastero si insediarono le monache francescane osservati. L'ente venne soppresso nel 1782 e trasformato, prima in collegio e poi in caserma. Nel 1935 il complesso fu acquistato dal comune di Pavia e sono in corso restauri.
- Chiesa di San Zeno. Già documentata nel 1187, in base al piano di riordino delle parrocchie urbane del 1788, fu soppressa e, nel 1794, fu acquistata dal marchese Luigi Malaspina e in gran parte demolita per fare spazio al suo palazzo. Conservava al suo interno la tomba del nipote di Francesco Petrarca, la cui epigrafe, dettata dal nonno, si conserva ora nei Musei Civici.
- Oratorio del Crocifisso, Si tratta di un piccolissimo oratorio cinquecentesco dalle eleganti modanature in cotto.

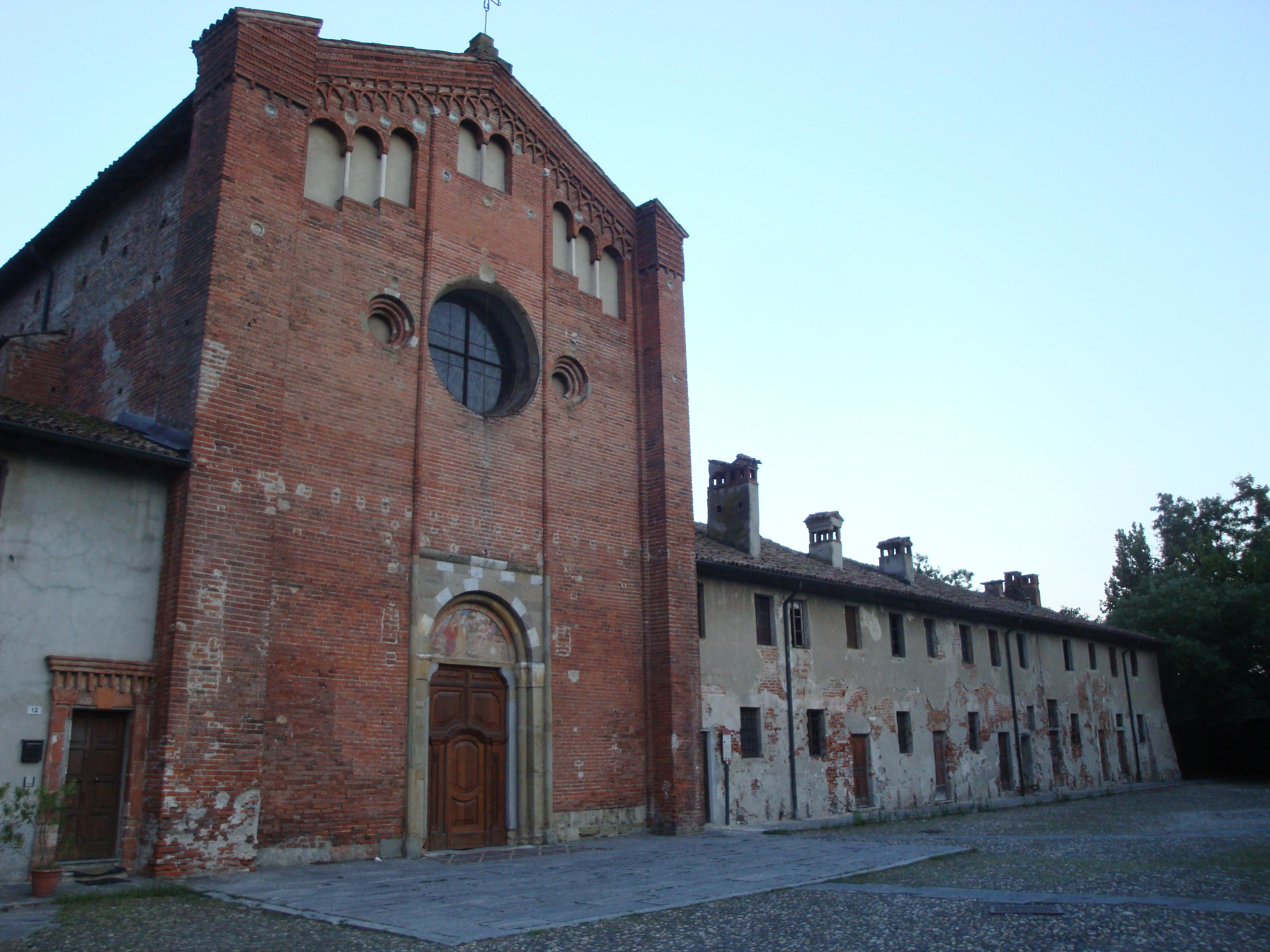
Chiesa di San Lanfranco.

- Chiesa di San Lanfranco.Chiesa di San Giuseppe. Inizialmente dedicata ai Santi Cosma e Damiano, esisteva già dal XIII secolo e fu radicalmente ricostruita nel 1572.
- Chiesa di San Giacomo della Vernavola. La chiesa esisteva già nel XII secolo, ed era officiata dai benedettini stanziati nel monastero annesso. Nel 1421 subentrarono i frati Minori di San Francesco, che nel 1458 ricostruirono la chiesa. Il monastero venne soppresso nel 1805, la chiesa fu demolita pochi anni dopo, mentre il complesso e il suo giardino, fu adibito a sede dell'Orto Agrario dell'Università, mentre ora è caserma dei Carabinieri Nucleo Forestale della provincia di Pavia.
- Chiesa di Santa Chiara la Reale. Fondata da Bianca di Savoia nel 1380, che insediò le Clarisse nel monastero annesso. Nel 1789 la chiesa e il monastero vennero soppressi e nel 1803 la chiesa venne demolita, mentre furono conservati il chiostro Cinquecentesco e parte delle strutture monastiche.
- Chiesa di Santa Maria d'Ognissanti. menzionata nel Trecento come Sant'Agostino in porta Marenga da Opicino de Canistris, apparteneva all'ordine degli Umiliati. Nel 1568 passò ai certosini e nel 1803 venne soppressa.
- Chiesa della Santissima Trinità, costituisce il lato meridionale della piazza in cui si affaccia la Chiesa di Santa Maria del Carmine, fu fondata, intorno al 996, dal conte Bernardo e da sua moglie Roglinda. La facciata prospetta nello slargo che si apre in fondo alla piazza.
- Chiesa di Sant'Antonio da Padova. La chiesa fu realizzata nel XVI secolo dai cappuccini e ora, dopo vari passaggi, venne acquisita nel Novecento dal collegio Borromeo, che la trasformò in un'aula didattica.
- Chiesa della Pia Casa de' poveri derelitti di Gesù Cristo, sorta nel 1726 su progetto di Giovanni Antonio Veneroni presso la Pia Casa dei derelitti, nel 1790 fu soppressa e, due anni dopo, trasformata in caserma.
- Chiesa di Santo Spirito e Gallo. Fondata da Gian Galeazzo Visconti nel 1395 a risarcimento della chiesa di San Gallo fatta demolire dal padre Galeazzo II per fare spazio alla costruzione del castello, ospitò un monastero benedettino, che fu soppresso nel 1799.

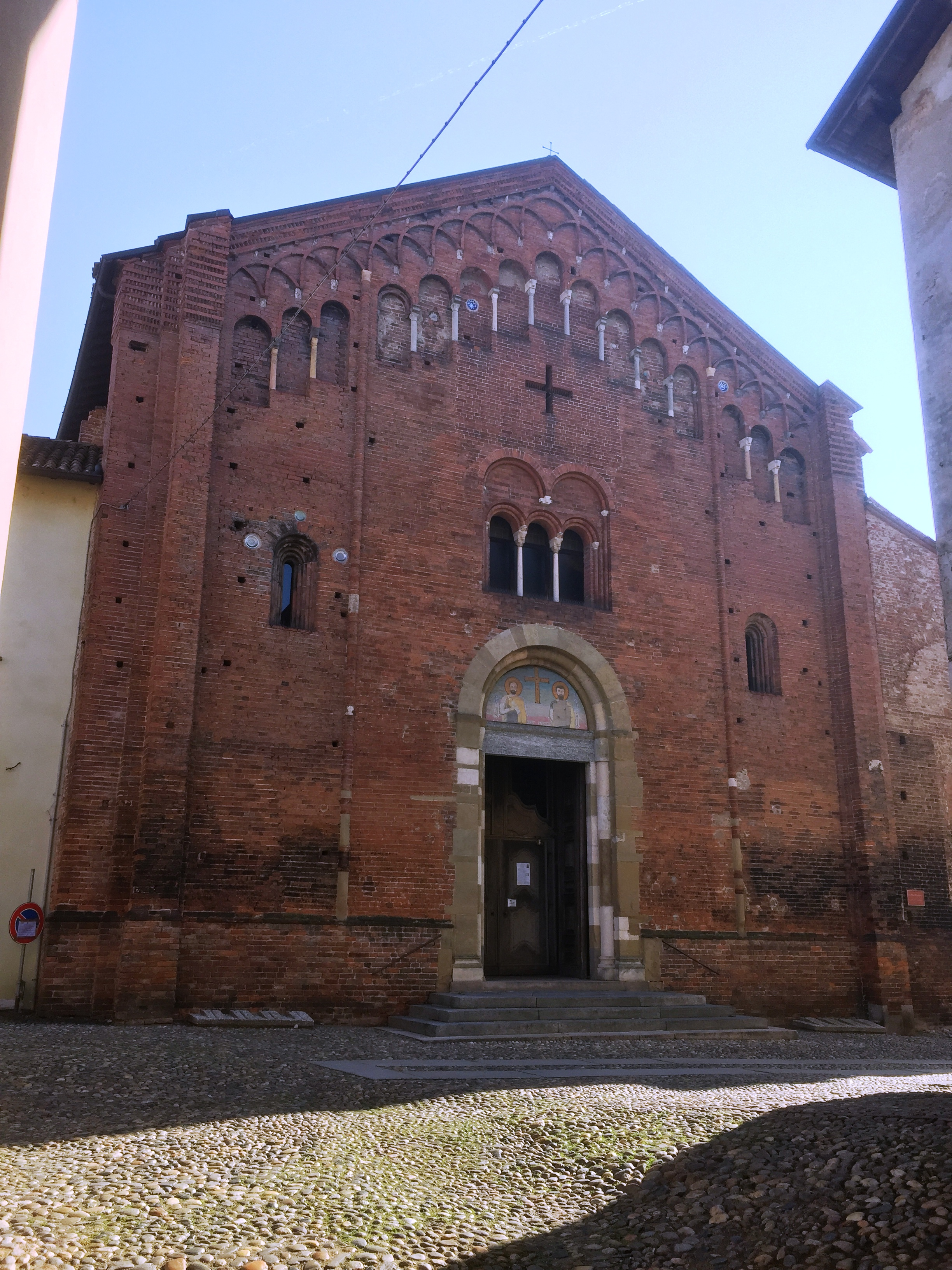
Chiesa dei santi Primo e Feliciano

- Chiesa dei santi Primo e FelicianoChiesa di Santa Maria Annunciata. Sorta nel XV secolo presso l'omonimo convento agostiniano femminile, fu soppressa nel 1799 e ora è adibita a sala conferenze.
- Oratorio della Confraternita di San Rocco e della Misericordia che si occupava di assistere nelle ultime ore i condannati a morte. Si trova nella attuale via Venti Settembre, dopo aver ospitato per anni un cinema e ora una libreria.

#### Chiese andate distrutte
- Chiesa di San Colombano minore (o San Colombano de Cellanova), fondata in epoca longobarda nel VIII secolo era gestita dai monaci di San Colombano di Bobbio. Era situata all'incrocio di via XX Settembre/via Roma dove ora sorge la Chiesa di Santa Maria del Carmine). Fu soppressa nel 1346 e i suoi redditi assegnati al Prevosto e al Capitolo della Chiesa di San Giovanni Domnarum. Distrutta a partire dal 1373 assieme alla Chiesa dei Santi Faustino e Giovita per far posto alla nuova Chiesa di Santa Maria del Carmine[122][123].
- Chiesa di Sant'Agata al Monte, fondata da re Pertarito tra il 671 e il 688 nel punto in cui il sovrano riuscì, calandosi dalle mura della città, a sfuggire ai sicari inviati dall’usurpatore Grimoaldo, fu sede prima di un monastero femminile benedettino e poi, dal 1242, francescano. Il monastero venne soppresso nel 1782, la chiesa fu officiata fino al 1813 e venne demolita nel 1907.
- Chiesa dei Santi Faustino e Giovita entro le mura, di proprietà dei canonici regolari di San Pietro in Ciel d'Oro, nel 1364 i Carmelitani dovettero abbandonare il luogo che occupavano dal 1298 a nord della città per far posto a una nuova residenza viscontea e ricevettero in cambio dal Duca Gian Galeazzo Visconti l'uso della chiesa. A partire dal 1373 i Carmelitani avviarono la costruzione della nuova Chiesa di Santa Maria del Carmine.
- Chiesa di San Giovanni in Borgo, fondata dal vescovo Massimo (499- 501[124]) in una area in cui si trovava una necropili di età romana[125], fu ricostruita in forme romaniche nel XII secolo. Fu soppressa e unita a San Michele Maggiore nel 1805. Dopo la soppressione, l'edificio fu acquistato dal Collegio Borromeo e nel 1818 fu definitivamente distrutto[124].
- Monastero e chiesa di Sant'Apollinare
- Sant'Andrea dei Reali, già documentata nell'XI secolo, fu ufficiata prima dai benedettini e poi dai domenicani e venne soppressa nel 1570. I suoi resti furono rinvenuti negli anni'60 del Novecento durante la costruzione di un condominio[126].

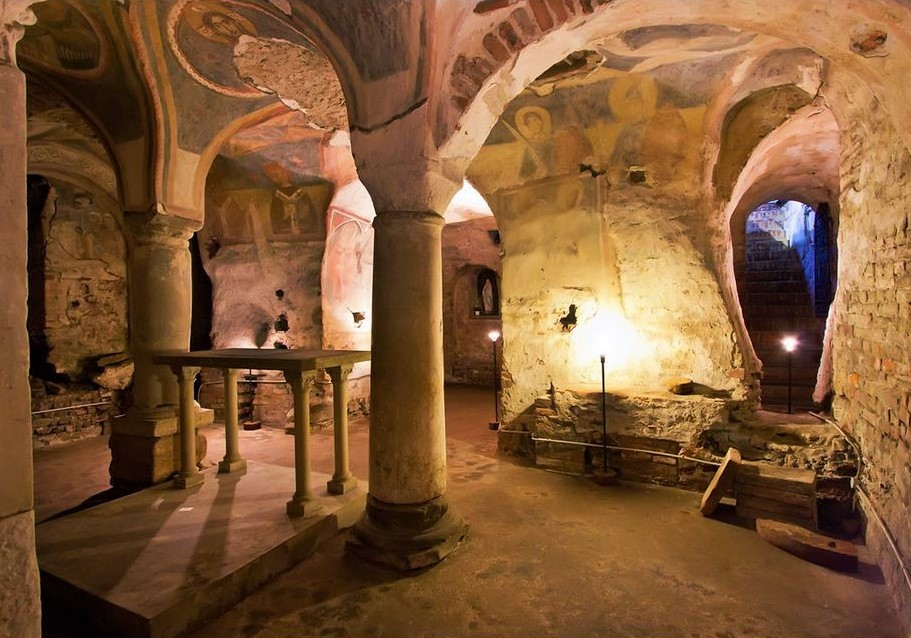
La cripta di San Giovanni Domnarum

- La cripta di San Giovanni DomnarumChiesa di Santa Maria alle Pertiche, che era una delle più importanti chiese dell'epoca longobarda, secondo Paolo Diacono venne fondata da Rodilinda, moglie di Pertarito nel VII secolo. Presso la chiesa si trovava la necropoli più importante del regno. Venne demolita nel 1813 e del complesso si conserva solo il chiostro del XV secolo e alcuni resti murari inglobati nelle abitazioni sorte dopo la soppressione della chiesa (via Santa Maria alle Pertiche n.3[127]).
- Basilica di Sant'Ambrogio, fondata da re Grimoaldo intorno al 650, che fu sepolto in essa, si trovava a poche decine di metri dalla Basilica di San Michele in via Capsoni. Venne sconsacrata nel 1786 e poi, nel 1837, demolita[128].
- Chiesa di Sant'Adriano, fondata da re Ansprando nell'VIII secolo, secondo Paolo Diacono ospita le sepolture dei corpi dei re Ansprando, Liutprando e Ildeprando[129] (i corpi di Ansprando e Liutprando furono poi trasportati, nel XII secolo, nella Basilica di San Pietro in Ciel d'Oro). Fu demolita intorno al 1360 per dare spazio al cantiere del castello Visconteo[130].
- Chiesa di San Donnino, non si conosce il periodo esatto in cui sorse la chiesa, che nel 1387 venne acquisita da Bianca di Savoia, consorte di Galeazzo II. Fu poi unità alla chiesa di Santa Maria Nuova e soppressa alla fine del Settecento[131].
- Chiesa di Sant'Elena, documentata dall'874, nell'XI presso la chiesa sorse un monastero benedettino femminile. Ricostruita tra il 1651 e il 1653, venne soppressa nel 1799 e demolita. Del complesso monastico rimangono ancora alcune tra tracce in via Bernardino da Feltre[132].

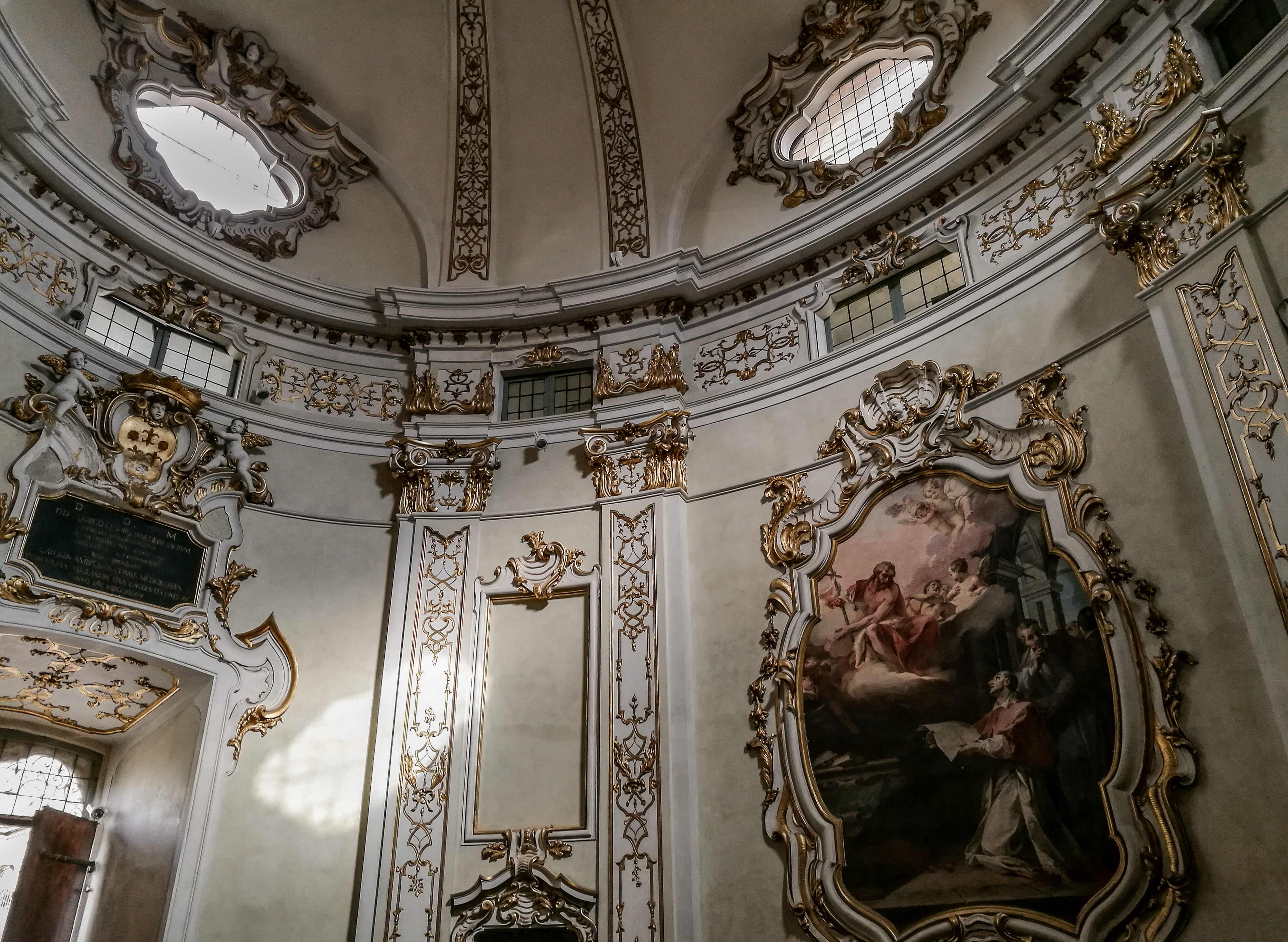
L'interno dell'oratorio dei Santi Quirico e Giulitta, con affreschi di Pietro Antonio Magatti.

- L'interno dell'oratorio dei Santi Quirico e Giulitta, con affreschi di Pietro Antonio Magatti.Chiesa di Sant'Innocenzo. La chiesa risulta già attestata nel X secolo e sorgeva a fianco di Palazzo Mezzabarba. Fu ricostruita tra il 1763 e il 1766 e sconsacrata nel 1807, a partire da quella data venne prima trasformata in officina e poi, nel 1941, definitivamente demolita. Alcuni degli affreschi della chiesa, opera di Carlo Antonio Bianchi, vennero strappati e ora sono custoditi nella Pinacoteca Malaspina, mentre andarono dispersi gli arredi della sacrestia, opera di Giuseppe Maggiolini[133].
- Chiesa di Santa Maria di Giosafat, documentata dal 1178 (si trovava tra corso Mazzini e via Sacchi), era affidato alle suore agostiniane, che vi rimasero fino 1766, quando la chiesa venne sconsacrata. Nel 1887 furono trovati i resti delle fondamenta[134].
- Chiesa di Santa Maria di Loreto, sorse nei 1588 sulla romanica chiesa di Santa Maria Secreta (dove ora si trova piazza Petrarca), era la chiesa della confraternita dei battuti e venne soppressa negli ultimi anni del Settecento e demolita nei primi anni dell'Ottocento[135].
- Chiesa di Santa Maria in Porta Aurea.
- Chiesa di Santa Maria Nova.
- Chiostro di Santa Maria Teodote.Chiesa di Santa Maria Peroni.
- Chiesa di Santa Maria Maddalena.
- Chiesa dei Santi Nazario e Celso.

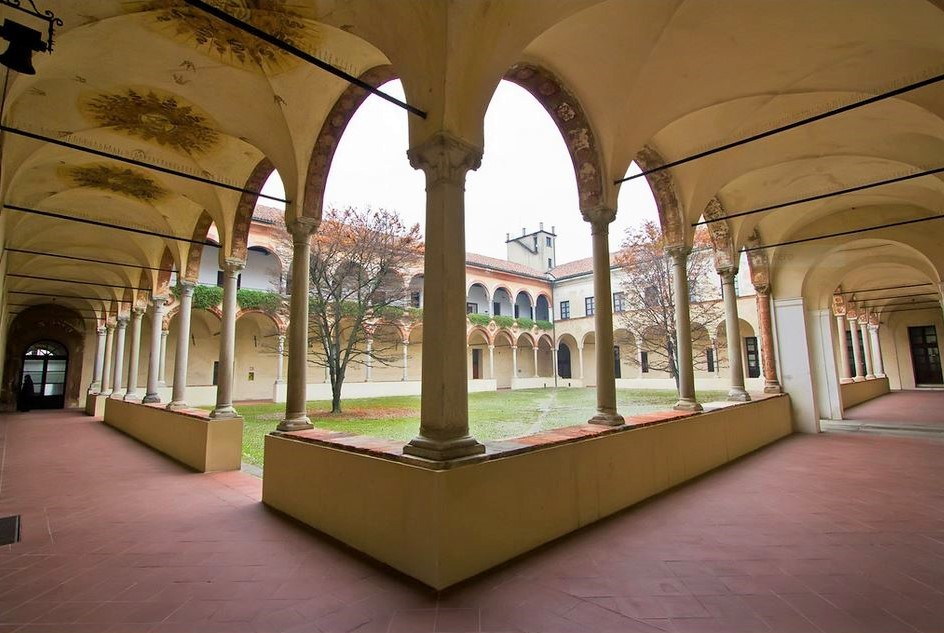
Chiostro di Santa Maria Teodote.

- Chiesa di San Romano. Documentata dal 680, sorgeva tra corso Mazzini e via Sacchi, nella seconda metà del XVIII contava circa 700 parrocchiani, 14 sacerdoti e 8 chierici. Venne soppressa nel 1784[136].

### Architetture civili

#### Il Palazzo Regio

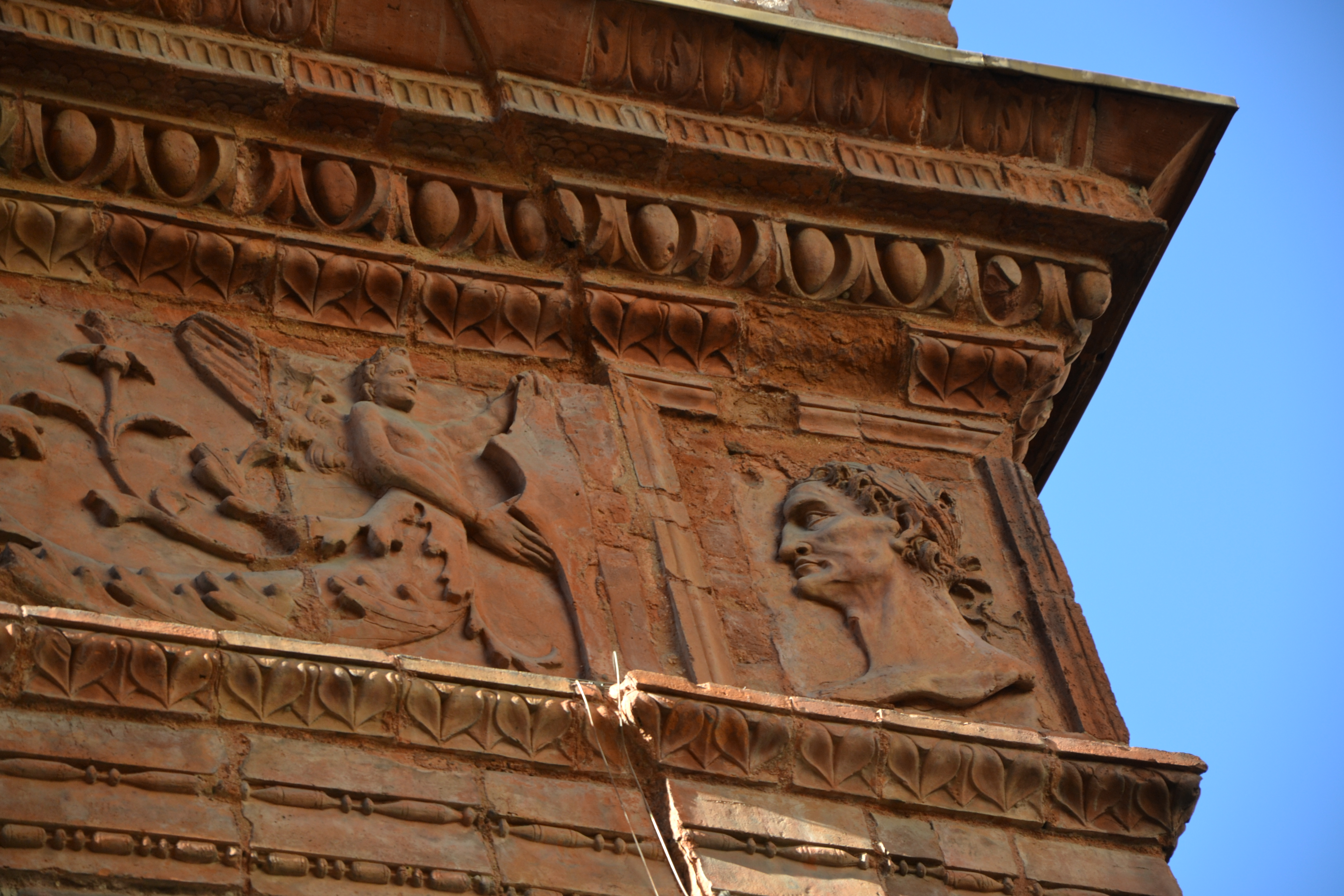
Palazzo Carminali Bottigella, ultimo decennio del XV secolo, dettaglio della facciata.

Già in età Gota, Pavia, insieme con Verona e Ravenna, divenne sede regia. Nel primo trentennio dei VI secolo il re Teodorico promosse la costruzione di un palazzo regio nella città. A partire dal 540 Pavia diventò la sede del Tesoro regio e della corte, e qui furono eletti i re Erarico, Totila e Teia. Pavia divenne definitiva capitale del regno Longobardo nella prima metà del VII secolo e il vecchio palazzo Regio di età gota fu allargato. Il palazzo reale era formato da un complesso di edifici dove trovavano sede, oltre alla corte e all'abitazione del sovrano, anche la cancelleria, la zecca e il massimo tribunale del regno.Vi erano poi diverse cappelle, un carcere, spazi dedicati agli scambi commerciali, diversi cortili dove si svolgevano i placiti e un grande giardino, popolato da animali esotici. Vicino al palazzo si trovava una porta urbica detta Porta Palacense. Con la caduta del regno Longobardo, il palazzo e le sue strutture, furono utilizzate dai sovrani carolingi e ottonidi che si susseguirono al potere, dato che Pavia mantenne il ruolo di capitale del Regno d'Italia. Nel 1024, dopo la morte di Enrico II il Santo, il palazzo fu demolito dai cittadini di Pavia.

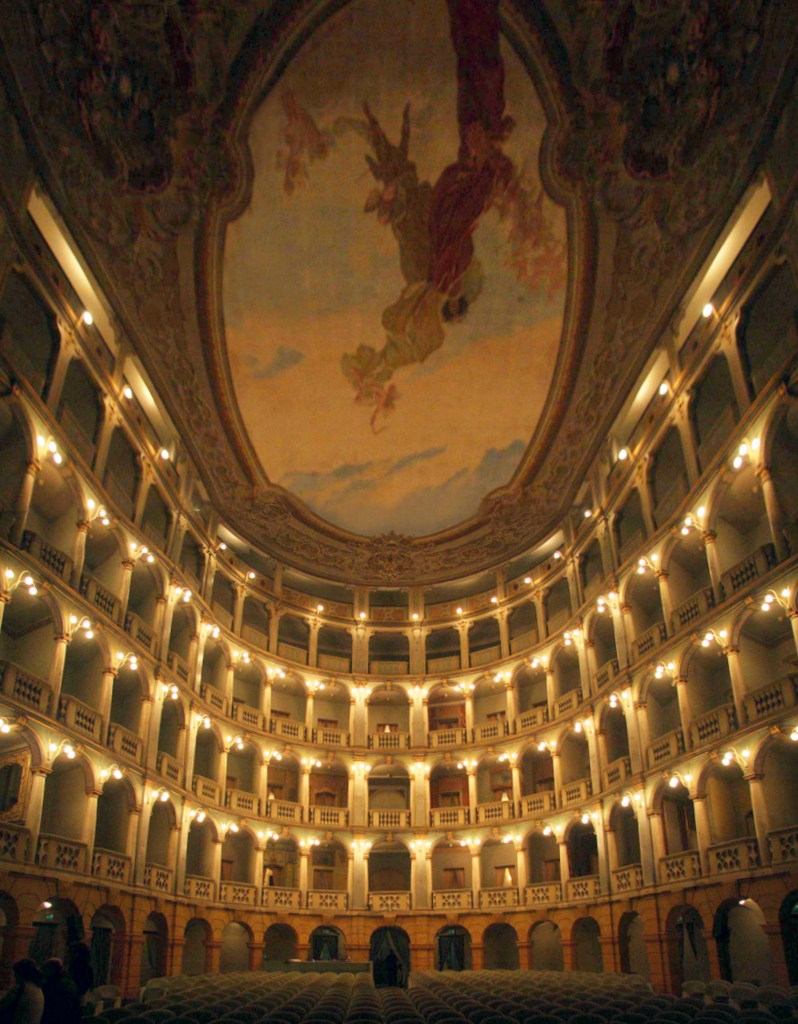
Interno del Teatro Fraschini

#### Ponte Coperto

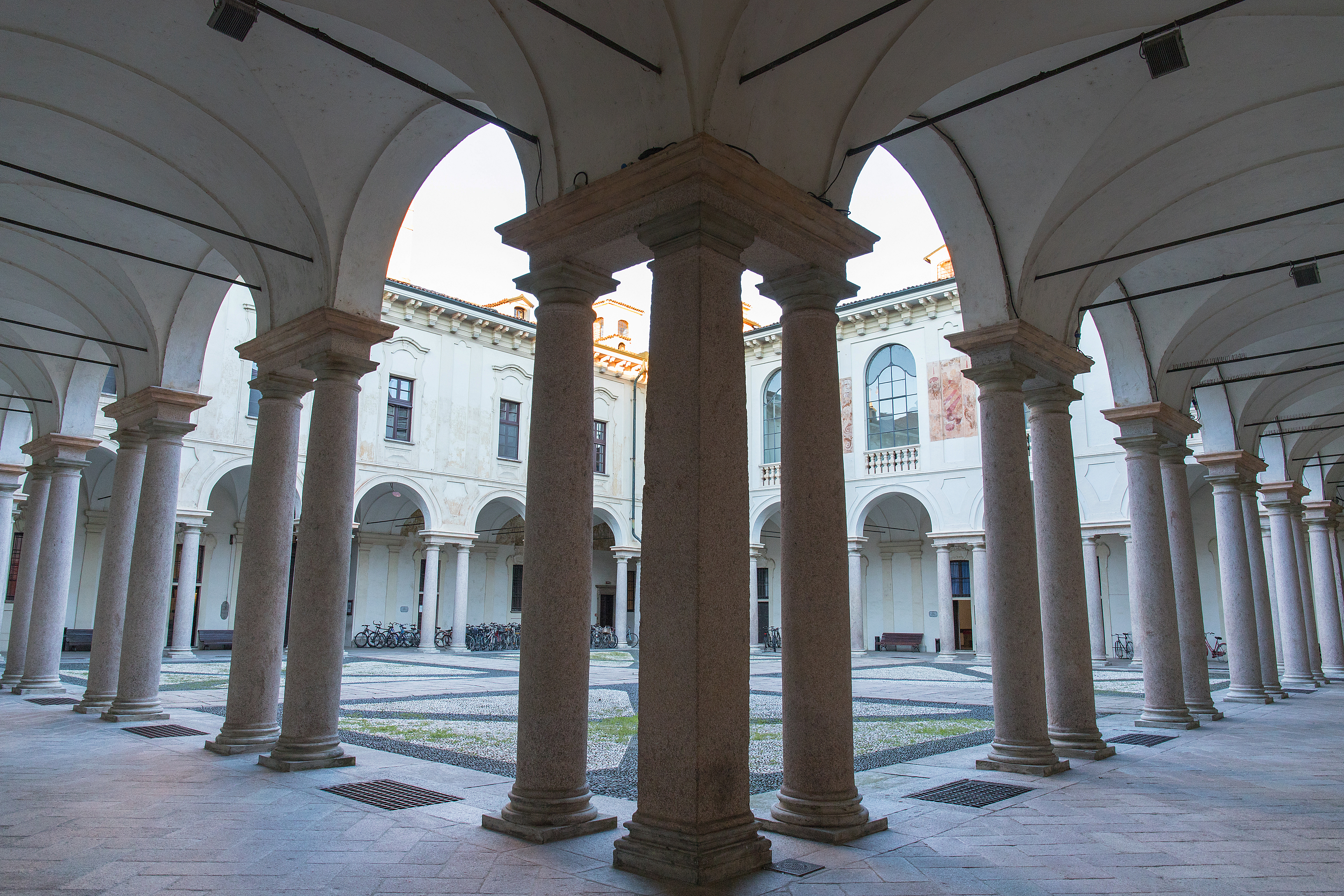
Il Collegio Ghislieri

Il centro storico cittadino è situato sulla riva sinistra del Ticino, mentre sulla riva destra si trova Borgo Ticino, quartiere che era originariamente fuori dalle mura della città. Il centro storico e Borgo Ticino erano collegati dal Ponte Coperto (detto anche Ponte Vecchio), datato 1351-1354, che fu danneggiato durante la seconda guerra mondiale dai bombardamenti alleati e abbattuto nel dopoguerra per la scarsa sensibilità del tempo verso i monumenti storici. Una copia del ponte antico, non del tutto fedele all'originale (è di dimensioni maggiori e si trova 30 metri più a valle), è stata costruita nel dopoguerra.

#### Palazzi

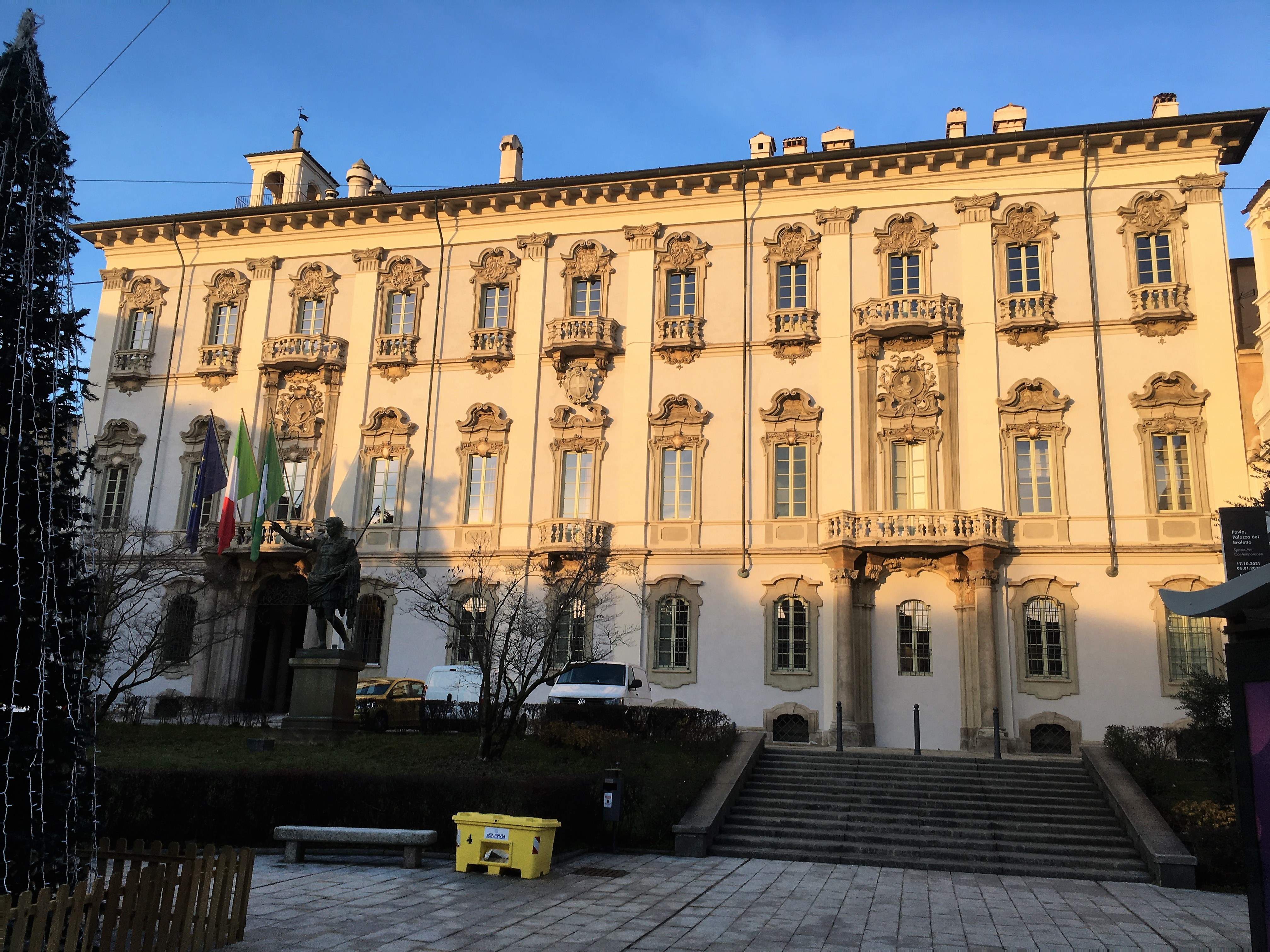
Palazzo Mezzabarba, sede del municipio

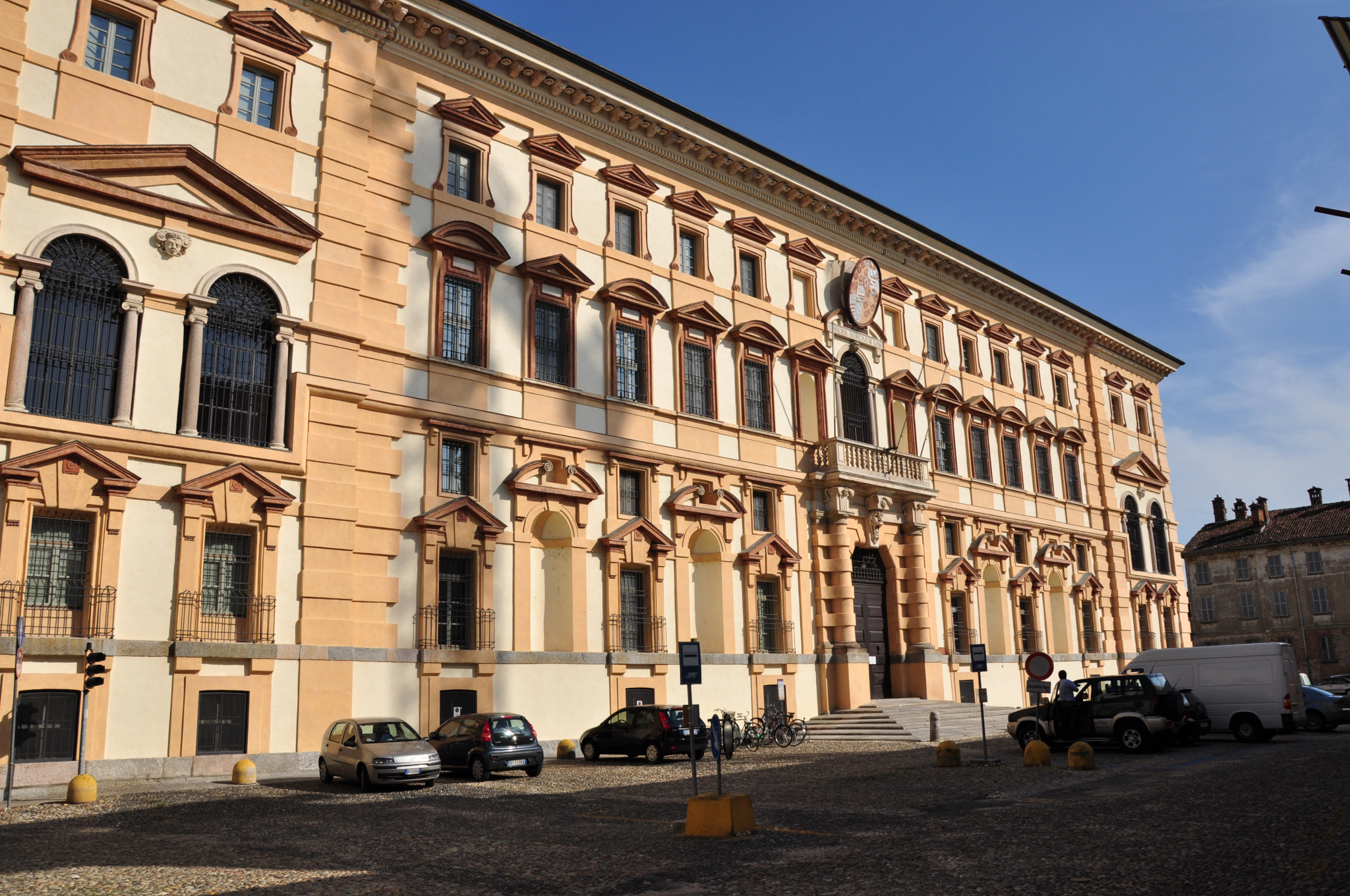
Facciata del Collegio Borromeo

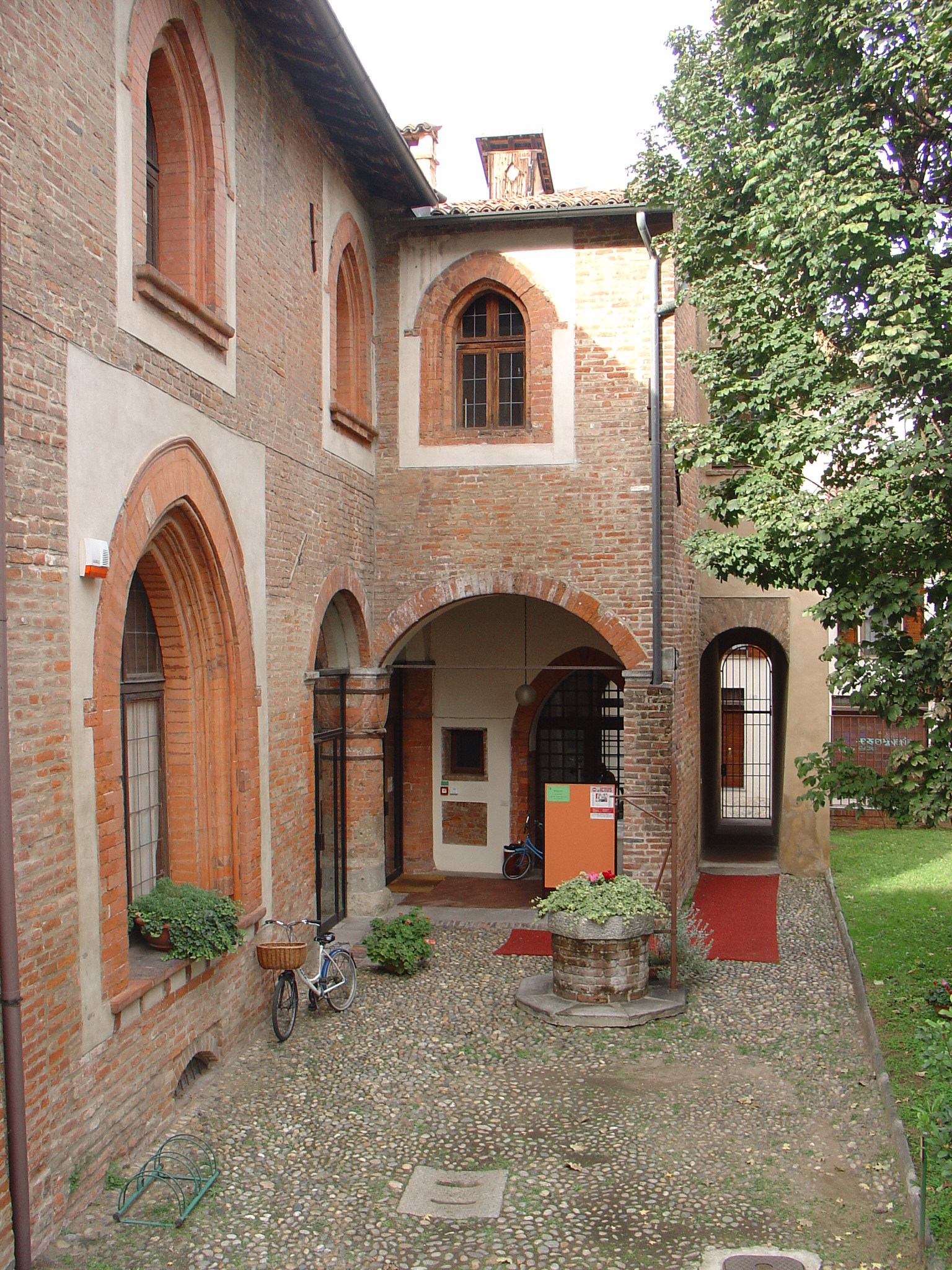
Casa degli Eustacchi

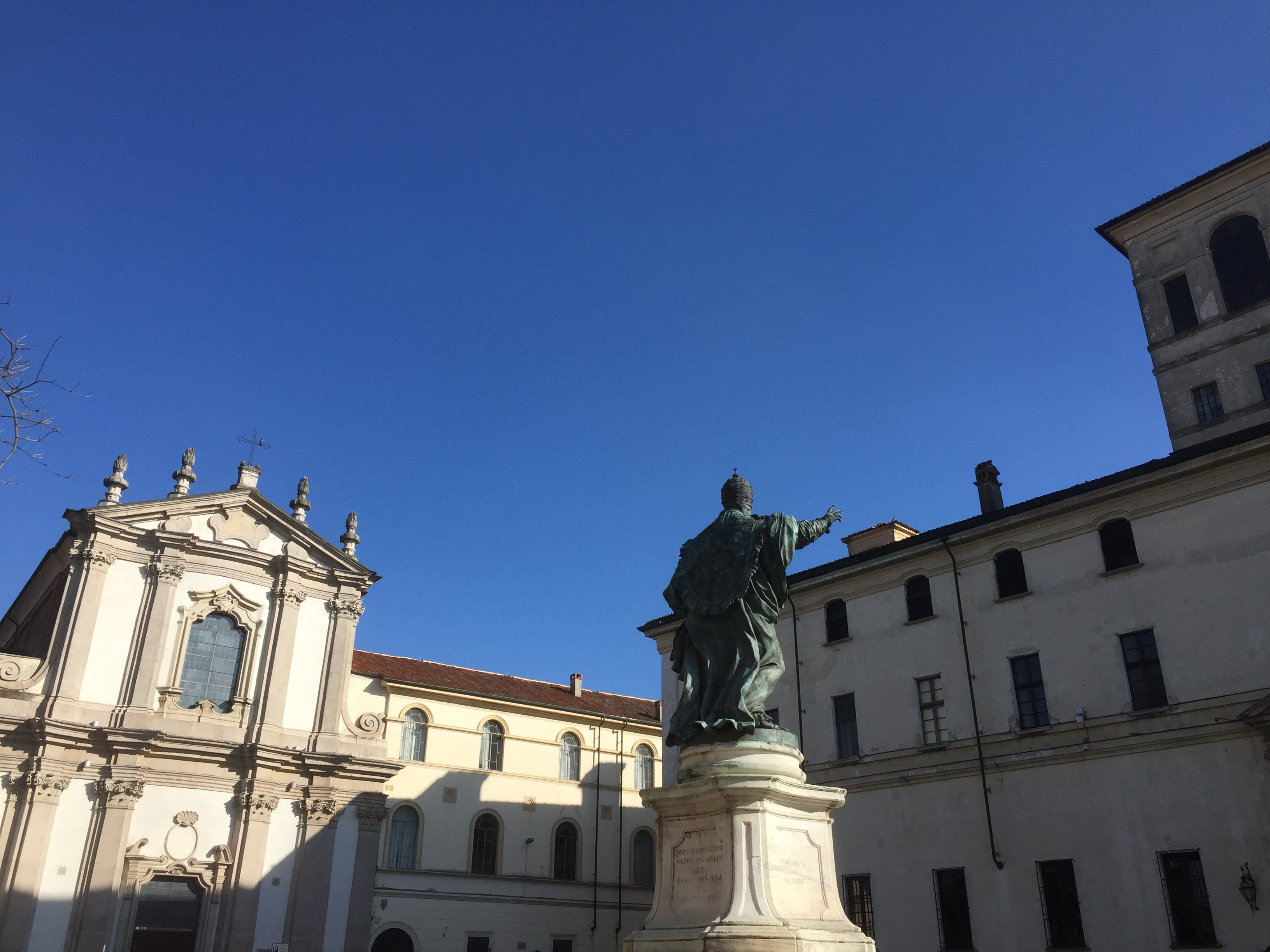
Piazza Ghislieri

Numerosi edifici storici, abitazioni di antiche potenti famiglie cittadine, sono tuttora presenti nel centro cittadino. Pasino Eustachi fu capitano della flotta viscontea ai tempi di Gian Galeazzo, e suoi eredi servirono i successivi duchi, presso il Ticino si conserva la loro casa dei primissimi anni del XV secolo. Tra questi sono da ricordare la Reggia di re Alboino, in via Alboino, il Palazzo Malaspina, il Palazzo Carminali Bottigella in corso Cavour, il Palazzo Cornazzani (dove abitarono Ugo Foscolo, Albert Einstein, Contardo Ferrini e Ada Negri), la Casa Belcredi, il Palazzo Cavagna, il Palazzo Bottigella in corso Mazzini (entrambi attribuiti all'Amadeo), la Casa Folperti, la Casa Beccaria, il Palazzo Arnaboldi Gazzaniga, il Palazzo Bellisomi Vistarino, il Palazzo Brambilla, il Palazzo Orlandi in piazza del Carmine e il Palazzo Mezzabarba, oggi sede del municipio di Pavia, il Palazzo Olevano e il Palazzo Del Maino. In piazza Borromeo venne edificato, a partire dal 1564, l'edificio dell'Almo Collegio Borromeo, dove si trovano gli affreschi di Federico Zuccari e di Cesare Nebbia, che illustrano la famosa peste di San Carlo e la vita di San Carlo Borromeo. Per opera di papa Pio V, al secolo Antonio Ghislieri, nel 1567, sorse il Collegio Ghislieri, mentre già dal 1429 era attivo il Collegio Castiglioni, fondato dal cardinale Branda Castiglioni.

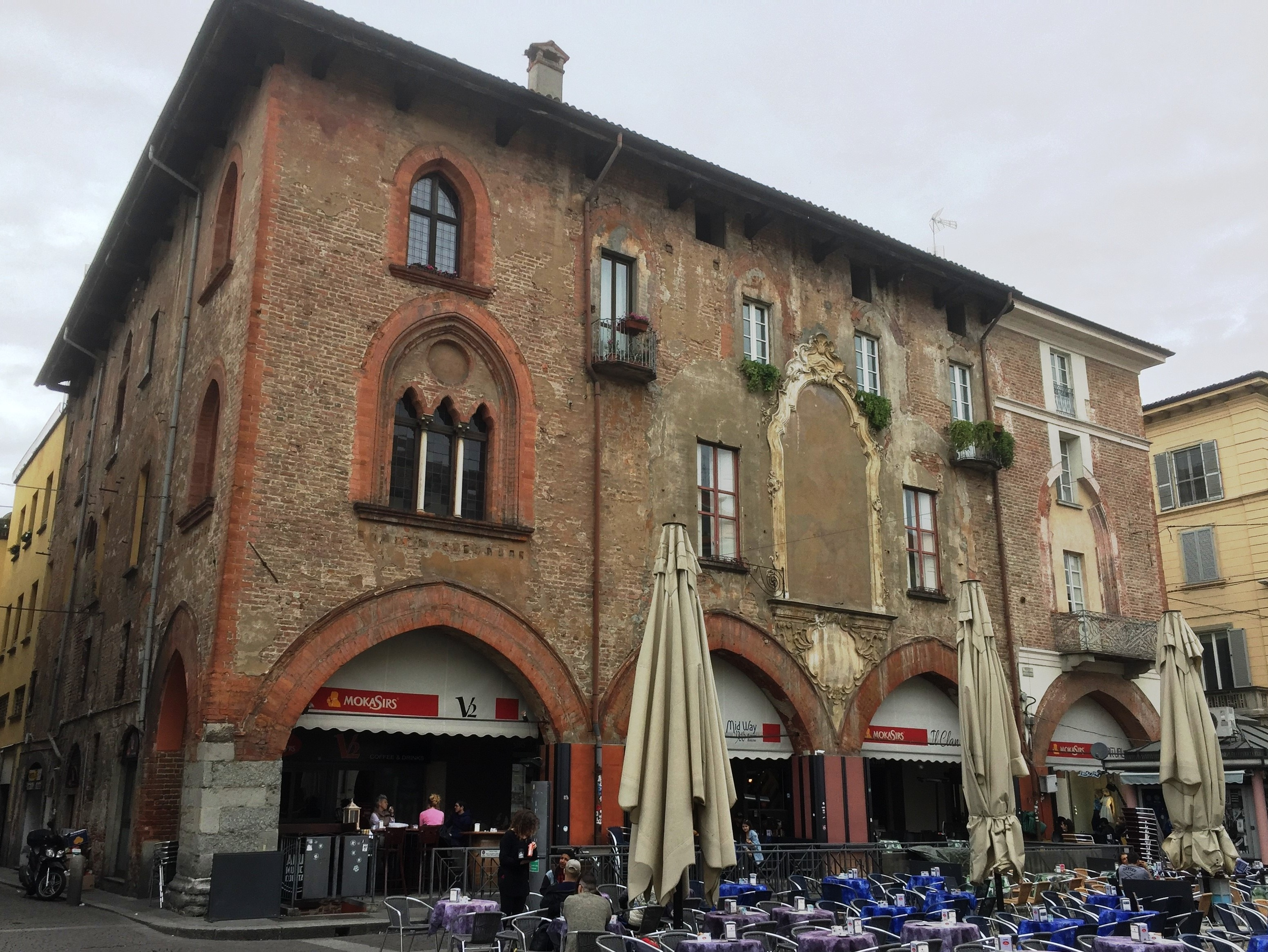
La Casa dei Diversi (detta anche Casa Rossa), Pavia, piazza della Vittoria

In piazza della Vittoria spicca la Casa dei Diversi (detta anche Casa Rossa), costruita tra il 1376 e il 1383 da Nicolino de Diversi, maestro delle Entrate di Gian Galeazzo Visconti.

#### Broletto

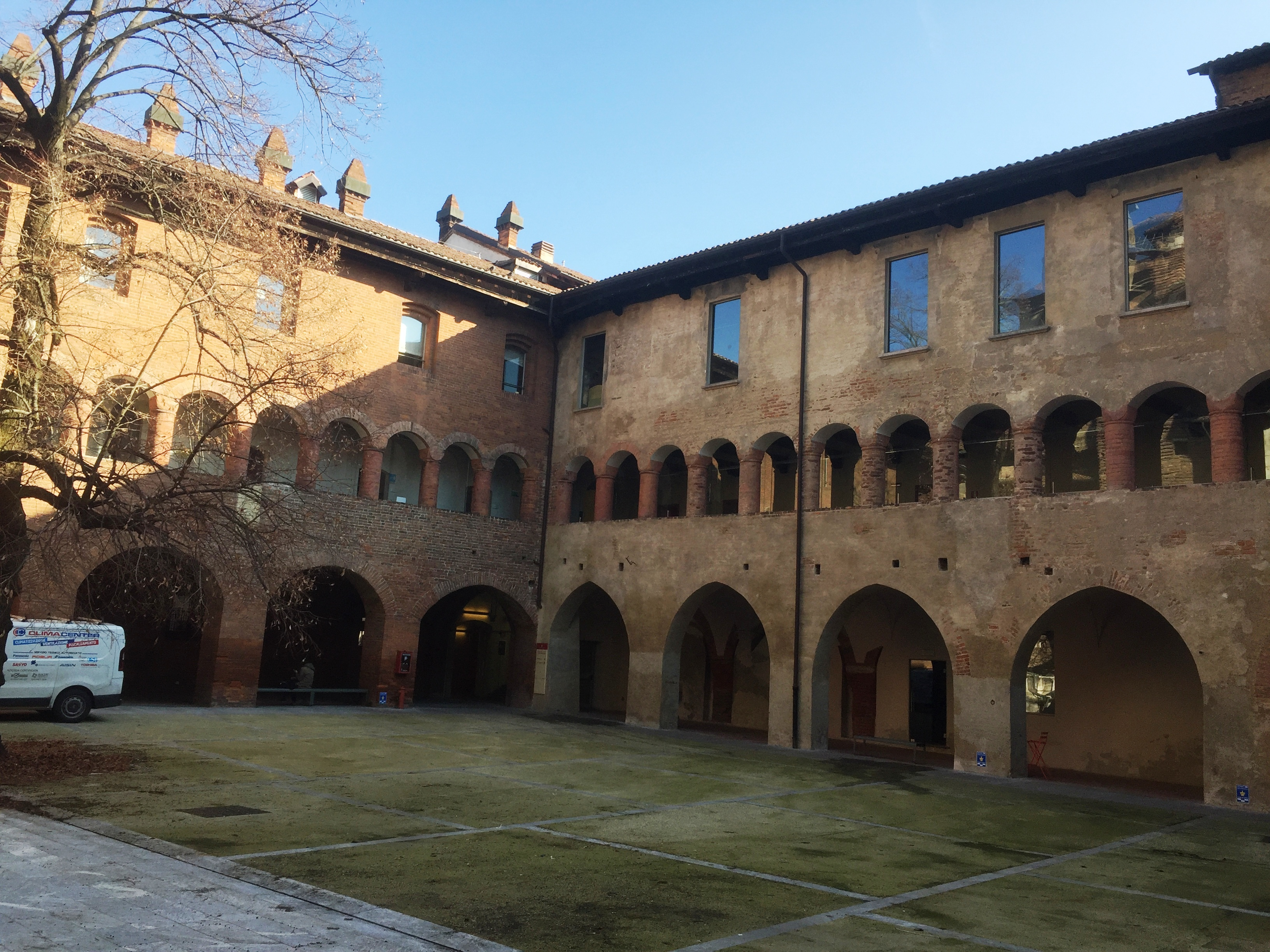
Il cortile interno del broletto di Pavia

Il Broletto di Pavia, che si affaccia su Piazza della Vittoria, sorse nel XII secolo come sede dell'autorità comunale (destinazione che mantenne fino al 1875) e fu più volte rimaneggiato nei secoli successivi.

#### Altre architetture civili
- Quartiere San Pietro in Ciel d'Oro
- Edificio d'ingresso del Policlinico San Matteo

### Architetture militari
Le mura

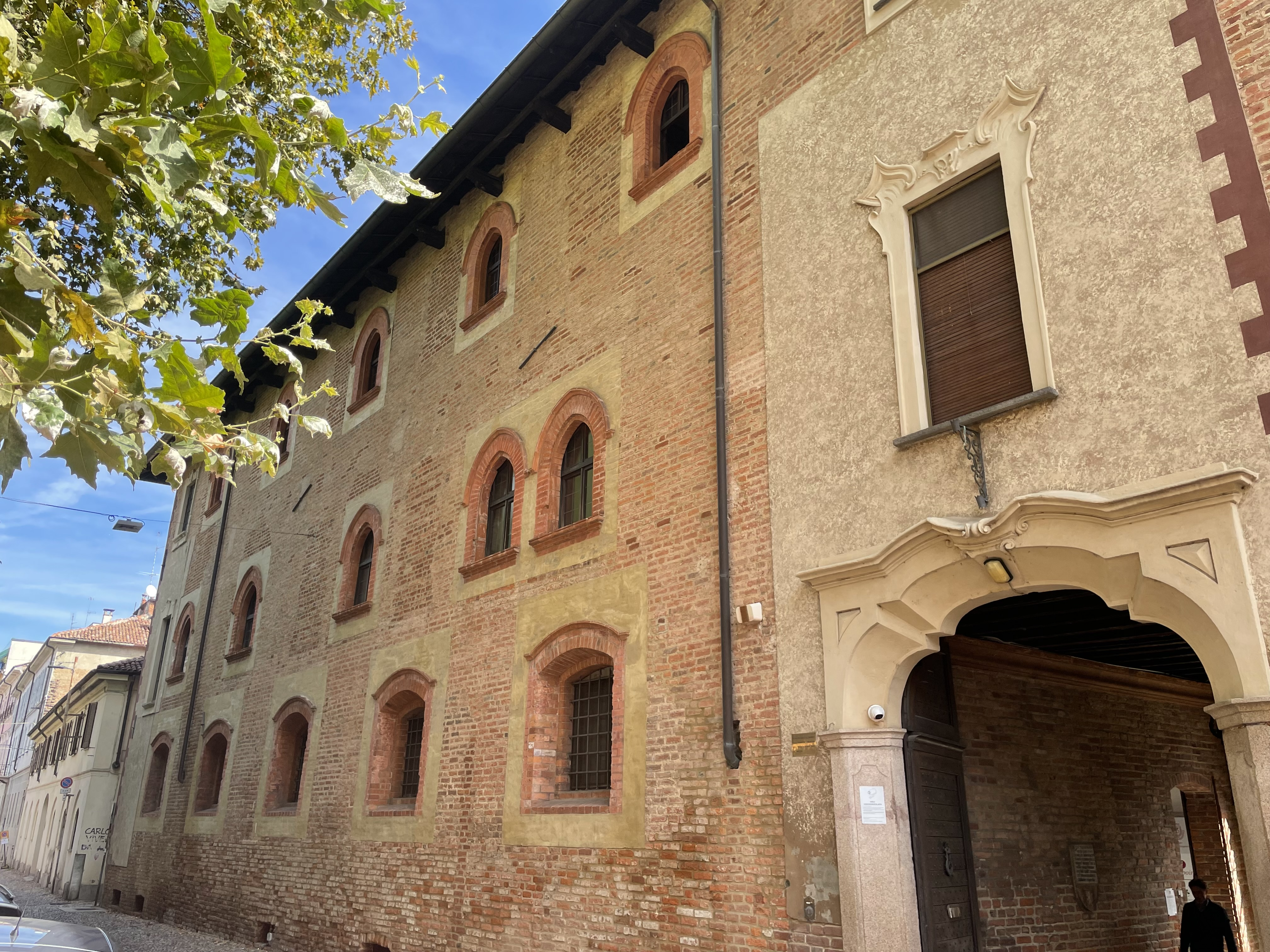
Il Collegio Castiglioni-Brugnatelli (1429).

La prima cinta muraria di Pavia, di cui non rimangono tracce visibili, fu realizzata in età romana. Le mura vennero ampliate, con l'inclusione di alcuni borghi extraurbani, intorno al X secolo, mentre una nuova, più grande, cinta fu realizzata alla fine del XII secolo. Esternamente alle mura della città, tra XII e XIII sorsero alcuni borghi extraurbani, come Borgoratto, Borgo di Sant'Apollinare, Borgo di San Guglielmo o Borgo di San Pietro in Verzolo, i quali tuttavia non furono dotati di opere difensive. Durante la dominazione spagnola, la cinta fu ulteriormente ingrandita (1557-1560) con l'aggiunta di dodici bastioni e le mura sopravvissero fino alla seconda metà dell'Ottocento. Di queste mura rimangono alcuni tratti verso il Ticino, in viale Gorizia e nel Castello sul lato nord. Rafforzate da ulteriori opere nel primo Settecento, dopo la fine della guerre dei sette anni, le fortificazioni della città caddero in decadenza, tanto che, con la Sovrana Determinazione del 1783, l'imperatore Giuseppe II cancellò Pavia dal novero delle fortezze dell'Impero e le fortificazioni furono riconvertite a uso civile.
Porte di Pavia

Le prime porte cittadine di Pavia vennero realizzate in epoca romana repubblicana contestualmente alle mura cittadine. Le nuove mura, sorte nel X secolo, erano provviste di nove porte, protette ai lati da due grosse torri aggettanti mentre altre torri fronteggiavano gli ingressi verso l'esterno. Insieme alle porte, la città era messa in comunicazione con l’esterno tramite alcune pusterle (uscite secondarie). Una nuova terza cerchia di mura più grande, sostanzialmente ricalcata dal tracciato dai bastioni spagnoli, fu realizzata nel corso del XII secolo, molto probabilmente prima del 1198, dato che in quell'anno un'iscrizione ora nei Musei Civici menziona, oltre alla creazione del Broletto, anche la costruzione delle fortificazioni. Le porte principali di Pavia erano nove e davano origine ai rispettivi quartieri nei quali la città era divisa, come evidenziato dagli estimi del 1250.
Tra il XV e il XVI secolo, lo sviluppo delle artiglierie resero ben presto superate le fortificazioni della terza cerchia muraria, tanto che nei primi decenni del Cinquecento, durante i numerosi assedi che subì la città, esse furono rafforzate con bastioni e opere in terra e legno. Solo tra il 1546 e il 1569, per ordine di Ferrante Gonzaga (governatore del ducato di Milano), Pavia fu dotata di una nuova cerchia muraria bastionata progettata da Giovanni Maria Olgiati. Lungo le mura spagnole si aprivano otto porte. Delle antiche Porte attualmente si conservano:
- Porta Calcinara
- Porta Nuova
- Porta Milano o Porta San Vito

#### Le torri

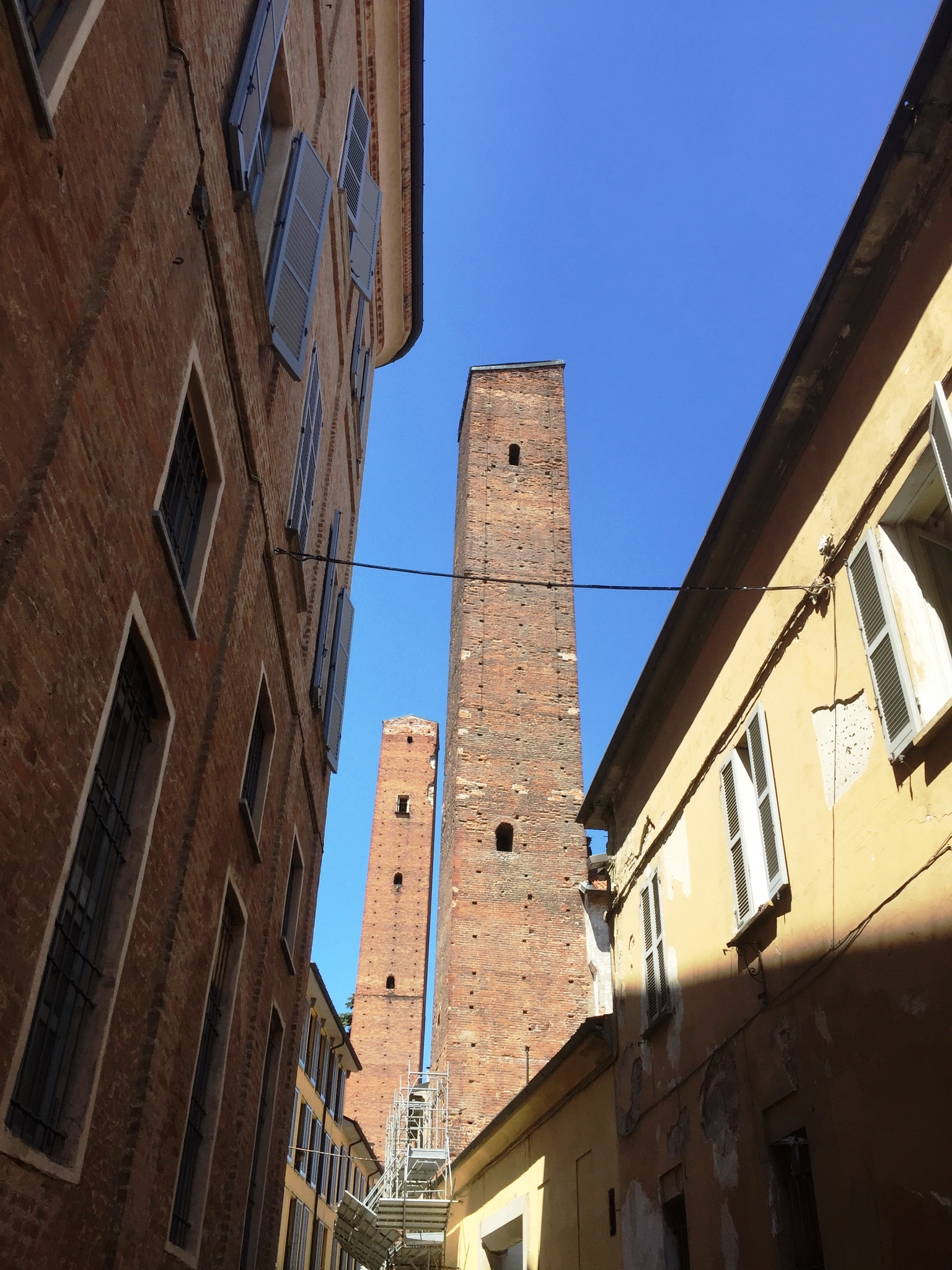
Alcune delle torri medievali ancora presenti in città. Pavia, via Luigi Porta.

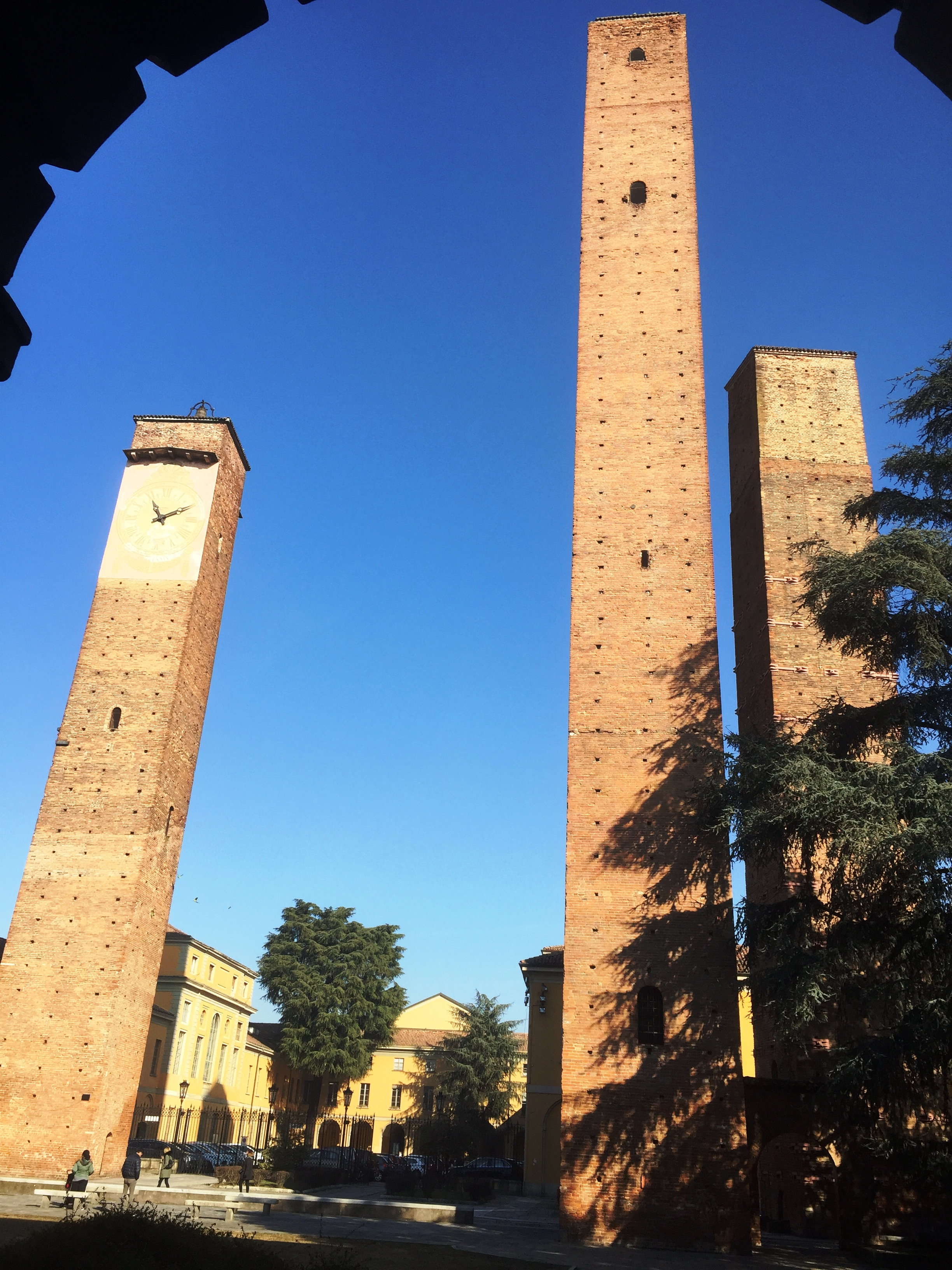
Alcune delle torri di Pavia

Pavia una volta era detta "la città delle cento torri", perché in passato moltissime erano le torri presenti in città, come si può osservare dalla veduta di Pavia presente nella chiesa di San Teodoro. Di tutte queste torri se ne conservano circa sessanta per lo più ribassate e integrate negli edifici adiacenti, mentre solo 6 sono quelle ancora integre. Le prime torri furono realizzate intorno al XII secolo, quando Pavia era un potente comune, per opera delle più importanti consorterie urbane, infatti le torri sorgevano accanto ai palazzi delle varie famiglie. In origine erano molto alte e a pianta quadrata, come le due torri dell'Università o quella "del Maino", alte, rispettivamente, 40 e 50 metri.

#### Castello Visconteo

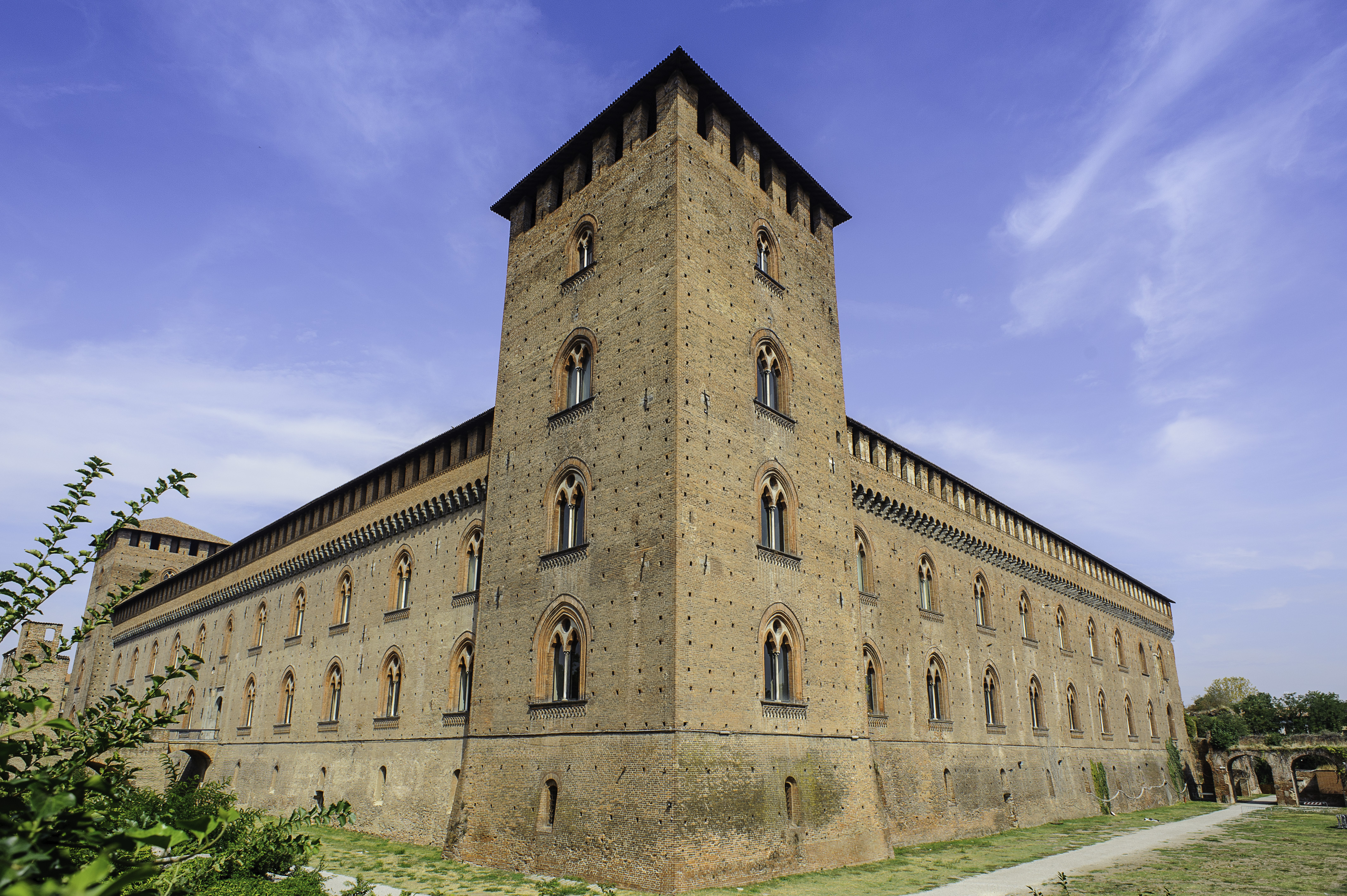
Veduta laterale del castello Visconteo

A Pavia si trova il castello Visconteo, costruito nel 1360 per ordine di Galeazzo II Visconti forse su progetto di Bernardo da Venezia, fu sede della corte di Galeazzo II, Gian Galeazzo e, fino al 1413, di Filippo Maria, era collegato, tramite un vasto parco (il parco Visconteo) difeso da mura e torri, con la Certosa Il castello è sede dei Musei Civici comunali e della Pinacoteca Malaspina.

#### Castello di Mirabello

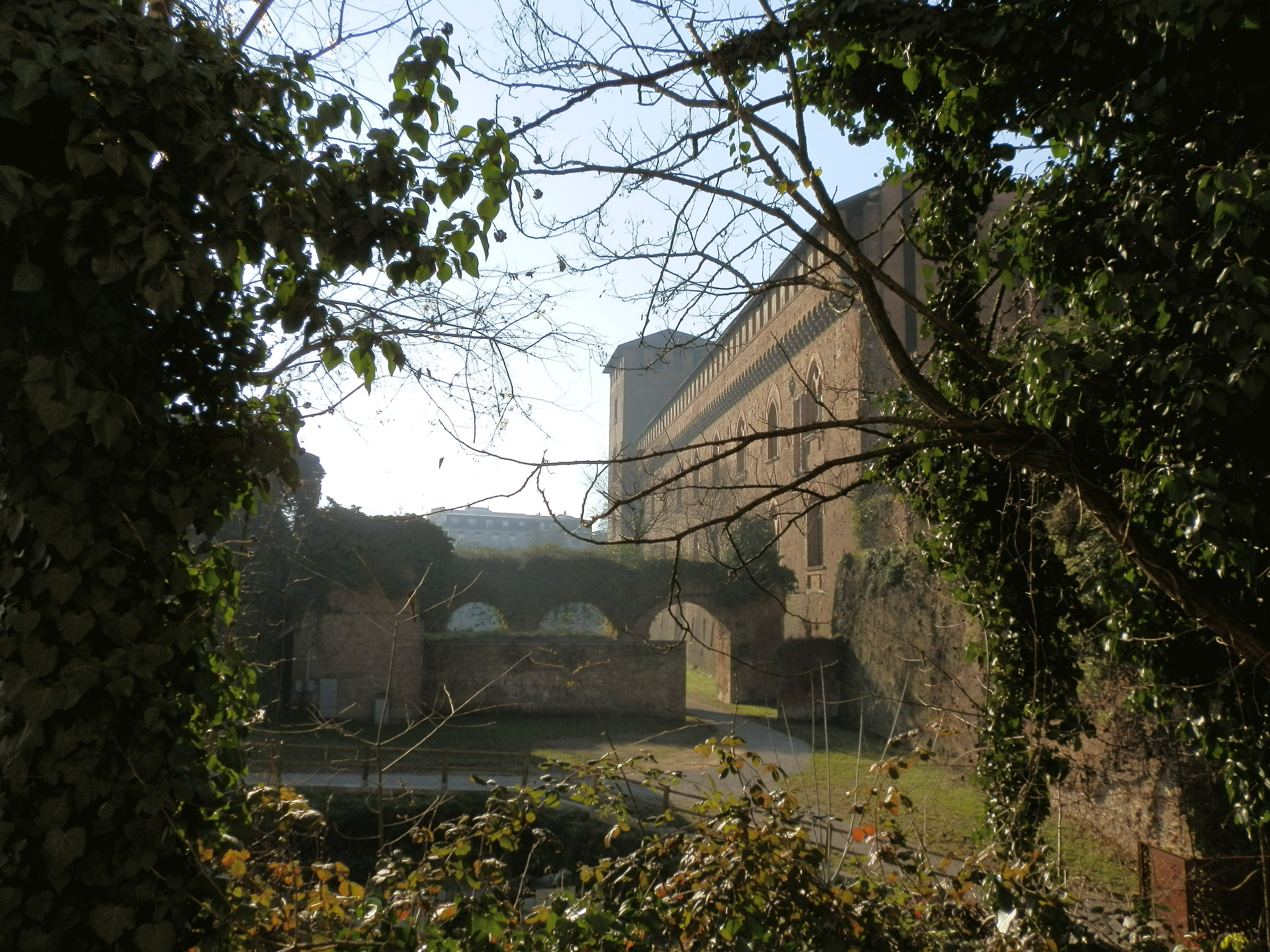
Veduta posteriore del castello Visconteo

In località Mirabello sorge il castello trecentesco di Mirabello. Il castello fu realizzato, sulle rovine di una torre del tardo XIII secolo, dalla famiglia pavese dei Fiamberti tra il 1325 e il 1341; dopo il 1360 esso divenne proprietà dei Visconti, che lo ricostruirono. Il castello era inserito nel grande parco Visconteo, che si estendeva dal castello Visconteo fino alla Certosa, ed era la sede del capitano del parco.

#### Vie e piazze
L'ampia piazza centrale della città, piazza della Vittoria, anticamente piazza Grande, ha una forma stretta e lunga ed è divisa in due aree dalla strada. Nei sotterranei della piazza si estende un grande mercato coperto sotterraneo, costruito nel 1958 e successivamente ampliato e ammodernato. Un altro mercato coperto, ma non sotterraneo, si trova poco lontano: si tratta del mercato di piazza Arnaboldi, ospitato in un cortile aperto al pubblico e coperto da una cupola in ferro e vetro del 1882, la Cupola Arnaboldi.

### Statuaria

#### Il Regisole
Era una statuta equestre bronzea di età tardoantica o altomedievale, forse raffigurava Teodorico a cavallo e, verosimilmente, proveniva dal Palazzo Reale. La statua fu demolita dai giacobini nel 1796 e ricostruita dallo scultore Francesco Messina negli anni '30 del Novecento. Si trova in Piazza del Duomo.

#### Statua della Minerva
Realizzata nel 1938 dallo scultore Francesco Messina, la gigantesca statua di marmo e di bronzo della Minerva accoglie i visitatori ed è un simbolo della città. La Minerva, secondo la mitologia greca, era la Dea della speranza, della saggezza e della guerra. Si trova nell'omonima piazza, nei pressi di dove sorgeva l'antica Porta Cavour.

#### Statua di Giuseppe Garibaldi
Realizzata nel 1882 da Egidio Pozzi, l'opera consiste in uno scoglio raffigurante l'isola di Caprera, soggiorno prediletto di Garibaldi, sopra il quale s'innalza la statua in bronzo dell'eroe con la barba e lo sguardo fiero, vestito con la camicia rossa e con le mani riposanti sull'elsa della sciabola, a significare che la stessa ormai non uscirà più dal fodero. La roccia, che serve da piedistallo, è adorna di varie allegorie: la Vittoria che spezza le catene della schiavitù, il Leone che rappresenta la forza del popolo, i trofei guerreschi ed altre. Si trova nel Giardino dei Bersaglieri, di fronte al Castello Visconteo.

#### Statua di Papa Pio V Ghislieri
Colossale statua in bronzo in stile barocco di Pio V eseguita nel 1692 da Francesco Nuvolone, dopo la sua beatificazione, si trova di fronte al Collegio Ghislieri.

#### Statua della Lavandaia
Realizzata nel 1981, si trova lungo la caratteristica Via Milazzo (Borgo Ticino). È stata qui posta proprio in ricordo delle tante donne che si recavano lungo le rive del fiume per lavare i panni.

#### Monumento funebre di Ugo Foscolo
Il sarcofago, situato nel Cortile delle Magnolie dell'Università, fu realizzato dallo scultore fiorentino Antonio Berti per celebrare Ugo Foscolo poeta e docente dell’ateneo pavese per un anno (1808-1809). Il monumento è un blocco di marmo di Carrara finemente scolpito, lungo due metri e mezzo e alto 1 metro e 60.

#### Obelisco di Piazza Castello
L'obelisco in granito fu progettato da Giuseppe Marchesi e fu donato alla città nel 1811 dal principe Alberico Barbiano di Belgioioso.

#### Monumento agli Aviatori pavesi
Il monumento fu inaugurato nel 1981 in ricordo degli Aviatori Pavesi caduti in combattimento o in servizio e rappresenta un’ala trafitta da una lancia in metallo su cui è dipinta una coccarda italiana tricolore. Si trova in Piazzale dell'Aeronautica, vicino al Ponte della Libertà.

#### Fontana dei Marinai
Fontana monumentale per ricordare i caduti del mare: si trova in Piazza Emanuele Filiberto, all'interno di un piccolo giardino.

Nella città sono presenti numerose opere di artisti contemporanei quali Carlo Mo, Marco Lodola e Arnaldo Pomodoro.

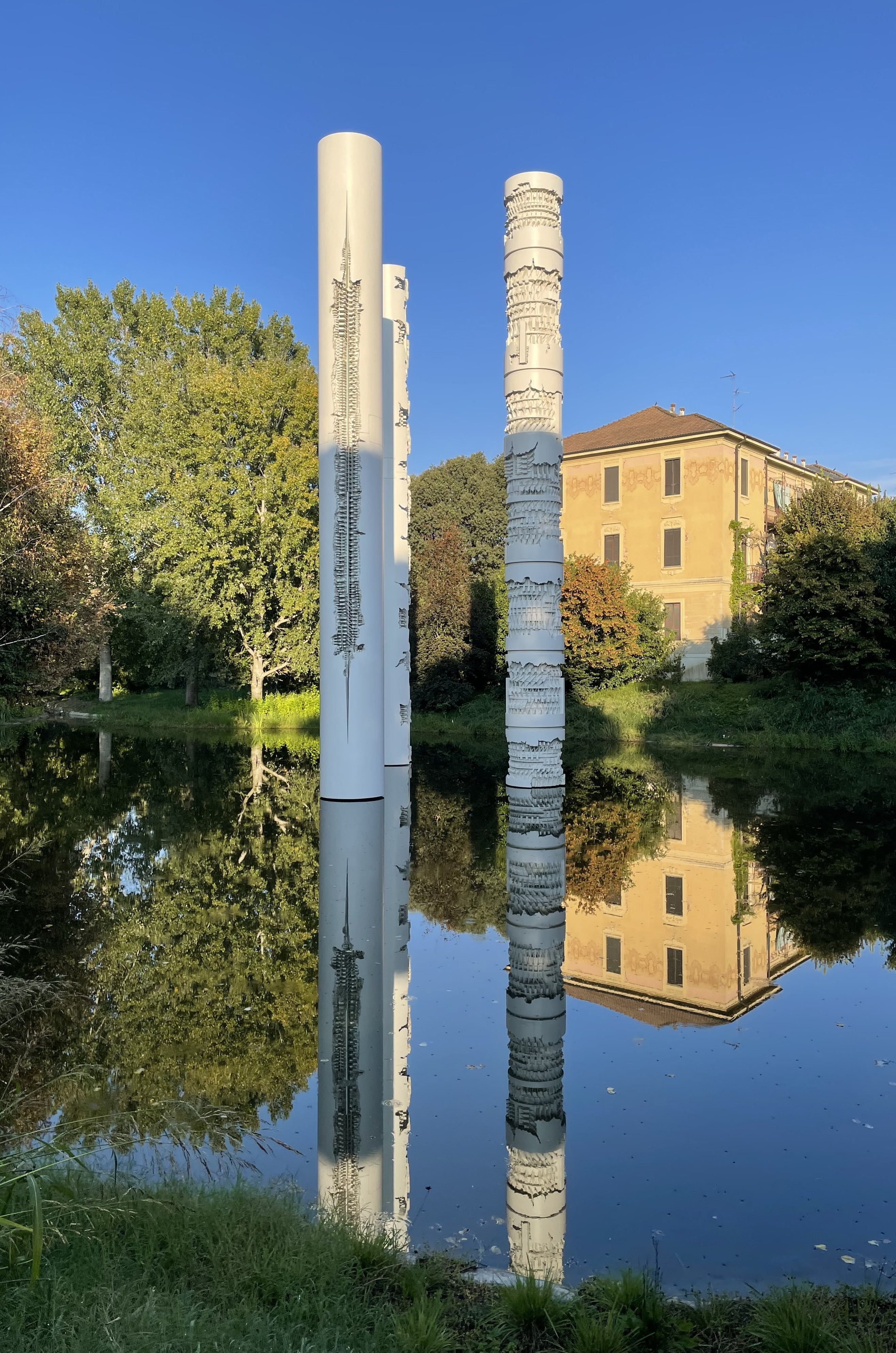
Arnaldo Pomodoro, Triade, 1979, Horti Borromaici.

### Aree naturali e parchi
L'intero comune di Pavia è inserito nel Parco Naturale Lombardo della Valle del Ticino, e, oltre alle ampie fasce boschive presenti lungo le rive del fiume, sulla riva sinistra del Ticino si trovano due riserve naturali, il Bosco Grande e il Bosco Negri che rappresentano due rari esempi della originaria foresta planiziale che un tempo ricopriva la pianura Padana. A nord e a est della città, un piccolo corso d'acqua, originato da risorgive, la Vernavola, dà origine a una profonda valle, sfuggita all'urbanizzazione, che ospita il parco della Vernavola, mentre a ovest, l'anello verde intorno a Pavia è chiuso dal parco della Sora. Il 9% della superficie del comune di Pavia è occupato da aree naturali, parchi o giardini (circa 594 ettari, dei quali 312 ricoperti da boschi di latifoglie).

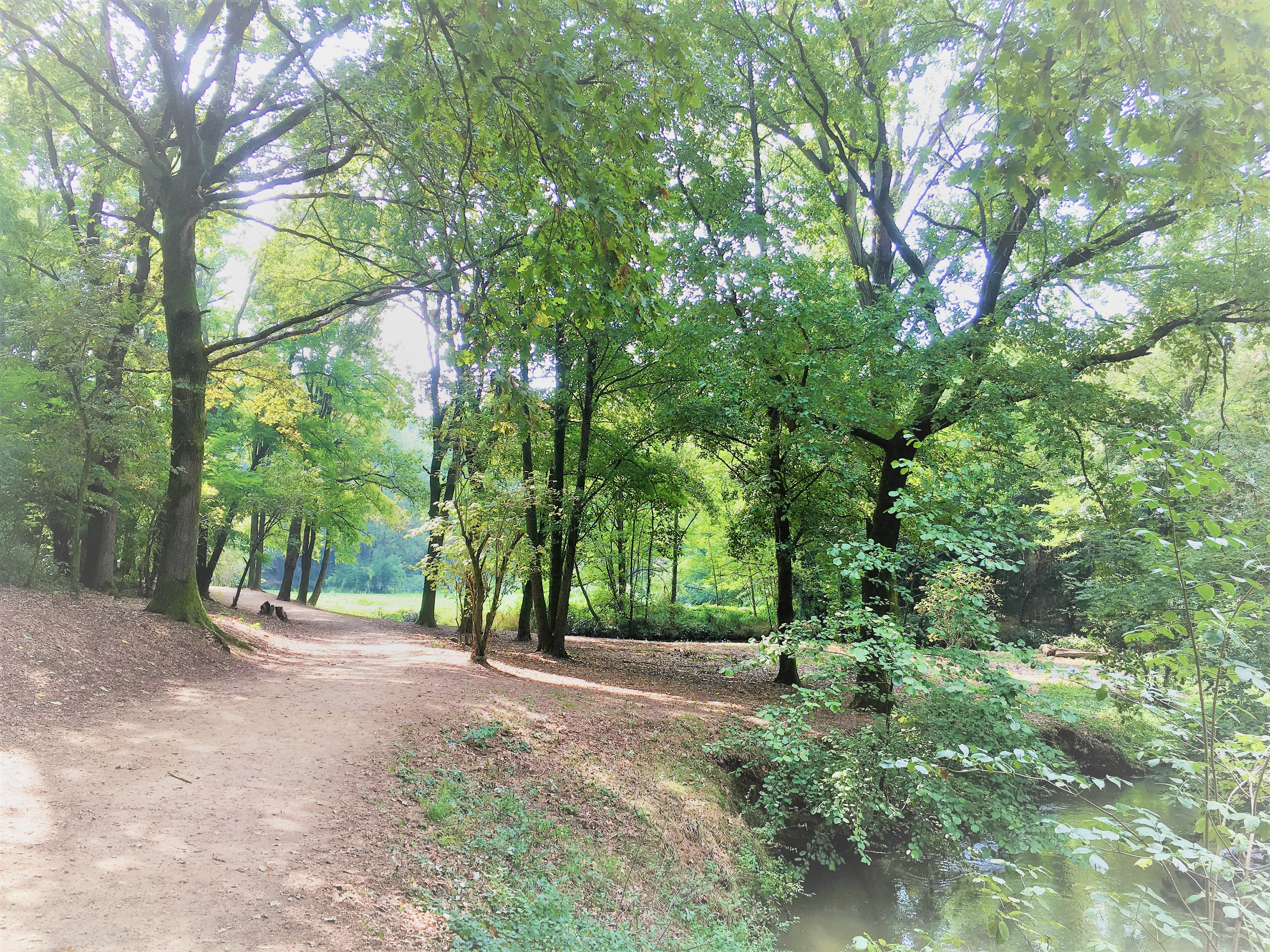
Il parco della Vernavola.

#### Aree naturali
- Parco del Ticino: parco regionale situato lungo le rive del fiume Ticino dal Lago Maggiore fino al fiume Po. Forma una cintura verde attorno alla città.
- Parco della Vernavola: grande parco, erede del parco Visconteo, con una estensione di 15 ettari situato a nord della città[161], con piste ciclabili, stagni, cascine, oasi faunistiche (ingressi da Via Torretta, via Acerbi e via Folperti). È percorso dalla Roggia Vernavola, da cui prende il nome, che scorre da San Genesio al Ticino. Nel parco è inglobata la Cascina Colombara (ora sede di un museo agricolo), presso la quale si combatté nel 1525 la battaglia di Pavia, ultima della quarta guerra d'Italia (1521-1526).
- Bosco Grande: lungo l'argine del Ticino, in sponda destra e in direzione di Zerbolò, accessibile solo a piedi o in bici. Il bosco si estende per una superficie di circa 22 ettari e rappresenta un raro residuo della foresta planiziale che un tempo ricopriva la pianura padana[162].
- Bosco della Sora[161]: costeggiando il Ticino, a Nord Ovest (Parco del Ticino), si trova, presso la chiesa di San Lanfranco il parco della Sora, che si estende per circa quaranta ettari, al cui interno si trovano diversi micro-ambienti di alto valore ambientale.
- Bosco Negri[161]: 34 ettari di bosco, lungo il Canale Gravellone (a sud della città), è una oasi della LIPU, all'interno del Parco del Ticino, dono di Giuseppe Negri (1968) al Comune. L'accesso è limitato ad alcuni periodi dell'anno.

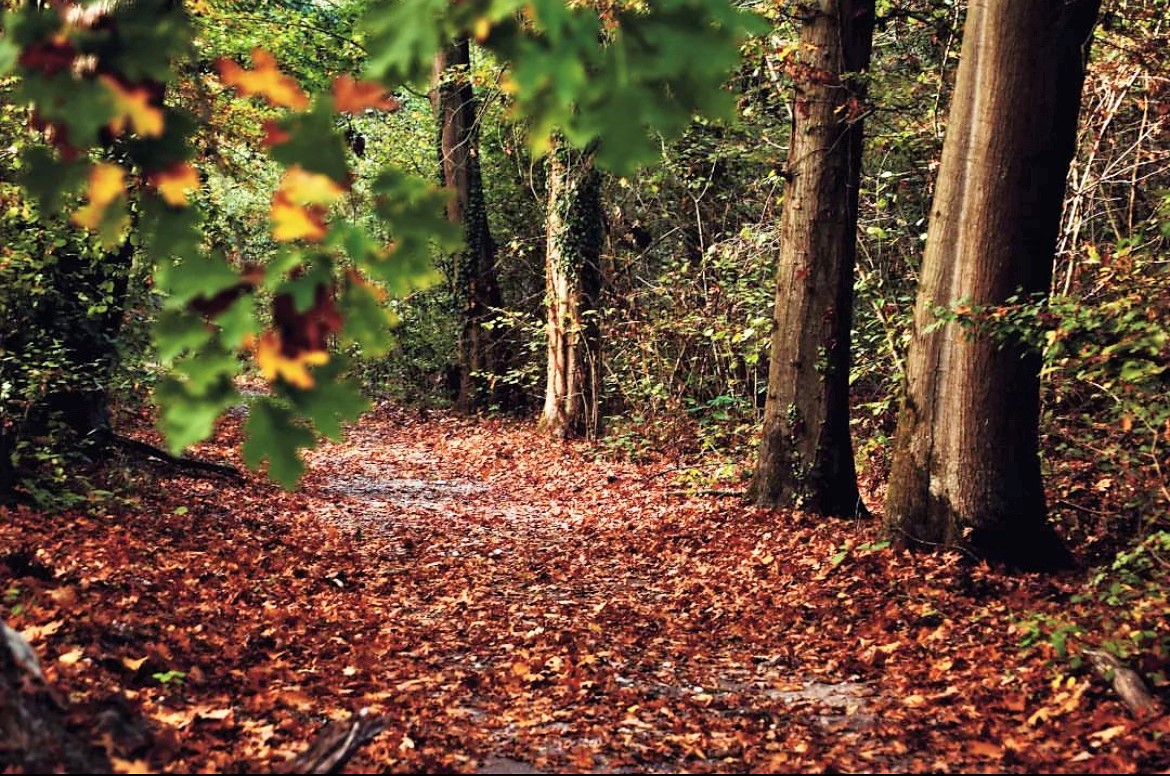
La Riserva Naturale Bosco Siro Negri

#### Parchi urbani

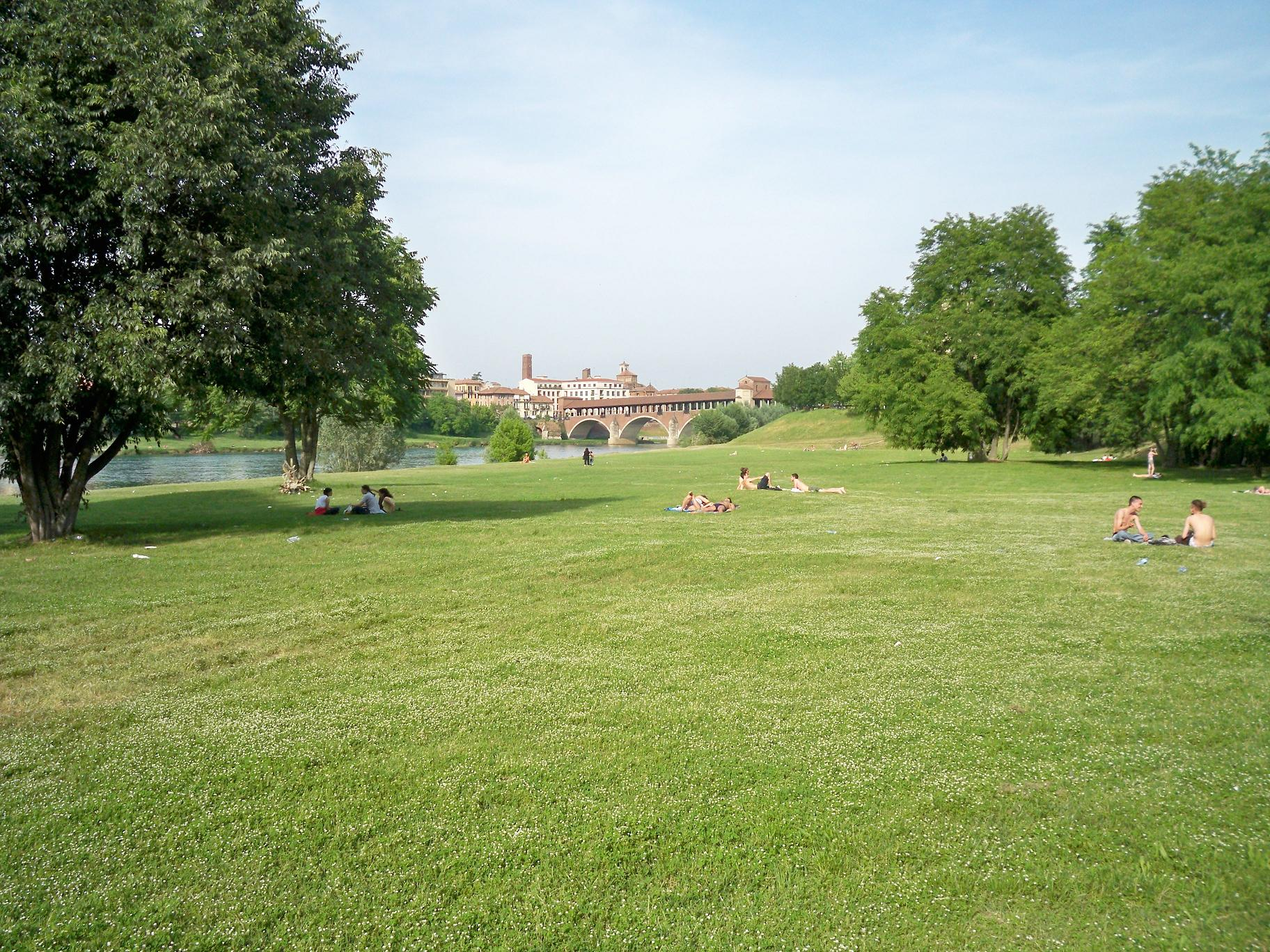
L'area Vul, sullo sfondo il ponte Coperto.

- Area Vul: zona che costeggia la riva destra del Ticino, tra il Ponte Coperto e il Ponte della Libertà.
- Orto Botanico[163]: istituito nel 1773, si estende su una superficie di 2 ettari. È principalmente organizzato in collezioni viventi di piante quali roseto, aiuola del Te, serra delle orchidee, serra tropicale, serra delle piante utilitarie (progettate nel 1776 da Giuseppe Piermarini), arboreti, platani, aiuole di piante autoctone della Pianura Lombarda, collezioni viventi di semi e collezioni di essiccati[164]. Sorge all'angolo fra via Scopoli e Viale Gorizia, nei pressi del Municipio.
- Giardini del Castello: piccolo parco nel cortile del castello, attrezzato con area giochi per bambini e ragazzi.
- Giardini Malaspina: giardini pubblici nel centro storico della città (piazza Petrarca), creati, nella prima metà del XIX secolo, dal marchese Luigi Malaspina come giardino del proprio palazzo e sede di concerti ed eventi culturali.

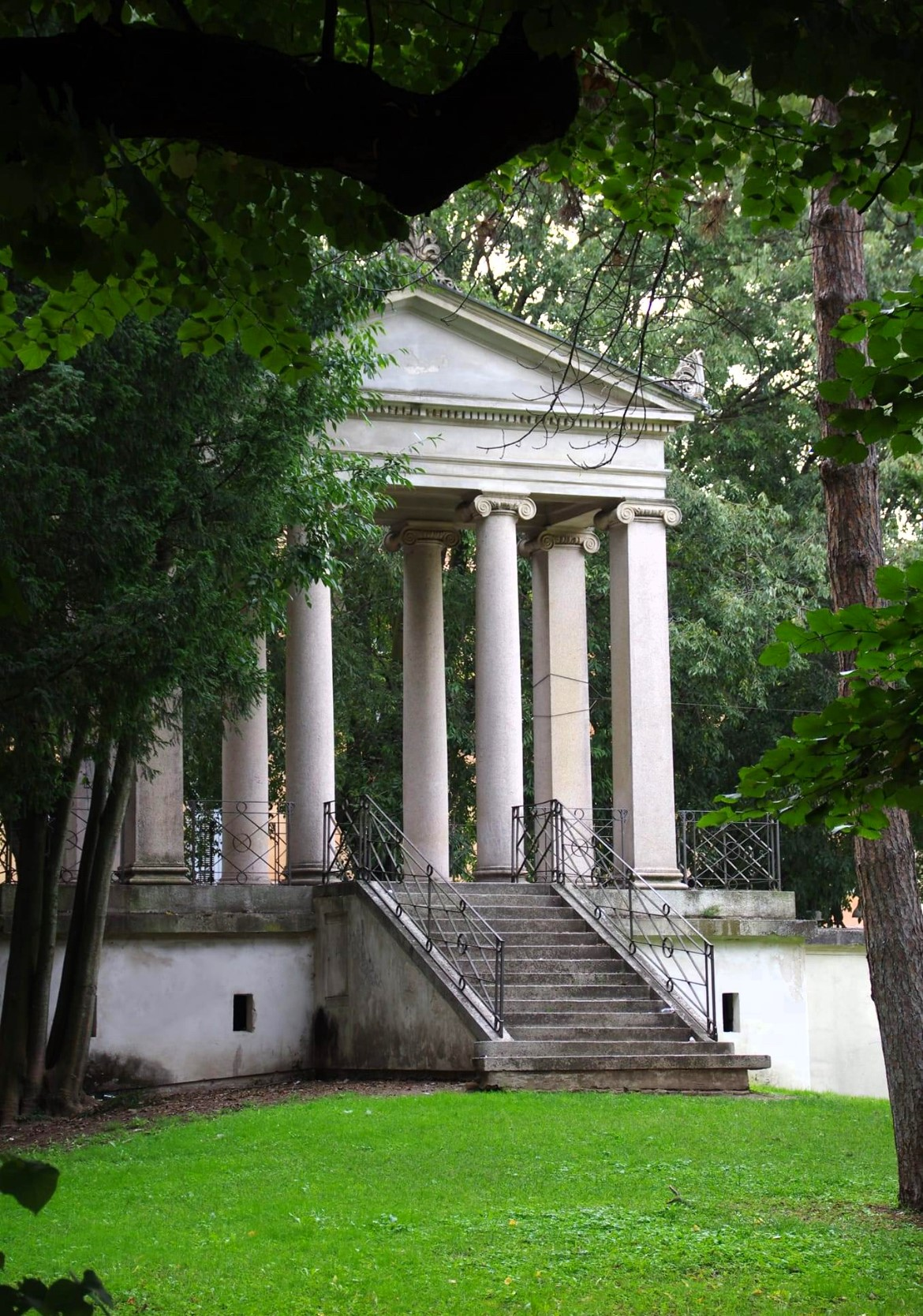
I giardini Malaspina, 1840.

- I giardini Malaspina, 1840.Horti Borromaici: gli Horti sono un vasto parco urbano, che copre una superficie di circa 3,5 ettari, situato all'interno del centro storico di Pavia, tra il Collegio Borromeo (che ne è proprietario) e il Ticino, dove l'habitat naturale s'incontra con l'arte contemporanea, i saperi e l'inclusione sociale. Il parco comprende una vasta area naturalistica, dove sono stati messi oltre 3.000 alberi e arbusti autoctoni, e un'area espositiva en plein air di arte contemporanea, dove sono esposte opere di: Arnaldo Pomodoro, Nicola Carrino, Gianfranco Pardi, Luigi Mainolfi, Mauro Staccioli, Salvatore Cuschera, Marco Lodola, Ivan Tresoldi e David Tremlett.
- Giardini Marinai d'Italia: piccolo giardino sul lato orientale di Piazza Emanuele Filiberto con al centro la fontana monumentale dedicata ai caduti del mare
- Giardino dei Bersaglieri: davanti al Castello Visconteo, dove sorge la statua dedicata a Giuseppe Garibaldi.
- Parco Leopardi: situato lontano dal centro, nel quartiere Rione Maestà.

## Società
Pavia ha subito a partire dagli anni '80 del XX secolo una notevole involuzione demografica dovuta al trasferimento di molti nuclei familiari all'interno dei comuni immediatamente confinanti al capoluogo.
All'interno dell'agglomerato urbano della città di Pavia, secondo calcoli effettuati applicando il criterio internazionale delle Functional Urban Areas, risiederebbero circa 121.000 abitanti. La percentuale di popolazione anziana residente in città è, secondo i dati ISTAT, molto alta, con un indice di vecchiaia più alto rispetto alla media italiana: 245,6 contro 148,7 e con il 32,5% delle famiglie formato da anziani soli (media italiana 27,1%). Molto elevato è il livello medio d'istruzione: il 73,1% dei residenti ha un diploma o una laurea (media italiana 55,1%, media lombarda 56%), mentre minori rispetto alla media italiana sono il tasso di mobilità per studio o lavoro fuori dal comune e il tasso di vulnerabilità materiale e sociale.

### Evoluzione demografica
Abitanti censiti

### Etnie e minoranze straniere
Al 31 dicembre 2023 gli stranieri residenti nel comune erano 10 533, ovvero il 14,77% della popolazione. Di seguito sono riportati i gruppi più consistenti:
- Romania 1440
- Ucraina 1227
- Egitto 870
- Albania 604
- Repubblica dominicana 524
- Cina 435
- Iran 425
- Marocco 347
- Camerun 306
- Tunisia 305

### Religione
La prima confessione religiosa a Pavia è quella cattolica, che, diversamente da altre aree della Lombardia, è di rito romano, con l’esclusione, all’interno della città, della chiesa di San Giorgio in Montefalcone, affidata alla comunità ucraina di rito greco-cattolico. La seconda comunità religiosa è quella ortodossa, come quella rumena di via Repubblica e la chiesa greco-ortodossa di Sant’Ambrogio, in via Olevano. Vi è poi la musulmana, che si ritrova in due centri culturali Islamici (via San Giovannino e Via Pollack), mentre da tempo a Pavia esistono degli edifici di culto per i protestanti, come la Chiesa valdese in via Alessandro Rolla, la Chiesa Evangelica delle Assemblee di Dio in via Angelo Ferrari, la Chiesa Evangelica della Riconciliazione, in viale Cremona, la Chiesa di Gesù Cristo dei Santi degli Ultimi Giorni in via Grevellone e la Sala del Regno dei Testimoni di Geova in via Langosco.

### Lingue e dialetti
Oltre alla lingua italiana, nella città di Pavia è relativamente diffusa la lingua lombarda nella sua variante dialettale pavese. Il pavese è comunemente considerato una varietà della lingua lombarda, anche se da un punto di vista fonetico presenta molti tratti in comune con i dialetti piemontesi e, soprattutto, con il vicino dialetto piacentino, tanto che alcuni studiosi aggregano il pavese ai dialetti emiliani. Nel corso dei secoli il pavese seppe inoltre imporsi tra la popolazione anche come lingua di cultura; attraverso poesie, dizionari, riviste ed opere teatrali che si fecero portatrici delle numerose istanze sociali della città e dei suoi abitanti. Tra gli autori che più hanno contribuito al panorama letterario Pavese vale la pena menzionare i poeti Siro Carati e Giuseppe Bignami.

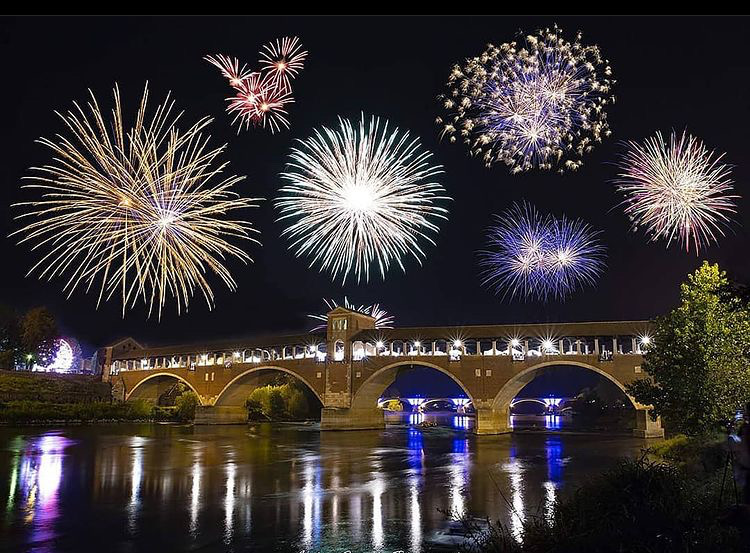
Festa del Ticino.

Il pavese non ha un riconoscimento giuridico (legge nº 482 del 1999) e non è oggetto di tutela da parte della Repubblica Italiana, mentre la lingua lombarda è riconosciuta ufficiosamente con la Raccomandazione nº 928 del 7 ottobre 1981 del Consiglio d'Europa. Un notevole avvicinamento del dialetto all'italiano si è avuto, soprattutto nel corso del XX secolo, anche per via dell'acquisizione di lessico dalla lingua nazionale (per esempio salümè rispetto a püstè "salumiere", ecc.), un fenomeno abbastanza comprensibile se si pensa che chi parla pavese in genere parla anche italiano.

### Tradizioni e folklore

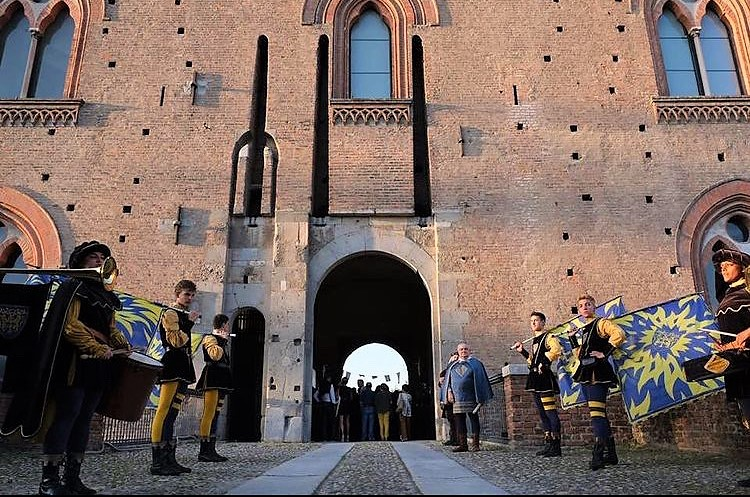
La partenza del corteo del Palio del Ticino.

Una delle più antiche tradizioni pavesi è la Festa della Sante Spine che cade il giorno dopo la Pentecoste e nella quale vengono portate in processione per la città le tre spine, custodite all’interno duomo di Pavia, ritenute parte della corona posta sulla testa di Gesù durante la Passione. Le spine originariamente erano parte della collezione di reliquie raccolte dai Visconti all’interno della cappella del castello Visconteo e furono trasportate in duomo nel 1499, poiché, in seguito alla caduta di Ludovico il Moro, si temeva che potessero essere prelevate dai francesi. La festa fu istituita dal vescovo Giovanni Battista Sfondrati nel 1645 e, oltre alle celebrazioni religiose, vede la presenza in città di mercati e luna park.
Da maggio a settembre si tiene in città la Festa del Ticino dedicata al fiume che attraversa, e che ha dato vita, a Pavia. Per circa 100 giorni la città si anima con mostre, incontri, concerti, mercati e degustazioni e si conclude con uno spettacolo pirotecnico sulle acque del Ticino.

Palio del Ticino.

Nel mese di giugno si tiene il Palio del Ticino che commemora la battaglia fluviale di Cremona del 1431 nella quale la flotta viscontea, guidata dal pavese Pasino Eustachi e composta principalmente da galeoni e navaroli pavesi, sconfisse pesantemente la flotta veneziana, salvando così il ducato di Milano dall’invasione nemica. Il palio inizia all’interno del castello Visconteo, dove è ricreata la corte di Filippo Maria Visconti, da qui il corteo, formato da centinaia di figuranti armati, equipaggiati e vestiti come nel Quattrocento, discende fino alla basilica di San Michele, dove vengono benedette le bandiere e poi fino alla riva del Ticino e qui diverse squadre si contendono il drappo del palio in gare di tiri con l’arco e di voga con i barcé, tipiche imbarcazioni fluviali.
Ormai parte delle tradizioni pavesi è l’Autunno Pavese, che si svolge dal 1948 e culmina nel mese di ottobre, quando nel palazzo delle Esposizioni si tiene un salone del gusto dedicato ai tanti prodotti enogastronomici e artigianali della provincia di Pavia.

### Istituzioni, enti e associazioni
Per quanto gli antichi xenodochi destinati all'accoglienza e alla cura di malati e viaggiatori sorsero in città almeno dal VIII secolo, i primi ospedali pavesi al servizio dell'intera città di cui è rimasta traccia documentata sono l'ospedale di Santa Maria in Betlem (attestato dal 1130) e quello di San Lazzaro (1157), che furono operativi per secoli. Dopo il 1449, cedettero il loro ruolo primario all’Ospedale San Matteo che divenne, per incorporazioni di opere benefiche, lasciti e donazioni, una delle più importanti istituzioni pavesi. L'antica intitolazione a San Matteo è ancora portata dal Policlinico San Matteo, il cui nome completo è Ospedale Fondazione IRCCS Policlinico San Matteo.

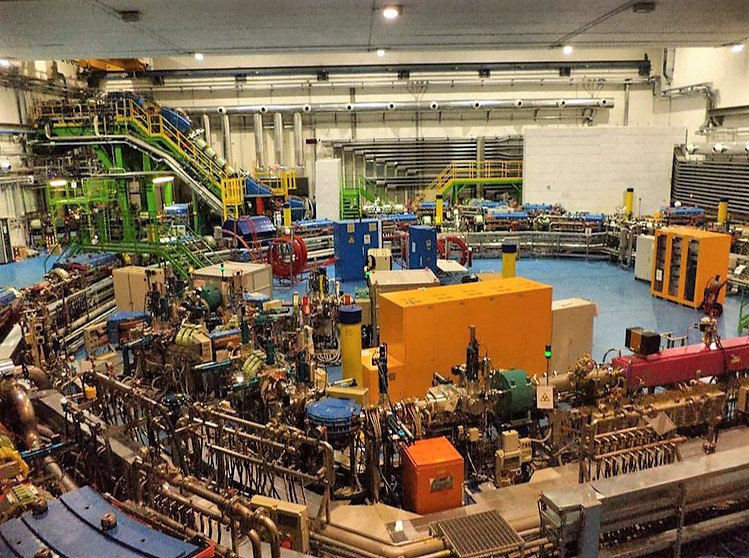
Il sincrotrone dello CNAO.

Il sistema sanitario di Pavia, come quello dell'intera Italia, non dipende più dall'autorità locale ma è di competenza della regione, che agisce sul territorio tramite le aziende sanitarie locali. Il sito ufficiale della regione Lombardia registra a Pavia 5 ospedali, tra pubblici e convenzionati, specialistici o generali che coprono a 360° le patologie previste dai protocolli nazionali. A essi ricorrono sovente pazienti provenienti da altre regioni. Tra gli ospedali, sono diversi quelli che appartengono alla categoria degli Istituti di ricovero e cura a carattere scientifico, i cosiddetti IRCCS. Ricordiamo, tra quelli specialistici, l'Istituto Nazionale Neurologico Casimiro Mondino e l'Istituto Clinico Scientifico Maugeri, mentre tra gli ospedali a indirizzo generale i più importanti sono l'Istituto di Cura Città di Pavia e Istituto di Riabilitazione e di Cura Santa Margherita. Inoltre Pavia ospita il Centro Nazionale di Adroterapia Oncologia (Fondazione CNAO) il primo centro ospedaliero e di ricerca clinica e radiobiologica in Italia, quarto paese ad istituirne uno, creato nel 2010 dal Ministero della Salute, specializzato nel trattamento di tumori radioresistenti e/o inoperabili mediante l'impiego di ioni carbonio e protoni, mediante l'adroterapia.
Accanto alla cura caritatevole degli ammalati, la filantropia pavese si è fatta carico, nel tempo, di fondare e sostenere istituzioni diventate poi storiche e familiari nel panorama sociale cittadino per l'assistenza agli anziani, agli orfani e ai bisognosi: il Pio Albergo Pertusati (fondato dal vescovo Francesco Pertusati nel 1752), la Casa di riposo Santa Croce, la Fondazione Martinetti Lega del Bene e la Comunità Casa del Giovane, nella quale i beneficati possono, nelle loro possibilità, praticare o imparare un mestiere per mantenere o crearsi la dignità personale. A questo tema si riallacciano le numerose iniziative per l'alfabetizzazione e per l'insegnamento delle arti e dei mestieri che troverà un largo seguito tra i protagonisti dell'industrializzazione della città, che avvenne nel XIX secolo, come l’Istituto Pavoniano Artigianelli (attivo dal 1892 al 1967). Un importante ruolo filantropico è anche svolto dalla Fondazione Banca del Monte di Lombardia, che ha sede nello storico Palazzo Brambilla.
Fra le istituzioni culturali con sede a Pavia va ricordata la Società Pavese di Storia Patria, fondata nel 1901, che unisce studiosi e cultori della storia civile, letteraria ed artistica della città e del suo territorio e che pubblica ogni anno il "Bollettino della Società Pavese di Storia Patria”. Sempre in città si trova la sede centrale del Movimento Federalista Europeo, fondato nel 1943 da Altiero Spinelli, è movimento politico apartitico che mira alla creazione di una Federazione europea.

## Cultura

### Istruzione

#### Archivi e biblioteche

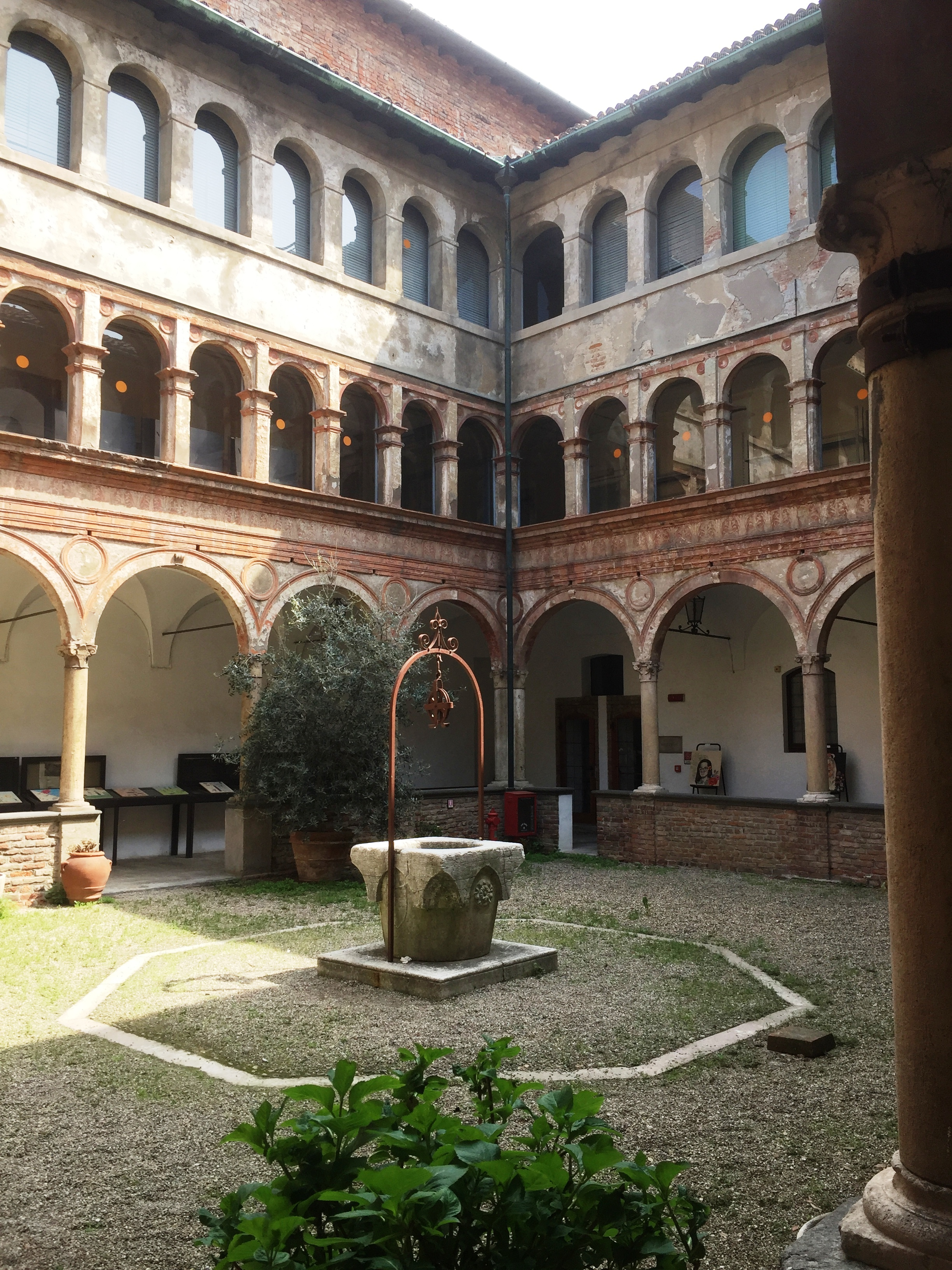
Archivio di Stato di Pavia, chiostro dell'ex monastero di San Maiolo (fine XV secolo- primissimi anni del XVI secolo)

La storia del comune di Pavia, dal X fino al XX secolo, può essere raccontata attraverso la mole di documentazione raccolta all’interno dell’Archivio Storico Civico (istituito nel 1895), che conserva anche fondi contenenti gli archivi di molte famiglie aristocratiche pavesi e di personalità cittadine, come Gaetano Sacchi, Benedetto Cairoli e Luigi Robecchi Bricchetti. Anche l’Archivio di Stato (sorto nel 1959) raccoglie fondi provenienti da archivi nobiliari (Beccaria, Bottigella, Belcredi, Malaspina) e non solo, come il fondo Mori, che raccoglie le carte di Cesare Mori. Sono poi conservati all’interno dell’archivio anche gli atti dei notai pavesi (1256- 1907), le mappe del Catasto Teresiano del territorio pavese, e gli archivi dell'università (1341-1897), dell’Ospedale San Matteo (1063- 1900), della Prefettura, della Questura e del Tribunale. Altrettanto importante è l’Archivio Storico Diocesano, che custodisce la documentazione della diocesi di Pavia a partire dal X secolo.
Il Centro per gli studi sulla tradizione manoscritta di autori moderni e contemporanei (Già "Centro di ricerca sulla tradizione manoscritta di autori moderni e contemporanei", noto anche come "Centro Manoscritti"), fondato da Maria Corti nel 1980, è deputato alla conservazione e allo studio del patrimonio archivistico e bibliografico moderno e contemporaneo. Il centro, fra i più importanti in Italia nel suo genere, conserva raccolte di materiale documentario (manoscritti, dattiloscritti, epistolari, prime edizioni, biblioteche, fotografie, disegni, arredi, dipinti e altri oggetti) relativo a scrittori, intellettuali, editori, artisti e scienziati degli ultimi due secoli. Tra i fondi archivistici conservati ricordiamo quelli di Alberto Arbasino, Riccardo Bacchelli, Romano Bilenchi, Emilio De Marchi, Ennio Flaiano, Alfonso Gatto, Tonino Guerra, Claudio Magris, Luigi Meneghello, Eugenio Montale, Indro Montanelli, Salvatore Quasimodo, Mario Rigoni Stern, Amelia Rosselli, Umberto Saba e Roberto Sanesi.
La tradizione bibliotecaria di Pavia tra le sue origini dalla Biblioteca Visconteo Sforzesca, istituita nella seconda metà del Trecento da Gian Galeazzo Visconti nel castello Visconteo, dove erano conservati i preziosi codici miniati dei duchi di Milano. Nel 1499, con la caduta di Ludovico il Moro, il re di Francia Luigi XII prelevò dal castello gran parte dei manoscritti e ora sono conservati nella Biblioteca nazionale di Francia a Parigi. Dei quasi mille manoscritti che costituivano la biblioteca, solo un codice è rimasto a Pavia: I Trionfi di Francesco Petrarca custodito nella Biblioteca Universitaria.

Nel seconda metà del XVI sorsero in città tre storiche biblioteche: quella del Seminario Vescovile e le biblioteche dei Collegi Borromeo e Ghislieri, fondati rispettivamente da Carlo Borromeo e da papa Pio V per permettere l’accesso all’università (allora l’unica di tutto il ducato di Milano) a giovani promettenti, ma di scarse sostanze economiche. Nel 1754, per volontà dell’imperatrice Maria Teresa venne creata la Biblioteca Universitaria, la più importante per patrimonio librario della città. Nel 1887 venne istituita la Biblioteca Civica Carlo Bonetta, sede principale del sistema bibliotecario della città che si articola in otto punti di prestito e lettura distribuiti uniformemente sull'intero territorio comunale.

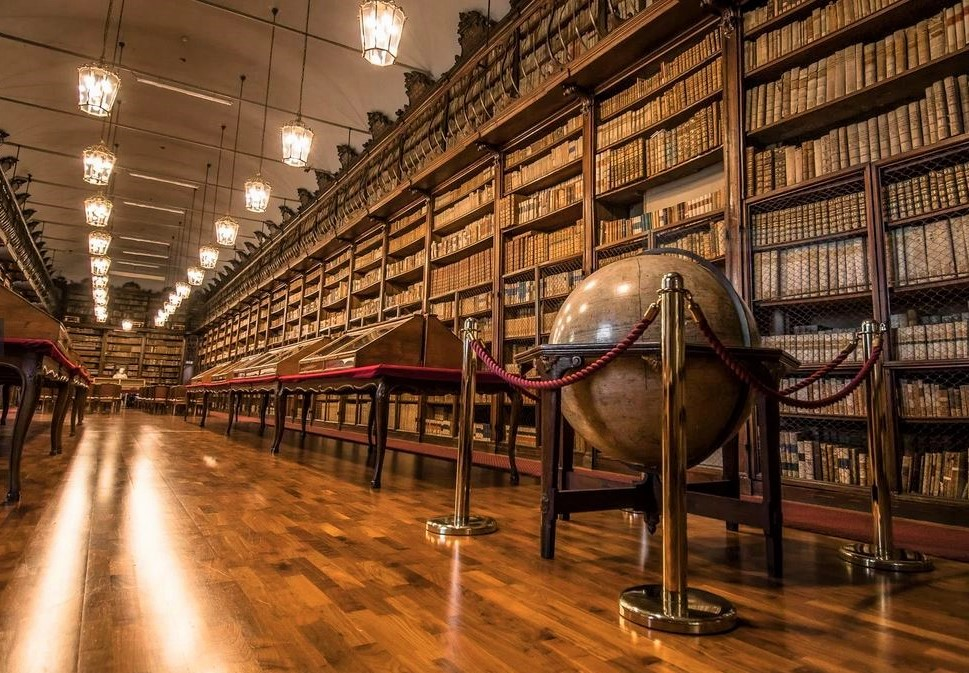
Giuseppe Piermarini, Biblioteca Universitaria, 1778

Fra le biblioteche universitarie vanno citate la Biblioteca di Studi Umanistici, nata dall'accorpamento di diverse biblioteche delle facoltà umanistiche dell’università, come quella di archeologia (sorta nel 1819), la Biblioteca della Scienza e della Tecnica, dove è confluita anche la biblioteca dell’Orto Botanico (istituita nel 1773), la Biblioteca di Giurisprudenza (1880), La Biblioteca delle Scienze, al cui interno si custodiscono anche i volumi della Società Medico Chirurgica di Pavia (fondata da Camillo Golgi nel 1885), la Biblioteca di Area Medica Adolfo Ferrata, la Biblioteca di Scienze Politiche (sorta nel 1925), la Biblioteca di Economia e la Biblioteca del Collegio Giasone del Maino (nata nel 2000).

#### Scuole

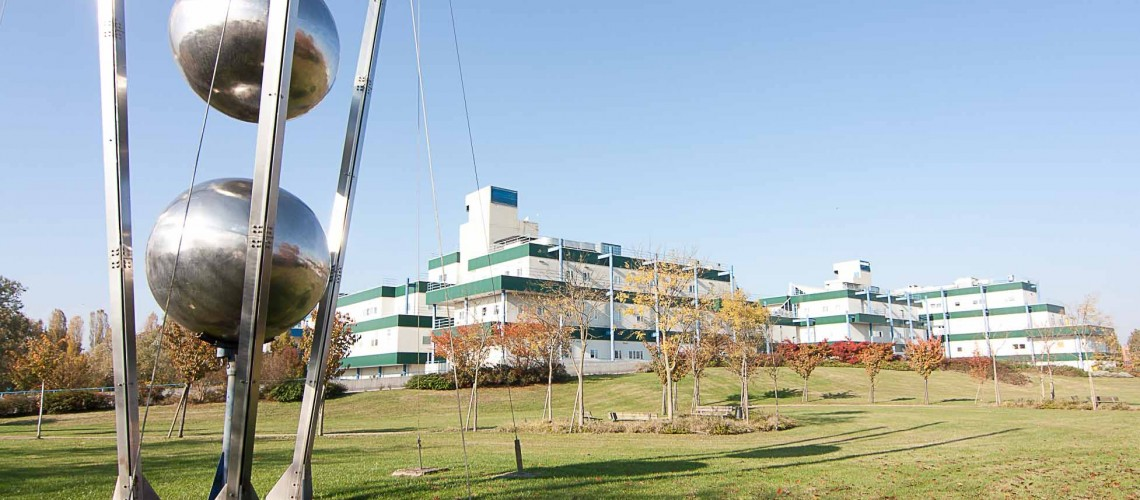
Giancarlo De Carlo, sede della Facoltà d'Ingegneria (1972- 1985).

Come in altre città, a Pavia vi è un gran numero di scuole, pubbliche e private, che consentono percorsi didattici molto specifici o personalizzati a chi ha la necessità o le possibilità economiche.

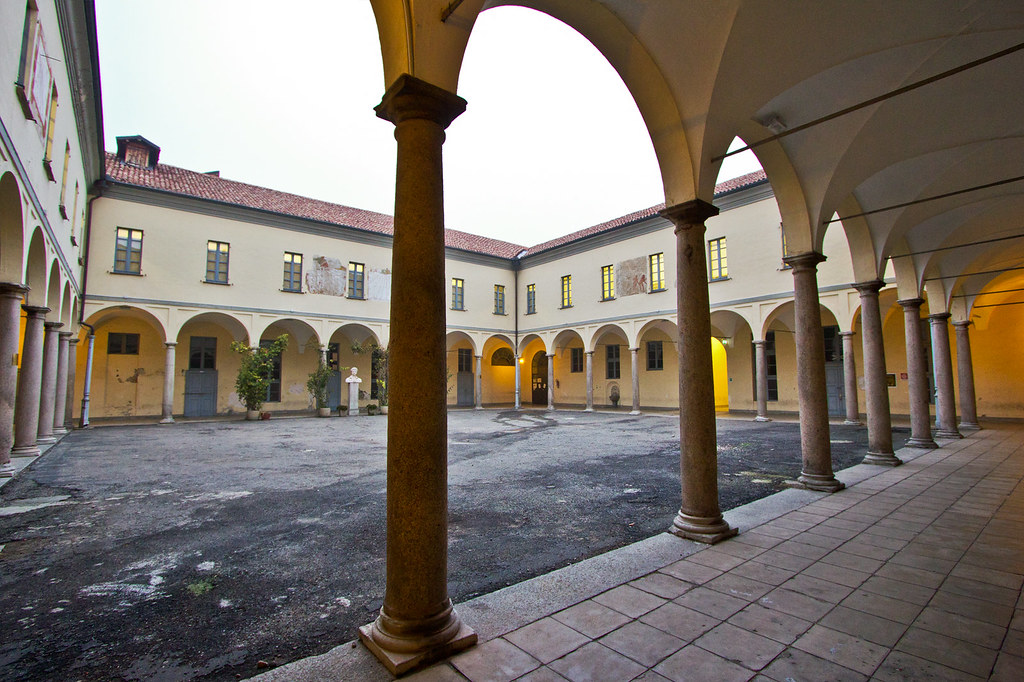
Il Liceo classico Ugo Foscolo.

Nel 2021 si contavano oltre 45 scuole di ogni ordine e grado, tra cui: oltre 26 scuole tra Scuola dell'infanzia e Primaria (tra le quali una bilingue: italiano-inglese), 8 Scuole Secondarie di Primo Grado e 11 Scuole Secondarie di Secondo Grado. Alcune di queste vantano secoli di Storia, come il Liceo classico Ugo Foscolo, originariamente avviato nel 1557, accanto al convento di Santa Maria di Canepanova, dai Padri Barnabiti o il Liceo Scientifico Torquato Taramelli, erede delle Scuole Normali istituite nel 1799.

#### Università di Pavia

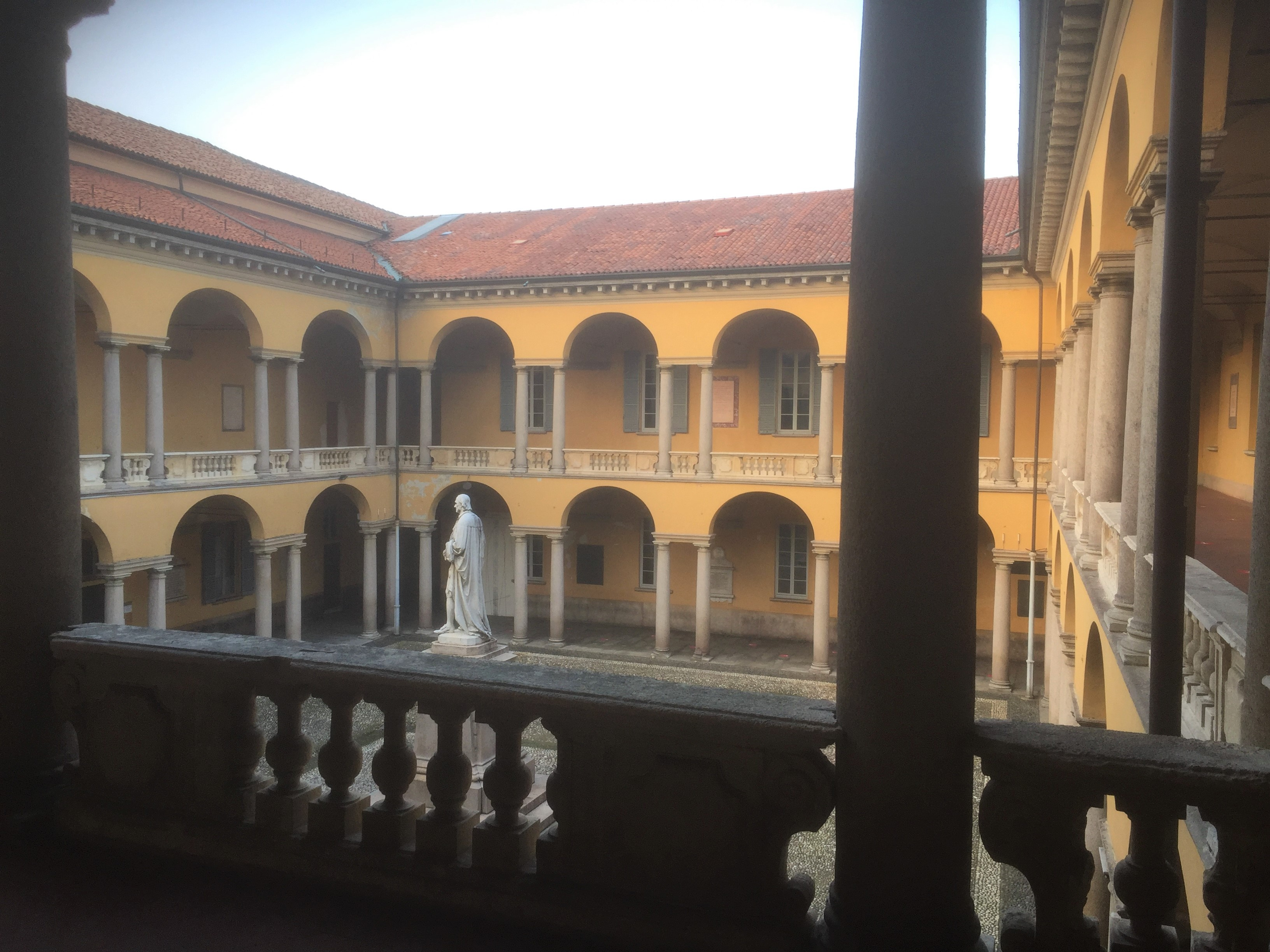
Uno dei cortili dell'Università di Pavia

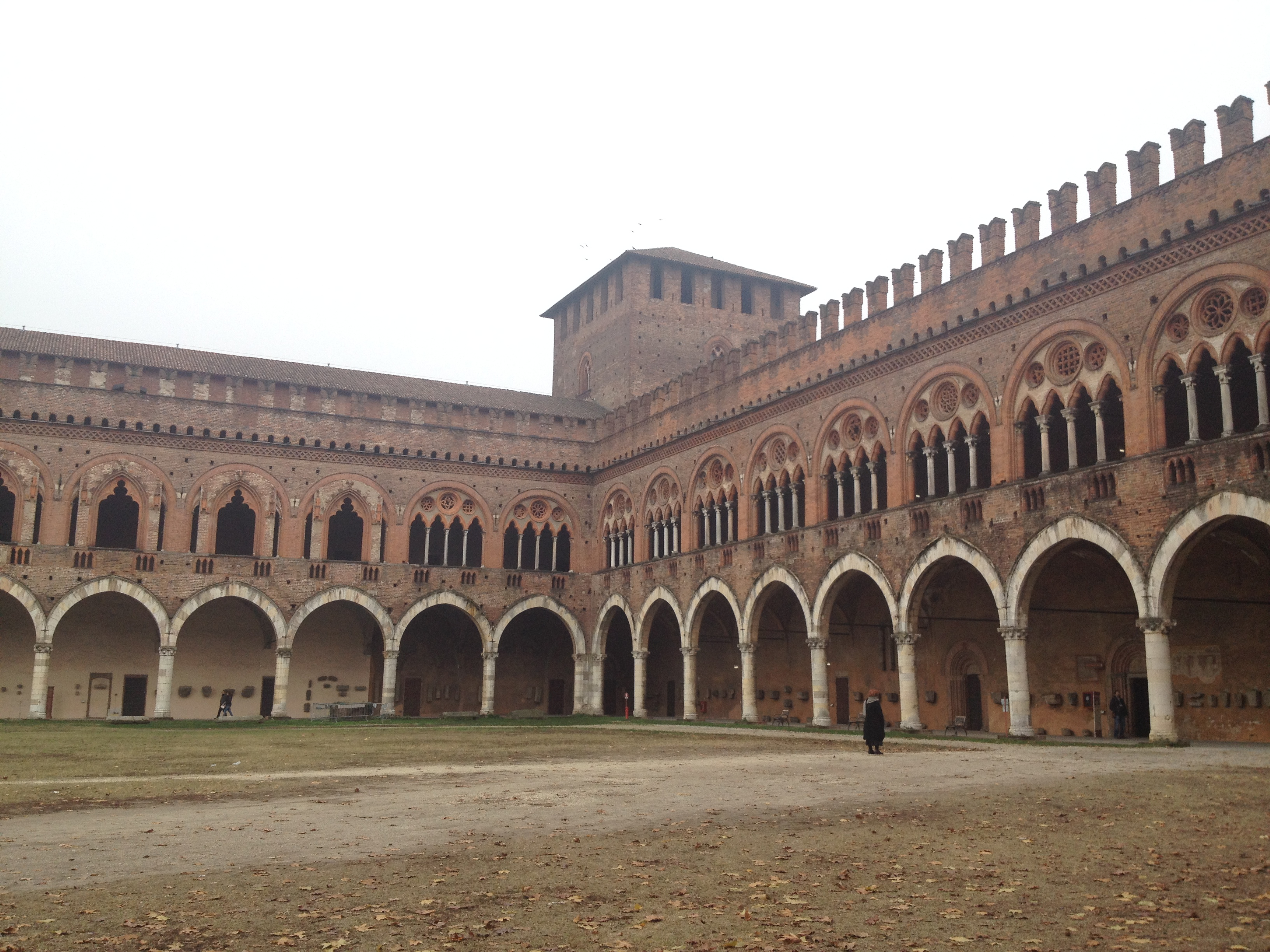
Castello di Pavia, cortile

L'origine dell'Ateneo pavese risale al 25 maggio dell'anno 825, quando l'imperatore Lotario I emise il capitolare nel palazzo reale di Corteolona il capitolare di Olonense, che costituì a Pavia, capitale del Regno d'Italia, la Schola Papiense, scuola di diritto, di retorica e arti liberali, ereditando la tradizione della scuola di diritto, fondata dall'imperatore romano Teodosio I. l'imperatore nominò come direttore della scuola l'insegnante Dungallo di Bobbio, un monaco irlandese, maestro di retorica e scienza, astronomo e poeta, proveniente dall'abbazia di San Colombano di Bobbio. Per tutto il periodo medioevale la scuola fu in fiorente attività. Dalla sede imperiale dipendevano gli studenti di Milano, Brescia, Lodi, Bergamo, Novara, Vercelli, Tortona, Acqui, Genova, Asti e Como. La scuola fiorì fino alla seconda metà dell'XI secolo, per poi decadere. Nel 1361 l'imperatore Carlo IV, su sollecitazione di Galeazzo II Visconti, istituì lo Studium Generale di Pavia. L'Università è pertanto la prima fondata in Lombardia e una della più antiche d'Italia
Grande impulso venne dato in età asburgica dagli imperatori Maria Teresa d'Asburgo e Giuseppe II, che ampliarono la sede, fondarono la Biblioteca Universitaria nel 1754 e chiamarono come docenti grandi studiosi tra i quali il fisico Alessandro Volta e il naturalista Lazzaro Spallanzani.
Insegnarono a Pavia anche i letterati Ugo Foscolo e Vincenzo Monti.
In tempi più recenti si ricordano i docenti Carlo Forlanini, inventore del pneumotorace artificiale, e i premi Nobel Camillo Golgi per la medicina, Giulio Natta per la chimica e Carlo Rubbia per la fisica.
L'Università vanta un interessante museo storico che conserva, tra gli altri cimeli, strumenti scientifici costruiti da Alessandro Volta, preparazioni anatomiche settecentesche del chirurgo Antonio Scarpa, autografi di celebri docenti dell'università e la testa dello stesso Scarpa.
Esistono due collegi storici che ospitano, per statuto, studenti di notevoli capacità e impegno e li sostengono economicamente se privi di mezzi: l'Almo Collegio Borromeo, fondato da San Carlo Borromeo nel 1563, e il Collegio Ghislieri, fondato sei anni dopo da Papa Pio V (Papa Ghislieri appunto, la cui statua si trova di fronte all'ingresso del collegio). È interessante anche il giardino botanico dell'Università, risalente al 1774. 

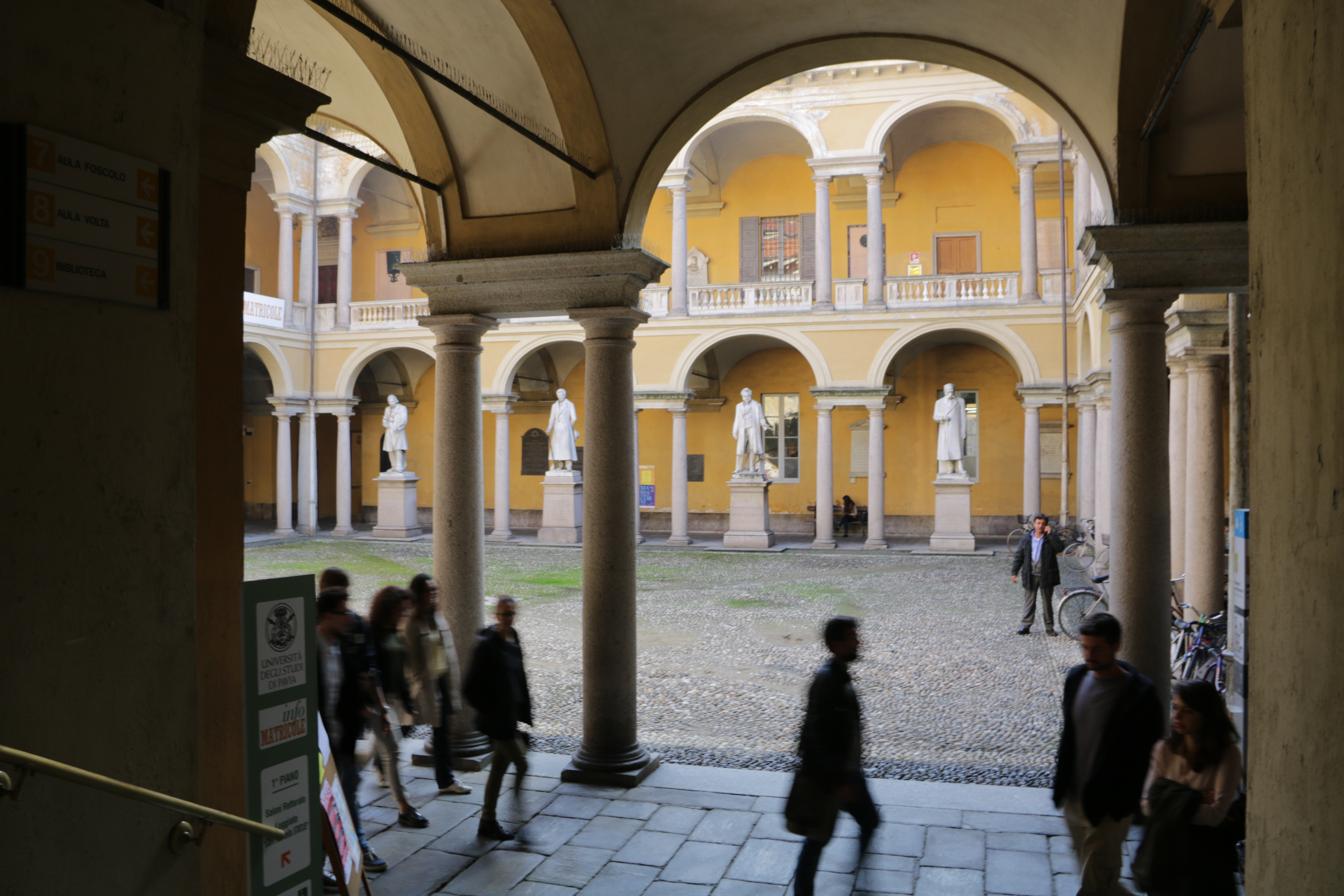
Uno dei cortili dell'Università di Pavia

Le istituzioni studentesche e goliardiche sono state in passato particolarmente vivaci: si ricordano i versi salaci sulle donne pavesi che costarono al giovane Carlo Goldoni l'espulsione dal collegio Ghislieri. Ancora oggi nell'Ateneo pavese si conta la presenza di diversi Ordini goliardici che mantengono vivo il tradizionale spirito delle comunità studentesche.
L'università dispone anche di un reattore nucleare, LENA, attivo dal 1965 e utilizzato (come gli altri tre reattori nucleari esistenti in Italia) sia per la formazione, sia per la ricerca medica.

#### Scuola Universitaria superiore IUSS

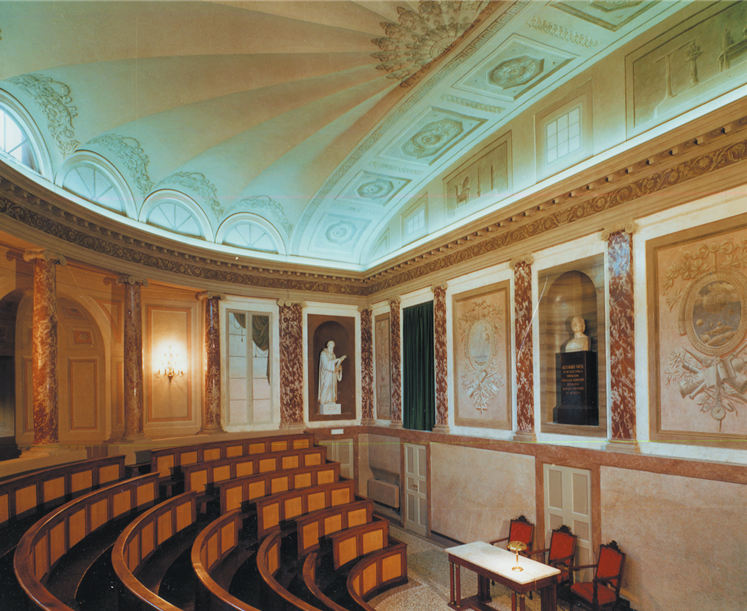
Leopoldo Pollack, Università, Aula Volta, 1787

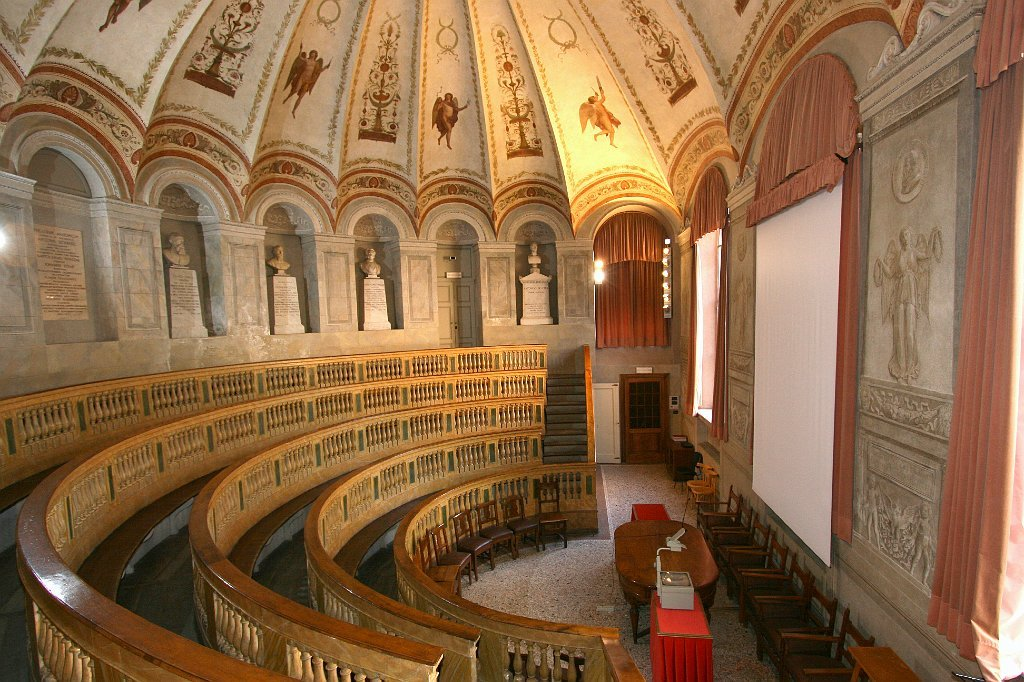
Leopoldo Pollack, Aula Scarpa, Università di Pavia, 1785

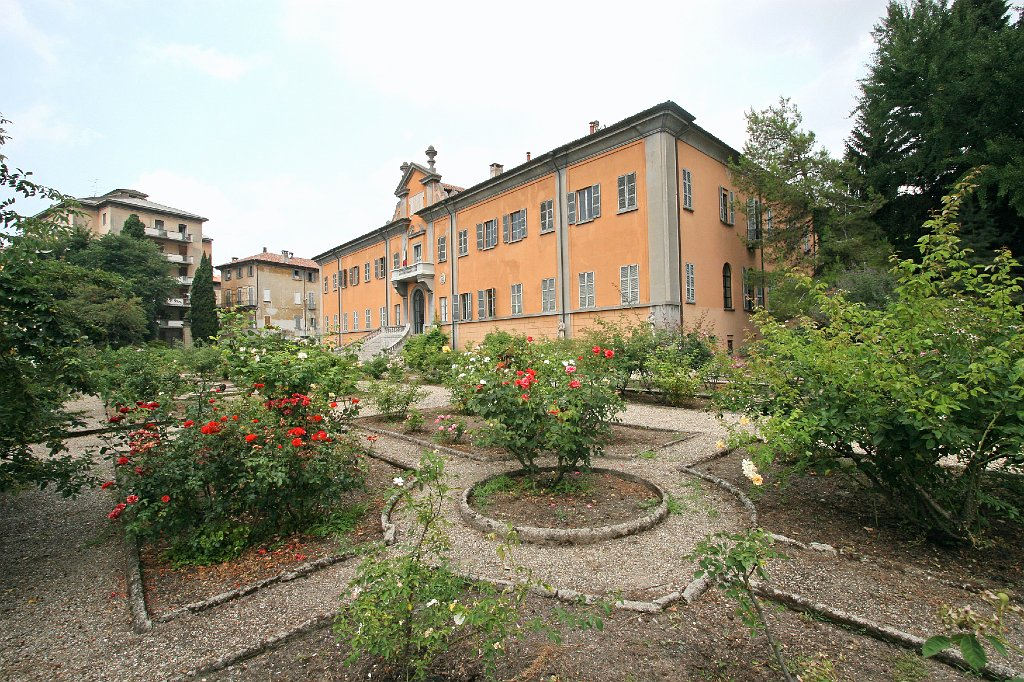
L'orto Botanico dell'Università di Pavia, 1773

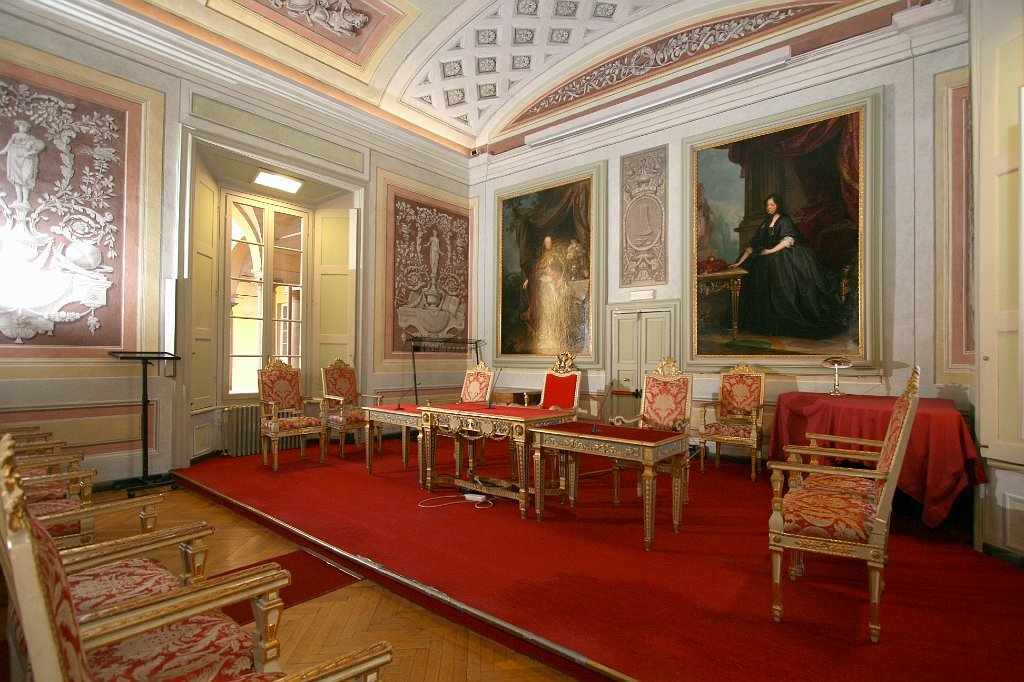
Giuseppe Piermarini, Aula Foscolo, Università di Pavia, 1775

L'Istituto Universitario di Studi Superiori di Pavia, più brevemente IUSS, è una scuola superiore universitaria, una delle sei scuole superiori italiane dotate di autonomia. Si tratta di un centro di formazione e di ricerca, che offre ai suoi studenti corsi per affiancare ai normali corsi universitari un percorso formativo di eccellenza. La Scuola IUSS è nata nel 1997 sul modello della scuola normale superiore di Pisa, attraverso un consorzio tra l'Università di Pavia, i collegi storici della città (Borromeo, Ghislieri, Nuovo e Santa Caterina) e l'Istituto per il diritto allo studio (EDISU) di Pavia, sulla base di un accordo con il Ministero dell'istruzione, dell'università e della ricerca. La Scuola IUSS fa oggi parte di una federazione delle tre Scuole Universitarie Superiori che offrono corsi a studenti universitari di ogni livello; le altre due Scuole sono la Scuola Normale Superiore di Pisa e la Scuola Superiore Sant'Anna, sempre a Pisa.

#### Musei
Pavia possiede un notevole tesoro artistico, lascito del prestigioso passato della città, ripartito in più collezioni.
La Pinacoteca Malaspina, istituita dal marchese Luigi Malaspina di Sannazzaro (Pavia 1754- 1834), ospita al suo interno una collezione che contiene le opere di importanti artisti del panorama italiano e internazionale, dal XIV al XX secolo, come Gentile da Fabriano, Vincenzo Foppa, Giovanni Bellini, Antonello da Messina, Bernardino Luini, Correggio, Paolo Veronese, Guido Reni, Francesco Hayez, Giovanni Segantini e Renato Guttuso. All’interno della pinacoteca è anche esposto il monumentale modello ligneo del duomo di Pavia del 1497. I Musei Civici (collocati, come la pinacoteca, nel castello Visconteo) sono suddivisi in varie sezioni: Archeologica, che conserva una delle più ricche collezioni di vetri di età romana dell’Italia settentrionale e importanti opere di età longobarda, come i plutei di Santa Maria Teodote e la raccolta (la maggiore d’Italia) di epigrafi longobarde, alcune delle quali appartenenti a sepolture di re o regine. Vi e poi la sezione Romanica e Rinascimentale che espone reperti scultorei, architettonici e mosaici provenienti soprattutto da chiese ed edifici religiosi demoliti nel corso dell’Ottocento. Molto ricca è la collezione romanica, una delle più consistenti del nord Italia, che conserva anche bacini architettonici orientali importanti dall’oriente islamico e bizantino che adornavano le facciate di chiese e edifici. Sono poi esposte opere di Jacopino da Tradate, Giovanni Antonio Amadeo, Cristoforo e Antonio Mantegazza e Annibale Fontana. I Musei Civici ospitano anche il museo del Risorgimento dedicando particolare spazio alla vita sociale, economica e culturale di Pavia, alla vivacità dell’università, tra Sette e Ottocento, la Gipsoteca, la collezione di oggetti africani raccolti da Luigi Robecchi Bricchetti durante le sue esplorazioni e la raccolta numismatica, che custodisce più di 50.000 monete, gran parte di esse appartenute a Camillo Brambilla, che coprono un arco cronologico compreso tra le emissioni greche classiche e le coniazioni del periodo moderno.

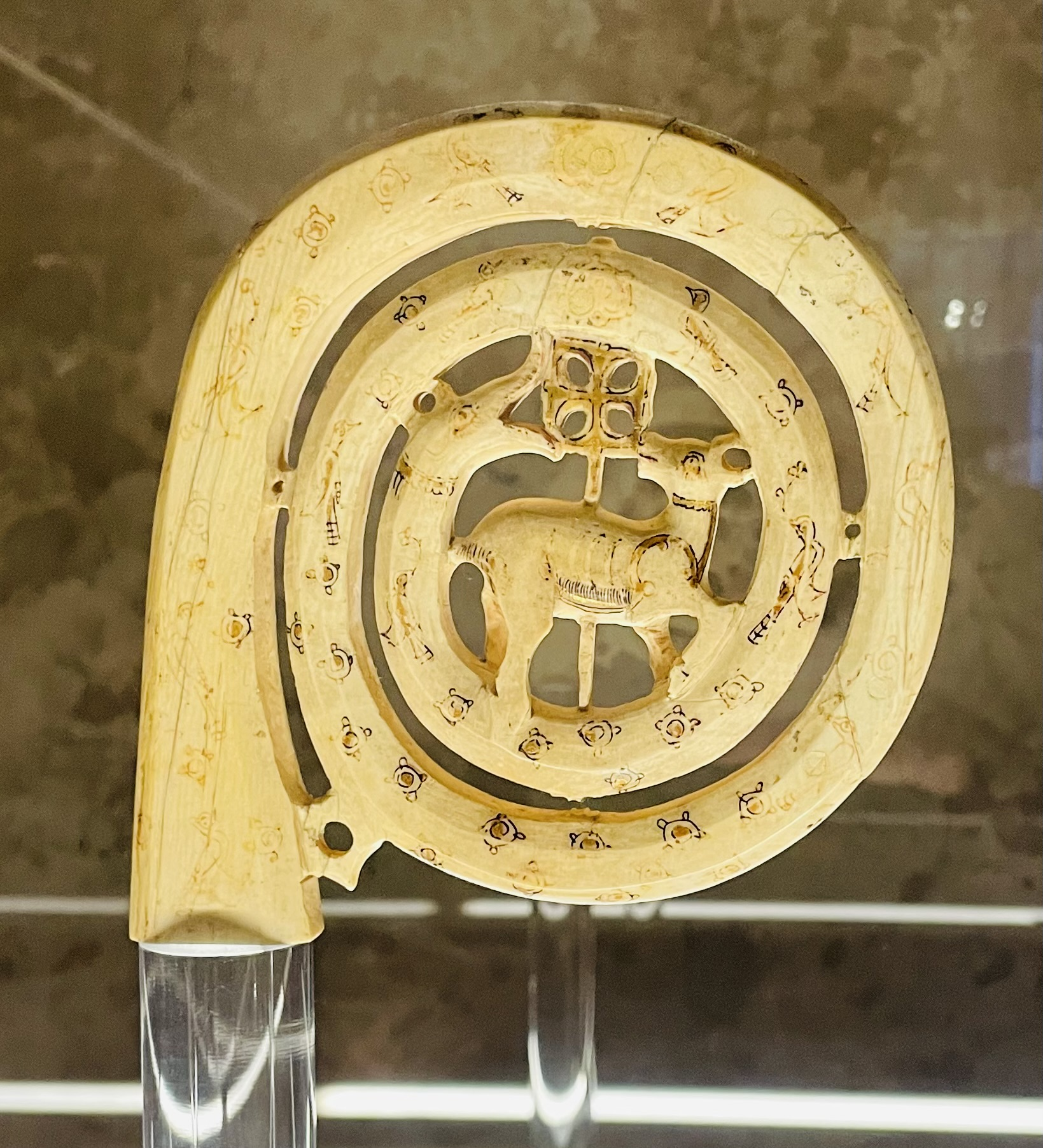
Maestro siculo-arabo, riccio pastorale, avorio (XII secolo), Museo diocesano.

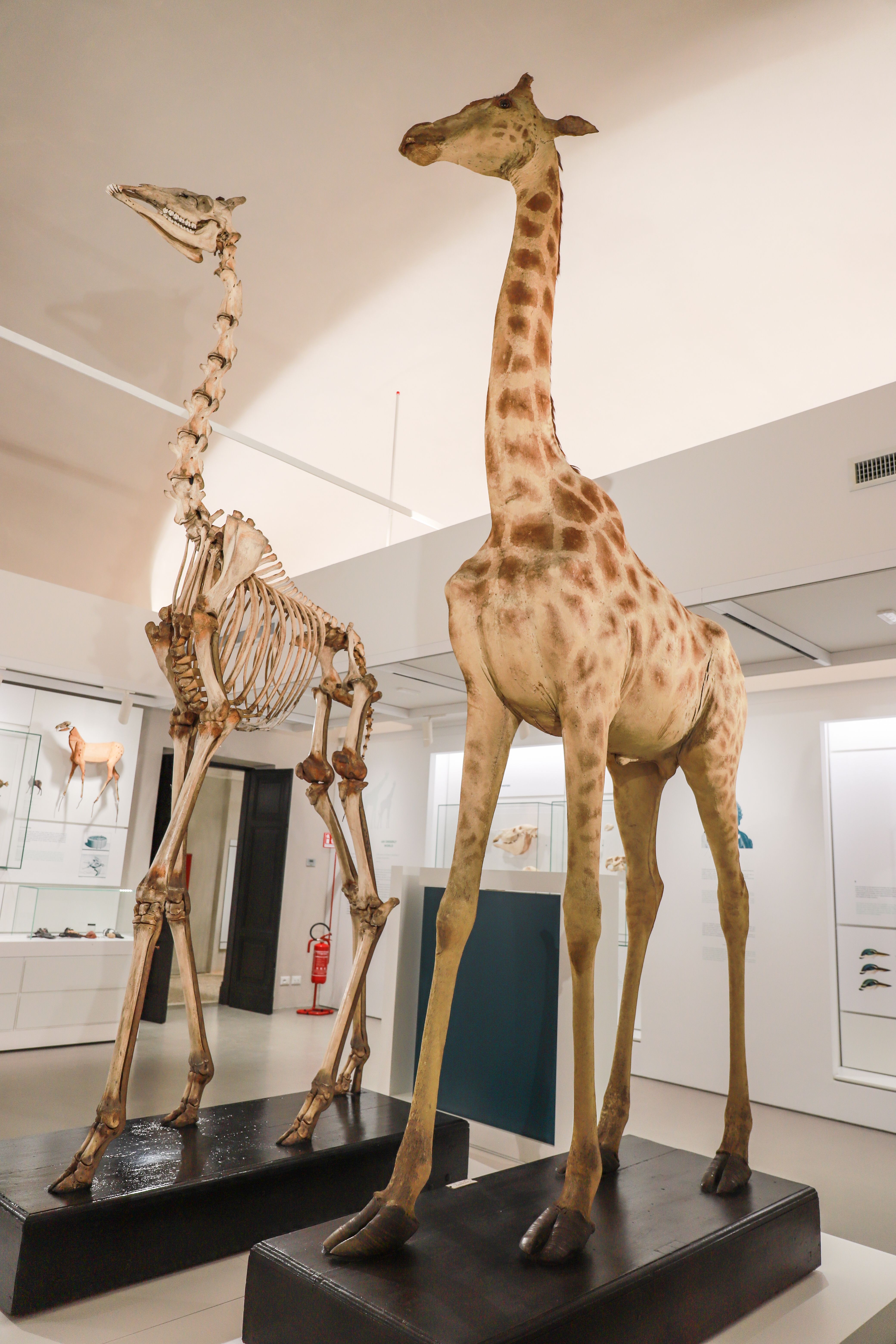
Una delle sale del Museo di storia naturale dell'Università di Pavia

Molto vasta è la rete museale dell’università, formata dal Museo per la storia dell’università di Pavia, diviso tra la Sezione di Medicina, dove sono esposti anche preparati anatomici e patologici, strumenti chirurgici (l'armamentario chirurgico di Giovanni Alessandro Brambilla) e cere anatomiche a grandezza naturale, realizzate dal ceroplasta fiorentino Clemente Susini e la Sezione di Fisica che custodisce il gabinetto di fisica di Alessandro Volta. Il Museo di Archeologia dell’università fu istituito da Pier Vittorio Aldini nel 1819 e custodisce reperti preistorici, egizi, greci, etruschi (tra cui una raccolta di ex voto fittili donati da papa Pio XI) e romani (alcuni provenienti da Pompei). Il Museo di Storia Naturale dell’Università (Kosmos), ospitato all’interno di Palazzo Botta Adorno, è uno dei più antichi d’Italia, fu infatti fondato da Lazzaro Spallanzani nel 1771 e che conserva un patrimonio naturalistico di elevato valore scientifico e storico, comprendente quasi 400 000 reperti suddivisi tra le raccolte di zoologia, anatomia comparata e paleontologia. Vi è poi il Museo Golgi, collocato negli stessi ambienti in cui operarono sia Camillo Golgi sia i suoi allievi, sale e laboratori che conservano sia gli originali arredi sia gli strumenti scientifici dell’epoca, in modo da permettere al visitatore di addentrarsi all’interno di un centro di ricerca ottocentesco; mentre il Museo della Tecnica Elettrica, sorto nel 2007, illustra, all’interno di cinque sezioni la storia della tecnica elettrica. Vengono poi il Museo di Chimica, quello di Fisica e il Museo di Mineralogia, fondato da Lazzaro Spallanzani.
A fianco del Duomo, all'interno della cripta della antica cattedrale di Santa Maria del Popolo (XI secolo), si trova il Museo diocesano, inaugurato nel 2023, che raccoglie argenterie e oggetti liturgici (tra i quali un riccio pastorale in avorio elefantino intagliato, dipinto e dorato realizzato da una bottega siciliana per mano di artigiani arabi e risalente alla fine del XII secolo), sculture e dipinti, quali la tavola della Madonna della Misericordia di Lorenzo Fasolo.
Del tutto diversa è l'origine di FabbricaPoggi, museo, centro del design e dell'arte contemporanea, sorto nel 2022. FabbricaPoggi è il risultato del progetto di recupero dell’ex sede dell’azienda Poggi, attiva nel secondo dopoguerra nel settore dell’arredamento e alla quale collaborarono alcune delle più importanti figure del design italiano di quei decenni. È inserita all'interno del circuito lombardo dei musei del design.
Ulteriore esposizione legata all'arte contemporanea è la Mostra Permanente di Carlo Mo che comprende tanto la Casa-Museo dello scultore quanto l'antistante parco nel quale è stato allestito un percorso di arte contemporanea a cielo aperto.

### Media

#### Stampa
A Pavia hanno sede il quotidiano la Provincia Pavese (fondato nel 1870), nonché i settimanali Il Punto (esce il lunedì), Il Settimanale Pavese e Il Ticino (esce il venerdì).

#### Televisioni e Radio
Dal 2010 è attiva Telepavia, un'emittente televisiva regionale trasmessa in Lombardia sul canale 78 del digitale terrestre.
A livello radiofonico, invece, è attiva Radio Ticino Pavia (frequenze 91.8 oppure 100.5) e dal 2021 Radio UAU, nata in web e oggi disponibile in DAB+ con diffusione in tutta la Lombardia.

### Arte

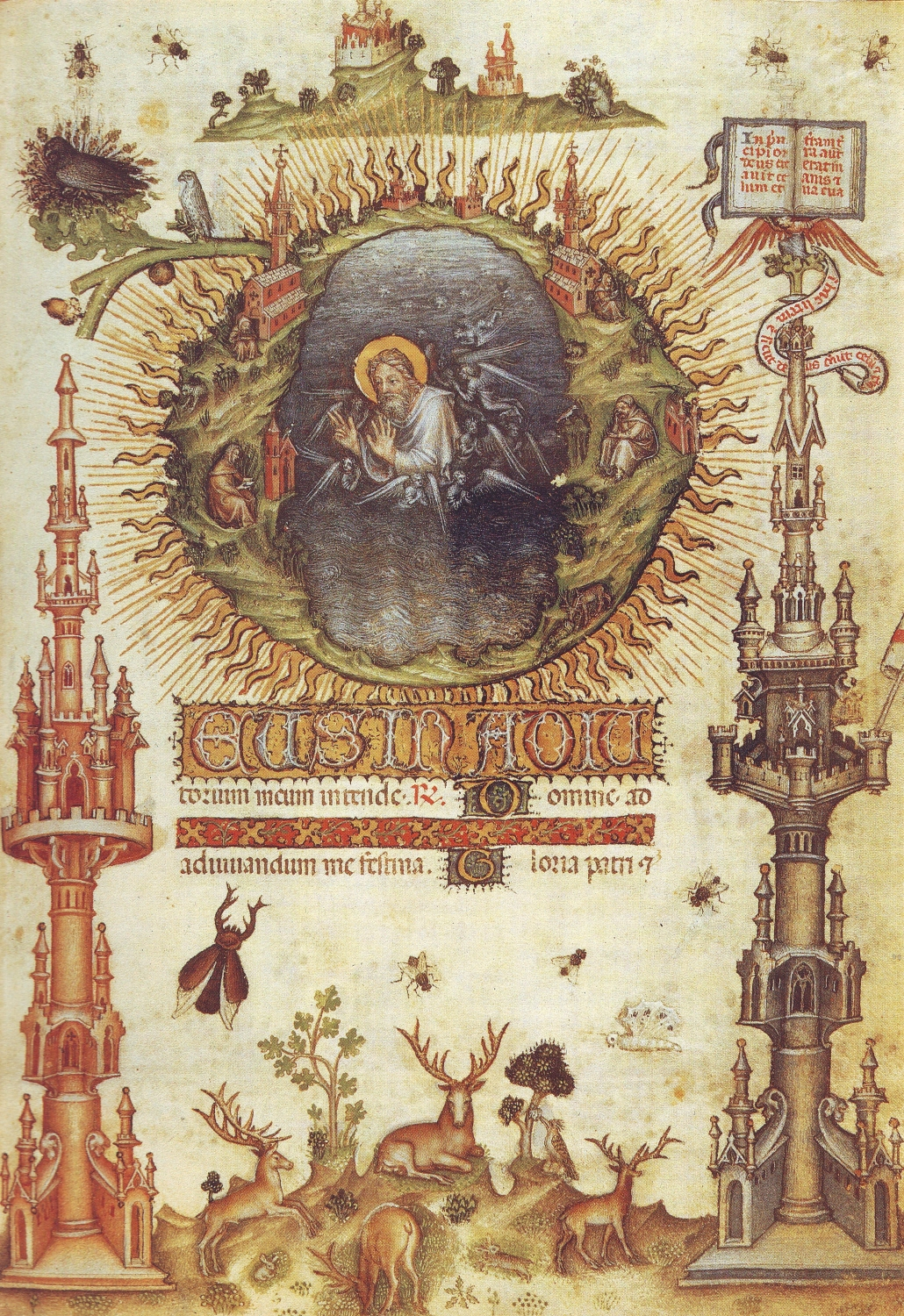
Giovannino de' Grassi, Belbello da Pavia, Offiziolo di Gian Galeazzo, Mss. Banco rari 397, Firenze, Biblioteca Nazionale Centrale.

Dopo aver stabilito nel castello Visconteo la sede della corte e della Biblioteca Visconteo Sforzesca, Galeazzo II fondò in città la più prestigiosa scuola di miniatura della regione, che divenne presto celebre in tutta Europa per il suo realismo e la fine decoratività con il nome di Ouvrage de Lombardie.
L'atelier di miniatori del Visconti già dal 1370 circa aveva elaborato una raffinata fusione tra il cromatismo giottesco e i temi cortesi e cavallereschi. Protagonisti di questa prima stagione furono il miniatore anonimo autore del Guiron le Coutois e il Lancelot du Lac, oggi alla Biblioteca nazionale di Francia di Parigi, e Giovannino de' Grassi, che miniò il libro di preghiere detto Offiziolo, con rappresentazioni di grande eleganza lineare, accuratezza naturalistica e preziosità decorativa. La generazione successiva, soprattutto nella personalità di Michelino da Besozzo, elaborò questo retaggio in maniera ancora più libera, fantasiosa e internazionale. L'altro filone accanto allo stile dolce di Michelino fu quello grottesco, ripreso da Belbello da Pavia, caratterizzato da linee fluide e deformanti, figure fisicamente imponenti, gesti eccessivi e colori accesi e cangianti.

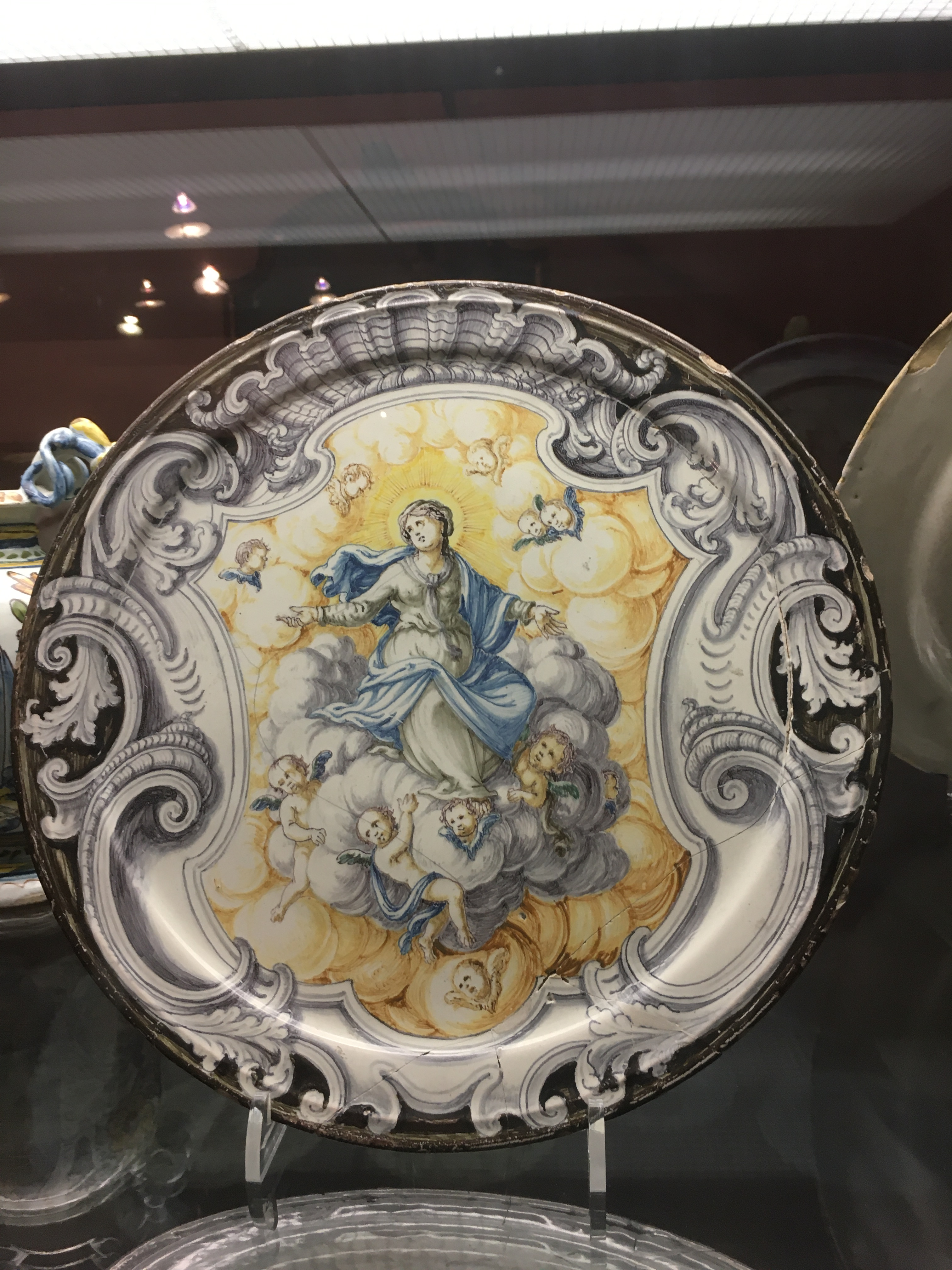
Piatto, fine XVII- inizi XVIII secolo, Pavia, Musei Civici.

La città fu rinomata per la sua produzione di maiolica. Attestata fin dal XIII secolo, la produzione conobbe una decisa espansione tra Sei e Settecento. A Pavia vennero prodotte sia maioliche compendiarie e bianchi simili ai prodotti faentini che una vasta gamma di tipologie, come quelle calligrafiche o a tappezzeria, analoghe alle maioliche liguri. La comodità dei trasporti fluviali, tramite i quali giungeva in città l’argilla dalla vicina Stradella, materia prima per la maiolica, e la presenza di numerose fornaci, spinsero diversi maestri, sia faentini, sia liguri a insediarsi in città. All’interno di questo panorama, dove stili e produzioni diverse si incontravano, influenzandosi a vicenda, si distingue la produzione degli Africa, famiglia di pittori maiolicari attivi tra la seconda metà del Seicento e i primi decenni del Settecento autori di opere conservate in numeri musei europei, nelle quali paesaggi naturali si fondono con statue e fantasiose rovine classiche, evocando così le stravaganti scenografie del palcoscenico barocco.

### Teatro e cinema
Il Teatro dei Quattro Nobili Cavalieri - nome originario del Fraschini, sorse nel 1772 dalla Società formata da quattro Cavalieri nobili signori pavesi: il Conte Francesco Gamberana Beccarla, il Marchese Pio Bellisomi, il Marchese Luigi Bellingeri Provera e il Conte Giuseppe de' Giorgi Vistarino. Essi condividevano l'amministrazione e la direzione del teatro e avevano affidato il progetto per realizzarlo ad Antonio Galli da Bibbiena, membro di un'antica e nota famiglia di scenografi-architetti. I lavori per la costruzione del Teatro dei Quattro Nobili Cavalieri iniziarono nel 1771 e il teatro inaugurò la sua prima stagione nel 1773, alla presenza dell'Arciduca Ferdinando d'Austria. Il teatro fu inaugurato il 24 maggio 1773 con l'opera Il Demetrio, composta dal compositore ceco Josef Mysliveček su versi di Pietro Metastasio.

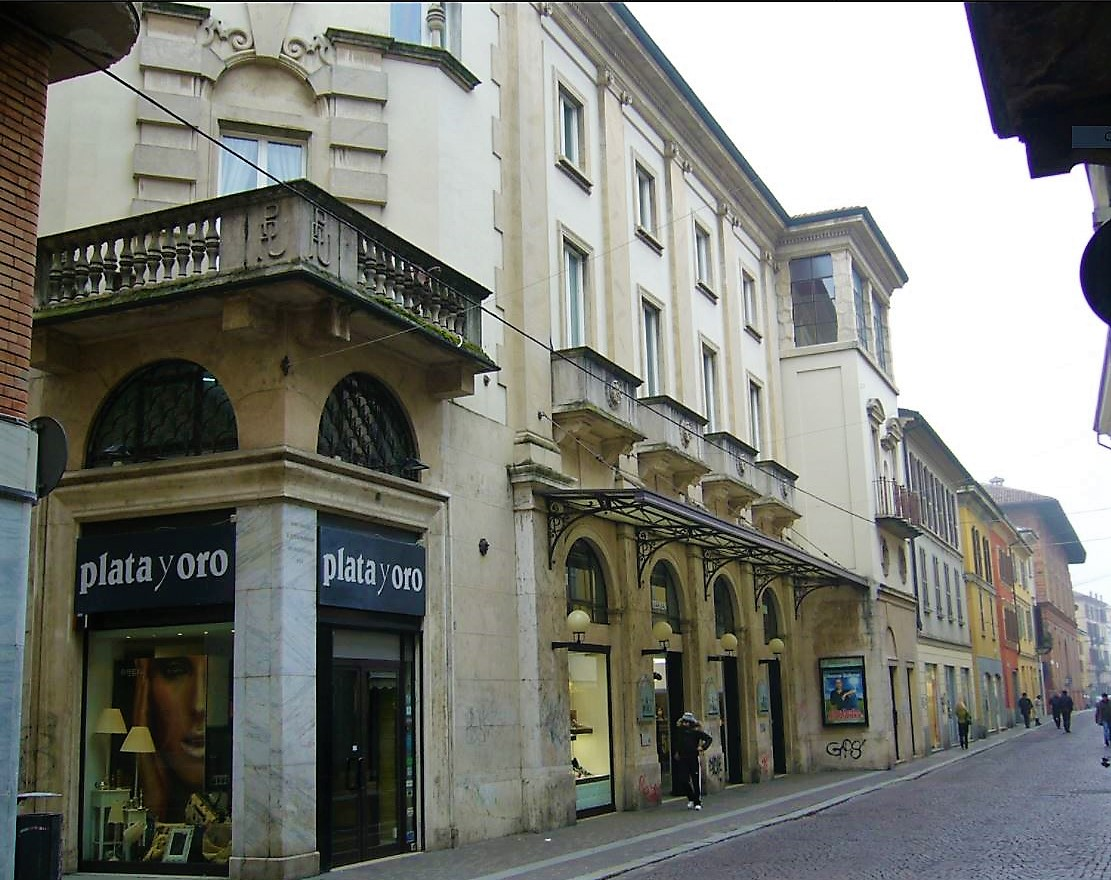
Piero Portaluppi, Politeama, 1927.

Dopo un secolo, tuttavia la Società rischiò di fallire e, di conseguenza, di chiudere il teatro. Intervenne allora il comune di Pavia, che, nel 1869, acquistò il teatro, che poi fu intitolato al tenore pavese Gaetano Fraschini.
Il Politeama è un edificio in stile art déco di Pavia realizzato tra 1925 e il 1927 su progetto dell'architetto Piero Portaluppi per ospitarvi un cinema, un teatro, attività commerciali e abitazioni.
Molto più recente è la storia del CineTeatro Cesare Volta, sorto, su progetto di Mario Terzaghi e Augusto Magnaghi nel 1973, una piccola sala polifunzionale (213 posti), adatta sia a spettacoli teatrali, sia a rassegna cinematografiche e laboratori artistici

### Cucina

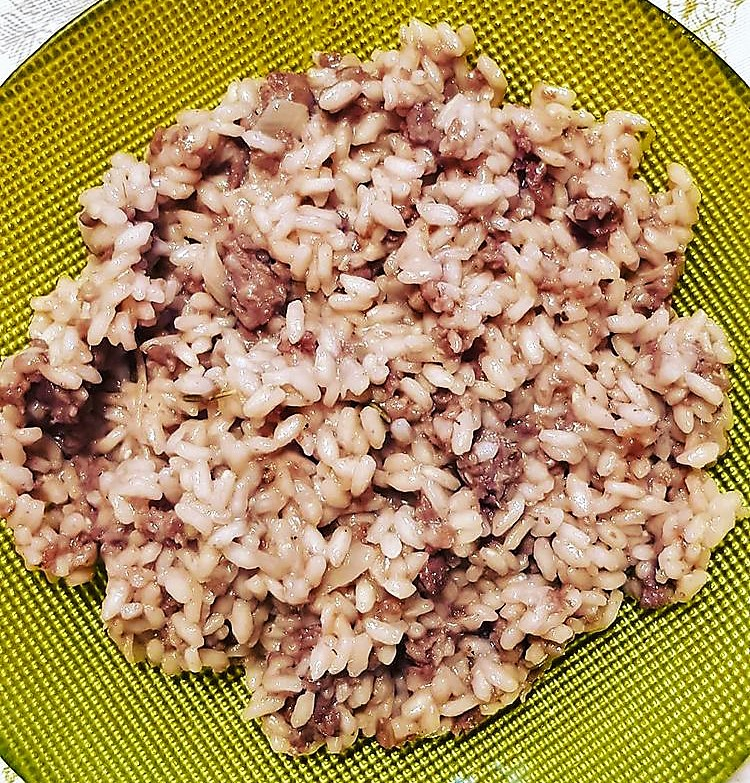
Risotto con salsiccia e Bonarda.

Il San Sirino.

Capoluogo di una provincia a forma di grappolo d’uva, come venne definita da Gianni Brera, molti sono i frutti che questa terra offre e che sono all’origine di diversi piatti locali. La ricchezza di risorgive e i corsi d’acqua hanno reso Pavia, e il suo territorio, uno dei principali centri italiani per la produzione di riso, non è quindi un caso se numerose sono le ricette che permettono di scoprire i mille volti di questo cereale, come il risotto alla Certosina, secondo la leggenda ideato dai monaci della Certosa, a base di gamberi di fiume, carote e cipolle, il risotto con i fagioli dell’occhio o quello con la salsiccia e la bonarda e il risotto con il luppolo selvatico (in dialetto ürtis). Tra i primi piatti, oltre al riso, spicca anche la zuppa alla pavese creata, secondo la tradizione, da una contadina con i pochi ingredienti a sua disposizione (brodo, uova e formaggio) per sfamare il re di Francia Francesco I dopo la rovinosa sconfitta alle porte della città. Tra i secondi piatti va ricordato il ragò alla pavese, una variante locale della più nota cassoeula, più leggera perché cucinata solo con le costine del maiale, i munighili (mondeghili), lo stufato alla pavese, la büseca (trippa di vitello alla pavese), gli ossibuchi con i piselli (os büš cum i erbion) e gli uccellini scappati (üslin scapà) fettine di vitello riempite di pancetta e salvia. Spesso la carne, soprattutto se bollita, secondo la tradizione locale è servita insieme a due tipi di salse: la peverata (già menzionata da Opicino de Canistris nel Trecento) a base di peperoni, sedano, acciughe e uova, e il bagnet verd, preparato con prezzemolo, acciughe, aglio e capperi. Accanto ai piatti di carne, la cucina pavese si caratterizza anche per i numerosi piatti di pesce d’acqua dolce, come l’anguilla alla borghigiana (che prende il nome dall’antico sobborgo della città sull’altro lato del Ticino, dopo il ponte Coperto), la trota al vino bianco e la frittata con le alborelle, senza dimenticare le rane, inserite nel risotto o servite in guazzetto, e le lumache, cucinate con i funghi porcini. Tra i dolci, oltre nota torta Paradiso, la torta di zucca (turtâ d’sücâ), i San Sirini, piccoli tortini tondi formati da pan di Spagna, abbondantemente inzuppati nel rhum e ricoperti di cioccolato fondente, prodotti nelle settimane intorno al 9 dicembre, giorno di San Siro, e gli sfâsö, tipiche frittelle cucinate a carnevale. Chiaramente ogni portata deve essere abbinata ai vini del vicino Oltrepò Pavese. Infine, pur essendo un dolce tipico milanese, la più antica, e certa, attestazione del panettone si trova in un registro delle spese del collegio Borromeo di Pavia del 1599: il 23 dicembre di quell'anno nell'elenco delle portate previste per il pranzo di Natale compaiono anche le spese per 5 libbre di burro, 2 di uvetta e 3 once di spezie date al prestinaro per confezionare 13 "pani grossi" da donare ai collegiali il giorno di Natale.

### Canzoni che parlano di Pavia
Sono tanti i cantanti e i gruppi (pavesi e non) che hanno dedicato canzoni alla città di Pavia. Le più famose sono quelle del gruppo pavese 883 (allora formato da Max Pezzali e Mauro Repetto). Fra i cantautori importanti c'è da segnalare anche Drupi, originario del quartiere Borgo Ticino. Fra i gruppi locali ci sono i "Fio dla Nebia" e "Quei dla Barcela", che raccontano la pavesità in canzoni in dialetto locale. Pavia viene citata anche in canzoni di cantanti non pavesi: Diesel di Eugenio Finardi, Ciao Pavia di Gianni Morandi, Questi posti davanti al mare di Ivano Fossati (cantata assieme a Fabrizio De André e Francesco De Gregori), E di Luciano Ligabue. Una canzone più recente che parla di Pavia è Test d'Ingresso di Medicina, dei Pinguini Tattici Nucleari, nella quale ci si riferisce alla città come sede dei test di medicina.

### Film girati a Pavia
Pavia negli anni è stata scelta come location da diversi registi per i loro film. Una delle pellicole più famose e riuscite è stata Il cappotto, di Alberto Lattuada. Il film, girato nel 1952, fu proiettato anche al Festival di Cannes con grandi riconoscimenti anche per l’interpretazione di Renato Rascel. Nel 1957 fu girato I sogni nel cassetto di Renato Castellani, ritenuto «di gran lunga il migliore film di Castellani». A Pavia sono stati ambientati e girati alcuni film del regista Stelvio Massi come Squadra volante (1971), 5 donne per l'assassino (1974) e Mark il poliziotto (1975). Inoltre, furono girante alcune sequenze di Liberi armati pericolosi (1976) del regista Romolo Guerrieri. Dario Argento vi girò parte del suo unico film non appartenente ai generi thriller o horror: Le cinque giornate (1973) con Adriano Celentano. Anche Ermanno Olmi girò in centro storico alcune scene del film L'albero degli zoccoli (1978), che vinse la Palma d'oro al Festival di Cannes. Nel 1976 fu girato La orca del regista Eriprando Visconti, nipote del noto Luchino, con Michele Placido, Vittorio Mezzogiorno e Flavio Bucci. Nel 1981 Dino Risi girò Fantasma d'amore, con Marcello Mastroianni e Romy Schneider, tratto dall’omonimo romanzo dello scrittore pavese Mino Milani. Alcune scene della commedia Il ragazzo di campagna (1984) di Castellano e Pipolo con Renato Pozzetto furono girate a Pavia e dintorni; così come la sequenza (in località bivio Gramegna) del film I cammelli (1988) di Giuseppe Bertolucci con Paolo Rossi e Claudio Bisio. Sempre nel 1988 la regista tedesca Margarethe von Trotta girò in università e in centro storico Paura e amore, trasposizione cinematografica dell'opera Tre sorelle di Anton Cechov (su sceneggiatura di Dacia Maraini), con Valeria Golino, Sergio Castellitto e Paolo Hendel. Negli anni ’90 ricordiamo Facciamo paradiso di Mario Monicelli con Margherita Buy e Lello Arena tra gli attori principali, con le scene girate all’interno dell’Università. Più recentemente in vari punti della città sono state girate alcune sequenze dei film Magic Card (2015) con Maria Grazia Cucinotta; lo storico Aquile randagie (2019), il biografico Hammamet (2020) di Gianni Amelio, sulla vita di Bettino Craxi. Nel 2014 ha debuttato alla regia il pavese d'adozione Giuseppe Di Giorgio, che ha ambientato il suo primo film interamente a Pavia dal titolo La Giusta Scelta, seguito da: La scelta impossibile (2018), che tratta tematiche come la criminalità organizzata e la prostituzione (con Giuseppe Di Giorgio e Nathalie Caldonazzo); il thriller Stem Cell (2020) diretto ed interpretato da Giuseppe Di Giorgio, ambientato tra l'Istituto di ricovero e cura a carattere scientifico Mondino di Pavia e la Fondazione IRCCS Policlinico San Matteo di Pavia; Finalmente libera (2021), una commedia diretta da Giuseppe Di Giorgio con la partecipazione di Vera Castagna; e infine l'ultimo film diretto ed interpretato da Giuseppe Di Giorgio, di genere thriller, che tratta in maniera del tutto originale la delicata tematica del femminicidio, dal titolo Tenebra - Questa è la mia vendetta (2022), tratto dal romanzo Tenebra di David Pratelli. Nel 2023 in città sono state girate molte scene della miniserie televisiva italiana Hanno ucciso l'Uomo Ragno diretta da Sydney Sibilia.

## Geografia antropica

### Urbanistica
Dal punto di vista urbanistico, la città ricalca la struttura romana attorno agli assi viari principali: il cardo, che corrisponde all'attuale Corso Strada Nuova, e il decumano che corrisponde all'attuale Corso Cavour a ovest e Corso Mazzini a est. La stessa planimetria a scacchiera di gran parte degli isolati del centro storico ricalca quasi fedelmente le insulae della città romana, come prova la rete fognaria di età romana, che si è conservata quasi integralmente.
Un altro asse viario di grande rilevanza, fin dal Medioevo, è costituito dall'odierno Corso Garibaldi (prosegue in centro storico come Via Cardano), che si snoda parallelo alla parte orientale del decumano lungo la strada che porta verso Piacenza e Cremona.

### Frazioni

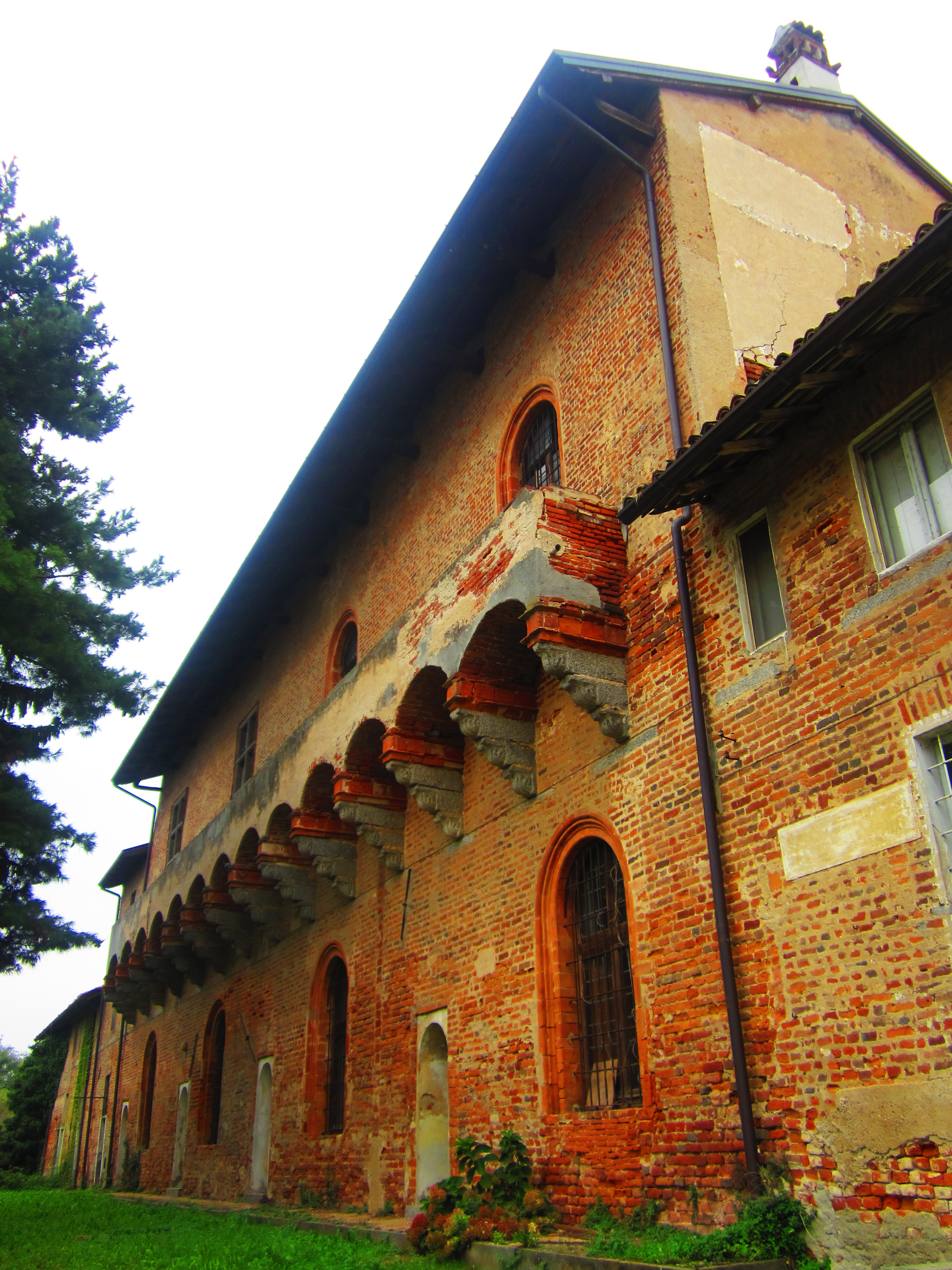
Il castello di Mirabello.

Il comune di Pavia si venne formando nei secoli scorsi attraverso l'aggregazione di diversi comuni. Fino al 1883 esistette un comune dei Corpi Santi di Pavia (CC D036) che raggruppava le cascine e i sobborghi della città appena fuori dalle mura. Le località meno prossime al centro appartenevano a tre delle entità amministrative in cui era diviso il Pavese, cioè il Parco Visconteo, la Campagna Sottana e la Campagna Soprana.
- Albertario
- Cà della Terra, attestato almeno dal XV secolo[301], nel 1797 venne assegnato al distretto di Belgioioso[302]. Nel 1871 il comune venne soppresso e fu aggregato a quello di Fossarmato[303], che, nel 1939, confluì in quello di Pavia.
- Cà de' Tedioli, documentato almeno del XIV secolo[304], non era un vero e proprio centro abitato accentrato, ma una comunità che riuniva cascine e casolari posti esternamente ai sobborghi orientali della città. Nel 1870 venne annesso al comune dei Corpi Santi[305].
- Cantugno
- Cascina Montebello
- Cassine Sirigari
- Cittadella
- Fossarmato, la località risulta già menzionata nel XII secolo tra i possedimenti del monastero di San Pietro in Ciel d'Oro[306] e nel XIV secolo vi sorgeva un castello (ora scomparso) appartenente alla famiglia pavese degli Avvocati[307]. Nel 1939 il comune venne soppresso e confluì in quello di Pavia[308].
- Mirabello, la località sorse intorno al XII secolo presso il monastero cistercense del Gesù. Nella prima metà del XIV secolo la famiglia aristocratica pavese di Fiamberti vi eresse un castello, poi espropriato da Galeazzo II Visconti negli anni '60 del Trecento[309]. Attorno al castello venne creato il grande Parco Visconteo, all'interno del quale si svolse la battaglia di Pavia del 1525. Il comune di Mirabello venne soppresso nel 1939 e fu unito a quello di Pavia[310].
- Molinazzo
- Pantaleona
- Villalunga

## Economia

### Agricoltura
Il 63,3% della superficie del comune di Pavia (circa 4.000 ettari) è destinata all’agricoltura e in particolare alla coltivazione del riso (circa 2.400 ettari), diffusasi, a partire dal XV secolo, prevalentemente nei terreni paludosi sino a divenire, soprattutto dal XVIII secolo, la principale coltivazione. Le grandi quantità d'acqua richieste per il riso ha fatto sì che nel corso dei secoli sia stata progettata e realizzata una fittissima rete d'irrigazione che ancor oggi caratterizza il paesaggio della campagna pavese. Va poi evidenziato che la città è capoluogo delle provincia italiana con la più grande produzione di riso del paese: oltre 84.000 ettari del suolo provinciale sono destinati a risaia. Le altre colture presenti all’interno del territorio comunale sono quella del mais e del grano (1.376 ettari), i pioppeti (636 ettari), mentre superfici molto limitate sono destinate ai prati (158 ettari), ai frutteti e agli orti (29,30 ettari). Sempre all'interno del territorio del comune di Pavia sono ancora attive quasi una cinquantina di cascine (aziende agricole) destinate all'attività agricola, 18 di esse ospitano allevamenti bovini, dove vengono allevati circa 820 capi.

### Artigianato
Nel settore dell'artigianato sono molto diffuse e rinomate la produzione artigianale di attrezzi agricoli e la lavorazione del metallo.
Inoltre sono significative le lavorazioni del ferro battuto finalizzata agli edifici pubblici, quella della ceramica e della porcellana.

### Industria
La città conobbe un forte sviluppo dell’industria a partire dagli anni’80 dell’Ottocento, tanto che ospitò anche stabilimenti di importanza nazionale, come la Necchi o la prima grande fabbrica italiana di seta artificiale e tessuti sintetici, la Snia Viscosa, sorta nel 1905. Nel 1951 quasi il 27% della forza lavoro di Pavia era addetta al settore industriale. A partire dagli anni ’70 del XX secolo la città subì una repentina deindustrializzazione che portò alla chiusura di molte aziende, soprattutto quelle dei settori chimico e meccanico, mentre conobbero sviluppo quelle legate al settore alimentare, come la Riso Scotti, le aziende farmaceutiche e quelle legate alla filiera del packaging. Fortemente in crescita è, infine, il settore della microelettronica che, grazie alla collaborazione tra università e operatori privati, ha visto nascere a Pavia un micro-distretto ad alta specializzazione che offre lavoro a oltre 500 ingegneri elettronici e dottori di ricerca, tanto che anche alcune grandi aziende del settore, come la STMicroelectronics, hanno creato centri di ricerca insieme all'ateneo pavese.

### Turismo
Pavia ha fatto parte del circuito delle città d'arte della Pianura Padana dal 1999 al 2018, anno di scioglimento dell'ente. A partire dagli anni duemila il turismo ha rappresentato un settore in forte espansione sul territorio: nel 2018 il territorio provinciale si era qualificato come uno dei più attrattivi della regione per quanto riguardava il turismo nazionale, mentre nel 2019 la provincia di Pavia attirò 233.517 arrivi e contò 487.485 pernottamenti, dei quali, rispettivamente, 56.604 e 107.831 nel solo comune di Pavia.
Nel 2020, anno durante quale il turismo fu pesantemente colpito dalla pandemia di Covid 19, la provincia di Pavia (insieme alla provincia di Sondrio) "assorbì" meglio di altri territori lombardi gli effetti negativi delle limitazioni imposte dal virus con una contrazione del -52,6% per quanto riguarda gli arrivi e del -46,7% per i pernottamenti (la media regionale fu -66,3% per gli arrivi e -60,8% per i pernottamenti).

## Infrastrutture e trasporti

### Strade

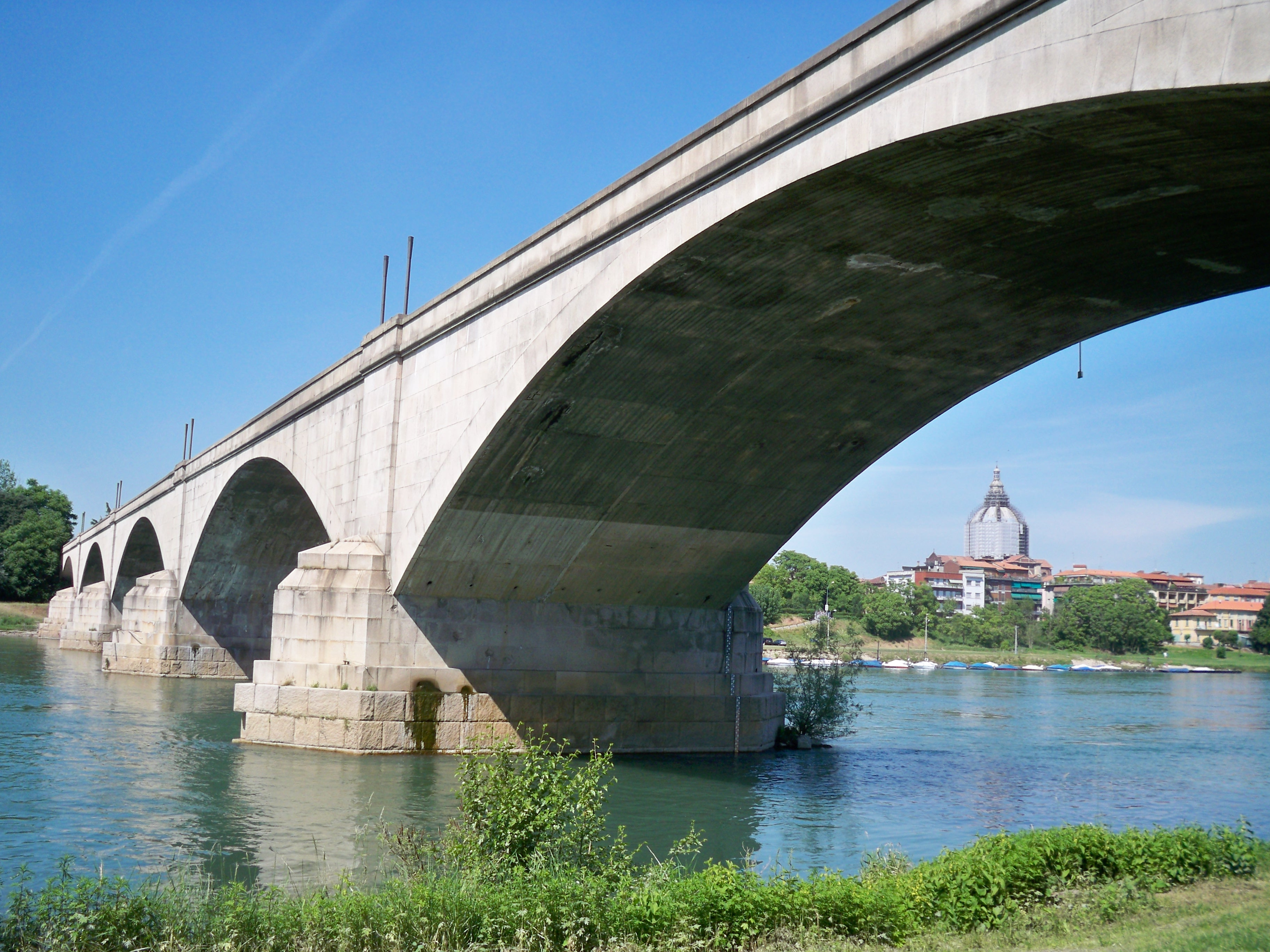
Il ponte della Libertà (1936).

Situata lungo la strada statale 35 dei Giovi, Pavia dispone anche di due uscite autostradali sull'autostrada A7, entrambe poste però al di fuori del territorio comunale (Pavia Nord si trova nel comune di Bereguardo e Pavia Sud in quello di Gropello Cairoli).
La città di Pavia possiede tre tangenziali: due con caratteristiche autostradali, dotate di due corsie per ogni senso di marcia (autostrada A54, detta anche tangenziale ovest, e un raccordo autostradale, chiamato autostrada A53, che collega la città con l'autostrada A7 in corrispondenza del casello autostradale di Pavia Nord-Bereguardo), e una con una corsia per ogni senso di marcia, che collega la tangenziale A54 con la strada statale 617 Bronese, che porta verso il Ponte della Becca (la cosiddetta tangenziale nord ed est).
Numerose strade si diramano dalla città (le più importanti sono: la SP ex SS 234 Pavia-Cremona, la SP ex SS 235 Pavia-Brescia, la SS 526 Pavia-Magenta e la SS 617 Pavia-Broni).

### Ferrovie e tranvie

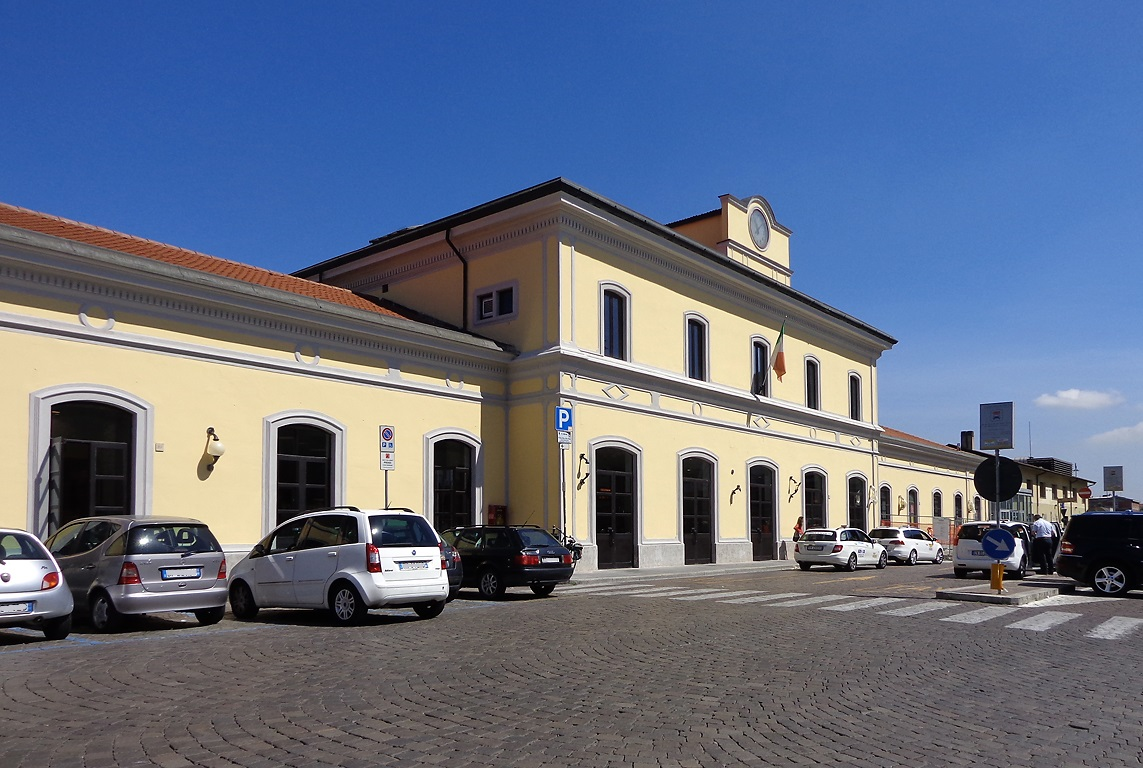
Stazione ferroviaria di Pavia (1862).

Pavia è dotata di tre stazioni ferroviarie:
- La stazione di Pavia, posta lungo la ferrovia Milano-Genova, è fermata di treni a breve e a lunga percorrenza diretti verso località italiane, svizzere, austriache e tedesche. Inaugurata nel 1867[325], è servita da treni regionali e suburbani di Trenord (nell'ambito del contratto di servizio stipulato con la Regione Lombardia), da collegamenti a lunga percorrenza (Frecciarossa, Frecciabianca, Intercity, Intercity notte, regionali veloci) operati da Trenitalia e da collegamenti internazionali (Eurocity ed Euronight) operati dalle Ferrovie Federali Svizzere e dalle Ferrovie Austriache[326]. Costituisce località di diramazione per le linee Pavia-Cremona, Pavia-Vercelli, Pavia-Alessandria (via Valenza) e capolinea meridionale della linea suburbana S13 per Milano Nord Bovisa - Politecnico.
- La stazione di Pavia Porta Garibaldi, fermata posta sulla linea ferroviaria Pavia-Cremona, è collegata alla principale stazione pavese con un tempo di percorrenza di circa 6 minuti. Situata presso il naviglio pavese, in Viale Sardegna, serve il quartiere di San Giovannino, la zona di Viale Partigiani e il Cimitero monumentale.
- La stazione di Motta San Damiano, fermata posta sulla linea ferroviaria Pavia-Cremona, è situata all'interno del territorio comunale, ma serve l'adiacente centro abitato di Motta San Damiano, frazione del comune di Valle Salimbene.

In passato erano attive fra il 1880 e il 1936 la tranvia Milano-Pavia e tra il 1884 e il 1934 la tranvia Pavia-Sant'Angelo Lodigiano.

### Mobilità urbana ed extraurbana
Il servizio di trasporto su strada, sia urbano sia extraurbano, è assicurato da autoservizi svolti dalla società Autoguidovie. In città operano 10 linee urbane diurne, una linea urbana notturna, 5 linee suburbane e 5 linee dedicate agli studenti. Numerose sono le autolinee extraurbane che fanno capolinea presso l'autostazione di via Trieste, a poca distanza dalla stazione ferroviaria, che collegano frequentemente Pavia con altre città (Milano, Vigevano, Lodi, Voghera, Castel San Giovanni, Varzi, ecc.). Nei paraggi dell'autostazione si fermano anche alcune linee a lunga percorrenza (MarinoBus, Eurobus Consorzio Autolinee, Gruppo STAT) che garantiscono collegamenti giornalieri e periodici con il Centro e il Sud Italia.
In passato era presenta una linea tranviaria urbana, che operò fra il 1913 e il 1954, sostituita da una filovia a sua volta soppressa nel 1968 (i percorsi della tranvia e della filovia sono sostituiti da due linee della rete di autoservizi cittadina).

### Bike sharing
È inoltre attivo un servizio di bike sharing attivo 24 ore su 24, denominato Pavia in Bici, che consente, a seguito della sottoscrizione di un'apposita tessera, di utilizzare le biciclette poste in 7 stazioni nel territorio cittadino. Le stazioni sono collocate nei seguenti luoghi: sul piazzale della Stazione Ferroviaria (dove il servizio può essere integrato con il trasporto ferroviaria e in particolare con la linea suburbana S13 Pavia- Milano di Trenord), in piazzale Golgi (vicino al Policlinico San Matteo), in piazza Vittoria, in via Indipendenza, in piazza Leonardo da Vinci (nei pressi dell'Università), in via Ferrata e in via dei Mille dopo il ponte Coperto.

### Car sharing
Sul territorio comunale sono presenti cinque postazioni dove è possibile noleggiare auto tramite il car sharing. Le postazioni si trovano: sul piazzale della Stazione Ferroviaria (dove il servizio può essere integrato con il trasporto ferroviaria e in particolare con la linea suburbana S13 Pavia- Milano di Trenord), in piazzale Golgi (vicino al Policlinico San Matteo), in piazza Italia (nei pressi dell'università), in strada Cascina Cascinazza e in piazzale San Giuseppe. Gli autoveicoli che svolgono il servizio di car sharing hanno l'accesso gratuito nelle zone del centro storico a traffico limitato (ZTL).

### Idroscalo

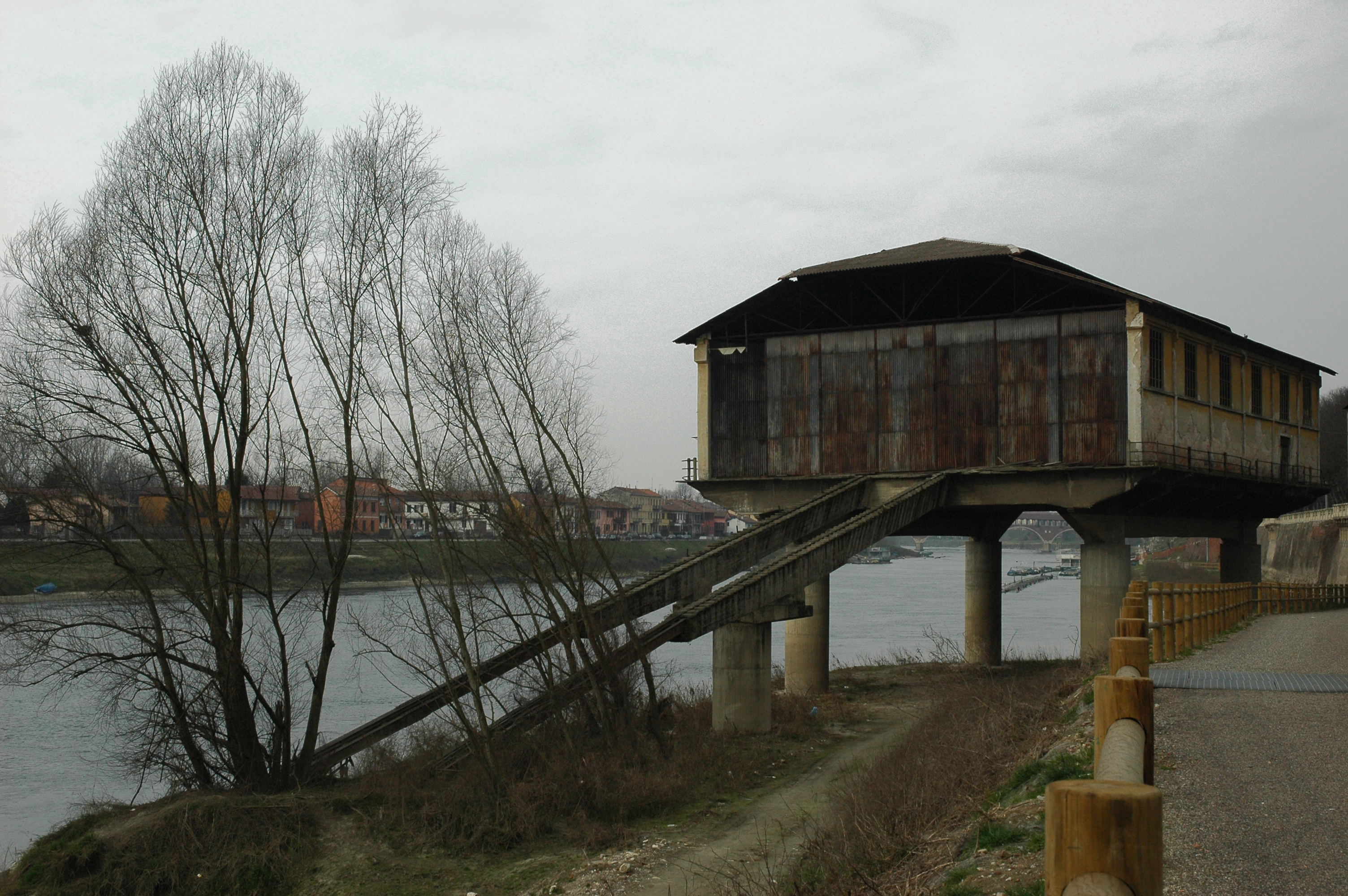
L'ex Idroscalo (1926).

L'idroscalo di Pavia venne inaugurato il 1º aprile 1926 da Benito Mussolini per servire come punto di rifornimento e sosta per gli idrovolanti della linea Torino-Venezia-Trieste della Società Italiana Servizi Aerei. Cessato da tempo il suo utilizzo, l'infrastruttura versa in stato di abbandono.
Nel 1999 la struttura è stata venduta a privati per il risanamento e la realizzazione di spazi commerciali e nel 2017 ha ottenuto il via libera dalla Commissione Paesaggio per la riqualificazione.

### Aeroporti
La città di Pavia è facilmente raggiungibile dagli aeroporti milanesi. Dai terminal di Malpensa con il servizio ferroviario del Malpensa Express si raggiunge la stazione di Milano Nord Bovisa dalla quale partono ogni 30 minuti (dalle ore 5:25 alle ore 23:25) i treni suburbani della linea S13 per Pavia. Invece, dal terminal di Linate con la metropolitana dell'ATM (linea M4) si raggiunge la stazione di Milano Forlanini dalla quale partono ogni 60 minuti i treni regionali della linea R34 per Pavia e Stradella, oppure la stazione di Milano Dateo dalla quale partono ogni 30 minuti (dalle ore 5:41 alle ore 23:41) i treni suburbani della linea S13 per Pavia.

### Progetto IRMA

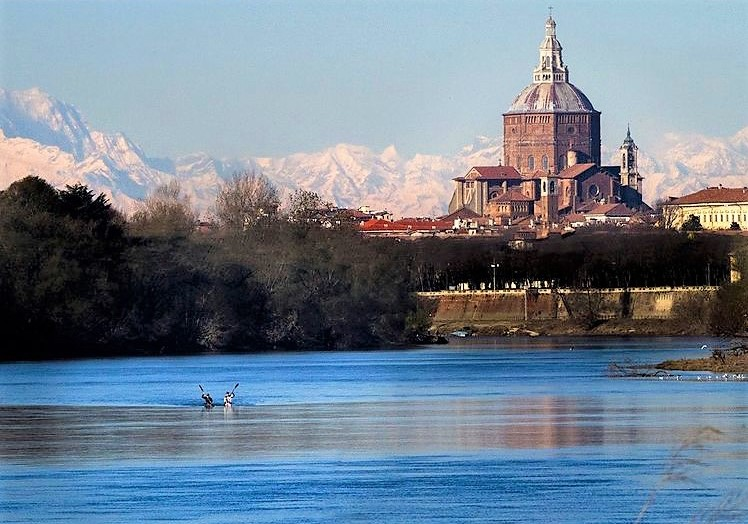
Il Ticino a valle della città, sullo sfondo il duomo e il monte Rosa.

Nell'ambito del programma quadro di ricerca Horizon 2020, il 21 maggio 2014 da una collaborazione fra il dipartimento di Ingegneria dell'Università e il Comune di Pavia è nata IRMA, acronimo di Integrated Real-time Mobility Assistant, progetto pilota europeo di un'applicazione gratuita per sistemi Android e Internet, che è in grado di tracciare la posizione geografica e ottimizzare un itinerario di trasporto intermodale di persone e in ambito urbano verso la destinazione prescelta, basandosi su dati aggiornati in tempo reale riguardo a: traffico, meteo, viabilità e presenza di mezzi pubblici.

L'applicazione viene sperimentata in 5 "città intelligenti", con mappe interattive e supporto multilingua, e ulteriori estensioni in Braille, Smart TV e di interfaccia utente a favore di persone anziane, ipovedenti e diversamente abili. Profilatura e analisi del traffico hanno tra i loro potenziali portatori di interesse i seguenti soggetti: municipalità, aziende di trasporti, fornitori di servizi informativi.
Il team progettuale ha stimato una riduzione dell'inquinamento urbano da automobili di una percentuale sino al 30-40%, e un simile bilanciamento fra la domanda di mezzi pubblici prevista e quella effettivamente riscontrata in tempo reale. Il progetto è sviluppato con il contributo di giovani ricercatori, servizi cloud (Platform as a service), nonché riuso di codice e programmi a sorgente aperto.

## Amministrazione

### Sindaci del Comune di Pavia dal dopoguerra
| Periodo | Periodo   | Primo cittadino          | Partito              | Carica                  | Note                 |
| ------- | --------- | ------------------------ | -------------------- | ----------------------- | -------------------- |
| 1945    | 1946      | Angelo Grassi            | CLN                  | Sindaco                 | -                    |
| 1946    | 1948      | Cornelio Fietta          |                      | Sindaco                 | -                    |
| 1948    | 1951      | Carlo Milani             | Democrazia Cristiana | Sindaco                 | -                    |
| 1951    | 1956      | Alberto Ricevuti         | Democrazia Cristiana | Sindaco                 | -                    |
| 1956    | 1964      | Bruno Fassina            | Democrazia Cristiana | Sindaco                 | -                    |
| 1965    | 1970      | Giovanni Vaccari         | PSI                  | Sindaco                 | -                    |
| 1970    |           | Gianpaolo Calvi          | Democrazia Cristiana | Sindaco                 | Prosindaco           |
| 1970    |           | Sesto Bajno              | Democrazia Cristiana | Sindaco                 | -                    |
| 1970    | 1971      | Angelo Biancardi         | PSI                  | Sindaco                 | -                    |
| 1971    | 1973      | Mognaschi                |                      | Commissario prefettizio | -                    |
| 1973    | 1980      | Elio Veltri              | PSI                  | Sindaco                 | -                    |
| 1980    | 1986      | Giorgio Maini            | PCI                  | Sindaco                 | -                    |
| 1986    | 1988      | Pierangelo Giovanolla    | PCI                  | Sindaco                 | -                    |
| 1988    | 1990      | Sandro Bruni             | Democrazia Cristiana | Sindaco                 | -                    |
| 1990    | 1993      | Sandro Cantone           | Democrazia Cristiana | Sindaco                 | -                    |
| 1993    |           | Domenico Gorgoglione     |                      | Commissario prefettizio | -                    |
| 1993    | 1995      | Rodolfo Jannaccone Pazzi | Lega Nord            | Sindaco                 | Elezioni 1993        |
| 1995    | 1996      | Domenico Gorgoglione     |                      | Commissario prefettizio | -                    |
| 1996    | 2005      | Andrea Albergati         | PPI                  | Sindaco                 | Elezioni 1996 e 2000 |
| 2005    | 2009      | Piera Capitelli          | DS/PD                | Sindaco                 | Elezioni 2005        |
| 2009    |           | Laura Bianchi            |                      | Commissario prefettizio | -                    |
| 2009    | 2014      | Alessandro Cattaneo      | PDL/FI               | Sindaco                 | Elezioni 2009        |
| 2014    | 2019      | Massimo Depaoli          | PD                   | Sindaco                 | Elezioni 2014        |
| 2019    | 2019      | Flavio Ferdani           |                      | Commissario prefettizio | -                    |
| 2019    | 2024      | Fabrizio Fracassi        | Lega Nord            | Sindaco                 | Elezioni 2019        |
| 2024    | in carica | Michele Lissia           | PD                   | Sindaco                 | Elezioni 2024        |

### Gemellaggi
Il movimento delle città gemellate nasce dopo la seconda guerra mondiale per iniziativa di Jean-Marie Bressand che promuove la costituzione di "Monde Bilingue" che puntava a realizzare attraverso un'educazione bilingue la conoscenza tra i popoli come base per una pace duratura. Nel 1957 viene creata la Federazione Mondiale delle Città Gemellate.
Pavia è gemellata con:
- Besançon (1965)

Besançon è stata la prima città gemellata con Pavia, con delibera del Consiglio Comunale del 9 luglio 1965. La decisione è stato l'ultimo atto di un lungo percorso iniziato nel 1961, per iniziativa di un cittadino di Voghera, nazionalizzato francese, che aveva promosso presso il comune transalpino l'idea di un gemellaggio con Pavia, come si legge nell'atto di promessa di gemellaggio del Consiglio comunale.
- Vilnius (1975)
- Hildesheim (2000)

Il gemellaggio è legato alla figura di Sant’Epifanio (438-497) vescovo di Pavia. Il Vescovo di Hildesheim Otwino venuto nel 962 a Pavia a seguito di Ottone I decise di trasferire la gran parte dei resti del santo alla cattedrale di Hildesheim. Alcune ossa rimaste sono conservate nella chiesa pavese di San Francesco.
- Hersbruck (2004)

Il gemellaggio con la città tedesca nasce nel ricordo di Teresio Olivelli, partigiano cattolico, beatificato nel 1992, e morto nel lager nazista delle SS presso Hersbruck il 17 gennaio 1945 mentre tentava di difendere un altro prigioniero. Questo ricordo è stato fonte di numerosi contatti tra le due città e nel 2003 il sindaco di Hersbruck, durante un convegno a Pavia ha proposto il gemellaggio.
- Betlemme (2006)
- Zante (2006)
- Ayamé

## Sport

### Calcio
Ha sede nel comune la società di calcio Associazione Calcio Pavia 1911, che milita in serie D. In passato la squadra è arrivata a disputare vari campionati di serie C e anche due di serie B.
Altre realtà minori sono: Frigirola 1952 (squadra del quartiere San Pietro in Verzolo), Vallone Calcio (squadra dell'omonimo quartiere), Aquilotti Celeres (squadra del quartiere Borgo Ticino), Mirabello 1957 (squadra dell'omonimo quartiere), Folgore (squadra del quartiere Pavia Ovest), Athletic Pavia (squadra del quartiere San Giovannino) e Pavia Academy.
Il calcio femminile è rappresentato dalla società Pavia Academy SSD, che milita nel campionato di serie B.

### Calcio a cinque
La locale squadra di futsal è il Pavia C5, che milita nel campionato di serie C/2. La squadra femminile, invece, partecipa al campionato di serie C lombardo.

### Beach Soccer
La squadra femminile del Pavia Beach Soccer nel 2019 si è laureata campione del mondo vincendo la prima edizione del World Winners Cup.

### Basket

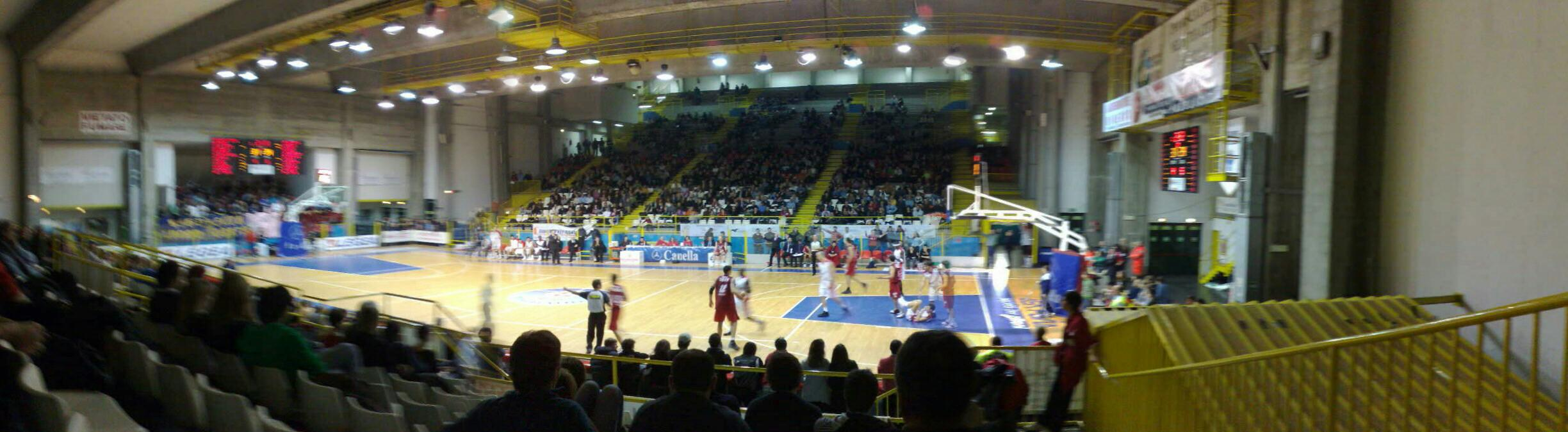
Partita di basket all'interno del PalaRavizza.

Per diversi anni la città è stata presente nei massimi campionati nazionali di pallacanestro grazie alla Pallacanestro Pavia, alla Onda Pavia, al CUS Pavia Basket e al Basket Femminile Pavia. La piazza può vantare la conquista di un titolo nazionale universitario (campionato Littoriali, nel 1939), di una Coppa Italia LNP (nel 2001) e di uno scudetto juniores nazionale (U19 femminile). Oggi le uniche squadre di pallacanestro rimaste sono la Pallacanestro Pavia 1933 (che milita in serie B2) e la U.S. Basket Sanmaurense Pavia (che milita in serie C).

### Pallavolo
La pallavolo femminile in passato ha disputato diverse stagioni di serie A1 e di A2 con la Riso Scotti Minerva Pavia (dal 2005 al 2015). Attualmente esistono le squadre dell'Universo in Volley Pavia e del CUS Pavia Pallavolo (che militano in serie B/2 femminile). Dal 2021 al 2024 il PalaRavizza ha ospitato le gare casalinghe di serie A3 maschile del Volley 2001 di Garlasco.

### Rugby
Il rugby è rappresentato dal Cus Pavia che, dal minirugby alla Serie C e al rugby femminile, coinvolge dal 1933 molte generazioni di giovani rugbisti pavesi. La squadra ha militato in serie A dal 1941 al 1943, e più recentemente in serie B dal 2003 al 2005.
Oltre al CUS Pavia, esistono altre realtà rugbistiche in città: il Rugby Pavia ASD si dedica alla formazione di giovani atleti, con particolare attenzione al minirugby e alle categorie giovanili.

### Ginnastica
La Ginnastica Pavese nasce nel lontano 1897. Nel 1923 ha avviato a Pavia la pratica sportiva della pallacanestro e ha tenuto a battesimo i pionieri pavesi di questo sport. Ad oggi l’albo d’oro della Ginnastica Pavese può contare su 9 partecipazioni olimpiche, 25 atleti che hanno vestito la maglia azzurra e 1 titolo mondiale conseguito nel campionato master di pesistica nella classe W40.

### Wrestling
La città è sede della ICW.

### Impianti sportivi
Principali impianti sportivi presenti in città:
- Stadio "Pietro Fortunati"
- Palazzetto dello Sport "Giuliano Ravizza"
- PalaChiappero (dedicato al basket giovanile e altri sport).[366]
- PalaCUS (dedicato alla pallavolo, alla scherma, al tiro con l’arco e all’arrampicata sportiva).[367]
- PalaCampus (dove vengono praticate le attività giovanili di pallavolo e le attività adattate sviluppate in collaborazione con il Corso di Laurea in Scienze Motorie Preventive e Adattate dell’Università di Pavia).[367]
- Cus Pavia - Sede Nautica (dove si svolgono le attività di canoa e canottaggio).[367]
- Campo Rugby Cravino.[368]
- Piscine Campus Aquae.[369]

### Eventi sportivi
- Torneo Internazionale Giovanile di Tennis Under 14[370]: si svolge dal 2003 al Tennis Club Pavia[371], nella primavera di ogni anno, e ne prendono parte 32 ragazzi e 32 ragazze tra i migliori in Europa. Il torneo, sotto l'egida della Tennis Europe e della Federazione Italiana Tennis, si articola in due tabelloni di singolare e due di doppio, maschile e femminile.
- Regata Pisa-Pavia: regata di canottaggio che si svolge sulle acque del Ticino ad anni alterni, per commemorare gli studenti pavesi e pisani che parteciparono alla battaglia risorgimentale di Curtatone e Montanara del 29 maggio 1848. La gara si svolge in due manche con imbarcazioni a otto vogatori (8+). Gli equipaggi (maschili) sono interamente composti da studenti regolarmente iscritti ai due Atenei e alcuni di loro fanno anche parte della nazionale italiana di canottaggio. L'albo d'oro vede Pavia condurre con 36 vittorie.
- Palio del Ticino: si svolge il secondo week-end di giugno. Nato nel 2006, si ispira alla storica Battaglia fluviale di Pavia del 1431.[372]
- Raid Pavia-Venezia: si svolge dal 1929 nel mese di giugno ed è il raid di motonautica più lungo al mondo corso in acque interne. La manifestazione si articola lungo un percorso di 413 km con partenza da Pavia dalla sede dell'Associazione Motonautica (sulle acque del fiume Ticino), con marcia di trasferimento a velocità ridotta sino al Ponte della Becca (confluenza con il Po) dove iniziano le tappe a cronometro (fino Volta Grimana). Poi, nuova tappa di trasferimento fino a Chioggia e, infine, parata dei soli vincitori (in assoluto e per categoria) fino all'Arsenale di Venezia[373].
- Nazionale Under-21 di calcio dell'Italia. La Nazionale U-21 ha disputato due partite allo stadio "Pietro Fortunati" di Pavia: nel settembre 2003 contro il Galles (vittoria italiana per 8-1) e nel marzo 2005 contro la Scozia (vittoria italiana per 2-0)[374][375].
- Giro d'Italia: la città è stata più volte tappa del Giro. La prima apparizione fu nel 1969 (17° tappa: Celle Ligure-Pavia), poi tornò nel 1981, mentre nel 1991 Mario Cipollini fece sua la volata nella Pavia – Milano; infine, l’ultima apparizione fu quella del 2003, nella Arco – Pavia, vinta allo sprint da Alessandro Petacchi.[376]
- Pallavolo femminile: nel 2010 il Palasport "Giuliano Ravizza" di Pavia ha ospitato la Supercoppa italiana di pallavolo femminile[377].
- Nazionale di Pallacanestro Femminile dell'Italia: nel febbraio 2018 contro la Macedonia, la Nazionale Femminile di basket ha disputato al Palasport "Giuliano Ravizza" di Pavia una gara valida per le qualificazioni europee 2019 (vittoria italiana per 93-33)[378].
- Mille Miglia: la storica competizione automobilistica stradale ha fatto tappa a Pavia (controllo timbro) nel 2022[379] e nel 2023[380].
- Milano-Sanremo: la 115ª edizione della storica gara ciclistica svoltasi il 16 marzo 2024 è partita da Pavia[381]. Fino al 2027 la città sarà sede di partenza della corsa[382].

### Sport acquatici
Dalla fine dell'800 a tempi più recenti sono nate una serie di associazioni, che con il tempo hanno ampliato la loro attività a diverse altre discipline sportive acquatiche.
- Società Canottieri Ticino[383], fondata nel 1873 come società di canottaggio, mantiene la tradizione dei barcé[384] e dal 2009 la disciplina del dragonboat[385].
- Battellieri Colombo[386], nata da una costola della Canottieri Ticino nel 1885, promuove le attività di canoa e di voga alla pavese su barcè.
- Associazione Motonautica Pavia[387]: dal 1929 si concentra sulla promozione delle attività sportive acquatiche, in particolar modo nella promozione dell'annuale raid Pavia-Venezia.
- Club Vogatori Pavesi[388]: fondata nel 1983, organizza attività ed iniziative culturali e sportive legate alla voga alla pavese su barcè e al fiume Ticino, alla sua vita, cultura e salvaguardia.
- Cus Pavia[389], sezione canottaggio e canoa: fondato nel 1946, ha ereditato la tradizione tramandata dalle più antiche società remiere pavesi.
- AICS Pavia Nuoto a.s.d[390].: società di nuoto agonistico, master e para-olimpico fondata nel 1969.
- Pavia Pallanuoto[391], società agonistica fondata nel 1994, che milita in Promozione.
- Campus Team Pavia[392], società agonistica che promuove la pallanuoto (campionato Libertas), il nuoto agonistico e il nuoto sincronizzato.

## Note

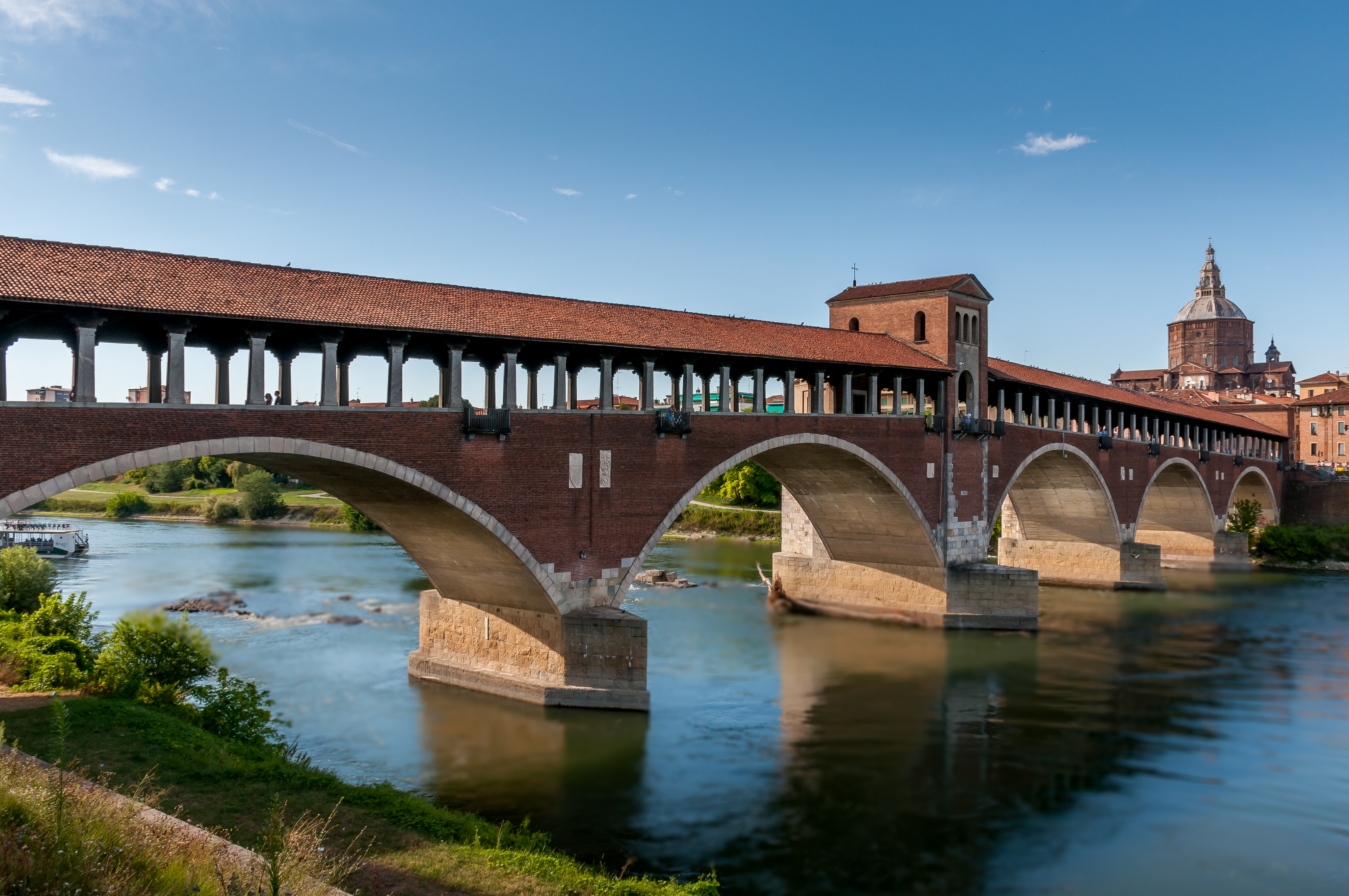